# Liste der Straßen und Plätze in Berlin-Britz

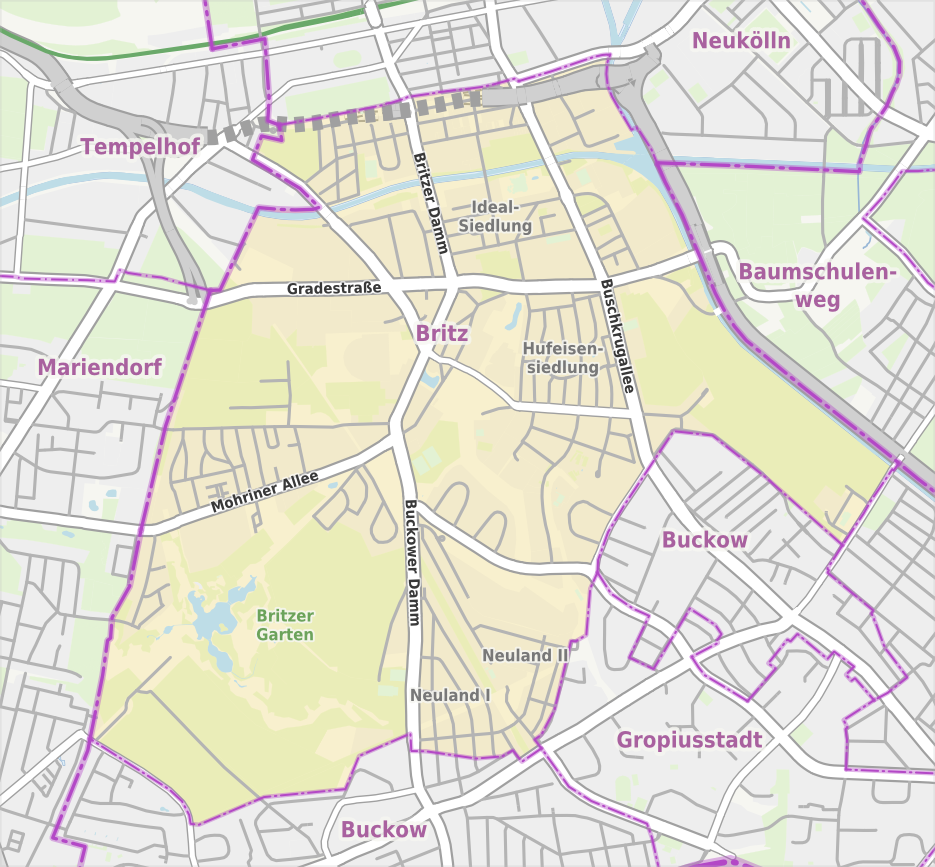
Übersichtskarte von Berlin-Britz

Die Liste der Straßen und Plätze in Berlin-Britz beschreibt das Straßensystem im Berliner Ortsteil Britz mit den entsprechenden historischen Bezügen. Gleichzeitig ist diese Zusammenstellung ein Teil der Listen aller Berliner Straßen und Plätze.

## Überblick

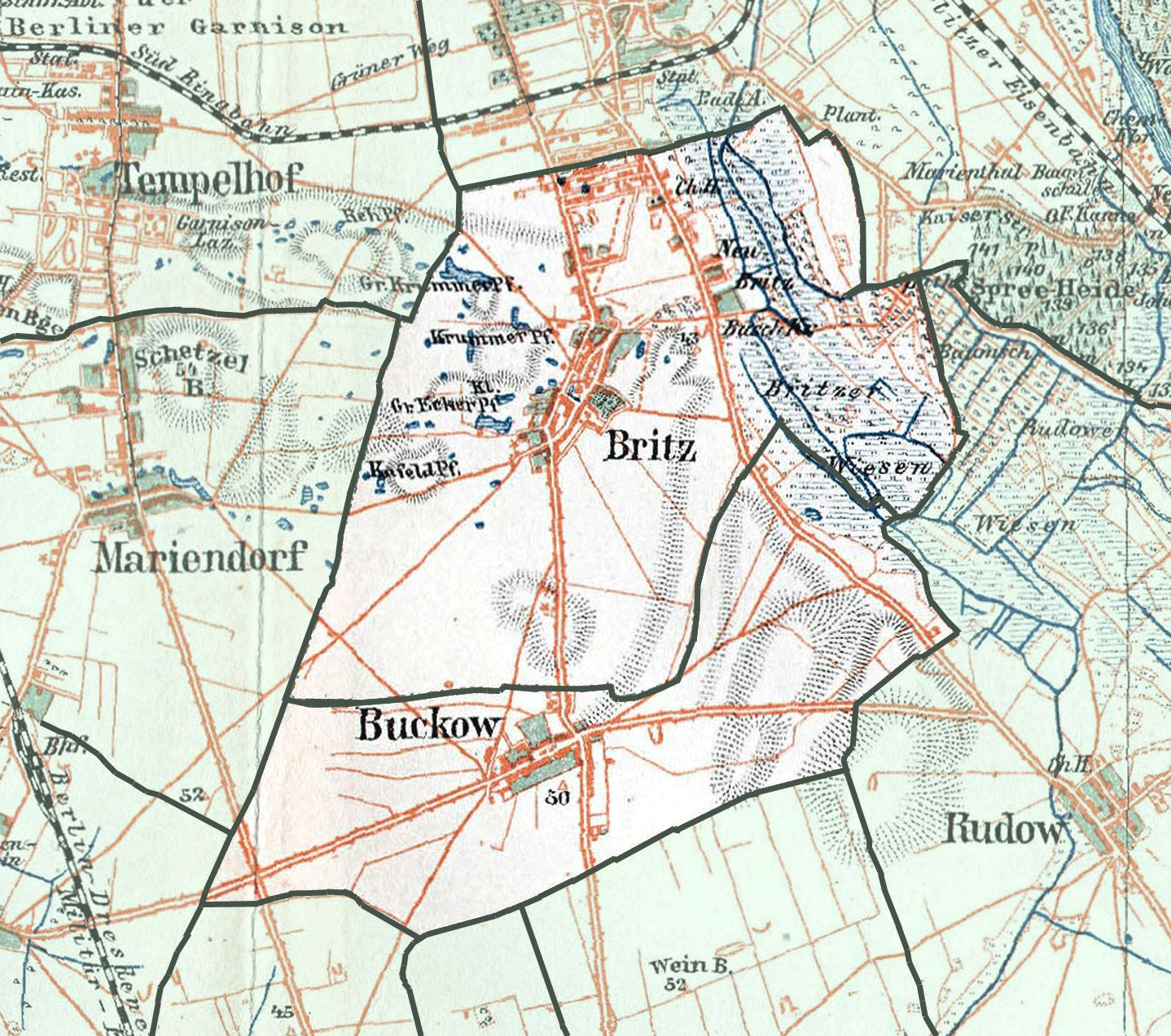
Straßen in Britz um 1890

Der Ortsteil Britz hat 44.012 Einwohner (Stand: 31. Dezember 2024) und umfasst die Postleitzahlenbereiche 12347, 12349, 12351, 12359. Die 137 gewidmeten Straßen haben eine Gesamtlänge von 72,4 Kilometern. Durch den Ortsteil liegen an der nördlichen Ortsteilgrenze zu Neukölln Teile der Bundesautobahn A 100, im Wesentlichen durch den „Tunnel Ortskern Britz“. Die Anschlussstellen (AS) 23 (Britzer Damm) und 24 (Buschkrugallee) liegen im Ortsteil. Die A 113 gibt dem Ortsteil den Anschluss, aber befindet sich jenseits des Teltowkanals im Ortsteil Baumschulenweg. Von Britz ist die AS 2 (Späthstraße) über die Neue Späthbrücke und die AS 3 (Johannisthaler Chaussee) über die Ernst-Keller-Brücke unmittelbar zu erreichen. Zum Ortsteil 4170 Meter Hauptfahrbahnen zum großräumigen und 2510 Meter der Ein- und Ausfahrten und der Verbindungsfahrbahn am AD Neukölln zum übergeordneten Straßensystem nach dem Berliner Straßenentwicklungsplan (StEP). Zum Hauptstraßennetz im Ortsteil gehören Blaschkoallee (1130 Meter), Britzer (2180 Meter) und Buckower Damm (1870 Meter), Buschkrugallee (2510 Meter), Gradestraße (1520 Meter), Johannisthaler Chaussee (60 Meter), Mohriner Allee (1650 Meter), Neue Späthstraße (390 Meter), Späthstraße (230 Meter) sowie der Tempelhofer Weg (460 Meter) als übergeordnete Straßenverbindungen. Außerdem wird der Ortsteil von Hauptstraßen mit regionaler Bedeutung (StEP-Klasse III) durchzogen, zu den gehören Fulhamer Allee (640 Meter), Grüner Weg (740 Meter), Gutschmidtstraße (1230 Meter), Parchimer Allee (740 Meter), sowie 1220 Meter vom Tempelhofer Weg. Die 430 Meter der Ballinstraße, sowie 230 Meter Sieversufer besitzen im Berliner Straßennetz den Rang von Ergänzungsstraßen (StEP-Klasse IV). Die Straßenzüge Buschkrugallee, Rudower Straße und Britzer Damm sind die wichtigen Nord-Süd-Straßen, Blaschkoallee, Tempelhofer Weg / Fulhamer Allee / Parchimer Allee, Mohriner Allee und Gutschmidtstraße / Fritz-Erler-Allee die erschließenden Ost-West-Straßen.

„Britz, ein Pfarrdorf, 3/4 Meilen von Berlin, an der Landstraße nach Mittenwalde, im Teltower Kreis […] (Anmerkung: Im aktuellen Verlauf über Rudow und die Bundesautobahn 113)“

Der Verlauf des Teltowkanals im Ortsteil und weiter als Ortsteilgrenze bedingt mehrere Brücken. Vom Hafen Britz-Ost liegt der Britzer Verbindungskanal ostwärts in Neukölln, im Weiteren in Baumschulenweg. Bei der Strukturänderung in Groß-Berlin 1938 wurde das Gelände östlich vom Teltowkanal (Späthsfelde mit dem Arboretum) Treptow zugeteilt und die Späthstraße geriet in zwei Verwaltungsbezirke.
Die Entwicklung des Britzer Straßensystems begann im Norden. Mit dem Anlegen von Straßen auf Initiative von Carl Weder in einem 1866 angekauften Gelände nördlich der Jahnstraße kam Britz in Vorortlage zu Berlin. Die Baufläche war durch die Nähe zu Rixdorf begünstigt, dieses „Neu-Britz“ erstreckte sich bis zur Delbrücker Straße nach Rixdorf (→ Ortsteil Neukölln). Die ersten Straßentrassen auf dem Weg vom Dorf zum Vorort wurden unter Veranlassung des Kreises Teltow festgelegt. Der 1906 fertiggestellte Teltowkanal brachte weitere Besiedlung der Britzer Flur und Gewerbe- und Industrieansiedlung, wie die Chemiefabrik Riedel (1911). Die ‚Ideal-Siedlung‘ zwischen Hannemann- und Franz-Körner-Straße entstand 1911/1912 und schließt südlich vom Teltowkanal an Neu-Britz an.
Eine weitere Trassierung besteht mit Beginn des 20. Jahrhunderts im Westen nach Mariendorf und Tempelhof zu. Begrenzt von der Ortsgrenze nach Westen, der Neukölln-Mittenwalder Bahn im Osten und der Mariendorfer Straße im Süden reicht das Gebiet im Norden bis an die Gradestraße. Diese Acker- und Gärtnereiflächen wurde vor 1920 durch die Gemeinde Britz mit Straßenzügen trassiert. Bedingt auch mit Weltkrieg und Inflation schritt die Entwicklung und Bebauung über die Triftstraße und die Mariendorfer Allee langsam voran. Es bestand der Plan den Flugplatz der DVL nach Britz zu holen. Ausgehend von der Kolonie Solide (Bauverein Solide) begann eine Besiedlung aus Richtung Mariendorf. Viele Gartenbaubetriebe nutzten das Gelände und es gab Planänderungen. Bebaute Fläche entwickelte sich zwischen Mohriner Allee und Koppelweg, nördlich wurden Kleingartenanlagen geschaffen und im Süden war später Raum frei für die Bundesgartenschau 1985 mit der Nachnutzung als Britzer Garten. Es bestanden um die als Aktienfernstraße (Privatstraße) angelegte Mohriner Allee verschiedene Straßenbezeichnungen aus mehreren Projekten. Die Nutzung von vorhandenen unbebauten Flächen ist noch nicht abgeschlossen, wie das Gebiet zwischen dem Pflanzenschutzamt und der Fläche zur Bahnstrecke noch im Ausbau ist und es wird in Kürze mindestens eine weitere Straße entstehen. Einige der alten Eichen der Mariendorfer Allee stehen noch.
Mit der Eingemeindung von Britz zu Groß-Berlin kam 1924 das Gut mit den Flächen an die Stadt Berlin und die Planungshoheit ging an die Hauptstadt. Auf einer Karte von 1925 findet sich das Straßensystem nach Norden (also Rixdorf zu) besser entwickeln Auf dem Gebiet des vormaligen Rittergutes Britz wurden zwischen 1925 und 1931 in Britz die Straßen der „Fritz-Reuter-Stadt“ angelegt und bebaut. Die Hufeisensiedlung der GEHAG nach Plänen der Gartenstadtbewegung von Bruno Taut und Baustadtrat Martin Wagner im Sinne von sozialem Wohnungsbau. Die gesamte ‚Großwohnsiedlung Britz‘ wurde in mehreren Bauabschnitten errichtet. Gleichzeitig mit traditioneller Bauidee entstand die DEGEWO-Siedlung ‚Am Eierteich‘ nach Plänen der Architekten Engelmann und Fangmeyer. Eine Ausdehnung der Britzer Siedlungen entlang der Neukölln-Mittenwalder Eisenbahn erfolgte südlich der Hufeisensiedlung an Buckow grenzend mit der Stadtrandsiedlung (Siedlung Neuland). 1936 wurde deren Bauführerweg (seit 1947: Schlosserweg) der ‚Schlagetersiedlung für Frontkämpfer‘ zugeordnet und in Frontkämpferweg umbenannt. Die Frontkämpfer des Ersten Weltkriegs wurden von der NS-Propaganda zur Glorifizierung von Krieg genutzt. Die Straßen in diesem Gebiet sind (nach der Weltwirtschaftskrise 1929) nach Berufen aus dem Bauwesen benannt. Tendenziöse Umbenennungen aus der NS-Zeit wurden 1950/1951 ersetzt.
In den Nachkriegsjahren wurden auf Brachflächen und in Baulücken, beispielsweise durch Bombenschäden des Krieges, Gartenkolonien zur Nahrungsselbstversorgung angelegt. Der Bedarf nach gutem Wohnraum wuchs und zwischen 1955 den 1960er Jahren wurden mehrere Kolonien aufgegeben und die freigewordenen Grundstücke mit Wohnhäusern bebaut, wie Suderoder oder Tilburger Straße.
Die frei gebliebenen Gutsflächen südlich der Hufeisensiedlung um die Gutschmidtstraße standen als Baureservefläche bereit. Die Straßen in Britz-Süd waren in den 1960er Jahren von der Planung der Großsiedlung Britz-Buckow-Rudow beeinflusst.
Eine Bebauung im Britzer Osten von Neubritz zum Teltowkanal wurde mit Gewerbeansiedlung abgefangen. So wurden beispielsweise die projektierten Straße 26 und Straße 26a nicht bebaut. Die Fläche der Britzer Wiesen im Südosten, in denen der Teltowkanal eingebettet ist, wurden zu Städtischen Kleingartenkolonien als Dauerkolonien angelegt. Im benachbarten Buckow (Vogelviertel) entstanden Straßen mit Eigenheimen.

## Übersicht der Straßen und Plätze
Die nachfolgende Tabelle gibt eine Übersicht über die vorhandenen Straßen und Plätze im Ortsteil sowie einige dazugehörige Informationen.
- Name/Lage: aktuelle Bezeichnung der Straße oder des Platzes. Über den Link Lage kann die Straße oder der Platz auf verschiedenen Kartendiensten angezeigt werden. Die Geoposition gibt die Lage der ungefähren Mitte der Straßenlänge an.
- Im amtlichen Straßenverzeichnis nicht aufgeführte Verkehrswege sind mit * gekennzeichnet.
- Ehemalige oder nicht mehr gültige Straßennamen sind kursiv gesetzt. Für bedeutende ehemalige Straßen oder historische Straßennamen ist gegebenenfalls eine gesonderte Liste vorhanden.
- Länge/Maße in Metern:
Die in der Übersicht enthaltenen Längenangaben sind  gerundete Übersichtswerte, die in Google Earth mit dem dortigen Maßstab ermittelt wurden. Sie dienen Vergleichszwecken und werden, sofern amtliche Werte bekannt sind, ausgetauscht und gesondert gekennzeichnet.
Bei Plätzen sind die Maße in der Form a × b für rechteckige Anlagen und für (ungefähr) dreieckige Anlagen als a × b × c mit a als längster Seite angegeben.
Sofern die Straße auch in benachbarte Ortsteile weiterführt, gibt der Zusatz ‚im Ortsteil‘ an, wie lang der Straßenabschnitt innerhalb des Ortsteils dieses Artikels ist.
- Namensherkunft: Ursprung oder Bezug des Namens.
- Anmerkungen: weitere Informationen über anliegende Baudenkmale oder Institutionen, die Geschichte der Straße und historische Bezeichnungen.
- Bild: Foto der Straße oder eines anliegenden Objektes.

| Name/Lage                       | Länge/Maße (in Metern)                 | Namensherkunft | Datum der Benennung | Anmerkungen | Bild |
| ------------------------------- | -------------------------------------- | --- | ------------------- | --- | --- |
| Alt-Britz (Lage)                | 1090                                   | Angerdorf Britz | 14. Feb. 1950       | Die Dorfstraße und vorher zum Stubenrauchring gehörende Teile der Blaschkoallee wurden mit dem Vorsatz „Alt-“ zum Ort an die Umbenennung anderer Dorfstraßen in Groß-Berlin angepasst. Sie liegt zwischen Blaschkoallee und Fuhlhammer Allee als für den Kfz-Verkehr gesperrte Straße (gemeinsam mit der Backbergstraße) und führt als gepflasterte Straße weiter zum Schnittpunkt Britzer/Buckower Damm. Unter dem Gutsbesitzer Ewald Friedrich Graf von Hertzberg wurde Ende des 18. Jahrhunderts das Dorf mit der heutigen Straße Alt-Britz vom Durchgangsverkehr befreit und die (Dorf-)Straße alleeartig ausgebaut. Damals gab das ehemalige Dorf im Kreis Teltow dieser Straße den Namen die mit dem Rittergut, der Dorfkirche und dem Dorfteich mitten durch das Dorf führte, wonach der Anger überbaut wurde. | Alt-Britz · Schloss Britz |
| Am Bergpfuhl (Lage)             | 0300                                   | Name des früheren Gewässers ‚Bergpfuhl‘                                                                                          | 26. Juni 1995       | Vorher als Straße 617 des Bebauungsplans XIV-256 angelegt, führt sie U-förmig vom und zum Koppelweg. Am südlichen Ende der öffentlichen Straße zweigt T-förmig eine Privatstraße (nicht des öffentlichen Verkehrs) zur Erschließung der Grundstücke 9a, 11 und 13 ab. Der Bergpfuhl befand sich am Ende dieser Privatstraße auf dem jetzigen Grundstück 11 und der angrenzenden Grünfläche. Die öffentliche Straße ist in das Straßenreinigungsverzeichnis A Reinigungsklasse 4 eingetragen. Grundstücke 4–28 (gerade, innerhalb des Rings, 6, 20, 22 unbebaut) und 1–21 (ungerade, an der Außenseite) gehören zur 10 m breiten Straße mit Parkbuchten, dabei sind 9a–13 südlich gelegen und durch einen 5 m breiten Zugang zu erreichen. Der Bergpfuhl befand sich auf einem Drittel nördlich des Verbindungswegs (→ Koppelweg) von Britz nach Mariendorf. | Berlin-Britz Am Bergpfuhl |
| Am Brandpfuhl (Lage)            | 0320                                   | ‚Brandpfuhl‘, Gewässer am Tempelhofer Weg Ecke Waldkraiburger Straße                                                             | 1. Dez. 1983        | Die Straße liegt zwischen Koppelweg und Mohriner Allee. Der amtliche Name Straße 247 (Straßennummer 5290) des Bebauungsplans der Siedlung blieb bis 1983 erhalten, und der neue Name wurde mit 5637 im Straßenverzeichnis eingeordnet. Die Grundstücke der Straße sind mehrfach geteilt und lediglich auf der geraden Seite angelegt: 2, 2a, 4, 4a, 6, 8–8w und 10–24 (gerade). Auf einigen Stadtplänen ist zwischen den Grundstücken 18 und 20 irrtümlich die Straße 616 eingezeichnet. Im Adressbuch 1943 ist die Straße 247 von Triftstraße (→ Koppelweg) zur Mariendorfer Allee aufgenommen, an der linken Seite eine Gärtnerei und gegenüber die bewohnten Grundstücke 1–13 fortlaufend nummeriert (8: Baustelle, 13: Sommerhaus). In dem Stadtplan der Karte von Berlin aus den Jahren 1941 bis 1974 ist zudem die Straße 245 vorhanden, die inzwischen aufgehoben ist. Nach dem gültigen Bebauungsplan XIV-256 ist in deren Lage die Straße 616 geplant, die in einer Kurve zur Mohriner Allee führen und die Trasse der Straße 245 beinhalten soll. Diese Fläche wird jedoch von einem Gartencenter (Mohriner Allee 70, 72, 72a) belegt. Zwischen den Grundstücken 8 und 10 zweigt eine Privatstraße ab, die der Erschließung der Wohnhäuser auf den Grundstücken 8b–8w dient und den Zugang zu der Grünanlage ermöglicht. Sie war ein Teil der im seinerzeit gültigen Bebauungsplan vorgesehenen Straße 246. Die Privatstraße ist der Straße Am Brandpfuhl zugeordnet. Die öffentliche Straße ist im Straßenreinigungsverzeichnis A, Reinigungsklasse 4, eingetragen. Sie ist für Fahrzeuge aller Art mit Ausnahme der Anrainer gesperrt. Westlich der bebauten Grundstücke an der Straße Am Brandpfuhl liegt (abgrenzt zu Am Bergpfuhl) eine Grünfläche von Triftstraße 62 zu Mohriner Allee 82. | Berlin-Britz Am Brandpfuhl |
| Am Britzer Garten (Lage)        | 0270                                   | Britzer Garten, Nachnutzung der Bundesgartenschau 1985                                                                           | 1. Feb. 2002        | Diese neuangelegte Straße liegt an der westlichen Ortsteilgrenze zwischen Mohriner Allee und Walnußweg als Sackgasse und Spielstraße. Auf den Grundstücken 1–27 (ungerade) und 2–30 (gerade) stehen Neubaudoppelhäuser mit Eigentümerparkplätzen. Die Privatstraße ist für Fahrzeuge aller Art mit Ausnahme der Anrainer gesperrt und am Nordende zum Walnußweg besteht keine Ausfahrt, für Fußgänger besteht ein Durchgang. Im Südteil ist es die Zufahrtsstraße zu den Siedlungshäusern mit einem großen Parkplatz (Mohriner Allee 152) an der Ostseite. Die gegenüberliegenden Parzellen auf Mohriner Allee 156/158, der vorherigen „Kolonie Asterngrund“ sind Siedlungshäusern bebaut die letzterer zugeordnet (156a–158f) sind. Die mit 1,7 ha verbliebene Freifläche (Mohriner Allee 152/154) zum Walnußweg wurde mit ihren Grundstücken als neubenannte Siedlungsstraße angelegt. In den 1930er Jahren war für den „Bauverein Solide“ (Siedlung Solide) an der schräg verlaufenden Grenze zu Mariendorf eine westlicher gelegene Straße 128 projektiert, die gespiegelt den Bogen des Walnußwegs (südlich von Straße 214) wiederholte. Diese parzellierte Fläche blieb für die Siedlung Solide ungenutzt und als Baufläche bis zum Jahr als 2000 Grünfläche unbebaut. Die Straße beginnt gegenüber vom Eingang zum Britzer Garten an der Mohriner Allee, was den Namen berechtigt. | Berlin-Britz Am Britzer Garten |
| Am Irissee (Lage)               | 0220                                   | Irissee, kleiner See im Britzer Garten                                                                                           | 1. Sep. 1987        | Die Privatstraße führt vom Wildspitzweg nach Nordost am Rand des Britzer Gartens entlang. Die Grundstücke 1–53 (ungerade, Südseite) und 2–26 (gegenüber, gerade) gehören zur Straße. Diese verkehrsberuhigte Wohnstraße ist mit Einfamilienhäusern bebaut. Die kurze Straße endet für Autos als Sackgasse am Britzer Garten. Für Fußgänger gibt es einen Durchgang zum Hochtristenweg. Unweit befinden sich der U-Bahnhof Alt-Mariendorf, der Park an der Britzer Straße und der Britzer Garten. Bereits Ende der 1930er Jahre gab es Pläne für die Besiedlung („Wirtschaftsgenossenschaft Siedlung am Marienfelder Weg“) des Geländes an der Grenze zu Mariendorf in der Trasse war die Straße 264 projektiert. Die 10 Meter breit projektierte Straße war 1969 mit einer Erweiterung (Wendeplatz) in Höhe Straße 264 Nr. 7 (→ Hochtristenweg) halbseits angelegt, aber im Gegensatz zu benachbarten Straßen unbebaut. Mit dem Beschluss die BUGA 1985 auf den angrenzenden Ackerflächen auszurichten wurde die Trasse neu beplant. Unter Einschluss von Parzellen am Südosten wurde an der Privatstraße 608 für die Bundesgartenschau eine Ökosiedlung angelegt mit unterschiedlichen Haustypen (44 Häuser) von bekannten Architekten entworfen. Mit der Nachnutzung bekam die Straße den „romantisierenden“ Namen und Bewohner der Designhäuser. | Berlin-Britz Am Irissee |
| Am Kienpfuhl (Lage)             | 0400                                   | Kienpfuhl, ein Pfuhl im Kreuzungsbereich von Koppelweg und der Neukölln-Mittenwalder Eisenbahn                                   | 1. Sep. 1983        | Die bis 1983 nach dem Bebauungsplan als Planwege geführten Straße 217, Straße 217a und Teile der Straße 246 (Straßennummer 5267, 5268, 5289) wurden zusammengefasst und unter Nummer 5636 benannt. Somit liegt Am Kienpfuhl zwischen Koppelweg und Mohriner Allee. Die Straße ist in das Straßenreinigungsverzeichnis A Reinigungsklasse 4 eingetragen. Der namensgebende Pfuhl, der beim Bahnbau weitgehend zugeschüttet wurde, liegt nordöstlich des Kreuzungsbereichs des Koppelwegs mit der Neukölln-Mittenwalder Eisenbahn. Die schmale Straße ist mit Ein- und Mehrfamilienhäusern bebaut (Neubauhäuser), es ist eine ruhige Straße mit dem nahen Britzer Garten. | Berlin-Britz Am Kienpfuhl |
| Am Mickelbruch (Lage)           | 0100                                   | Flurname ‚Mickelbruch‘ | 24. Mai 1958        | Sie war vorher Teil der Straße 52 des Bebauungsplans und bis 1935 verlief hier zwischen Eberstadtallee und Hannemannstraße der Aronsweg. Sie liegt zwischen Kienheideweg und Hannemannstraße. Zur Straße gehört der am 7. Januar 1974 festgesetzte Bebauungsplan XIV-51. Der Bebauungsplan wurde auf Grund des beabsichtigten Baus von 196 Wohneinheiten und einem Ladenbau, wodurch die Fluchtlinien zu ändern waren. | Berlin-Britz Am Mickelbruch |
| Am Römersgrün                   | 0310                                   | Vorschlag des Bauherrn/der Anlieger wie die Siedlung „Am Römersgrün“                                                             | 30. Apr. 2012       | Die Straße geht nach Süden von der Mohriner Allee ab und erschließt ein Neubaugebiet. Eine schmale, ruhige Sackgasse die in einem Ring mit Anfahrttrasse auf den Grundstücken 1–53 (ungerade) und 6–18 (gerade, innerhalb des Rings) mit Einfamilienhäusern nahe am Britzer Garten bebaut ist. Die Straße entstand im Jahr 2012 auf ehemaligem Gärtnereigelände. Das Neubaugebiet grenzt an die KGA ‚Friedland 33‘. Die Dauerkleingartenanlage „Kolonie Friedland 2 und 33“ wurden im Bebauungsplan XIV-47e vom 30. August 1983 festgelegt und die vorherige Straßenplanung im Planungsgebiet aufgegeben. Angrenzend an diesen Bebauungsplan wurde durch den Bebauungsplan XIV-47a vom 30. August 1983 (GVBl. S. 1194) das Gelände des Britzer Gartens an der Mohriner Allee 79/81 festgesetzt. In den 1960er Jahren waren die Straßen 264 entlang der Kolonie Friedland und quer zur Mohriner Allee 258, 259, 260 und 261 quer von 259 auf der Fläche zum Hochkönigweg hin projektiert und trassiert. Vor der Bebauung des Hochkönigwegs waren im Dreieck vom Roetepfuhl an der Kolonie Friedland und südlich der Mohriner Allee zur Bezirksgrenze schon seit den 1940er Jahren einige Straßen zur Bebauung projektiert (Straße 258 – Straße 264) von denen jedoch nur der Hochkönigweg und dessen drei kurze Querstraßen umgesetzt wurden. Die reine Privatstraße wurde zum Zeitpunkt der Benennung fertiggestellt und darf nur von den Anwohnern und deren Besuchern benutzt werden, eine entsprechende Beschilderung ist angebracht. | Berlin-Britz Am Römersgrün |
| Am Straßenbahnhof (Lage)        | 0420                                   | Straßenbahnhof Britz (mit der Stilllegung der Britzer Straßenbahn zum Bus-Depot)                                                 | 4. Aug. 1930        | Sie liegt zwischen Holzmindener und Gradestraße westlich des BVG-Betriebshofs, dem ehemaligen Straßenbahnhof, seit 1963 Bushof. Sie war als Straße 207 des Bebauungsplans zwischen Gradestraße und Wussowstraße vorgesehen, wobei die Wussowstraße im westlichen Abschnitt durch die Verlängerung des Depots nach Norden entfallen ist. Die Verlängerung Straße 479 wurde am 7. April 1965 in die Straße einbezogen. Im Adressbuch 1935 sind ab Braunschweiger Ufer die Grundstücke 1–25 (linke Seite, ungerade) als Baustelle angegeben, die Mehrfamilienhäuser (6 bis 10 Parteien) 27–66 gehören der Gemeinnützigen Heimstättenbau Ges. der B.V.G. m.B.H. und sind vorwiegend von Straßenbahnern, teilweise Polizeiangehörigen bewohnt. An der rechten Seite sind um die Wussowstraße ebenfalls Baustellen (2–48) genannt. Die Grundstücke 50–60 an die Gradestraße sind ebenfalls Mehrfamilienhäuser des gleichen Eigentümers mit Straßenbahnführern, -schaffnern und technischen Straßenbahnpersonal bewohnt. Wohl für mehr Wohnraum der BVG-Mitarbeiter wurden am 4. August 1930 der Fahrerweg (Straße 205 im Bebauungsplan) und der Schaffnerweg (Straße 206 im Bebauungsplan) zwischen Wussowstraße und Teltowkanal (Braunschweiger Ufer) projektiert und trassiert und wohl auch angelegt. Parallel zu diesen wurden die Straße Am Straßenbahnhof und die Holzminder Straße bis zum Kanal vorgesehen. 1955 sind Fahrer- und Schaffnerweg noch verzeichnet, auf dem Stadtplan 1961 nicht mehr. Der Fahrerweg war 1958 noch namentlich eingezeichnet, 1960 jedoch bereits überbaut. Der Schaffnerweg fiel durch Überbauung vor 1964 weg. Im Adressbuch 1943 findet sich der „Fahrerweg“ als unbebaut zwischen Wussowstraße / Tempelhofer Weg und Braunschweiger Ufer/Teltowkanal, sowie Schaffnerweg unbebaut zwischen Wussowstraße und Braunschweiger Ufer. | Berlin-Britz Am Straßenbahnhof · Berlin-Britz Am Straßenbahnhof |
| An der Neumark (Lage)           | 0790                                   | Neumark, östlich der Oder gelegener früherer Landesteil von Brandenburg                                                          | 25. März 2016       | Die verschiedenen Äste der Privatstraße erschließen eine Neubausiedlung südlich der Mohriner Allee. | Berlin-Britz An der Neumark |
| Andreasberger Straße (Lage)     | 0280                                   | Sankt Andreasberg, ehemalige Bergstadt im Oberharz, seit 2011 Stadtteil von Braunlage                                            | 18. Sep. 1911       | Als Straße A geplant liegt sie zwischen Ellricher Straße und Karl-Elsasser-Straße. Es befindet sich die Evangelische Fürbitt-Kirche an der Westseite der Straße auf dem Gelände des St.Simeon- u. St.Lukas-Kirchhofs. Für 1935 ist die Straße in Hufeisennummerierung im Adressbuch zwischen einer projektierten und der Karl-Elsasser-Straße aufgenommen. Die Mehrparteienhäuser (acht bis zwölf Parteien) 4–9 (fortlaufend, Ostseite) gehören dem Baumeister F. Tiedebein, dabei sind 1/2 und 3 als Baustellen aufgeführt, für die Westseite sind ebenfalls Baustellen genannt. Zwischen 6 und 7 ist ein Durchgang zur Lauterberger Straße aufgeführt. | Berlin-Britz Andreasberger Straße Fürbittkirche |
| Backbergstraße (Lage)           | 0480                                   | Flurname ‚Backberg‘ | 14. Feb. 1950       | Sie begleitet Alt-Britz westlich zum Buckower Damm hin und den Dorfanger gelegen. Südlich von der Fulhamer Allee bindet sie durch den Britzer Kirchteich bedingt nahe dem Schloss Britz an Alt-Britz an. Im nördlichen Abschnitt vor der Pätzer Straße führt sie ebenfalls an Alt-Britz heran. Von 1901 bis 1950 als Karlstraße bezeichnet. 1850 wurde hier die Britzer Schule und 1876 eine weitere, zweigeschossige Schule der Gemeinde Britz erbaut. Unter Backbergstraße 38 befindet sich die Dorfkirche am Südende und auf Backbergstraße 12 steht das Gemeindehaus der Neuapostolischen Gemeinde. Auf Backbergstraße 12 steht die Neuapostolische Kirche Britz. | Backbergstraße 37 · Neuapostolische Kirche Britz in der Backbergstraße |
| Ballinstraße (Lage)             | 0410                                   | Albert Ballin (1857–1918), Hamburger Reeder                                                                                      | 1. Jan. 1974        | Als Straße 23 eingerichtet, liegt sie zwischen Grenzallee und der Ecke Sieversufer. Sie führt unter der A 100 westlich vom Autobahndreieck Neukölln hindurch. Die Straße liegt im Neuköllner Industriegebiet und es gibt nur die beiden Wohnhäuser an der Ecke zur Grenzallee. Industrielärm und stark befahrene Straßen (benachbart zur A 100) prägen deren Umfeld. Südlich der Autobahn liegen Gewerbegrundstücke 6–20 und gegenüber 15. Dabei liegen die gerade nummerierten Grundstücke an der Westseite auf ursprünglich zur Buschkrugallee (17–45) gehörenden Katasterflächen. Über die Straße verläuft der „Rundweg Britzer Hafen“. Zur Ballinstraße besteht der Bebauungsplan XIV-127. | Berlin-Britz Ballinstraße |
| Bauführerweg (Lage)             | 0610                                   | Bauführer, Berufsbezeichnung | 6. März 1936        | Die Straße liegt in der Siedlung Neuland II und ist die Verlängerung des Bauhüttenwegs zwischen Tischlerzeile und Polierweg, im nördlichen Teil als Stichstraße. Im Bebauungsplan als Privatstraße eingerichtet und 1933–1936 zunächst als Dreikellenweg benannt. Bis zur Stilllegung der Bahnlinie waren Bauhütten- und Bauführerweg als Verkehrsweg durch diese unterbrochen. Das Gelände in Britz Süd (südlich der Hufeisensiedlung) zwischen Buckower, Johannisthaler Chaussee und Grüner Weg mit einem Streifen in der Gemarkung Buckow war 1930 unbebautes Ackerland lediglich von der Bahntrasse (zwischen Bahnhof Britz und Buckow) sowie der Hochspannungsleitung durchzogen. Nach Plan von 1939 ist in der bestehenden Form ausgebaut. Zunächst war der Name Bauführerweg am 25. Juni 1935 für den Weg I des Bebauungsplans (parallel zur Bahnstrecke) vergeben worden. Jedoch wurde dieser Name am 27. Februar 1936 zu Gunsten von Frontkämpferweg geändert. Im Adressbuch 1938 ist der Bauführerweg in Wechselnummerierung linke Seite (1–51, ungerade) zwischen Feldmark und Bauhüttenweg / Mittenwalder Eisenbahn (29–39 existieren nicht) und auf der rechten Seite (2–48, gerade) mit Einfamiliensiedlungshäusern angegeben. Die Grundstücke 1–18 gehören zur „Schlagetersiedlung“ und 19–52 gehören zur Stadtrandsiedlung. In der NS-Zeit wurde um Schlageter ein Kult entwickelt. | Berlin-Britz Bauführerweg |
| Bauhüttenweg (Lage)             | 0610                                   | Bauhütte, Bauhandwerksverband | 30. Jan. 1933       | Er liegt zwischen Buckower Damm und Bauführerweg in der Siedlung Neuland I (Stadtrandsiedlung). Das Gelände in Britz Süd (südlich der Hufeisensiedlung) zwischen Buckower, Johannisthaler Chaussee und Grüner Weg mit einem Streifen in der Gemarkung Buckow war 1930 unbebautes Ackerland lediglich von der Bahntrasse (zwischen Bahnhof Britz und Buckow) sowie der Hochspannungsleitung durchzogen. Nach Plan von 1939 ist in der bestehenden Form ausgebaut. Die Stadtrandsiedlung (Britz) wurde in den 1930er Jahren unter der Leitung des Reichsheimstättenwerks gegründet. Das vorherige Ackerland wurde von der Stadt Berlin nach der Weltwirtschaftskrise aufgekauft und bereitgestellt. Der Bauhüttenweg ist im Adressbuch 1938 zwischen Mittenwalder Eisenbahn und Buckower Chaussee mit den Grundstücken 1–51 (ungerade, linke Seite) und 2–50 (gerade, rechte Seite) angegeben. Neben einem Sommerhaus, einem unbewohnten Haus und Grundstücken mit dem Vermerk „exist. nicht“ sind es Siedlungshäuser der Neuland E.G.m.b.h. im Eigentum der Stadt Berlin. Bis zur Stilllegung der Bahnlinie waren Bauhütten- und Bauführerweg durch diesen Verkehrsweg unterbrochen. Das gesamte Siedlungsgelände ist als Verkehrsberuhigter Bereich organisiert und darf nur von Fahrzeugen der Anlieger befahren werden, am Zugang vom Buckower Damm steht das Verkehrsschild Verbot für Fahrzeuge aller Art mit dem „Zusatz außer Anlieger“. | Berlin-Britz Bauhüttenweg |
| Bendastraße (Lage)              | 0050 (im Ortsteil)                     | Robert von Benda (1816–1899), Rittergutsbesitzer in Rudow                                                                        | 22. Mai 1897        | Die Bendastraße liegt zwischen Ringbahn-/Hertastraße und Britzkestraße. Nur das südliche Ende als Sackgasse mit den Wohnhäusern auf den Grundstücken 11a–11c, 11k–11m gehören zum Ortsteil. Der größere Straßenabschnitt liegt in Neukölln. In Neukölln wurde sie nach Bebauungsplan als Straße 59 angelegt und Verlängerung im Ortsteil Britz, Straße 46, wurde am 7. Januar 1928 in die Bendastraße einbezogen. Im Adressbuch 1929 ist die Bendastraße für Britz zwischen Laubengelände zur Gemarkung Neukölln von Werder- bis Britzkestraße mit den Mehrfamilienhäusern 11a und 11b aufgenommen. Nummer 1–11 und 12–23 (fortlaufend) gehören zu Neukölln. 1928 ist eine Bendastraße in Neukölln eine andere für Rudow genannt, eine Straße 46b liegt in Britz an der Bürgerstraße. Am Südende der Bendastraße führt ein Parkweg durch den Carl-Weder-Park, der über dem Autobahntunnel Britz liegt. Die Bendastraße ist 1946 noch an der Britzkestraße vorbei bis zur Werderstraße (→ Wederstraße) geführt. | Berlin-Britz Bendastraße |
| Blaschkoallee (Lage)            | 0930                                   | Alfred Blaschko (1858–1922), Mediziner                                                                                           | 21. Apr. 1932       | Sie liegt zwischen Buschkrugallee ab Späthstraße und Britzer Damm ab Gradestraße. Der Verkehrszug vom Nordende der Dorfstraße zur Rudower Straße und in die Späthstraße hieß 1899 bis 1910 Ringchaussee, danach hieß der westliche Abschnitt von der Dorfstraße ab Stubenrauchring. Der Straßenzug nach Westen von der Späthstraße nach Tempelhof aus dem östlichen Abschnitt des Stubenrauchrings und der Straße 239 wurde 1932 als Blaschkoallee eingerichtet. Die bis dahin fehlende durchgehende Verbindung beruhte auf Körners Kiesgrube. In der NS-Zeit erfolgte die Benennung statt nach einem jüdischen Mediziner von 1934–1947 nach einem Anhänger der NS-Bewegung als Böwedamm, nach der NS-Zeit wurde der vorherige Name wieder hergestellt. Südlich an der Blaschkoallee liegt der Fennpfuhl in der Tiefe an der Onkel-Bräsig-Straße. Die U-Bahn-Linie U7 besitzt hier einen Bahnhof, an beiden Enden befinden sich Zugänge in Form von oberirdischen Vorhallen. An der Ecke Riesestraße (Blaschkoallee 48) befindet sich der Neubau eines hinduistischen Tempels, gegenüber das Standes- und Bürgeramt. Nördlich der Straße liegen die KGA Blaschkotal und Morgentau, zur Buschkrugallee der Park am Buschkrug, südlich liegt die KGA Wilhelmsruh neben Alt-Britz. Aus der Merowingerzeit (400–700 n. Chr.) war der Teltowrand zwischen Rixdorf und Rudow besiedelt. An der Blaschkoallee entdeckten Arbeiter 1951 das Grab eines 16–17 Jahre alten Mädchens („Britzer Mädchen“). Besonders auffällig war eine grünliche Glasschale mit Fadenauflage, die nahelegt, dass sie importiert war. Im Juni 2020 stimmte die BVV dafür auf der Blaschkoallee den ersten Pop-up-Radweg in Berlin-Neukölln einzurichten. CDU, FDP und AfD stimmten gegen den Radweg. | Berlin-Britz Blaschkoallee (Standesamt) · Berlin-Britz Blaschkoallee · U-Bahnhof an der Parkseite · Ehemaliges Krankenhaus Britz                                                                                           |
| Braunlager Straße (Lage)        | 0270                                   | Braunlage, Stadt im Landkreis Goslar                                                                                             | 18. Sep. 1911       | Als Straße 103a geplant liegt die Pflasterstraße zwischen Friedrichsbrunner und über die Lauterberger Straße als Stichstraße weiter. Die 1907 schon projektierten Straßen dieses Wohnquartiers um die Germaniapromenade tragen Namen nach Orten am Harz. 1928 sind noch unbebaute Grundstücke zwischen Tempelhofer Weg und Friedrichsbrunner Straße im Adressbuch genannt, lediglich auf Grundstück 12 steht ein Wohnhaus eines Wilmersdorfer Kaufmanns mit 25 Mietern. Am Westende liegt ein Wendehammer und ein Fußgänger zum Tempelhofer Weg führt durch die KGA „Marienhöhe“. Zur Straße gehören die Wohnhäuser 1–27 (ungerade) und 2–24 (gerade). | Berlin-Britz Braunlager Straße |
| Braunschweiger Ufer (Lage)      | 01430                                  | Braunschweig, im Bezug zu umliegenden Straßen                                                                                    | vor 1911            | Es liegt am Südufer des Teltowkanals entlang, im Stadtplan von 1911 ist es namentlich eingezeichnet. Der direkt am Teltowkanal gelegene Fuß- und Radweg verbindet den Tempelhofer Weg mit dem Britzer Damm. Es gibt zahlreiche Bänke zum Ausruhen und auf Höhe der Straße Am Straßenbahnhof gibt es einen Durchgang über die Holzmindener Straße. Dort liegt auch ein Spielplatz. In der Nähe des Britzer Damms befindet sich die Kleingartenanlage Braunschweiger Ufer. Am Ufer liegt ein Abschnitt des Teltowkanalwegs. Im Straßenverzeichnis ist das Braunschweiger Ufer unter 8062 erfasst, wobei die Eintragung in der RBS-Klasse als STRA Anforderung an die Ausstattung stellt. In der OKSTRA sind allerdings 640 Meter Fußweg als „F“ und der restliche Bereich als „X“ (sonstige Nutzung) verzeichnet. Grundstücke sind keine zugeordnet, nahe zum Britzer Damm liegt die KGA „Braunschweiger Ufer“ am Weg. Im Adressbuch 1928 sind auf beiden Straßenseiten unbebaute Grundstücke als „Baustellen“ genannt, die Lage ist mit Tempelhofer Weg–Chausseestraße verzeichnet. Auf Karten ist das gesamte Kanalsüdufer zwischen Tempelhofer Weg und Buschkrugallee als Braunschweiger Ufer, fortgeführt vom Delfter Ufer bezeichnet., aber 1961 lediglich als Stichstraße (zum Schaffnerweg) von der Wilhelm-Borgmann-Brücke. | Berlin-Britz Braunschweiger Ufer |
| Breitunger Weg (Lage)           | 1000 (im Ortsteil)                     | Breitungen, Ort im Südharz | 14. Feb. 1950       | Ein Teil des Wegs verläuft in Buckow mit Grundstücken, die mit Wohnhäusern bebaut sind. Er liegt zwischen Ortsteilgrenze (Hochspannungsweg) und Sangerhauser Weg und führt als Fußweg durch den Britzer Garten zur Bezirksgrenze. Zu Britz gehören die Grundstücke 45 und 46 und der Weg verläuft zwischen der „Dauerkleingarten-Kolonie Heimaterde“ (Nordostseite) und „Kolonie Kurt Pöthig“. Er liegt in der Trasse der Mariendorfer Straße vom Buckower Ortskern zur Siedlung am Wildspitzweg. Die letztere Bezeichnung wurde wohl unterschiedlich genutzt. Der Breitunger Weg ist im Ortsteil in der Länge Teil des Britz-Buckower Wegs. | Berlin-Britz Breitunger Weg |
| Britzer Damm (Lage)             | 3090                                   | Straße nach Britz | 1. Apr. 1951        | Um 1858 lag von Kreuzberg her durch Neukölln in dieser Trasse die Straße nach Britz, sie wurde mit der Entwicklung von Britz als Vorort um 1900 ab Werderstraße als Chausseestraße benannt. 1950 wurde diese wegen der Mehrdeutigkeit des Straßennamens in Groß-Berlin nach einem Kommunalpolitiker als Schmiedigenstraße geführt, dessen NSDAP-Mitgliedschaft zur erneuten Umbenennung als Britzer Damm erfolgte. Die Straße liegt in Verlängerung der Hermannstraße zwischen Ortsteilgrenze zu Neukölln und Mohriner Allee/Alt-Britz, wo die Hauptstraße als Buckower Damm weiterführt. Ende des 18. Jahrhunderts wurde die Durchgangsstraße (Dorfstraße, jetzt: Alt-Britz) am Dorf vorbeigeführt und nach Buckow auf einen Damm verlegt. Die breite Hauptverkehrsstraße führt mitten durch den Ortsteil Britz jedoch am Ortskern vorbei. Die Verkehrsanbindung erfolgt über die Buslinie M44. Am nördlichen Ende wird der Britzer Damm von der A 100 unterquert. An der Westseite am südlichen Ende liegt der alte Britzer Dorfkern mit der Kirche und dem Kirchteich. Auf dem nahe gelegenen Gutspark hat das Museum Neukölln sein Domizil. Ein Abschnitt des Teltowkanalwegs liegt an der Straße. Auf dem Gelände Britzer Damm 12–14 befand sich vormals die Radkesche Mühle, eine von sechs Britzer Windmühlen. Hinter Britzer Damm 55 bestand die Firma Gebr. Friesecke seit 1897 bis Ende der 1980er Jahre am Teltowkanal (Braunschweiger Ufer), die Firmen und Baugeschichte ist unter Straße 614 aufgelistet. | Berlin-Britz Britzer Damm · Berlin-Britz Britzer Damm Alfred-Nobel-Schule |
| Britzer Hafensteg * (Lage)      | 0100 (im Ortsteil)                     | Hafen Britz-Ost | 1. Mai 1964         | Er führt einen Fußweg über den Kanal zum Hafen Neukölln am Britzer Ost-Hafen. Der Steg vom Sieversufer gehört wie der Britzer Osthafen im Süden des Stegs zum Ortsteil. Der nördlich liegende Hafenkanal (Neuköllner Schifffahrtsweg) liegt im Ortsteil Neukölln, am Ostufer endet der Steg in Neukölln. Eine Fußgängerbrücke bestand laut Adressbuch bereits 1911 und war wohl mit dem Kanalkreuz am Hafen und der Treidelbahn inklusive der Nördlichen und Östlichen Treidelbahnbrücke angelegt worden, noch vor der Benennung des Sieversufers. Im Straßenverzeichnis (unter 7224) ist er als FUBR mit 30 Metern für den Ortsteil aufgenommen und nach OKSTRA als „F“. Der unter diesem Namen vor Ort geführte Weg führt vom Wendehammer des Sieversufers am Hafengebäude des Osthafens über die Brücke an einen Fußweg auf Neuköllner Ufer zwischen der A 113 und dem Hafenkanal zu einer Fußgängerunterführung unter dem AD Neukölln mit Ausgang östlich der Grenzalleebrücke führt. | Britzer Hafensteg |
| Britzkestraße (Lage)            | 0170 (ohne Nordseite)                  | Britzke, Gründer des Dorfes Britz                                                                                                | 7. Jan. 1928        | Die Straße 46a des Bebauungsplans in Neu-Britz wurde 1928 benannt. Sie liegt zwischen Benda- und Rungiusstraße in Neu-Britz. Die nördliche Straßenseite gehört zum Ortsteil Neukölln. Im Adressbuch 1930 ist die Britzkestraße zwischen Benda- und Rungiusstraße und an der Nordseite mit Gärten, die zur Juliusstraße gehören angegeben. Bebaut ist die Straße bereits auf dem Grundstück 1–9 (fortlaufend) mit Sechsparteienhäusern, die Haushaltsvorstände besitzen qualifizierte Berufe. Diese Hauszeile mit teilweiser Klinkerfassade auf Britzer Seite wird im Adressverzeichnis 2015 durch die Grundstücke 10, 14, 16, 17 auf der Neuköllner Nordseite mit lockerer Bebauung ergänzt. Für den Autobahnbau wurden südlich Häuser abgerissen, über dem Autobahntunnel befindet sich südlich vom dreigeschossigen Wohnblock in geschlossener Bauweise mit den Eckhäusern in den abgrenzenden Querstraßen zur Wederstraße hin der (2015 noch entstehende) Carl-Weder-Park. | Berlin-Britz Britzkestraße |
| Bruno-Taut-Ring (Lage)          | 0660                                   | Bruno Taut (1880–1938), Architekt, Opfer des NS-Regimes                                                                          | 17. Nov. 1955       | Der Bruno-Taut-Ring liegt U-förmig westlich vom und zum Grünen Weg. Die Siedlung am Britzer Bruno-Taut-Ring ist eine ruhige Wohngegend mit Vorgärten und viergeschossigen Häusern. Die Ackerflächen südlich der Hufeisensiedlung wurden Mitte der 1950er Jahre für die weitere Bebauung vorgesehen. Die Ackerflächen des Gutes Britz zwischen Britz und Buckow südlich der Hufeisensiedlung wurden Ende der 1950er Jahre für Wohnbauten erschlossen, dabei wurde in „Britz-Süd“ ein neues Straßensystem erschlossen. Dafür wurde der Bebauungsplan XIV-7 erstellt, die Teilpläne für Britz-Süd wurden Ende der 1950er Jahre bis 1963 festgesetzt. Von den umgebenden neuen Hauptstraßen Grüner Weg und Gutschmidtstraße wurden die Häuser mit Ringstraßen erschlossen, 1958 erfolgte eine gleiche Bauweise jenseits der (zu dieser Zeit verlängerten) Fritz-Reuter-Allee mit dem Wesenberger und dem Martin-Wagner-Ring. Der Ausbau des Bruno-Taut-Rings erfolgte dabei in zwei Etappen. Im Bebauungsplan wurde die Straße 272 zunächst bebaut und benannt und am 24. Mai 1958 wurden Straße 282 und der Platz 283 in den Ring einbezogen. Am westlichen Teil des Bruno-Taut-Rings befindet sich das Kirchengebäude der „Katholischen Kirchengemeinde Bruder Klaus“ und zwei Kitas. Die Bruno-Taut-Schule liegt ebenfalls an diesem Ringabschnitt nahe der U-Bahn-Trasse und der Fritz-Reuter-Allee. | Berlin-Britz Bruno-Taut-Ring · Berlin-Britz Bruno-Taut-Ring Bruder Klaus |
| Buckower Damm (Lage)            | 1950 (im Ortsteil)                     | Buckow, Nachbarortsteil | 4. Jan. 1955        | Die Straße liegt zwischen der Kreuzung des Britzer Damms mit der Mohriner Allee/Alt-Britz und der Ortsteilsgrenze und führt in Buckow weiter bis zur Stadtgrenze mit Großziethen. Am Südende des Ortes Britz im Kreis Teltow ab Dorfstraße befand sich seit vor 1899 die Buckower Chaussee. Die Buckower Chaussee führte Anfang des 20. Jahrhunderts durch Ackerland, an der Westseite standen Windmühlen. Im Adressbuch von 1910 ist die Buckower Chaussee von der Chausseestraße zur Buckower Feldflur angegeben, auf der Westseite befinden sich südlich vom Lichtenrader Weg die teilweise bebauten Grundstücke 1–8 (fortlaufend). Die anderen Grundstücke entlang der Chaussee über die Rixdorf-Mittenwalder Bahn sind als unbebaut mit der Anmerkung „Baustellen“ versehen. Mit den Wohnbauten der Siedlung Neuland, der Bebauung nördlich der Gutschmidtstraße und den Kleingartenflächen stieg die Zufahrtsbedeutung für den Ortsteil an. Außer in Britz gab es Straßen mit gleichem Namen in Rudow, Lichtenrade und Marienfelde. Die Mehrdeutigkeit von Straßennamen im Berliner Stadtraum wurde schrittweise behoben, so erfolgte 1955 mit dem Anlegen der Gutschmidtstraße im Zusammenhang mit dem Wohnungsbauprojekt Britz-Süd die durchgehende Umbenennung bis zur Stadtgrenze in Buckower Damm. Von sechs Britzer Windmühlen befanden sich vormals auf dem Gelände Buckower Damm 130–134 die Stechansche Mühle und auf Grundstück 120 die Bockwindmühle Pannwitz. Am Buckower Damm befindet sich ein Eingang zum Britzer Garten, der sich zwischen Grundstück 130 (Britzer Mühle) und 150 (Sportplatzgebäude) befindet. Dieser Seitenweg zwischen den Sportplätzen führt am Südende des Hüfnerwegs zwischen „KGA zur Windmühle“ und dem landeseigenen Parkfriedhof Neukölln hindurch, so ist die Trauerhalle als 148 und der spiel- und Pflegehof des Britzer Garten als 146 adressiert. Der Britzer Garten als Gesamtpark besitzt ebenfalls die Nummer 146, die Zufahrt ist nur über den Hüfnerweg möglich. Zum Sportplatz gehören noch 160 und 162 und Buckower Damm 170 ist der Wirtschaftshof des Parkfriedhofs. Der anschließende Lokschuppen der Britzer Gartenbahn ist dagegen dem Hochspannungsweg (als Nr. 52) und die Trauerhalle des Urnehains als Nr. 54 zugeordnet. | Berlin-Britz Buckower Damm Windmühle · Berlin-Britz Buckower Damm · Berlin-Britz Buckower Damm |
| Bürgerstraße (Lage)             | 0700                                   | Bürger, Bewohner einer Stadt | vor 1895            | Die Straße liegt zwischen Buschkrugallee und Britzer Damm, parallel zwischen Weder- und Jahnstraße. Projektiert und angelegt wurde sie als Straße 71 des Bebauungsplans zu Neu-Britz. Mit dem Autobahnbau wurde das Sanierungsgebiet Wederstraße in der Siedlung Neubritz mit den dortigen Mischbebauungen eingerichtet und die Bebauungsstruktur saniert. An der Grenze zwischen Rixdorf und Britz befand sich zuvor die „Britzer Heide“, die in der Zeit des Deutsch-Französischen Krieges und danach ein Sammelplatz der „Zigeuner und Kesselflicker“ war. Auf Initiative von Carl Weder entstand nach 1871 der neue Ortsteil „Neubritz“. Mit der Bebauung und dem Zuzug wurde eine Schule benötigt, deren Bau begann am 1. Januar 1888 mit der Gemeindeschule in der Bürgerstraße. Aktuell ist in diesem Gebäude die Zürich-Schule untergebracht. Im Adressbuch 1910 ist die Bürgerstraße zwischen Chaussee- und Rudower Straße mit den Mehrfamilienhäusern 1–41 (fortlaufend) und an der Südseite mit 42–68 mit Wohnhäusern bebaut, lediglich 14 sind unbebaut. Durch den Autobahnbau ging der nördliche Bau an der Ecke Buschkrugallee verloren, andere Baulücken beruhen auf Bombenschäden des Zweiten Weltkriegs, die Bebauung besteht aus Altbauten und sanierten Altbauten, Neubauten und Gewerbeflächen. | Berlin-Britz Bürgerstraße |
| Buschkrugallee (Lage)           | 2510                                   | Buschkrug, bereits 1375 erwähnter historischer Gasthof                                                                           | 31. Juli 1947       | Die Buschkrugallee ist Teil der B 179. Schon vor 1877 verläuft östlich des Dorfes die Rudower Straße als Fernstraße von Neukölln über Rudow nach Luckenwalde und Dresden und auf Britzer Flur ist ein Rastplatz für Fuhrleute gelegen. Der Gasthof ‚Buschkrug‘ wird bereits für 1375 erwähnt und ist auf der Karte von 1786 an der Kreuzung Britzer Damm (Grenzallee) und der heutigen Buschkrugallee vermerkt. Nachdem die Fernstraßen aus Berlin meist befestigt wurden, ist die Rudower Chaussee erwähnt. 1907 liegt die Rudower Straße auf Britzer Flur von der Walterstraße/Grenzallee (zu Neukölln) über Späthstraße/ Ringchaussee zur Kirschenallee und der Gemarkung Rudow Südlich der Britzer Kernbebauung durch Ackerland führt die Rudower Chaussee, alternativ als Rudower Allee (erstmals 1916) im Adressbuch geführt. Im Adressbuch 1930 ist die Rudower Straße zwischen der Gemarkung Neukölln und Stubenrauchring/ Späthstraße und weiter nach Süden die Rudower Allee zwischen Stubenrauchring und Gemarkung Buckow aufgenommen. Rudower Allee und Rudower Straße wurden 1947 zusammen in Buschkrugallee umbenannt. Grund war es, dass mit der Bildung von Groß-Berlin im Stadtgebiet und besonders im Verwaltungsbezirk Neukölln sieben ~Rudower Straßen~ bestanden. Am 1. September 1985 wurden die abzweigenden Zufahrtsstraßen Stichstraße 1 und Stichstraße 2 in die Buschkrugallee einbezogen. Am 29. September 1963 wurde wegen der U-Bahn-Eröffnung nach Britz-Süd die Buschkrugallee von der Straßenbahn entlastet. Die U-Bahn wird bis in Höhe Kienheideweg unter der Buschkrugallee geführt und von da an unter dem „Park am Buschkrug“ zur Fritz-Reuter-Allee. Am 1. Oktober 1966 erfolgte die Stilllegung der Straßenbahnlinie 47 (Rudow, Bahnhofstraße – Rudower Straße – Buschkrugallee – Britz, Gradestraße) | Das Hotel Blub · Berlin-Britz Buschkrugallee · Berlin-Britz Buschkrugallee · Berlin-Britz Buschkrugallee |
| Buschrosenplatz (Lage)          | 0080 × 60                              | Buschrose, eine Kletterrose | 10. Apr. 1931       | Der Platz liegt zwischen der Hippel-/Hannemannstraße und dem Buschrosensteig. Die Wege auf dem Platz sind in Form eines Kindes mit erhobenen Armen angeordnet. Im Adressbuch 1933 ist der Buschrosenplatz mit den Sechsparteienhäusern 5–13 (ungerade) im Eigentum der Baugenossenschaft „Ideal“ aufgenommen, zwischen Hippelstraße und Buschrosensteig gelegen. Als Teil der IDEAL-Siedlung stehen die Häuser unter Denkmalschutz. | Berlin-Britz Buschrosenplatz · Britz Buschrosenplatz |
| Buschrosensteig (Lage)          | 0200                                   | Buschrose, eine Kletterrose | 10. Apr. 1931       | Sie liegt zwischen Britzer Damm und Hippelstraße. Mit dem Ausbau der IDEAL-Siedlung zur Buschkrugallee hin wurde die seit 1906 bestehende Rochowstraße (parallel zwischen Franz-Körner- und Hannemannstraße) neu benannt. Innerhalb der Siedlungsfläche sind die Eberstadtallee und der Kienheideweg verlängerte Trasse zur Blaschkoallee. Im Adressbuch 1933 ist der Buschrosensteig zwischen Chausseestraße und Buschrosenplatz aufgenommen. Auf der rechten Seite (Süden) sind 2 und 4 mit Mehrparteienhäusern bebaut und 6–10 (gerade) als Baustelle, 12–16 (gerade) als Lagerplatz eines Autofuhrwesens im Eigentum der Stadt und weiteren Baustellen zum Buschrosenplatz aufgeführt, auf der linken Seite gehört das Haus 1/3 zur Chausseestraße 52, auf 5 und 7 befinden sich Garagen, 9–15 zur Hippelstraße sind Wohnhäuser (13 unbebaut). An der vierspurigen Straße (rechts und links beparkt) stehen an der Nordseite die dreigeschossigen Häuser im Block, an der Südseite ist nur das viergeschossige Wohnhaus 4 vorhanden am östlichen Ende steht die Herman-Nohl-Schule mit einem Sportplatz bis zur südlichen Hannemannstraße hin. | Berlin-Britz Buschrosensteig |
| Cafeastraße (Lage)              | 0360                                   | Cafea, der hier ansässige Kaffeehändler                                                                                          | 1. Juli 2005        | Die gepflasterte Straße durch das Industriegebiet ist als Stichstraße von der (Tempelhofer) Saalburgstraße abgehend. Die projektierte und trassierte Straße 156 nach Bebauungsplan wurde 1911 nach der in Britz angesiedelten Riedelschen Chemiefabrik in Riedelstraße benannt. Die Cafeastraße besteht aus dem südlichen Abschnitt der Riedelstraße. Das Gelände wird von der „Cafea“, einer in Hamburg ansässigen Einkäuferfirma für Kaffee und Händler von Konzentratkaffee genutzt, die Straße wurde wohl auf Firmenwunsch umbenannt. Im Berliner Straßenverzeichnis ist die Cafeastraße mit 180 Meter Länge als Fußweg (OKSTRA-Klasse X) offiziell erfasst. Die restlichen 180 Meter sind als „STRA“ in der Okstra-Klasse „Gemeindestraße“ mit der entsprechenden Ausstattungsnotwendigkeit aufgenommen. An der Westseite liegt die Bahnanlage der NME an der die Straße im Süden an einer Speerbarke endet und in einem Fuß- und Radweg durch Brachland neben der Gradestraßenbrücke zur Gradestraße 100 hinausgeht. | Berlin-Britz Cafeastraße |
| Dachdeckerweg (Lage)            | 0790 (im Ortsteil)                     | Dachdecker, Bauhandwerker | 30. Jan. 1933       | Der Weg liegt in Neuland I westlich der Bahnstrecke zwischen Buckower Damm und Rohrlegerweg, wobei der südlichste Teil (Nr. 87–92) zu Buckow gehört. Das Gelände in Britz Süd (südlich der Hufeisensiedlung) zwischen Buckower, Johannisthaler Chaussee und Grüner Weg mit einem Streifen in der Gemarkung Buckow war 1930 unbebautes Ackerland lediglich von der Bahntrasse (zwischen Bahnhof Britz und Buckow) sowie der Hochspannungsleitung durchzogen. Nach Plan von 1939 ist in der bestehenden Form ausgebaut. Die Stadtrandsiedlung wurde in den 1930er Jahren unter der Leitung des Reichsheimstättenwerks begründet. Der Ausbau schritt von Norden nach Buckow und in der Bebauung von Westen nach Osten fort, die vorherigen Ackerflächen waren von der Stadt Berlin aufgekauft und bereitgestellt worden. Die Privatstraße 3 des Bebauungsplans der Siedlung wurde 1933 angelegt. Die Straßenführung geht vom Buckower Damm nach Ost und passt sich der schräg durch das Gelände führenden Bahnlinie an. Am 29. März 1939 wurde die Straße 77 in den Dachdeckerweg einbezogen. Der Dachdeckerweg ist im Adressbuch 1934 erstmals aufgenommen, zwischen Buckower Damm und Gemarkung Buckow sind Einfamilienwohnhäuser der Neuland-Genossenschaft der Stadt Berlin erbaut. Neben Baustellen stehen auf 53–79 (ungerade, links) vom Mauererweg über den Bauhüttenweg, auf der rechten Seite 54–78 (gerade) nach Buckow zu. Im aktuellen Verzeichnis sind die Grundstücke 8, 20–84 (gerade) und 11–85 (ungerade) für den Ortsteil angegeben, zu Buckow gehören 86–92a und 87, 87a, 89. Das gesamte Siedlungsgelände ist als Verkehrsberuhigter Bereich organisiert und darf nur von Fahrzeugen der Anlieger befahren werden, am Zugang vom Buckower Damm steht das Verkehrsschild Verbot für Fahrzeuge aller Art mit dem „Zusatz außer Anlieger“. | Berlin-Britz Dachdeckerweg |
| Delfter Ufer (Lage)             | 1120                                   | Delft, Stadt in Südholland | 18. Sep. 1911       | Es geht von der Buschkrugallee als Stichstraße am Südufer des Teltowkanals in Richtung Neue Späthstraße. 90 Meter des Gesamtweges sind im Berliner Straßenverzeichnis als Fußweg unter der Nummer 940 erfasst, die weitere Strecke ist offiziell unbenannt. Es gibt einige Kleingärten am Delfter Ufer und einen Ruderclub. Die Straße wird überwiegend als Fuß- und Radweg benutzt und endet für Autos gleich nach der Einfahrt an der Buschkrugallee. Der Uferweg bietet einen Blick über den Teltowkanal und das Wasserstraßenkreuz, das sich aus dem Neuköllner Schifffahrtskanal, dem Teltowkanal und dem Britzer Verbindungskanal bildet. Die Straße ist ein Abschnitt des Teltowkanalwegs. | Berlin-Britz Delfter Ufer |
| Deutsch-Kroner-Ring (Lage)      | 0430                                   | Deutsch Krone, bis 1945 westpreußische Kreisstadt im Regierungsbezirk Marienwerder                                               | 15. Sep. 1972       | Es ist eine Ringstraße nach Südost vom Massiner Weg ab. Diese Straße liegt auf der Plantrasse von Straße 172 und Straße 175 nach Bebauungsplan, die unter diesem Namen vor 1943 angelegt und auf der Innenseite des Rings bebaut waren. Durch die Nähe zum Bahnhof Britz der NME war die Lage bis zu deren Stilllegung verkehrsgünstig. Die Wahl des Straßennamens kann von Umsiedler-Anwohnern beabsichtigt sein. 1951 war die Deutsch-Kroner-Straße in Prenzlauer Berg im Rahmen der Neubenennung von Straßen nach Städten in den ehemaligen Ostgebieten in Fritz-Riedel-Straße benannt worden, da die DDR mit der Gründung die Deutsch-Polnische Grenze („Friedensgrenze“) anerkannt hatte. Der Ortsname war so als Straßenname frei geworden. Zum Deutsch-Kroner-Ring gehören die Grundstücke 1–25 (ungerade) und 2–28 (gerade), die mit älteren (1930er-Jahre-Bauten) und neuen Siedlungshäusern bebaut sind. | Berlin-Britz Deutsch-Kroner-Ring |
| Dömitzer Straße (Lage)          | 0240                                   | Dömitz, Landstadt 50 km von Parchim (Landkreis Ludwigslust-Parchim)                                                              | 30. Okt. 1926       | Sie liegt zwischen Onkel-Herse-Straße und Parchimer Allee und parallel zur Malchiner Straße. An der Straße stehen zweigeschossige Einfamilienreihenhäuser und wenige dreigeschossige einzeln stehende Mehrfamilienhäuser. Zur Straße gehören die Grundstücke 3–53 und 4–54. Trassiert war sie als Straße 187 des Bebauungsplans der Britzer Großsiedlung. Die Straße gehört zur Krugpfuhlsiedlung der Großsiedlung Britz, für die die Stadt Berlin 1924 das Gut Britz kaufte. Um den Denkmalscharakter zu erhalten und Fehlentwicklungen vorzubeugen, hat das Bezirksamt Neukölln am 5. Dezember 2006 die Krugpfuhlsiedlung durch eine „Erhaltungsverordnung“ unter Schutz gestellt. In Dömitz befindet sich im Heimatmuseum, das in der ehemaligen Festung von Dömitz eingerichtet wurde, die Fritz-Reuter-Gedenkhalle, da Reuter hier 1839/1840 in Haft war. | Berlin-Britz Dömitzer Straße |
| Dörchläuchtingstraße (Lage)     | 0190                                   | ‚Dörchläuchting‘ ist der Titel eines Werks von Fritz Reuter                                                                      | 18. Feb. 1927       | Vorher Straße 190 des Bebauungsplan zur Fritz-Reuter-Stadt liegt sie zwischen Lowise-Reuter-Ring und Parchimer Allee und gehört zum Bauabschnitt 2 (GEHAG-Siedlung) der Hufeisensiedlung. Es ist eine enge Wohnstraße an beiden Seiten mit Reihenhäusern bebaut. In der Dörchläuchtingstraße 50 ist eine Gedenktafel für Erich Mühsam angebracht. Die Straße ist Teil der Hufeisensiedlung, die seit 2008 zum Weltkulturerbe gehört und wie alle Häuser der Siedlung stehen sie unter strengem Denkmalschutz. Parallel zu den Straßen der Siedlung verlaufen Fußwege als Wirtschaftswege zwischen den Häusern, die Einblicke in die Gärten zulassen. Dörchläuchting ist der Titel des vorletzten Werkes (1866) von Fritz Reuter. Er wählte Adolf Friedrich IV. (1752–1794, Herzog von Mecklenburg-Strelitz) zur Titelfigur dieses Romans, in dem er volkstümliche Züge mit sozialkritischen Darstellungen verband. | Berlin-Britz Dörchläuchtingstraße · Tafel für Erich Mühsam |
| Douglasienweg (Lage)            | 0070                                   | Douglasie, Nadelbaum | 15. Feb. 2011       | Es ist eine kurze Verbindung zwischen Haselsteig und Im Rosengrund in der „Siedlung Solide“ zwischen Mohriner Allee und Koppelweg. Der Weg ist im Straßenreinigungsverzeichnis C eingetragen. Der „Bauverein Solide“ hatte in den 1920er Jahren im Westen von Britz zwischen Verlängerter Triftstraße (→ Koppelweg) und der Mariendorfer Allee nahe der Grenze zum Bezirk Tempelhof (Mariendorf) (vormalige) Ackerflächen parzelliert und Straßen trassiert. Projektiert und trassiert war er als Straße 214a des Bebauungsplans. Im Adressbuch 1939 ist der Haselsteig bereits nahezu bebaut, die Straße 214a zwischen dessen Grundstücken 35 und 37 abgehend ist noch nicht benannt. Die Bezeichnung Straße 214a blieb bis 2011 bestehen, als passend zu den umgebenden Wegen amtlich umbenannt wurde, 5265 (Straße 214a) in 10640 (Douglasienweg), im Straßenverzeichnis als STRA und in OKSTRA als „Gemeindestraße“ eingeordnet. Dem vier Meter breiten Verbindungsweg gehört lediglich das Grundstück 4 an, die Eckgrundstücke sind angrenzenden Straßen zugeordnet. | Berlin-Britz Douglasienweg |
| Dürtenstraße (Lage)             | 0090                                   | Dürten ist die Haushälterin aus dem Roman ‚Dörchläuchting‘ von Fritz Reuter                                                      | 18. Okt. 1927       | Vorher als Straße 199 des Bebauungsplans trassiert ist es eine Querstraße nach beiden Seiten der Rambowstraße. Die Dürtenstraße besitzt Fußwege als Zugang zu den zweigeschossigen Siedlungshäusern und verbindet als Parkweg den Park um den Krugpfuhl mit der Buschkrugallee. Im Berliner Straßenverzeichnis unter 1045 ist sie der RBS-Klasse STRA, andererseits nach OKSTRA als „F“ (Fußgängerbereich) ausgewiesen. Zur Straße gehören die Grundstücke 1–11 und 2–12. Die Straße gehört zur Krugpfuhlsiedlung der Großsiedlung Britz für die die Stadt Berlin 1924 das Gut Britz kaufte. Um den Denkmalscharakter zu erhalten und Fehlentwicklungen vorzubeugen, hat das Bezirksamt Neukölln am 5. Dezember 2006 die Krugpfuhlsiedlung durch eine „Erhaltungsverordnung“ unter Schutz gestellt. Im Adressbuch werden die Reihenhäuser der Dürtenstraße mit der Lage am Rosenhof erstmals 1928 aufgenommen. Die Wohnhäuser der „Deutschen gemeinn. A.G. zur Förderung des Wohnungsbaues“ stehen Rudower Allee zur Rambowstraße, 1–11 (ungerade, links) und 2–12 (gerade, rechts). | Berlin-Britz Dürtenstraße |
| Ellricher Straße (Lage)         | 0190                                   | Ellrich, Stadt im Landkreis Nordhausen                                                                                           | 20. Okt. 1936       | Trassiert wurde die Straße 188 des Bebauungsplans. Sie liegt mit den Grundstücken 1a–7, 13–15a (ungerade) und 16 zwischen Friedrichsbrunner und Andreasberger Straße. Die 1907 schon projektierten Straßen dieses Wohnquartiers um die Germaniapromenade tragen Namen nach Orten im und am Harz. Auf dem Plan von 1926 ist die Trasse (noch unbenannt) der nördliche Abschluss der Querstraßen, die am Begräbnisplatz der Emmausgemeinde als Sackgassen enden. Eingetragen ist sie zwischen Britzer Damm (damals Chausseestraße) und Andreasberger Straße und das Adressbuch von 1935 verzeichnet sie am Nordende jener Querstraße als „Projektierte Straße“ und die Grundstücke der Querstraßen sind geplant aber unbebaut (Baustellen) Im Adressbuch 1937 ist noch Straße 106 mit dem Zusatz „Während der Drucklegung umbenannt in Ellricher Str.“ von Friedrichsbrunner über Lauterberger zur Andreasberger Straße aufgenommen. | Berlin-Britz Ellricher Straße |
| Franz-Körner-Straße (Lage)      | 0800                                   | Franz Wilhelm Theodor Körner (1838–1911), Britzer Grundeigentümer                                                                | 24. Okt. 1910       | Die Straße liegt im Norden von Britz zwischen Buschkrugallee und Britzer Damm und gehört zu der von Körner mitbegründeten „Siedlung Neu-Britz“. Ihm gehörte die Kiesgrube in deren Bereich er Flächen für das Bauprojekt bereitstellte, dabei wurde ab 1899 die Neubritzer Straße angelegt, nahebei entstanden an der von Rixdorf kommenden Chausseestraße Rathaus, Schule und Feuer-Wache. Im Adressbuch von 1905 ist die Neubritzer Straße mit zwölf Wohnhäusern auf den Grundstücken 1–11 (fortlaufend) zur Straße 45 (seit 1906: Rungiusstraße) und gegenüber 12–24 (fortlaufend) bebaut. Auf der ehemaligen „Körnerschen Kiesgrube“ entstanden mit Verlängerung der Straße zur Buschkrugallee nach 1914 weitere Wohnungsbauten als Kleinwohnhäuser in Kombination mit einer mehrgeschossigen Straßenrandbebauung. Die Straße wurde in die Ideal-Siedlung in Britz eingefügt deren Bauweise ein Beispiel für frühe Zeilenbauten in Deutschland ist. Zu den Abbaustellen der Kiesgrube gehörten Körnerpark, Rungiusteich, Mickelbruch und die Fläche zwischen Hannemannstraße und Blaschkoallee (KGA Morgentau, KGA Blaschkotal), der Bau des Teltowkanals brachte Änderungen in der Struktur mit. An der Ecke Buschkrugallee (im Norden des Dorfs Britz) stand vormals die Steinsche Mühle, eine von sechs Britzer Windmühlen. | Berlin-Britz Franz-Körner-Straße · Berlin-Britz Franz-Körner-Straße |
| Friedrichsbrunner Platz (Lage)  | 0100 × 60                              | Friedrichsbrunn, bis 2009 selbständige Gemeinde im Harz                                                                          | 18. Sep. 1911       | Bei der Bebauung für die Neu-Britzer Siedlung war im Bebauungsplan ein Schmuckplatz an der Germaniapromenade als Platz IX b projektiert. Der Platz mit Grünfläche, Bäumen und Spielplatz liegt als Rechteck südlich an der Germaniapromenade von Karl-Elsasser-, Friedrichsbrunner, Lautenberger Straße begrenzt. Der Platz selbst hat keine Grundstücknummerierung. Im Straßenverzeichnis wird er als Friedrichsbrunner Park geführt, auf dem Detailnetzplan als Friedrichsbrunner Platz Die 1907 schon projektierten Straßen dieses Wohnquartiers um die Germaniapromenade tragen Namen nach Orten am Harz. | Berlin-Britz Friedrichsbrunner Platz |
| Friedrichsbrunner Straße (Lage) | 0450                                   | Friedrichsbrunn, bis 2009 selbständige Gemeinde im Harz                                                                          | 18. Sep. 1911       | Vorher Straße 150 des Bebauungsplans liegt die Straße zwischen Treseburger Ufer (Nordufer Teltowkanal) und Ellricher Straße am A 100-Stadtring Tunnel Britz und gleichzeitig der Grenze zu Neukölln. Die Karte von 1961 zeigt die Friedrichsbrunner Straße bis an den Friedhof der Emmausgemeinde, wodurch die Stichstraße nach Norden schon in Neukölln lag. Eine Straße 107 am Nordende die Ellricher Straße zum Britzer Damm verlängernd führt durch unbebautes Grünland und fiel letztlich dem Autobahnbau zum Opfer. Das Haus Nummer 7 führt in diese Richtung, die Grundstücke der gepflasterten Straße auf der Westseite sind Wohnhäuser 8–46 (gerade), unterbrochen von der Garagenfläche 38. An der Ostseite liegen Wohnhäuser 7, 9–23 (ungerade bis gegenüber Mündung der Karl-Elsasser-Straße), im Weiteren folgt ein 40 Meter breiter Streifen der KGA Treseburg unter Grundstück 39 geführt, hinter der ein Sportplatz liegt, der auf der Karte 1944 das gesamte Karree bedeckte. Am 17. Juni 1998 wurde der Teil nördlich der Ellricher Straße über dem Autobahntunnel als öffentliches Straßenland eingezogen. 40 Meter der Straße (Nr. 1396) sind offiziell im Berliner Straßenverzeichnis als Fußweg (OKSTRA-Klasse: X) geführt. Die 1907 schon projektierten Straßen dieses Wohnquartiers um die Germaniapromenade tragen Namen nach Orten am Harz. | Berlin-Britz Friedrichsbrunner Straße |
| Fritz-Reuter-Allee (Lage)       | 1790                                   | Fritz Reuter (1810–1874), Schriftsteller                                                                                         | 18. Okt. 1926       | Sie liegt zwischen Blaschkoallee und Gutschmidtstraße. Im Bebauungsplan der Siedlung östlich vom Ortskern ist sie als Straße 188 trassiert. Auf der Adressbuchkarte von 1925 ist zwischen Dorf-, Parkstraße (drei Häuser Wredesche Erben), Kirschallee (unbebaut, →Parchimwer Allee), Rudower Chaussee (→Buschkrugallee) und Stubenrauchring (→Blaschkoallee) auf dem Gebiet des ehemaligen Rittergutes Britz unbebaute Fläche. Im Adressbuch 1927 ist die Straße 188 zwischen Straße 204 (→Teterower Straße) und Straße 202 angegeben, auf der Westseite liegt Straße 200 (→ Onkel-Herse-Straße) vor Straße 204. Auf „Grundstücken der Dtsch. Ges. z. Förderung d. Wohnungsbaues“ sind Sechsparteienhäuser benannt 30–48 (fortlaufend, Ostseite) und auf der Gegenseite 49–54 (fortlaufend), 41, 45 sowie zwischen 200 und 204 liegen Baustellen. Am 4. August 1930 wurde die nördliche Verlängerung, am 24. Mai 1958 die südliche bis zur Gutschmidtstraße in die Fritz-Reuter-Allee einbezogen. Es ist die „teilende“ Hauptstraße in Nord-Süd-Richtung in der Großwohnsiedlung Britz zwischen Bruno Tauts Hufeisensiedlung mit der „Roten Front“ und der zeitgleich errichteten „DeGeWo-Siedlung“ von „Engelmann & Fangmeyer“. Beide Siedlungsteile sind im Widerstreit um Modernität oder Traditionalismus im Siedlungsbau entstanden. Die ruhige Wohnstraße ist Teil der Hufeisensiedlung und gehört zum UNESCO-Weltkulturerbe. Aus der Fritz-Reuter-Allee als Hauptstraße und der Verwendung von Orten Fritz Reuters und seinen literarischen Figuren und Werken namensgebend für die Straßen ergibt sich die Nutzung des Begriffs „Fritz-Reuter-Stadt“ für diese Siedlung. Seit dem 75. Todestag im Jahr 1949 trägt seine Geburtsstadt Stavenhagen den Beinamen Reuterstadt und in Rostock wurde der Stadtteil Reutershagen nach ihm benannt. Als Schriftsteller von Romanen über die kleinen Leute in der Mark war er Vorbild der sozialen Wohnungsbauten. Bei der Verlängerung der U-Bahn-Linie CI von der Grenzallee zur Versorgung der Großsiedlung Britz-Buckow-Rudow (BBR) wurde diese unter dem Park am Buschkrug zum U-Bahnhof Blaschkoallee und folgend unter der Fritz-Reuter-Straße mit dem U-Bahnhof Parchimer Allee bis zur Talberger Straße und anschließend östlich durch Gelände zum U-Bahnhof Britz-Süd gelegt. Auf der Fritz-Reuter-Allee 130–136 steht die Hephatha-Kirche sie wurde im Jahre 1955 geweiht noch mitten in einem Kornfeld. Das Geld für den ersten Kirchenneubau in Berlin nach dem Zweiten Weltkrieg kam zu einem Teil von der amerikanischen Organisation Wooden Church Crusade Incorporation. | Berlin-Britz Fritz-Reuter-Allee Rote Front · Berlin-Britz Fritz-Reuter-Allee · Berlin-Britz Fritz-Reuter-Allee · Berlin-Britz Fritz-Reuter-Allee · Hepatha-Kirche (Britz)                                                  |
| Fulhamer Allee (Lage)           | 0650                                   | Fulham, Ortsteil des Neuköllner Partnerbezirks Hammersmith and Fulham in London                                                  | 20. Juni 1955       | Sie liegt zwischen Parchimer Allee / Onkel-Bräsig-Straße und Britzer Damm / Tempelhofer Weg. Der Straßenverlauf durch das Dorf und am Rittergut Britz entlang mit der Querverbindung Tempelhof zu den Britzer Wiesen in Richtung Johannisthal bestand schon lange. Bereits vor 1899 kamen die Namen Parkstraße und Kirchstraße auf. Die Parkstraße ist der Abschnitt östlich der Dorfstraße am Gutspark entlang zur Kirschallee, diese Trasse wurde mit Baubeginn der Großsiedlung Britz 1927 in Parchimer Allee benannt. In diese wurde 1939 die Kirchstraße eingebunden. 1955 wurde der westliche Abschnitt der Parchimer Allee nördlich am Gutspark vorbei von der Grundstücksnummer 110 bis zum Britzer Damm in Fulhamer Allee umbenannt. Gleichzeitig war die Verlängerung der Parchimer Allee südlich am Gutspark vorbei zur Mohriner Allee projektiert worden. Am 1. September 1985 erhielt die Stichstraße 67 ebenfalls diesen Namen. Bei der Benennung 1955 wurde umnummeriert, die Grundstücke Richtung Tempelhofer Weg rechts gerade und links ungerade. An der Nordseite stehen auf 34–58 Wohnhäuser, auf 30 die Kita (bis 1990 ein Grünstreifen). Das östlich liegende Gelände gehört dem Sportplatz der Fritz-Karsen-Schule, gegenüber an der Südseite liegt der Gutspark, unter Nummer 53 adressiert das Gemeindehaus der Dorfkirche und 1 die KiTa Fuli-Kids. | Berlin-Britz Fulhamer Allee |
| Germaniapromenade (Lage)        | 0570                                   | Germania, Personifikation Deutschlands                                                                                           | 10. Feb. 1902       | Sie liegt zwischen Britzer Damm und Lauterberger Straße, am Friedrichsbrunner Platz. Trassiert war sie als Straße 108a des Bebauungsplans für eine Siedlung die zwischen dem Emmaus- und dem St.Simeon- u. St.Lukas-Kirchhof im Nordwesten der Gemarkung Britz direkt an Rixdorf anschloss mit ursprünglich einem Eiswerk auf der Fläche. Die 1907 schon projektierten Straßen dieses Wohnquartiers um die Germaniapromenade tragen Namen nach Orten am Harz. Im Adressbuch 1905 ist die Germaniastraße noch unbebaut aufgenommen, für 1910 sind Grundstück 6 und 8 (fortlaufend) zwischen Straße 146 und Straße 147 mit Mehrfamilienhäusern vom Baugeschäft Maaß bebaut, und gegenüber die 20 vom Bauunternehmer Steinert (für 23 Mieter). Alle anderen Grundstücke bis zur Carl-Elsasser-Straße sind Baustellen. Schließlich sind 1928 noch zehn Grundstücke unbebaut, auf 3 zur Suderoder Straße eine Handlung Farben-, Lack- und Pinselfabrikate, ein Lagerplatz der Post (15), ein Zimmerplatz (17,18) und sieben Mehrparteien-Wohnhäuser, von letzteren ist zwischen Walkenrieder und Suderoder Straße auf 21 das Haus mit drei Aufgängen und die anderen Wohnhäuser haben 30 bis 36 Wohnungen auf dem Grundstück. Aktuell sind zur Germaniapromenade die Häuser auf Nummer 2–42 (gerade, Nordseite) ohne 12 (läge auf der Suderoder Straße) und ohne Grundstück 16, das von 14 eingenommen wird. An der Südseite liegen 1–33. Der Friedrichsbrunner Platz am südlichen Westende der Straße ist ein „Schmuckplatz“, Ecke Walkenrieder Straße liegt ein Spielplatz (25/27). An der Straße stehen drei- bis sechsgeschossige (teilweise sanierte) Alt- und Neubauten. Eine (vermeintliche) Fortsetzung nach Westen zur Andreasberger Straße sind zur Lauterberger Straße nummeriert (13–14c) und ein Zugangsweg ist mit Schranke abgesperrt. | Berlin-Britz Germaniapromenade |
| Gielower Straße (Lage)          | 0770                                   | Gielow, Dorf im Landkreis Mecklenburgische Seenplatte                                                                            | 4. Aug. 1930        | Vorher Straße 235 des Bebauungsplans liegt sie zwischen Krischanweg und Paster-Behrens-Straße und gehört im westlichen Teil zum Bauabschnitt 6 der Hufeisensiedlung. 120 Meter der Straße (1551) sind offiziell im Berliner Straßenverzeichnis als Fußweg (OKSTRA-Klasse: X) geführt. Die Straße als Teil der Hufeisensiedlung gehört seit 2008 zum Weltkulturerbe und alle Häuser der Siedlung stehen unter strengem Denkmalschutz. Die Gielower Straße ist eine enge Wohnstraße. Die Reihenhäuser stehen quer zur Straße. Zur Talberger Straße und zur Parchimer Allee gibt es vier Durchgänge für Fußgänger, die jeweils an den Gärten der Reihenhäuser vorbeiführen. Die Straßenbenennung nahm Bezug auf die Werke Fritz Reuters, in denen der Ort Gielow häufig eine Rolle spielt. | Berlin-Britz Gielower Straße |
| Gradestraße (Lage)              | 1520 (im Ortsteil)                     | Hans Grade (1879–1946), Flugpionier (die Straße wurde wahrscheinlich erst nachträglich, frühestens 1911, Hans Grade gewidmet)    | um 1897             | Die Gradestraße ist Teil des Ost-West-Verkehrszugs und eine übergeordnete Straßenverbindung des Berliner Straßennetzes und verbindet die Autobahn über Späthstraße, sowie B 179 über Blaschkoallee (ab Britzer Damm) mit der Ullsteinstraße zum Mariendorfer Damm (B 96). Im Ortsteil liegt sie zwischen Britzer Damm und der Ortsteilgrenze zu Mariendorf, der Bezirksgrenze von Neukölln zu Tempelhof-Schöneberg. Der Verlauf im Ortsteil endet vor der Auffahrt zur Anschlussstelle 23 (Gradestraße) der Autobahn, der weitere Verlauf im Nachbarbezirk heißt ebenfalls Gradestraße. Der Ausbau der Straße erfolgte in drei Abschnitten. Der östliche Teil (östlich vom Tempelhofer Weg) ist eine alte Straße am Nordrand des Dorfkerns von Britz, die wahrscheinlich um 1897 in Gradestraße benannt wurde. Der mittlere Teil (ungefähr ab Eisenbahnbrücke bis Tempelhofer Weg) wurde als der zum Rixdorfer Friedhof führende Sorgenweg 1901 (oder 1897) neu angelegt. Im Adressbuch 1912 ist die Gradestraße von Chausseestraße (Britzer Damm) zur Gemarkung Mariendorf benannt. Nach der Karte von 1961 endet die Gradestraße noch im Westen an der Bahnstrecke von da führt ein Fahrweg auf der späteren Trasse und insbesondere die Riedelstraße nach Nord zum Kanal. Kurz vor dem Tempelhofer Weg befand sich auf dem heutigen Straßenland der „Krumme Pfuhl“, ein Gewässer, das südlich umgangen wurde. Dieser Teil wurde begradigt und 1911 in Gradestraße benannt. Der westliche Teil bis zur Gottlieb-Dunkel-Straße wurde erst 1981 oder 1983 neu gebaut und gehört zum Ortsteil Mariendorf. Hier liegt die Anschlussstelle Gradestraße der Autobahn A 100, ursprünglich geplant als weiterführende A 102. An der Gradestraße wurde 1910 der Straßenbahnbetriebshof Britz eröffnet. Am 30. Oktober 1966 wurde der Straßenbahnhof Britz geschlossen, nachdem in Britz die Linie 47 stillgelegt worden war. Die BVG baute diese teilweise bereits als Busbetriebshof genutzte Anlage zu einem großen Bushof aus. Eine der Hallen blieb der historischen Fahrzeugsammlung der BVG vorbehalten, die 1993 aufgelöst wurde. | Berlin-Britz Gradestraße · Berlin-Britz Gradestraße Linde · Berlin-Britz Gradestraße · Gradestraße unter der NME-Brücke |
| Grenzallee (Lage)               | 0600 (im Ortsteil, nur Südseite)       | Grenze der Gemarkungen Rixdorf und Britz                                                                                         | 25. März 1901       | Die Grenzallee (um 1900 auch Grenzstraße) liegt immer an der Grenze zwischen Neukölln (Rixdorf) und Britz, zum Ortsteil gehört nur das Gelände an der Südseite zwischen Buschkrugallee und dem Westufer der Grenzalleebrücke über den Neuköllner Schifffahrtskanal (Wasserstraße zum Hafen Neukölln), das gesamte Straßenland gehört zu Neukölln. Auf einer Karte von 1786 ist die Trasse als „Britzer Damm“ (Damm nach Britz) eingezeichnet. Im Adressbuch 1905 und noch 1910 ist Ecke Rudower Straße für Britz die Grenzallee mit dem Haus des Gärtnereibesitzers Wanzlik genannt. 1928 sind auf der rechten Seite Grundstücke der Stadt Berlin und für linke Seite steht der Vermerk s.Neukölln. Aktuell sind für die Grenzallee in Britz die ungerade nummerierten Grundstücke 63–117 mit dreigeschossigen Wohnhäusern aus den 1930er Jahren im Adressverzeichnis aufgeführt, deren Rückseite durch die Autobahn und dem Autobahndreieck Neukölln gerichtet ist. Dazu kommt auf 51, 53, 59 ein Flachbau mit dahinterstehendem mehrgeschossigen Trakt der „VfJ Werkstatt für behinderte Menschen“, „Hans-Spänkuch-Haus“. Zwischen 93 und 95 mündet die Ballinstraße. Der U-Bahnhof Grenzallee (U 7) befindet sich auf der Britzer Seite. | Berlin-Britz Grenzallee |
| Grüner Weg (Lage)               | 0730 (ohne Südostseite)                | Grüner Weg ist die alte Wegbezeichnung zu den Britzer Wiesen                                                                     | vor 1911            | Er liegt zwischen Kielingerstraße / Ortolanweg (Nordost) und Gutschmidtstraße. Zum Ortsteil gehören das Straßenland und die Nordwestseite mit den Grundstücken 2–34, 42–52, 56–88, 94–98 (gerade) auf denen Wohnhäuser stehen. Der Grüne Weg ist zwischen Buschkrugallee und Gutschmidstraße (nach Südost: in die Gropiusstadter Fritz-Erler-Allee) für 740 Meter im Berliner Straßennetz als regionale Straßenverbindung aufgenommen. Der nach Süden (verbliebene) weitergehende Fuß- und Radweg für 180 Meter im Ortsteil zur Johannisthaler Chaussee ist im Straßenverzeichnis mit der OKSTRA-Klasse F aufgenommen. Die östliche Straßenseite liegt in Buckow. Auf einer Karte von 1911 ist namentlich in Buckow und südlich an Britz ein Grüner Weg eingezeichnet, von der Johannisthaler Chaussee über die Rudower Straße auf die Britzer Wiesen führend. Im Bebauungsplan zur Siedlung in Britz ist er als Straße 229 trassiert. Eine Weiterführung zum Teltowkanal als Straße 230, allerdings wurde diese zur Parchimer Allee benannt. In den Adressbüchern 1905 bis 1928 findet Grüner Weg keine Aufnahme, da dieser wohl neun Meter breite Weg von Buckow zu den Britzer Wiesen unbebaut ist. Nach dem Plan 4024/4028 des amtlichen Kartenwerks „Stadtplan von Berlin“ führte der (Fahr-)Weg auf Buckower Flur direkt an der Orts(teil)grenze von Britz entlang. Im Adressbuch 1930 ist der „Verlängerte Grüne Weg“ zwischen Rudower und Parchimer Allee aufgenommen, die linke Seite als Baustellen (zu Rudow) und rechts mit den Sechsparteienhäusern 2–34 der „Berliner Gesellschaft zur Förderung des Einfamilienhauses“. Der nördliche Teil der Straße grenzt an Bauabschnitt 5 der Hufeisensiedlung. Der Zusatz „Verlängerter“ entfällt bereits im folgenden Adressbuch 1931. Auf der Karte von 1943 ist der Grüne Weg mit dem Straßenland in Buckow von der Tischlerzeile an der Johannisthaler Chaussee im Südwesten bis zum Ortolanweg und der Parchimer Allee aufgenommen und besitzt in Britz eine (geplante, unbenannte) Fortsetzung an der „Städtischen Kleingartenkolonie“ entlang direkt zum Teltowkanal. In Buckow ging der südliche Verlauf in der Severingstraße auf. | Berlin-Britz Grüner Weg · Berlin-Britz Grüner Weg |
| Grünlingweg (Lage)              | 0100 (im Ortsteil)                     | Grünling, Singvogel | 17. Nov. 1955       | Die Straße geht vom Grünen Weg nach beiden Seiten als verkehrsberuhigte Sackgasse ab, durch die Lage der Ortsteilgrenze am östlichen Rand des Grünen Wegs gehört lediglich die westliche Sackgasse zu Britz. In Buckow wurde zu Beginn der 1930er Jahre östlich am Grünen Weg eine Eigenheimsiedlung (Siedlung am Grünen Weg) errichtet, deren Straßen nach Vögeln benannt waren. Zwischen Grüner Weg 35 und 37 verlief seit 1933 die Grünlingstraße. Mit dem Bebauungsprojek am Südrand der Hufeisensiedlung und folgend am Bruno-Taut-Ring wurde Straße 271 vom Grünen Weg hinein trassiert. Am 18. November 1955 wurde diese Planstraße mit der (Buckower) Grünlingstraße (beide innerhalb des Bezirks Neukölln) zum Grünlingweg zusammengefasst. Auf dem Stadtplan 1955 findet sich die Projektsituation mit dem Eintrag als Grünlingstraße, 1961 in gleicher Lage Grünlingweg. In Britz führt eine dreispurige Betonstraße mit einer Wendeschleife zu den viergeschossigen Typen-Wohnhäusern im Schnitt der beginnenden 1960er Jahre auf den Grundstücken (westlich der Zeilenbebauung am Grünen Weg) 2–2c (Nord), 1–1c (West), 3–3c (Süd). | Berlin-Britz Grünlingweg |
| Gutschmidtstraße (Lage)         | 1310                                   | Franz Gutschmidt (1874–1951), Neuköllner Kommunalpolitiker                                                                       | 17. Nov. 1955       | Sie liegt zwischen Grüner Weg (in Verlängerung der Fritz-Erler-Allee nach Westen) und dem Buckower Damm. In den 1950er Jahren gerieten bei der Suche nach Neubauflächen das Ackerland im Süden von Britz nach Buckow ins Blickfeld, die Projektierung begann um 1955, nach dem Mauerbau 1961 wurde der Bau zunehmend wichtiger. Zunächst wurden die Flächen am Südrand der Hufeisensiedlung bebaut, es war für den Ausbau eine Querverbindung im Süden nördlich der Neulandsiedlung nötig, die als Straße 278 des Bebauungsplans trassiert wurde. Benannt wurde die Straße nach Gutschmidt, dem Mitbegründer der GEHAG und SPD-Stadtverordneten und Bezirksverordneten von Neukölln. Nach 1945 war er deren GEHAG-Treuhänder im amerikanischen Sektor Berlins. 1200 Meter der Straße sind als regionale Hauptstraße im Berliner Straßensystem aufgenommen. Dazu ist ein Teil der Straße (RBS: „STRA“) nach der OKSTRA-Klasse N. An der Gutschmidtstraße befindet sich auf Gutschmidtstarße 22 der U-Bahnhof Britz-Süd (Linie U7) von dem die Zufahrt zum U-Bahn-Betriebshof erfolgt der seit dem Bau der Britzer U-Bahn zwischen Siedlung Neuland und Gutschmidtstraße liegt. Zur Straße gehören die Wohnbauten auf den Grundstücken nördlich der Straße 2–110a (gerade), die nicht in Straßenrandbebauung angelegt sind. Die Zählung ist nicht durchgehend. Beispielsweise gehört der als „Marktplatz“ benannte öffentliche Platz zur Fritz-Reuter-Allee, so fehlen für die Gutschmidtstraße die Grundstücke 14 bis 46 (22: U-Bahnhof) Südlich der Straße befinden sich vorwiegend Grünflächen und Gewerbeflächen. Am Ostende mit 7–13 und im Westen mit 113 stehen Wohnhäuser. Auf Grundstück 19 steht ein Postgebäude, 29–37 sind öffentliche Gebäude mit Jugendclub und Bibliothek. Dabei werden Gebäude bis an die Grenze des Betriebshofs zudem durch den Schlosserweg, beispielsweise ist der Jugendclub Gutschmidtstraße 37 auch mit Schlosserweg 53 adressiert. Mit dem Anlegen der Gutschmidtstraße entstand zur Versorgung der Großsiedlung Britz-Buckow-Rudow der U-Bahnhof Britz-Süd und auf der damals bestehenden Ackerfläche an die Neuland-Siedlung hinan (fast 17 Hektar) wurde die für den verlängerten Abschnitt der U 7 notwendige „Betriebswerkstatt Britz“ erbaut und eingerichtet. | Berlin-Britz Gutschmidstraße |
| Haarlemer Straße (Lage)         | 0730                                   | Haarlem, Hauptstadt der Provinz Nordholland                                                                                      | 18. Sep. 1911       | Die Straße liegt zwischen Buschkrugallee und Späthstraße und umschließt die von der Buschkrugallee abgehenden Wohnstraßen. Auf dem Plan von 1907 finden sich schon die von letzterer abgehenden Straßen mit Ziel zum Teltowkanal, von der Späthstraße nach Nord ist eine Planstraße angegeben, diese wurde 1911 benannt. 1910 gibt es im Adressbuch keinen Hinweis, 1912 ist auf der Übersichtskarte eine Neubritzer östliche Parallelstraße zur Buschkrugallee (damals Rudower Straße) von der Späthstraße nach Norden bis zum Osthafen an Teltowkanal eingezeichnet. Die Haarlemer Straße ist 1912 zwischen Späthstraße und Marienthaler Straße mit Holzplatz (Poßling & Co. Nutzholzhdlg.), Gärtnerei, Dampfschneidmühle und Baustellen aufgenommen, Querstraßen sind Straße 26, Johannisthaler und Marienthaler Straße. Auf der Karte von 1943 ist sie bis etwas über die Grünauer Straße (→ Zaandamer Straße) eingezeichnet, im Adressbuch 1943 ist ihre Trasse Delfter Ufer bis Späthstraße verzeichnet. Die Grundstücke 1–33 und 2–34 sind jedoch unbebaut, an der Ostseite (links) besteht Gewerbe, wie Gartenbau (73/75), Wäscherei (65–71) und insbesondere zwei Holzplätze von Poßling (61/63, 57), zudem das Poßlingsche Wohnhaus (59). An der Westseite bestehen einige Grundstücke nicht, Wohnhäuser der Gemeinn. Siedlungs- und Wohnungsbau stehen auf 72–76 (gerade), auf 48/60 zwischen Johannisthaler und Marientaler Straße befindet sich die Dampf-Schneidemühle. Am 1. Juni 1975 wurde schließlich die Straße 575 einbezogen, so dass die Haarlemer Straße am Nordende um Kleingärten herum zur Buschkrugallee führt, deren Gartenflächen sind jedoch als Gewerbereservefläche vorgesehen. Das Technische Hilfswerk und viele kleine Gewerbebetriebe liegen an der Straße, es gibt einige Wohnhäuser und ein Wohnheim am südlichen Ende der Straße, während am nördlichen Ende einige Kleingärten liegen. | Berlin-Britz Haarlemer Straße Otto-Hahn-Schule |
| Hanne Nüte (Lage)               | 0380                                   | Hanne Nüte, Figur aus dem Vers-Epos ,Hanne Nüte un de lütte Pudel' von Fritz Reuter                                              | 9. Feb. 1927        | Sie liegt in der Britzer Großsiedlung (DeGeWo-Bauten) zwischen Teterower Straße und Fritz-Reuter-Allee / Lowise-Reuter-Ring, vorher Straße 203 des Bebauungsplans trassiert. Die Straße gehört zur Krugpfuhlsiedlung der Großsiedlung Britz für die die Stadt Berlin 1924 das Gut Britz kaufte. Um den Denkmalscharakter zu erhalten und Fehlentwicklungen vorzubeugen, hat das Bezirksamt Neukölln am 5. Dezember 2006 die Krugpfuhlsiedlung durch eine „Erhaltungsverordnung“ unter Schutz gestellt. | Hanne Nüte |
| Hannemannstraße (Lage)          | 0840                                   | Adolf Hannemann (1851–1936), Ortschronist der Teltowdörfer                                                                       | um 1906             | Vorher die Straßen 35, 38, 39 und 40 des Bebauungsplans ging sie von der Rudower Straße (seit 1947 Buschkrugallee) ab bis in Höhe Hippelstraße. Zwischen 1912 und 1915 wurde sie bis zur Chausseestraße (seit 1951 Britzer Damm) verlängert. Am 1. Juni 1966 wurde noch die verlängernde Straße 113 einbezogen, so liegt sie zwischen Buschkrugallee und Britzer Damm. Die Straße gehört zum Bereich der IDEAL-Siedlung. Auf der ehemaligen „Körnerschen Kiesgrube“ entstanden Wohnungsbauten als Kleinwohnhäuser in Kombination mit einer mehrgeschossigen Straßenrandbebauung, die Ideal-Siedlung in Britz ist ein Beispiel für frühe Zeilenbauten in Deutschland. Hannemann war Direktor der Teltower Kreissparkasse und machte sich Verdienste um die Teltowdörfer Rixdorf, Rudow, Britz und Buckow. Sein Grab befindet sich auf dem Landeseigenen Friedhof Steglitz, Bergstraße. Der Grundbesitzer Fritz Körner nutzte eine Kiesbank zur Ausbeutung Ausbeute für die boomende Bauwirtschaft. Seine Kiesgrube lag von der Hannemannstraße bis zur Blaschkoallee. Die alte Kiesgrube an der Blaschkoallee wurde 1909 größtenteils verfüllt und die Hannemannstraße angelegt. | Berlin-Britz Hannemannstraße · Berlin-Britz Hannemannstraße 3. Gemeindeschule |
| Haselsteig (Lage)               | 0450                                   | Haselnuss, ein Birkengewächs | 11. Mai 1938        | Die Privatstraße liegt zwischen Mohriner Allee und Koppelweg. Sie ist für Fahrzeuge aller Art mit Ausnahme der Anrainer gesperrt. Der „Bauverein Solide“ hatte in den 1920er Jahren im Westen von Britz zwischen Verlängerter Triftstraße (→ Koppelweg) und der Mariendorfer Allee nahe der Grenze zum Bezirk Tempelhof (Mariendorf) (vormalige) Ackerflächen parzelliert und Straßen trassiert. Vorher war die Bezeichnung Straße 220 des Bebauungsplans in der Kolonie Solide. Die Straßen im Gebiet des Dreiecks Mohriner Straße / Koppelweg / Bezirksgrenze unterlagen wechselnden Bebauungsplänen, wobei weiterführendes unter Triftstraße aufgeführt ist. Erstmals wird der Haselsteig im Adressbuch 1939 aufgeführt mit 20 bewohnten Grundstücken (ohne Nummerierung) zwischen Mariendorfer Allee und Triftstraße. Andererseits ist gleichzeitig unter „Rosenhöhe (Siedlung)“ ein Hinweis auf den Haselsteig aufgenommen. | Berlin-Britz Haselsteig |
| Havermannstraße (Lage)          | 0240                                   | Karl Havermann, Gutsinspektor aus dem Roman Ut mine Stromtid von Fritz Reuter                                                    | 9. Feb. 1927        | Die Straße liegt zwischen Buschkrugallee und Rambowstraße. Sie gehört zur Krugpfuhlsiedlung (als DEGEWO-Siedlung: östlich der Fritz-Reuter-Allee) der Großsiedlung Britz und war als Straße 202 trassiert. Das Gelände des Gutes Britz hatte die Stadt Berlin 1924 gekauft, um nach Inflation und Kriegszeit eine Siedlung des sozialen Wohnungsbaus zu errichten (auch als Fritz-Reuter-Stadt). Erstmals im Adressbuch ist die Straße in aktueller Lage 1928 aufgenommen, bebaut und bewohnt sind die Grundstücke der „Deutsch. Ges. z. Förderung d. Wohnungsbaues“ (Eigentümer die gemeinn. A.G. mit Sitz in Charlottenburg) 1–11 (ungerade, links) und 2–18 (gerade, rechts), diese Grundstückszuordnung besteht noch. Um den „Denkmalscharakter zu erhalten und Fehlentwicklungen vorzubeugen“, hat das Bezirksamt Neukölln am 5. Dezember 2006 die Krugpfuhlsiedlung durch eine „Erhaltungsverordnung“ unter Schutz gestellt. | Berlin-Britz Havermannstraße |
| Hippelstraße (Lage)             | 0090                                   | Theodor von Hippel (1775–1843), Publizist                                                                                        | 18. Sep. 1911       | Als Straße 47 des Bebauungsplans für Neu-Britz trassiert liegt sie zwischen Franz-Körner-Straße und Buschrosensteig. Hippel war der Verfasser des Aufrufs von Friedrich Wilhelm III. „An mein Volk“, der zur Gegenwehr gegen die napoleonischen Truppen aufforderte und war so als Namensgeber in einem Wohnquartier nach lokalen Persönlichkeiten geeignet. Zur Hippelstraße gehören die Grundstücke 24, 25, 30, 31. Im Adressbuch 1911 ist die Hippelstraße als unbebaut von der Hannemannstraße notiert, 1922 ist die Lage mit Franz-Körner-Straße zur Rochowstraße aufgeführt, wobei das Haus 3 (zu Rochowstraße 4) mit zwölf Haushaltsvorständen und der Polizei-Meldestelle erwähnt ist (1,2 sowie die Ostseite sind als Baustelle). Eigentümer dieses Hauses ist die Körner & Co. in Liquidation des Kiesgrubenbesitzers. Noch 1930 steht an der Straße zwischen Franz-Kötner- und Hannemannstraße immer noch lediglich das Haus Nummer 3. Schließlich findet sich die Straße im Adressbuch in der verbliebenen Aufstellung: Franz-Körner-Straße zum Buschrosensteig und Buschrosenplatz, wo sich eine Parkanlage befindet. Die Häuser der Ostseite mit acht Mietparteien 23–31 (ungerade) gehören der Baugenossenschaft „Ideal“, das einzige gegenüberliegende Haus 30/32 Ecke Buschrosensteig gehört der „Körner-Pitschen Grundst.-Verw.“ Die Grundstücke 1–21 (ungerade) und 2–22 (gerade) (nach Süden) existieren nicht (mehr). | Berlin-Britz Hippelstraße |
| Hochkönigweg (Lage)             | 0590                                   | Hochkönig, Gipfel der Berchtesgadener Kalkalpen                                                                                  | 1. Dez. 1983        | Vorher Straße 257 des BebauungsplansStraße liegt sie zwischen Mohriner Allee und Wildspitzweg. Die ruhige Wohnstraße ist mit Einfamilienhäusern bebaut. An der Straße liegt ein Abschnitt des Britz-Buckower Wegs. Vor der Bebauung des Hochkönigwegs waren im Dreieck vom Roetepfuhl an der Kolonie „Friedland“ und südlich der Mohriner Allee zur Bezirksgrenze schon seit den 1940er Jahren einige Straßen zur Bebauung projektiert (Straße 258 – Straße 264) von denen jedoch nur der Hochkönigweg und dessen drei kurze Querstraßen umgesetzt wurden. Die Flächen zwischen Eisenbahn und Mariendorf entlang der als Aktienchaussee ausgebauten Mohriner Allee (vormals Mariendorfer Chaussee) wurden mehrfach überplant. Das verbliebene Gelände wurde neben einzelnen Siedlungshäusern an der Mohriner Allee für den Britzer Garten genutzt, Landesbehörden und Gartencenter. | Berlin-Britz Hochkönigweg |
| Hochspannungsweg (Lage)         | 02520 (im Ortsteil, tw. nur Nordseite) | Trasse für eine Hochspannungsleitung                                                                                             | 9. Juni 1933        | Er liegt als (meist bewaldeter) Fußweg auf einer 30 Meter breiten Reservefläche im Ortsteil vom Teltowkanal zwischen den Kleingartenanlagen (KGA) ‚Britz am Wiesenweg‘/ ‚Ideal III‘ und ‚Britzer Wiesen‘/ ‚Sonntagsfreude‘ hindurch an den Ortolanweg kommt und wechselt zu den Nachbarortsteilen, bis er an der Severingstraße wieder auf Britzer Territorium bis zur Ortsteilgrenze vor dem Quarzweg liegt. Während in Britz die Trasse in ursprünglicher Breite besteht wurde sie in Buckow und Gropiusstadt und im Bezirk Tempelhof meist überbaut. Der Weg liegt entlang der Trasse einer im Juni 1918 in Betrieb genommenen Hochspannungsleitung vom Kraftwerk Zschornewitz (bei Bitterfeld) zum ehemaligen Standort eines Aluminiumwerkes, auf dem sich seither das Kraftwerk Klingenberg befindet. Die Hochspannungsleitung ist 1930 noch eingezeichnet und nach dem Abbau Anfang der 1930er Jahre wurde der Fußweg angelegt. Im Berliner Stadtgebiet verlief diese Hochspannungsleitung von Marienfelde über Buckow zur Königsheide. Im Berliner Straßenverzeichnis ist der Hochspannungsweg als Fußweg (OKSTRA-Klasse F) mit der Nummer 9095 offiziell erfasst. Die Lage der Ortsteilgrenze zwischen Britz und Buckow innerhalb des Bezirks Neukölln wurde zu Beginn der 1980er Jahre den Hochspannungsweg einschließend verlegt, so liegen die beiden Gartenkolonien am Breitunger Weg seither komplett im Ortsteil. Grundstücke sind dem Fußweg im Ortsteil keine zugeordnet. Zwischen Tischlerzeile und über den Breitunger Weg ist er ein Abschnitt des Teltower Dörferwegs und auf dem westlichen Abschnitt des Britz-Buckower Wegs. | Berlin-Britz Hochspannungsweg |
| Hochthronweg (Lage)             | 0110                                   | Hochthron, Berg im Tennengebirge                                                                                                 | 1. Mai 1986         | Östliche Stichstraße vom Hochkönigweg, vorher Straße 262 des Bebauungsplans. Vor der Bebauung des Hochthronwegs waren im Dreieck vom Roetepfuhl an der Kolonie Friedland und südlich der Mohriner Allee zur Bezirksgrenze schon seit den 1940er Jahren einige Straßen zur Bebauung projektiert (Straße 258 – Straße 264) von denen jedoch nur der Hochkönigweg und dessen drei kurze Querstraßen umgesetzt wurden. Die Flächen zwischen Eisenbahn und Mariendorf entlang der als Aktienchaussee ausgebauten Mohriner Allee (vormals Mariendorfer Chaussee) wurden mehrfach überplant. Das verbliebene Gelände wurde neben einzelnen Siedlungshäusern an der Mohriner Allee für den Britzer Garten genutzt, Landesbehörden und Gartencenter. | Berlin-Britz Hochthronweg |
| Hochtristenweg (Lage)           | 0180                                   | Hochtristen, Berg der Hohen Tauern                                                                                               | 1. Mai 1986         | Östliche Stichstraße vom Hochkönigweg, vorher Straße 263 des Bebauungsplans. Es ist eine ruhige Wohnstraße mit Einfamilienhäusern bebaut. Der Hochtristenweg endet für Autos als Sackgasse am Britzer Garten. Für Fußgänger gibt es einen Durchgang zur Straße Am Irissee. Die Straße liegt an einem Abschnitt des Britz-Buckower Wegs. Vor der Bebauung des Hochtristenwegs waren im Dreieck vom Roetepfuhl an der Kolonie „Friedland“ und südlich der Mohriner Allee zur Bezirksgrenze schon seit den 1940er Jahren einige Straßen zur Bebauung projektiert (Straße 258 – Straße 264) von denen jedoch nur der Hochkönigweg und dessen drei kurze Querstraßen umgesetzt wurden. Die Flächen zwischen Eisenbahn und Mariendorf entlang der als Aktienchaussee ausgebauten Mohriner Allee (vormals Mariendorfer Chaussee) wurden mehrfach überplant. Das verbliebene Gelände wurde neben einzelnen Siedlungshäusern an der Mohriner Allee für den Britzer Garten genutzt, Landesbehörden und Gartencenter. | Berlin-Britz Hochtristenweg |
| Holzmindener Straße (Lage)      | 0890                                   | Holzminden, Kreisstadt in Niedersachsen                                                                                          | 17. Aug. 1938       | Die Straße liegt von der Gradestraße nach Norden am BVG-Betriebshof entlang und biegt nach Westen zum Tempelhofer Weg. Sie ist als verkehrsberuhigte 30er-Zone markiert und für Lkw-Verkehr gesperrt. Zur Straße gehören die Grundstücke 31–65 (ungerade) in Straßenrandbebauung mit dreigeschossigen (plus Dachgeschoss) Zeilen-Wohnhäusern aus den 1920er Jahren gegenüber vom Betriebshof, laut Adressbuch 1943 im Eigentum der Gemeinn. Heimstättenbauges. der B.V.G. E.G.m.b.H. Hinzu kommen aus den 1960er Jahren in freierer (nicht am Straßenlauf orientierter) Bebauung mit teilweise querstehenden Wohnblöcken 1–29a (ungerade) und 2–28b (gerade) mit acht teilweise vier Geschossen. Auf dem Plan von 1912 ist in dieser Trasse zwischen Wussow- und Gradestraße die Arnholdstraße eingetragen. Die Wussowstraße kreuzte bis in die 1960er Jahre, da sie am Nordrand des Depots Tempelhofer Weg und Britzer Damm verband. Am 4. August 1930 wurde die Straße 209 in die Arnholdstraße einbezogen und der Straßenzug zum Braunschweiger Ufer verlängert. 1938 erfolgte die Umbenennung, da der Namensgeber Eduard Arnhold Jude war. Am 7. April 1965 wurde die Straße 478 (parallel zum Braunschweiger Ufer liegend) vom Tempelhofer Weg her einbezogen. Mit dem Wohnungsbau auf der Fläche zwischen Straßenbahnhof und Teltowkanal wurden die zwischen (damals durchgehender) Wussowstraße und Braunschweiger Ufer trassierten Straßen Fahrerweg und Schaffnerweg aufgehoben und überbaut. Diese Trassen lagen parallel zu Am Straßenbahnhof und Holzmindener Straße die (beispw. nach Adressbuch 1943) zum Kanal durchgehend projektiert waren. Die Wohnbauten der Wohnungsbaugesellschaft „Stadt und Land“ an der Holzmindener Straße wurden als „Siedlung der Düfte“ beworben. Holzminden nennt sich (seit 2003 offiziell) „Stadt der Düfte und Aromen“. | Berlin-Britz Holzmindener Straße |
| Hüfnerweg (Lage)                | 0630                                   | Hüfner, Besitzer von Hufen Ackerlands                                                                                            | 14. Feb. 1950       | Sie geht vom Buckower Damm (südlich der Bahnkreuzung) nach Südwesten ab und ist Anliegerstraße und Zugangsweg zur Kolonie „Zur Windmühle“. Der „Eingang Buckower Damm 146“ hat ebenfalls die Zufahrt über Hüfnerweg. Die Britzer Mühle liegt östlich. Die Straße endet an der Friedhofsverwaltung des Parkfriedhofs Neukölln und dem Sportstadion von SV Stern Britz. Bereits vor 1911 lag in der Trasse die Lichtenrader Chaussee durch Buckow hindurch, diese war 1920 in Lichtenrader Weg umbenannt worden. Im Adressbuch 1943 unbebaut zwischen Buckower Chaussee und Britzer Straße, letztere ist die Fortsetzung in der Gemarkung Buckow. Noch Mitte der 1950er Jahre geht der Hüfnerweg am Ostrand des Parkfriedhofs Neukölln vorbei in den Aufacher Weg in Buckow, durch dessen Erweiterung nach Osten endet er 1961 vor dem Friedhof und dem Sportstadion. Zum Hüfnerweg gehören die Grundstücke 4 (KGA Zur Windmühle), 21 (Bau hinter Buckower Damm 114), 31 (gesondert hinter Buckower Damm 128) und 39 (Friedhofsverwaltung), andere Flächen am Hüfnerweg sind dem Buckower Damm direkt zugeordnet. Die Zufahrt ist außer für Anlieger gesperrt und der Hüfnerweg ist als Sackgasse ausgewiesen. | Berlin-Britz Hüfnerweg |
| Hüsung (Lage)                   | 0150                                   | Kein Hüsung, Versepos von Fritz Reuter                                                                                           | 18. Feb. 1927       | Die Straße war als Platz J des Bebauungsplans trassiert und wurde angelegt. Sie verläuft zwischen Lowise-Reuter-Ring und Onkel-Bräsig-Straße um einen angerförmigen rhombischen Wohnhof, umstanden von Einfamilienhausreihen. Sie gehört zum ersten beiden Bauabschnitt der Hufeisensiedlung. Im Zentrum des Platzes befindet sich eine Grünanlage mit einer „Dorflinde“. Die Straße ist Teil der Hufeisensiedlung, die seit 2008 zum Weltkulturerbe gehört, und alle Häuser der Siedlung stehen unter strengem Denkmalschutz. Die Siedlung wurde zwischen 1925 und 1927 nach Plänen der Architekten Bruno Taut und Martin Wagner erbaut. Bauherr war die GEHAG. Die Hüsung gliedert sich um einen freien Platz, der an beiden Seiten mit Reihenhäusern bebaut ist. Parallel zu den Straßen der Siedlung verlaufen Fußwege als Wirtschaftswege zwischen den Häusern, die Einblicke in die Gärten zulassen. Beim Haus mit der Nummer 50 erinnert ein Gedenkstein an Erich Mühsam, der 1934 im KZ Oranienburg ermordet wurde. | Hüsung |
| Ilgenweg (Lage)                 | 0310                                   | Rüdiger von Ilgen (1654–1728), Besitzer von Gut Britz                                                                            | 15. Juni 1976       | Die ehemalige Privatstraße 170 des Bebauungsplans liegt zwischen Massiner Weg und Zantochweg. Namensgebend warIlgen der preußische Außenminister und Reformer des preußischen Justizwesens. Die hier liegende Siedlung am Massiner Weg (vormals Marienfelder Weg) war durch die Nähe am Bahnhof Britz der Neukölln-Mittenwalder Eisenbahn. Die Straße 170 ist schon auf der Karte von 1943 verzeichnet, 1926 ist kein Name eingetragen doch für die Straße in dieser Lage Bebauung angegeben. In den Adressbüchern vom Ende der 1920er Jahre waren Straßen der „Wirtschaftsgenossenschaft Siedlung am Marienfelder Weg“ angegeben (Straße A bis Straße H). 1939 sind neben Straße A schon die 170er Straßen, insbesondere Straße 170 angegeben. Straße 170 ist als amtlich gekennzeichnet mit dem Vermerk auf Straße A unter deren Stichwort Lage und Grundstücke verzeichnet sind. Die Flächen zwischen Eisenbahn und Mariendorf entlang der als Aktienchaussee ausgebauten Mohriner Allee (vormals: Mariendorfer Chaussee) wurden mehrfach überplant. Das verbliebene Gelände wurde neben einzelnen Siedlungshäusern an der Mohriner Allee für den Britzer Garten und beispielsweise die Gartencenter und die Kolonie „Friedland“ verplant. | Berlin-Britz Ilgenweg · Büste Rüdiger von Ilgen 1654–1728 Preußischer Staatsminister |
| Im Rosengrund (Lage)            | 0430                                   | Rosenzucht von Britzer Gärtnereien                                                                                               | 11. Mai 1938        | Die Straße liegt zwischen Mohriner Allee und Koppelweg. Sie ist im Straßenreinigungsverzeichnis C eingetragen und für Fahrzeuge aller Art mit Ausnahme der Anrainer gesperrt. Der „Bauverein Solide“ hatte in den 1920er Jahren im Westen von Britz zwischen Verlängerter Triftstraße (→ Koppelweg) und der Mariendorfer Allee nahe der Grenze zum Bezirk Tempelhof (Mariendorf) (vormalige) Ackerflächen parzelliert und Straßen trassiert. In dieser Trasse lag Straße 219 des Bebauungsplans. Sie befindet sich in der „Kolonie Solide“. Erstmals wird Im Rosengrund im Adressbuch 1939 aufgeführt auf der östlichen Seite mit den Grundstücken 1–41 (ungerade, Parzellen, Baustellen, 12 bewohnt) und gegenüber 2–42 (gerade, zehn Wohnhäuser und Baustellen), gelegen zwischen Triftstraße (→ Koppelweg) und Mariendorfer (→ Mohriner) Allee. | Berlin-Britz Im Rosengrund |
| Jahnstraße (Lage)               | 0730                                   | Friedrich Ludwig Jahn (1778–1852), Pädagoge und Politiker                                                                        | vor 1896            | Sie liegt zwischen Buschkrugallee und Britzer Damm. Die Straße gehörte zu den ersten Bebauungen in Neu-Britz und die Straße ist im Adressbuch 1896 aufgenommen, wobei die Grundstücke 1–47 vorwiegend mit Ein- bis Vierparteienhäusern bebaut sind, 20 sind noch unbebaut, auf der Gegenseite folgen dem Haus 48 Gärten und Baustellen. Nach den Angaben im Adressbuch für 1905 ist sie vergleichsweise vollständig bebaut. Von Rudower zur Chausseestraße sind Priesterweg und Straße 45 als Querstraßen genannt. Die Grundstücke in Hufeisennummerierung 1–47 und gegenüber 48–85 sind mit Einzel- vorzugsweise aber Mehrfamilienhäusern (bis 24 Mieter) bebaut, zu 27 ist Baustelle mit dem Grundstückseigentümer angegeben. Zu erwähnen sind dabei 58–68 mit den Gärten von Fabrikbesitzer Wegener, dem das Wohnhaus 54/57 gehört, das Haus 85 mit der Schmiede. Zur Jahnstraße besteht der Bebauungsplan XIV-185g festgesetzt am 1. März 2006 zum Sanierungsgebiet Neukölln-Wederstraße. Aktuell gehören die Grundstücke 1–87 (ungerade) und 2–86 (gerade) zur Jahnstraße, bebaut mit einer Mischung aus Alt-, Altneubauten, teilweise Gewerbegrundstücke und Einfamilienwohnhäuser in Straßenrandbebauung. An der Südseite westlich der Rungiusstraße findet sich eine offene Bebauung mit querstehenden Wohnblöcken 55–79 (mehrere der Rungiusstraße zum Teltowkanal hin zugeordnet). | Berlin-Britz Jahnstraße |
| Jochen-Nüßler-Straße (Lage)     | 0180                                   | Jochen Nüßler, Figur aus dem Roman Ut mine Stromtid von Fritz Reuter                                                             | 19. Feb. 1927       | Die Straße liegt zwischen Parchimer Allee und Lowise-Reuter-Straße und gehört zum Bauabschnitt 2 der Hufeisensiedlung und war vorher als Straße 189 geplant. Die Straße ist Teil der Hufeisensiedlung, die seit 2008 zum Weltkulturerbe gehört und alle Häuser der Siedlung stehen unter strengem Denkmalschutz. Nördlich der Parchimer Allee haben die Häuser Sattel- und Pultdächer, während zwischen Talberger Straße und Parchimer Allee die Bauhausarchitektur mit dem Flachdach besser zur Geltung kommt. Die Jochen-Nüßler-Straße ist eine enge Wohnstraße, die an beiden Seiten mit Reihenhäusern bebaut ist. Parallel zur Straße verlaufen Fußwege als Wirtschaftswege zwischen den Häusern, die Einblicke in die Gärten zulassen. Die Straße ist mit ihrem Namen erstmals im Adressbuch 1928 genannt. Mit der Lage vom Lowise-Reuter-Ring zur Parchimer Allee befinden sich Reihenhäuser der Berl. Ges. zur Förderung des Eigenheimhauses gemeinnütz.G.m.b.H. links 1–45 und rechts gerade 2–42. | Berlin-Britz Jochen-Nüßler-Straße |
| Johannisthaler Chaussee (Lage)  | 0720 (im Ortsteil, Nordwest-Seite)     | Johannisthal, Nachbarort | vor 1911            | Die Johannisthaler Chaussee verläuft durch mehrere Ortsteile zwischen Königsheideweg in Baumschulenweg und Buckower Damm (in Buckow). Zu Britz gehören nur zwei Abschnitte an der Nordwestseite, das Straßenland liegt jeweils im Nachbarortsteil. Ein nordöstlicher Abschnitt (570 Meter) entlang am Südrand der Kolonie „Sonntagsfreude“, dem Britzer Sommerbad (Nr. 162) und der KGA „Ideal III“ zum Teltowkanal. Die Ernst-Keller-Brücke (Kanalbrücke) gehört zum Ortsteil da die Ortsteilgrenze zu Baumschulenweg am Nordostufer liegt, so gehören nach dem Straßenverzeichnis 60 Meter der übergeordneten Straßenverbindung auch mit dem Straßenland zu Britz. Ein 150 Meter langer Abschnitt der Johannisthaler Chaussee zwischen der Westseite der Tischlerzeile und der Ostseite des Töpferwegs grenzt an Britz, so gehören die Wohnhäuser 390 westlich der vormaligen Bahnlinie und das achtgeschossige Haus 378/380 östlich der Bahn. Diese Verteilung der Straße auf die Ortsteile ist schon aus der Ortsgrenze Britz/Buckow auf der Karte von 1907 zuerkennen, die Gemarkung Britz liegt an der Bahnstrecke der NME und im Bereich der Britzer Wiesen am Rand der Chaussee. Jedoch endet nach der Karte von 1894 der Verlauf der Chaussee von Buckow her an der Fernstraße (→ Buschkrugallee) vor den Britzer Wiesen. | Berlin-Britz Johannisthaler Chaussee |
| Juliushof (Lage)                | 0220 (außer Nr. 1)                     | Bezug zur Juliusstraße | 1. Okt. 2006        | Vorher als Privatstraße 647 ist es eine Seitenstraße mit Anschluss zur Neuköllner Juliusstraße. Die Juliusstraße ist nach der „Juliusburg“ benannt, einem 1868–1871 erbauten Ruhesitz des Berliner Spirituosenfabrikanten Wilhelm August Julius Wrede (1822–1895). Das Bezirksamt hat in seiner Sitzung Nr. 20/06 am 8. August beschlossen, die neu entstandene Erschließungsstraße im Gewerbegebiet Juliusstraße mit Juliushof zu benennen. Die Straße liegt vom Nachbarortsteil T-förmig nach Süden an die Nordausfahrt der AS Buschkrugallee. Es bestehen die Grundstücke 1–13 (ungerade, Ost- und Südseite), sowie 4 und 6 (gerade, unter der Ortsteilgrenze) mit Gewerbeflächen und -bauten. Vor dem unbebauten Grundstück 13 befindet sich der Wendeplatz einer mit dem Autobahnbau ausgebauten Straße mit Asphaltdecke. Die Freifläche entstand durch die Beräumung der Gartenkolonie „Neu-Werder“ an dieser Stelle, außerdem mussten die Häuser Wederstraße 6–38 (gerade, Nordseite) und 3–37 (ungerade) der Autobahn weichen, die aus dem Britzer Tunnel herauskommt. | Berlin-Britz Juliushof |
| Kabelpfuhlweg (Lage)            | 0250                                   | Feldmarkbezeichnung ‚Kavelpfuhl‘                                                                                                 | 11. Mai 1938        | Er liegt zwischen Walnußweg und Seerosensteig. Der „Bauverein Solide“ hatte in den 1920er Jahren im Westen von Britz zwischen Verlängerter Triftstraße (→ Koppelweg) und der Mariendorfer Allee nahe der Grenze zum Bezirk Tempelhof (Mariendorf) (vormalige) Ackerflächen parzelliert und Straßen trassiert. Vorher war die Bezeichnung Straße 225 des Bebauungsplans, er befindet sich in der Kolonie Solide. Erstmals wird der Kabelpfuhlweg im Adressbuch 1939 aufgeführt mit zehn bewohnten Grundstücken (ohne Nummerierung) an der Nordseite und fünf bewohnten Grundstücken im Süden zwischen Platz E am Walnußweg und Seerosensteig. Im Adressbuch 1939 ist der Vermerk Straße H siehe Kabelpfuhlweg aufgenommen. Ursprünglich war in den 1920er/1930er Jahren die gesamte Fläche südlich vom Marienfelder Weg (→ Massiner Weg) bis an den Koppelweg (damals: Triftweg) für eine Siedlungsbebauung vorgesehen, die von durch Buchstaben benannte Straßen untergliedert war, zu denen sich Angaben in den Adressbüchern finden. | Berlin-Britz Kabelpfuhlweg |
| Karl-Elsasser-Straße (Lage)     | 0400                                   | Carl Elsasser (1822–1911), Rixdorfer Kommunalpolitiker                                                                           | 10. Feb. 1902       | Sie liegt zwischen Tempelhofer Weg und Friedrichsbrunner Straße (anfangs: Straße 150). Projektiert und trassiert wurde sie als Straße 104 des Bebauungsplans im Nordwesten von Neu-Britz. Im Plan von 1907 ist sie in diesem Wohnquartier neben der Germaniapromenade schon mit Namen eingetragen. Im Adressbuch 1905 vom Tempelhofer Weg ab ist sie unbebaut, mit dem gleichen Eintrag im Adressbuch 1912. Anzumerken ist das laut Adressbuch 1903 de Germaniapromenade bis Tempelhofer Weg eingetragen war. 1925 ist der Verlauf mit Tempelhofer Weg, Andreasberger, Lauterberger Straße, Friedrichsbrunner Platz angegeben und die Grundstücke sind noch nicht nummeriert, notiert sind zwei Neubauten und die Gärtnerei Specht aufgenommen. Die Schreibweise Carl- wurde nach 1932 in Karl-Elsasser-Straße geändert. Im Adressbuch 1943 sind 1–5 Baustellen, 7 Wohnhaus mit einem Familienoberhaupt, 9 vormals Armenhaus der Gemeinde Britz, 11–13 existieren nicht, 15–23 Sechsparteienhäuser der Heimbau Beamtensiedlung e.G.m.b.H, 25–35: Baustellen. Auf der rechten Seite 2–6 existieren nicht, 8–14 Mehrparteienhäuser vom Baugeschäft Lühr, 16/18 ein Siedlungshaus, 20 an der Andreasberger Straße fehlt, 22–34: Friedhofsgebäude (gehört zu Tempelhofer Weg 1–15). Im aktuellen Grundstücksverzeichnis stehen 1–7, 15–31b und 35 (gerade) und gegenüber 8–14 (gerade). Für die fehlenden Grundstücke der gerade gezählten Nordseite steht der Friedrichsbrunner Platz, die Fürbittkirche am St.Simeon- und St.Lukas-Kirchhof (Andreasberger Straße 13), sowie eine Freifläche (REWE-Markt) als Tempelhofer Weg 11 adressiert, an der Südseite liegt zwischen 7 und 15 die Straßenrandbebauung der Lauterbacher Straße, 35 ist die KGA Marienhöhe II. Die 25 Meter breite Straße mit Gehwegen und Parkordnung quer zur Fahrtrichtung an jeder Seite ist als 30er-Zone und für Lkw gesperrt ausgezeichnet. | Berlin-Britz Karl-Elsasser-Straße |
| Kielingerstraße (Lage)          | 0080                                   | Valentin Kielinger (1901–1969), Kommunalpolitiker                                                                                | 1. Sep. 1988        | Sie verbindet die Parchimer Allee mit dem Ortolanweg. Für den Bau ist sie als Straße 566 des Bebauungsplans (XIV-130g, nicht festgesetzt) geführt. Als Grundstück ist lediglich die Kielingerstraße 1 aufgenommen, dieses viergeschossige Wohnhaus gehört zu dem Designhausblock der (ostwärts) auf der Britzer Straßenseite am Ortolanweg 3–17 gerade ausläuft und nach Nord „eingerollt“ ist in der Parchimer Allee 5–5d. Noch bis in die 1980er Jahre verlief der Grüne Weg entlang des westlichen Wohnblocks (umgestaltet zum Parkplatz) bis in Höhe des (schmaleren) Ortolanwegs an das Ostende der Parchimer Allee. Die Fortsetzung des Grünen Wegs in das Koloniegelände war als Straße 230 geplant und wurde zur Parchimer Allee zugeordnet. Über das ursprüngliche Westende (vorher in gerader Fortsetzung) des Ortolanwegs wurde der Wohnblock überbaut. Für den nach Süden gezogenen Ortolanweg entstand so eine Anbindung am Grünen Weg eine neue Anbindung der Parchimer Allee für die die Kielingerstraße angelegt wurde. | Berlin-Britz Kielingerstraße Ortolanschnecke |
| Kienheideweg (Lage)             | 0210                                   | Flurname ‚Kienheide‘ | 24. Mai 1958        | Er liegt zwischen Am Mickelbruch und Buschkrugallee (ohne Ausfahrt zu letzterer) für das Gebiet besteht der Bebauungsplan XIV-51. Vor der Werderschen Planung vom Ende des 19. Jahrhunderts befand sich hier eine Kiesgrube und der Mickelpfuhl. Die Trasse war in Neu-Britz nach einer erneuerten Planung für die IDEAL-Kleinhaussiedlung Eberstadtallee von der Rungiusstraße zur Rudower Straße (→ Buschkrugallee) eingerichtet worden. Da dieser Bau unvollendet blieb kam es zur Auftrennung, wobei die Bezeichnung Straße 51 (Privatstraße 51) zunächst für die Straße nach beiden Seiten von der Pintschallee genutzt war. Die viergeschossigen Wohnbauten Am Mickelbruch und Kienheideweg vom Ende der 1950er Jahre führten zur Benennung der (neu bebauten) Straßen. Die vormaligen Trasse der „Eberstadtallee“ oder der ursprünglich trassierten Rochowstraße waren überbaut. Zur Pintschallee, die schräg über diese Trasse führt besteht in Verlängerung des Kienheidewegs ein Hausdurchgang. Insgesamt entstand eine ruhige Wohnlage mit Innenhofcharakter. Zum Kienheideweg zählen die Grundstücke 9–17 (ungerade, Südseite), sowie 10 an der Nordseite, anschließende Wohnhäuser der Blockbebauungen sind zu umliegenden Straße adressiert. | Berlin-Britz Kienheideweg |
| Kleiberweg (Lage)               | 0230                                   | Kleiber, Singvogel | 4. Jan. 1955        | Der Kleiberweg liegt zwischen Rohrdommelweg und Stelzenweg in einem südöstlichen Zipfel von Britz, der auf die Gemarkungsgrenzen der Britzer Wiesen zurückgeht, die zu Dauerkleingärten wurden. Auf Britzer Flur war eine Siedlungsbebauung am Rohrdommelweg vorgesehen, woraus sich die projektierte „Straße 26“ zentral durch die Kleingartenfläche ergibt. Die Trasse war Straße 275 des Bebauungsplans, für die Fläche gilt der festgesetzte Bebauungsplan XIV-42b. An die Betonstraße mit beidseitigem Fußweg grenzt nördlich ein Schulgelände (Rohrdommelweg 1). Lediglich das Grundstück 3 adressiert ein Gebäude des südlich am Kleinerweg stehenden Britzer Sommerbads. | Berlin-Britz Kleiberweg |
| Klempnergasse (Lage)            | 0170                                   | Klempner, Bauhandwerker | 30. Jan. 1933       | Die Klempnergasse liegt zwischen Bauführerweg und Severingstraße, die in Gropiusstadt legt. Das Gelände in Britz Süd (südlich der Hufeisensiedlung) zwischen Buckower, Johannisthaler Chaussee und Grüner Weg mit einem Streifen in der Gemarkung Buckow war 1930 unbebautes Ackerland lediglich von der Bahntrasse (zwischen Bahnhof Britz und Buckow) sowie der Hochspannungsleitung durchzogen. Nach Plan von 1939 ist in der bestehenden Form ausgebaut. Die Stadtrandsiedlung (Britz) wurde in den 1930er Jahren unter der Leitung des Reichsheimstättenwerks gegründet. Das vorherige Ackerland wurde von der Stadt Berlin nach der Weltwirtschaftskrise aufgekauft und bereitgestellt. Die Straße in der Siedlung östlich der NME war als Privatstraße 8 des Bebauungsplans projektiert worden und wurde als Privatstraße angelegt und benannt. Im Adressbuch 1934 ist die Klempnergasse zwischen Dreikellenweg (→ Bauführerweg) und Gemarkung Buckow erstmals genannt. Die Grundstücke 1–13 und 2–10 sind bewohnt und im Eigentum der Stadt Berlin (Verwalter ist die GEHAG), Grundstück 12 existiert nicht. Die Grundstückszählung auf der Nordseite wurde 1–15 (ungerade) und gegenüber 4–16 (gerade), der Malersteig kreuzt bei 10/12 und 13/15, 1934 war die Zählung anders und er kreuzte zwischen 9/11 und 10/(12), 1938 kamen die Häuser an der Severingstraße hinzu. Vorwiegend besteht die Bebauung aus Doppelhäusern so ergibt sich eine getrennte Nummerierung für jede Doppelhaushälfte. Die Straße ist als Verkehrsberuhigter Bereich ausgewiesen. | Berlin-Britz Klempnergasse |
| Koppelweg (Lage)                | 1330                                   | ‚Koppel‘, Viehweiden des Gutshofs                                                                                                | 14. Feb. 1950       | Die Straße als 30er-Zone liegt zwischen dem Britzer Damm und der Ortsteilgrenze zu Mariendorf. Sie teilt Britzer Grünland im Norden von dem südlich gelegenen Siedlerland mit den Grundstücken 1–127, meist eingeschossigen Siedlungshäusern, wenige Mehrfamilienhäusern und teils Grundstücke mit gewerblichen Nutzungen (35), zudem Gärtnerei (45–51) und Baubetrieb (55). An der Nordseite liegen die gerade nummerierten Grundstücke. Eine Tankstelle an der (Ost-)Ecke gehört zum Britzer Damm (Koppelweg 2 besteht nicht). Den Wohngebäuden 4–8 folgt als 10 der Zugang zum „Friedhof Britz II“ (Bruno-Taut-Bau) und 14 ist die Adresse der KGA „Zufriedenheit I“. Dem Wohngebäude 24 (Wohnstätte Koppelweg) folgt als 26 der Kienpfuhl, östlich der Bahnstrecke. Zu 30 ist die Zuordnung unklar, auf 32 liegt ein Zugang zur KGA „Unland“, danach ist Grundstück 38 eine Brachfläche. Die Grundstücke 50–56 sind ein Gartenbaubetrieb, Reitplatz, Viehkoppel (auf der Karte ist unter 50 das Wohnhaus eingetragen) und nach dem Schlangenweg liegt das Weingut Britz (70), schließlich ist Koppelweg 102 die KGA „Guter Wille“ adressiert. Die in dieser Trasse vorherige Triftstraße wurde wegen der gleichnamigen Straßen in neun anderen Groß-Berliner Ortsteilen 1950 umbenannt. Die Namensgebung „Koppel“ – die umzäunte Viehweide – nimmt Bezug zur „Trift“, dem Weg den das Vieh zur Koppel getrieben wurde. Verblieben aus Zeiten der Triftstraße ist der (vorzugsweise bis zur Bahnstrecke) geteilte Fahrbahnbelag. Eine Pflasterung der nördlichen Fahrbahnhälfte und ein (später auf Sandweg) asphaltierter Mittelteil mit einem Pflasterrandstreifen weisen auf die Straßenlage mit einem Sommerweg hin. Der westliche Abschnitt, als „Verlängerte Triftstraße“ zur Erschließung projektierter Siedlungen, besitzt eine durchgehende Asphaltdecke. Nahe der Ortsteilgrenze führt der Verlauf in den Walnußweg (Fahrverbot außer Anlieger), dadurch fehlen die Grundstücke 117–121. Demgegenüber bleibt der Koppelweg geradeaus zur Bezirksgrenze eine etwa halb so breite Pflasterstraße (als Verkehrsberuhigter Bereich beschildert) mit einem einseitigen Gehweg. Der Beginn von Mariendorf ist am Pflasterwechsel erkennbar und am Straßenschild der Straße 229. Auf dem Gelände von Koppelweg 32–60 befand sich vormals eine von sechs Britzer Windmühlen, die „Knuthsche Mühle“. | Berlin-Britz Koppelweg |
| Korlinweg (Lage)                | 0080                                   | Korlin Soltmann, Kammerzofe im Roman Dörchläuchting von Fritz Reuter                                                             | 27. Jan. 1931       | Er gehört zu den „DegeWo-Bauten“ in der Großsiedlung Britz und liegt zwischen Buschkrugallee und Krischanweg. Es ist lediglich ein Zufahrtsweg bei dem mit einem Speerpfosten die Durchfahrt unterbunden ist. Er bietet den Zugang zu den dreigeschossigen Flachdach-Wohnhäusern Korlinweg 1–5 und 2–6. Entsprechend ist er im Berliner Straßenverzeichnis als STRA geführt gehört jedoch zur OKSTRA-Klasse „F“ Projektiert war er als Straße 236 des Bebauungsplans. Im Adressbuch 1933 ist der Korlinweg aufgenommen mit den Sechparteienhäusern im Eigentum der „Deutschen Heimbau Gemeinnütz. A.G.“ aus Lichtenberg. | Berlin-Britz Korlinweg |
| Krischanweg (Lage)              | 0280                                   | Krischan, Kutscher aus dem Roman ‚Ut mine Stromtid‘ von Fritz Reuter                                                             | 27. Jan. 1931       | Er gehört zu den südlich der Parchimer Allee liegenden DegeWo-Bauten in der Großsiedlung Britz und verläuft zwischen Gielower und Malchiner Straße. Im Bebauungsplan als Straße 233 projektiert und trassiert ist er im Adressbuch 1933 eingetragen. Bebaut und bewohnt zweigeschossige, quaderförmige Einfamilienhäuser stehen auf den Grundstücken 41–71 (ungerade, links, Ost) und 42a–72 (gerade, rechts, 42 und 70 unbewohnt), wobei Grundstücksteilungen bis f ung bestehen, 1–38 (fortlaufend) an den Malchiner Weg sind Baustellen. Am Korlinweg gehört das Grundstück 49 zu Korlinweg 5 und 51, 55, 59, 61, 65–69 existiert nicht, zudem sind die Grundstücke 53, 57, 63, 71 der Rudower Allee 43–49 (→ Buschkrugallee) zugehörend aufgenommen. Die aktuelle Grundstückzuordnung ist ohne 1–40 gezählt, am Abschnitt zur Malchiner Straße 41-47i (ungerade, Nordseite), 42a–50g (gerade, Südseite). Durch Grundstücksteilung (bis e, oder g) stehen die Reihenhäuser jeweils an eigenen schmalen Zugangswegen quer zur Straße, im Süden von der Gielower Straße gegengezählt. Am vom Korlinweg nach Süden zur Gielower Straße laufenden Straßenabschnitt stehen an der Ostseite dreigeschossige zur Buschkrugallee adressierte Sechsparteien-Wohnblöcke und an der Westseite zweigeschossige Einfamilienhäuser 56–72 (gerade) teils einzeln, teils als Reihe. Mit dieser Nummerierung und den fehlenden niederen Zahlen ist die Baugeschichte belegt. Die Bauten am Krischanweg sind nicht in der Berliner Denkmalsliste aufgenommen. | Berlin-Britz Krischanweg |
| Lauterberger Straße (Lage)      | 0470                                   | Bad Lauterberg im Harz, Kurstadt im Landkreis Osterode am Harz                                                                   | 18. Sep. 1911       | Sie liegt zwischen Treseburger Ufer und Ellricher Straße. Am 17. Juni 1998 wurde der Teil nördlich der Ellricher Straße als öffentliches Straßenland in Vorbereitung des Autobahnbaus (Autobahntunnel) eingezogen und ist Sackgasse. 60 Meter der Straße (2721) sind offiziell im Berliner Straßenverzeichnis als Fußweg (OKSTRA-Klasse: X) geführt. Die 1907 schon projektierten Straßen dieses Wohnquartiers um die Germaniapromenade tragen Namen nach Orten am Harz. Vor der Benennung als Straße 151a des Bebauungsplans projektiert und trassiert. Die Lauterbacher Straße ist unter diesem Namen im Adressbuch 1912 aufgenommen. Bebaut und bewohnt ist 1911 das Richtersche Haus, das am Treseburger Ufer steht und hierzu adressiert ist, der Verlauf ist mit Treseburger Ufer, Braunlagerstraße, Friedrichsbrunner Platz, Carl-Elsasser-Straße (links), Gemarkung Rixdorf angegeben und für alle Grundstücke ist Baustelle vermerkt. | Berlin-Britz Lauterberger Straße |
| Leidener Straße (Lage)          | 0220                                   | Leiden, Stadt in der Provinz Südholland                                                                                          | 4. Aug. 1930        | Sie liegt zwischen Haarlemer Straße und Buschkrugallee, parallel zu Marientaler und Späthstraße. Mit der Ausdehnung der Rixdorfer Bebauung nach Neubritz kam die Fläche östlich der Buschkrugallee in Betracht, allerdings durch die Feuchtlagen in der Tiefe begrenzt, wobei der Bau des Teltowkanals entwässernd wirkte. Es entstanden die Grünauer, Johannisthaler und Marienthaler Straße östlich der Allee und nördlich vom Buschkrug. Sie war als Straße 11 des Bebauungsplans projektiert und trassiert. Dazu kam eine Straße 26 als Querstraße zur Haarlemer Straße bis zum Teltowkanal (Delfter Ufer) lagen diese Straßen parallel zur Späthstraße in einer gewerblich genutzten Fläche. 1933 ist im Adressbuch die Leidener Straße mit Sechsparteienhäusern 3–25 (ungerade) der Gemeinnütz. Bauges. Berlin Ost m.b.H. aufgenommen, die Gegenseite ist unbebaut als „Baustelle“ (2–8) genannt. Aktuell sind die Grundstücke 3–9 und 17–25 (ungerade) an der Südseite identisch mit den Bauten vom Beginn der 1930er Jahre. An der Nordseite mit Grundstück 8 stehen gewerblich genutzte Bauten (teilweise ungenutzt) zur Marientaler Straße hin. | Berlin-Britz Leidener Straße |
| Leonberger Ring (Lage)          | 0290 (im Ortsteil) nur Nordwestseite   | Leonberg, Stadt im Landkreis Böblingen                                                                                           | 1. Juli 1965        | Als Straße 480 des Bebauungsplans liegt er mit dem Straßenland in Buckow, im Baugebiet nördlich von Alt-Buckow. Die Straße bildet einen Bogen nach Norden von und zum Rufacher Weg. Zu Britz gehören nur die Grundstücke an der Nordwestseite des westlichen Straßenteils (an die Heimsbrunner Straße). Auf den Britzer Grundstücken befinden sich nördlich vom Hochspannungsweg das zum Wirtschaftshof des Parkfriedhofs gehörende Gebäude 52, die Feierhalle am Urnenhain des Parkfriedhofs (54) und (südlich) das unbebaute 64 zur KGA „Heimaterde“ (Rittersporn) gelegen, auf 66–72d (gerade) stehen 16 zweigeschossige Siedlungshäuser (ausgebautes Dachgeschoss) mit Vorgarten, teils Doppel-, teils Reihenhaus. Das Straßenland gehört zu Buckow, nach Osten zu läuft die Ortsteilgrenze am Hochspannungsweg (dessen Straßenland zu Britz) und nach Westen an der Heimsbrunner Straße die einschließlic ihrer Hausgrundstücke zu Buckow gehört. Die Adressierung von 52 und 54 geht auf die durchgehende Verbindung zwischen Rufacher Weg zum Hüfnerweg zurück. Diese durchgehende Trasse ist beim Anlegen des Parkfriedhofs um 1960 entfallen. Dieser Straßenzug hieß bis in die 1950er Jahre Lichtenrader Weg. Nördlich vom Hochspannungsweg sind die Grundstückszuordnungen 52 auf der vormaligen Friedhofsgärtnerei für den Lokschuppen der Gartenbahn und 54 für die Trauerhalle am Urnenhain adressiert, während der Wirtschaftshof (170) und die Trauerhalle (148) des Parkfriedhofs zum Buckower Damm gehören. | Berlin-Britz Leonberger Ring |
| Liningstraße (Lage)             | 0250                                   | Lining, Tochter des Gutspächters Jochen Nüßler im Roman Ut mine Stromtid von Fritz Reuter                                        | 9. Feb. 1927        | Sie gehört zum Bauabschnitt 1 der Hufeisensiedlung und liegt zwischen dem Hufeisen der Lowise-Reuter-Ring und Stavenhagener Straße (am Siedlungsnorden). Im Bebauungsplan der „Fritz-Reuter-Stadt“ war sie als Straße 195 projektiert und trassiert. In der aktuell noch bestehenden Lage ist sie im Adressbuch 1928 mit den dreigeschossigen (einschließlich Dachgeschoss) Reihenhäusern der „Einfa“ (Einfamilienhaus Gesellschaft gemeinnütz. G.m.b.H.) auf den Grundstücken 3–73 (ungerade) und 2–82 (gerade). Alle Grundstücke haben einen Garten hinter dem Haus. | Berlin-Britz Liningstraße |
| Lowise-Reuter-Ring (Lage)       | 0520                                   | Lowise Reuter (1817–1894), Ehefrau von Fritz Reuter seit 16. Juni 1851                                                           | 9. Feb. 1927        | Der nördliche Teil im Bauabschnitt 1 der Hufeisensiedlung und im südlichen Teil im Bauabschnitt 2 bilden die Wohnbauten an der Ringinnenseite der Straße um den Hufeisenteich das namensgebende Hufeisen. Als Straße 197 im Bebauungsplan liegt sie als Ringstraße von und zur Fritz-Reuter-Allee und Hüsung. Die Straße ist Teil der Hufeisensiedlung, die seit 2008 zum Weltkulturerbe gehört und alle Häuser der Siedlung stehen unter strengem Denkmalschutz. Die Siedlung wurde zwischen 1925 und 1927 nach Plänen der Architekten Bruno Taut und Martin Wagner erbaut. Der Lowise-Reuter-Ring umschließt das hufeisenförmige Hauptgebäude der Siedlung. Es handelt sich um eine enge Wohnstraße, die an beiden Seiten dicht bebaut ist. Im Inneren des Hufeisens ist ein großzügiger Park mit dem kleinen eiszeitlichen Hufeisenteich. Direkt am Haus schließen sich jeweils Mietergärten an. Erstmals im Adressbuch 1928 vermerkt sind die Grundstücke der „Siedlung Eigenheim G.m.b.H“ 3–45 von der Fritz-Reuter-Allee an (linksseitig) aufgenommen. Auf der rechten (äußeren) Ringseite sind Baustellen zwischen Lining-, Miningstraße, Hüsung, Dörchläuchting-, Johann-Nüßler-Straße zur Fritz-Reuter-Allee vermerkt. | Lowise-Reuter-Ring: Im Bild entlang der Häuserreihe · Berlin-Britz Lowise-Reuter-Ring |
| Mackenroder Weg (Lage)          | 0120                                   | Mackenrode, Ortsteil von Uder im Landkreis Eichsfeld                                                                             | 11. Mai 1938        | Die Straße 46b des Bebauungsplans gehörte zur Siedlung Neu-Britz und wurde zwischen Bürgerstraße und Jahnstraße benannt und bebaut. Zur gepflasterten Straße mit gepflasterten Gehwegen sind die Grundstücke an der Ostseite adressiert, ein viergeschossiges Wohnhaus anschließend an die Bürgerstraße (1) gefolgt von 5 mit einem zweigeschossigen Wohnhaus und einer Wirtschaftsfläche. Zur Jahnstraße steht ein viergeschossiger Altneubau 9 und 11 und das Eckgrundstück ist frei. An der Gegenseite befindet sich ein Betriebsgelände von der Jahnstraße her. Die Straße 46b ist im Adressbuch 1934 an der Ecke Bürgerstraße mit Baustelle und dem Reihardschen Haus aufgeführt, anliegende Grundstücke gehören den Querstraßen an. Ohne bebaute Grundstücke ist Straße 46b im Adressbuch 1938 verzeichnet. 1939 nicht im Adressbuch für Britz aufgeführt ist 1941 der Vermerk „s. Neukölln“ aufgenommen. 1943 findet sich der Mackenroder Weg auf 1/3 mit einem Mehrfamilienwohnhaus (Eigentum der Feixschen Erben), 5/7 mit Fleischtransport und Schweißerei, 9–13 gehört zur Jahnstraße, an der Westseite unter 2, 4 Baustellen und für 6–14 ist „Grundstück gehört zu Jahnstraße 68–72“ notiert. Auf der Karte von 1921 ist ein unbenannter Straßenzug in Verlängerung der (Neuköllner) Bendastraße nach Britz parallel zwischen Chaussee Straße und Rungiusstraße eingezeichnet, nach der Karte von 1926 ist dies etwas nach West versetzt zwischen Britzke- und Jahnstraße aufgenommen und nach Plan 1932 schließlich auf die Straße 46b verkürzt. | Berlin-Britz Mackenroder Weg |
| Malchiner Straße (Lage)         | 0700                                   | Malchin, Stadt im Landkreis Mecklenburgische Seenplatte                                                                          | 30. Okt. 1926       | Vorher Straße 186 des Bebauungsplans wurde sie am 4. August 1930 verlängert und am 17. November 1950 auch die Straße 273 einbezogen und liegt so über die Parchimer Allee nach Süden. Sie liegt zwischen Onkel-Herse- und über die Gielower Straße als Sackgasse zu einem Wendeplatz. Die Straße gehört zur Krugpfuhlsiedlung der Großsiedlung Britz für die die Stadt Berlin 1924 das Gut Britz kaufte. Um den Denkmalscharakter zu erhalten und Fehlentwicklungen vorzubeugen, hat das Bezirksamt Neukölln am 5. Dezember 2006 die Krugpfuhlsiedlung durch eine „Erhaltungsverordnung“ unter Schutz gestellt. Fritz Reuter hatte einen Bezug zur Malchiner Schule. Der Ort ist in Fritz Reuters Werken oft genannt. Im Jahr 1864 erhielt Teterow Bahnanschluss über Malchin nach Neubrandenburg. | Berlin-Britz Malchiner Straße |
| Malersteig (Lage)               | 0610                                   | Maler, Bauhandwerk | 30. Jan. 1933       | Der Malerweg liegt zwischen Tischlerzeile und als Sackgasse für die Doppelhäuser 1/3 und 2/4 über den Polierweg hinaus, er endet am Gelände des U-Bahnbetriebshofs. Das Gelände in Britz Süd (südlich der Hufeisensiedlung) zwischen Buckower, Johannisthaler Chaussee und Grüner Weg mit einem Streifen in der Gemarkung Buckow war 1930 unbebautes Ackerland lediglich von der Bahntrasse (zwischen Bahnhof Britz und Buckow) sowie der Hochspannungsleitung durchzogen. Nach Plan von 1939 ist in der bestehenden Form ausgebaut. Die Stadtrandsiedlung (Britz) wurde in den 1930er Jahren unter der Leitung des Reichsheimstättenwerks gegründet. Das vorherige Ackerland wurde von der Stadt Berlin nach der Weltwirtschaftskrise aufgekauft und bereitgestellt. Im Bebauungsplan zur Siedlung als Privatstraße 7 projektiert wurde der Malersteig angelegt. Der Malersteig kam 1936 zum Bereich der Schlageter-Siedlung für Frontkämpfer zugeordnet. In der NS-Zeit wurde um Schlageter ein Kult entwickelt. Nach dem Zweiten Weltkrieg wurde diese Einteilung fallengelassen, die Siedlung östlich der Bahnstrecke zu Neuland II. An der ruhigen, schmalen Straße in der Siedlung Neuland II stehen überwiegend Doppelhaushälften mit großen Gärten. Die Siedlung wurde in den 1930er Jahren unter der Leitung des Reichsheimstättenwerks gegründet. Das Gebiet um den Malersteig ist als Verkehrsberuhigter Bereich ausgewiesen. Die Straße darf nur von Autos der Siedlungsbewohner befahren werden. Die Zählung der Grundstücke 1–53 (Ostseite, ungerade) und 2–50 (gerade) mit Doppelhäusern wird 35/37 und 32–38 an der Klempnergasse unterbrochen, da die Flächen der letzteren zugehören. Die Straße ist ein Abschnitt des Teltower Dörferwegs. | Berlin-Britz Malersteig |
| Marientaler Straße (Lage)       | 0220                                   | Mariental, ehemaliges zu Rixdorf gehörendes Gut                                                                                  | 18. Sep. 1911       | Mit der Ausdehnung der Rixdorfer Bebauung nach Neubritz kam die Fläche östlich der Buschkrugallee als Baufläche in Betracht, allerdings durch die Feuchtlagen begrenzt, wobei der Bau des Teltowkanals entwässernd wirkte und das Gebiet als Wohn- oder Gewerbefläche trassiert wurde. Noch vor 1990 entstanden die Grünauer, Johannisthaler und Marienthaler Straße östlich der Allee und nördlich vom Buschkrug. Die Karte im Adressbuch von 1907 zeigt die Johannisthaler Straße innerhalb der östlich der Rudower Straße projektierten Trassen mit einer Brücke über den Teltowkanal fortgeführt. Diese Projektierung auf dem (wohl) bestehenden Verbindungsweg nach Marienthal wurde mit dem Bau des Teltowkanals unterbrochen, die projektierte weitere Trasse wurde verkürzt. Im Stadtplan von 1915 ist sie nur noch zwischen Buschkrugallee (damals Rudower Straße) und Haarlemer Straße gelegen. Das namensgebende Gut Mariental entstand nach Abholzung des Teils der Köllnischen Heide aus dem ehemaligen Forsthaus, das am Baumschulenweg und Heidekampgraben stand. Die Straße besitzt noch den ursprünglichen Charakter mit einem (mittlerweile) asphaltierten Sommerweg. Die Bebauung besteht aus Gewerbe auf der Südseite und teilweise gewerblich genutzten Wohnbauten an der Nordseite. Ausdruck einer vormals beabsichtigten weiterführenden Trassierung sind die Grundstücksnummerierungen 40–54 (gerade, Nordseite), sowie 41 und 49 gegenüber. In der Karte von 1931 ist die Trasse einer 17 Meter breiten Straße mit beidseitig fünf Meter breiten Fußweg vorhanden, ein Gewerbebau als Nummer 8a liegt an der ansonst unbebauten Fortsetzung nach Nordost zu einer projektierten Uferstraße am Kanal. 100 Meter von der Haarlemer Straße sind angelegt, die weiteren 200 Meter nicht. 1931 besteht noch die Hufeisennummerierung 1–8 (fortlaufend, Nordseite) und die Südseite ist parzelliert und nur 9 bebaut. Für 1938 ist auf Orientierungsnummerierung umgestellt, die projektierte Trasse entfernt. An der Südseite liegen 37–57 (ungerade, unbebaut) und gegenüber 30–58 (gerade) die teilweise bebaut sind und 30–34 liegen östlich der Haarlemer Straße. Mitte der 1950er Jahre kommen Gewerbebauten an der Fortführung der Marien‚th‘aler Straße ostwärts zum Kanal hinzu, die benannte Straße endet jedoch an der Haarlemer Straße. Schließlich wurden in den 1970er Jahren die Grundstücke 30–34 der Haarlemer Straße 59 zugeordnet, das mehrgeschossigen Eckhaus steht noch (Stand 2015). Der Straßenstumpf der vormaligen Marienthaler Straße jenseits von der Haarlemer Straße wurde zur Zufahrtsstraße in die Gewerbefläche von „Holz-Possling“ entwickelt. | Berlin-Britz Marientaler Straße |
| Martin-Wagner-Ring (Lage)       | 0620                                   | Martin Wagner (1885–1957), Architekt, Opfer des NS-Regimes                                                                       | 24. Mai 1958        | Der Ring führt als Einbahnstraße von der Gutschmidtstraße nach Norden und trifft 150 Meter westlich wieder auf diese. Die Ackerflächen des Gutes Britz südlich der Hufeisensiedlung nach Buckow wurden Ende der 1950er Jahre für Wohnbauten erschlossen, dabei wurde in „Britz-Süd“ ein neues Straßensystem erschlossen. Für diese Flächen wurde Bebauungspläne erstellt und die Teilpläne für Britz-Süd wurden Ende der 1950er Jahre bis 1963 festgesetzt und die Projekte umgesetzt. Von der Gutschmidtstraße wurden die neuerbauten Wohnhäuser mit zwei Ringstraßen erschlossen. Um 1958 wurde zwischen Martin-Wagner-Ring und der verlängerten Fritz-Reuter-Allee noch der Wesenberger Ring angelegt. Die Wohnhäuser wurden nicht in Straßenrandbebauung angelegt. An der Westseite des Rings sind die viergeschossigen Wohnhauszeilen in Nord-Süd-Richtung orientiert, dabei ist die Nummerierung dieser 1–13b (ungerade, die Zeilen 1 bis 13 sind dabei mit Zusatzbuchstaben für die Wohnhäuser unterteilt. Die Wohnzeilen am Ostringabschnitt sind ost-west-orientiert und in gleicher Weise nummeriert 15–25d, im Ringinneren liegen die gerade nummerierten O-W-orientierten) Häuserzeilen 2–12 (2 bis mit Zusatzbuchstaben) im Westen und im östlichen Teil (Nord-Süd) liegen 14–28a. Trassiert im Bebauungsplan XIV-253 war sie als Straße 279. Nördlich der Wohnhäuser des Rings liegt der Grünzug Britz, der zu den Schulen südlich der Parchimer Allee abgrenzt. Namensgebend ist Stadtrat Martin Wagner der zusammen mit Bruno Taut (nach dem der östliche gelegene Ring benannt ist) wesentlich an der Gestaltung der Hufeisensiedlung. Die Wohnhäuser am Ring gehören der Gehag. | Berlin-Britz Martin-Wagner-Ring |
| Massiner Weg (Lage)             | 0470                                   | Massin, Ort in der früheren Provinz Brandenburg                                                                                  | 29. Aug. 1960       | Der Massiner Weg liegt südöstlich am Grüngelände um den Roetepfuhl und nur auf der zum Deutsch-Kroner-Ring zugewandten Seite mit Siedlungshäusern 1–6a bebaut. So liegt der Massiner Weg zwischen Neumarkplan (Mohriner Allee) und dem Westanschluss des Deutsch-Kroner-Rings. Die Siedlerzufahrt ist bereits ab Mohriner Allee (Neumarkplan) als Sackgasse, 30er-Zone und Fahrverbot aller Art außer Anlieger ausgewiesene. Der Straßenanteil geht ab Deutsch-Kroner-Ring in einen 650 Meter langen (unbenannten) Weg über, der im Britzer Garten am „Östlichen See“ endet. Auf der Nordwest-Seite dieses Wegs folgt dem Roetepfuhl die KGA „Friedland I“ mit einem Wirtschaftsgebäude Massiner Wegs 12, der Landeshaupthöhenpunkt (Bunker) und am Gelände der KGA „Friedland II“ die Wirtschaftsgebäude Massiner Weg 10 (nördlich, Orangerie) und 9 (südlich, Pumpwerk der Parkseen) im Bereich des Britzer Gartens. Der Massiner Weg liegt in der Trasse des Marienfelder Wegs (vor 1915 als Marienfelder Straße) der 1960 umbenannt wurde. In diesem Siedlungsgebiet südwestlich vom Britzer Ortskern und westlich des Bahnhofs Britz der NME gab es seit Beginn des 20. Jahrhunderts verschiedene Siedlungs- und Bauprojekte um den Marienfelder Weg. Mit den Bebauungsplänen um den Britzer Garten wurde am 1. April 1983 der durch den Britzer Garten abgetrennte südwestliche Teil des Massiner Wegs in Sangerhauser Weg umbenannt. Die Trasse des ursprünglichen Wegs liegt im Östlichen und Hauptsee und schließt in Höhe Rosengarten in den Sangerhauser Weg. | Berlin-Britz Massiner Weg · Berlin-Britz Massiner Weg |
| Maurerweg (Lage)                | 910 (im Ortsteil)                      | Maurer, Bauhandwerker | 30. Jan. 1933       | In Nord-Süd-Richtung liegt der Weg zwischen Zimmererweg und dem Buckower Rohrlegerweg, der südlichste Teil (Nr. 94–109) gehört zu Buckow. In der Lage westlich der NME gehört er zu „Neuland I“. Die „Stadtrandsiedlung (Britz)“ wurde in den 1930er Jahren unter der Leitung des Reichsheimstättenwerks gegründet. Das Gelände in Britz Süd (südlich der Hufeisensiedlung) zwischen Buckower, Johannisthaler Chaussee und Grüner Weg mit einem Streifen in der Gemarkung Buckow war 1930 unbebautes Ackerland lediglich von der Bahntrasse (zwischen Bahnhof Britz und Buckow) sowie der Hochspannungsleitung durchzogen. Nach Plan von 1939 ist in der bestehenden Form ausgebaut. Das vorherige Ackerland wurde von der Stadt Berlin nach der Weltwirtschaftskrise aufgekauft und bereitgestellt. Vorher ist der Mauererweg als Privatstraße 1 des Bebauungsplans der Siedlung trassiert. Im Adressbuch von 1934 ist der Mauererweg zwischen Zimmererweg und über den Bauhüttenweg angegeben. Die Grundstücke sind im Eigentum der Neuland E.G.m.b.H. verzeichnet, zwischen Zimmerer- und Dachdeckerweg sind Baustellen zwischen letzteren und Steinträgerweg befinden sich Neubauten. Bebaut und bewohnt sind die Grundstücke 75–91 (links, ungerade, Ostseite) und 78–92 (rebhts, gerade, Westseite) mit je Seite vier Grundstücken südlich vom Bauhüttenweg. 1939 ist für den Mauererweg am Südende (zu Buckow) Straße 75 genannt. Am 29. März 1939 wurde die Straße 75 einbezogen. Im Adressbuch 1941 ist der Maurerweg zwischen Zimmererweg und Gemarkung Buckow mit den Grundstücken 9–93 und 2–92 bebaut, 94–106 sind Buckow zugeordnet. Das Gebiet der Neuland-Siedlung auf Britzer Gebiet ist für den Fahrzeugverkehr außer für Anlieger gesperrt. Deshalb besitzt der Buckower Abschnitt der acht Meter breiten Straße einen Wendehammer und die Trasse ist zu Britz hin durch Sperrpfosten für die Fahrzeugdurchfahrt versperrt, der Britzer Weg besitzt eine Breite von vier Metern. | Berlin-Britz Maurerweg |
| Miningstraße (Lage)             | 0240                                   | Mining, Tochter des Gutspächters Jochen Nüßler im Roman ‚Ut mine Stromtid‘ von Fritz Reuter                                      | 9. Feb. 1927        | Sie gehört zum Bauabschnitt 1 der Hufeisensiedlung und liegt zwischen Lowise-Reuter-Ring und Stavenhagener Straße. Die Straße ist Teil der Hufeisensiedlung, die seit 2008 zum Weltkulturerbe gehört und alle Häuser der Siedlung stehen unter strengem Denkmalschutz. Die Siedlung besteht überwiegend aus Reihenhäusern mit eigenen Gärten, die ursprünglich vermietet waren und momentan als Eigentumshäuser verkauft werden. Die Miningstraße ist eine enge Wohnstraße, die an beiden Seiten mit Reihenhäusern bebaut ist. Parallel zu den Straßen der Siedlung verlaufen Fußwege als Wirtschaftswege zwischen den Häusern, die Einblicke in die Gärten zulassen. Im Adressbuch ist die Miningstraße erstmals 1928 aufgenommen, Eigentümer der Reihenhäuser ist die Einfamilienhaus gemeinn. G. m. b. H. Vom Lowise-Reuter-Ring zur Stavenhagener Straße stehen rechts 1–101 (ungerade) und an der linken Seite 2–102 (gerade). Im Bebauungsplans waren Straße 194 und Straße 196 projektiert. Aus dieser Trassierung folgt der Verlauf mit einem Knick. Von der Stavenhagener Straße liegen östlich die Wohnhauszeilen 1–35 (ungerade) gefolgt von der Grünfläche des Spielplatzes (Nr. 83) und gegenüberliegend 2–72 (gerade) nach Süden an einem Straßenstumpf (mit Sperrpfosten abgeteilt) stehen der Wohnblock 74–84. Vor dieser gesperrten Pflasterstraßenfläche (Gehwegschäden) geht die Miningstraße schräg in den Abschnitt zum Hufeisenblock der Lowise-Reuter-Straße mit den beiden Zeilenbauten 87–101 (ungerade, NO) und 86–102 (gerade, SW). Alle Grundstücke haben einen Garten hinter dem Haus. | Berlin-Britz Miningstraße |
| Mohriner Allee (Lage)           | 1640                                   | Mohrin, Stadt in der früheren Neumark                                                                                            | 28. Aug. 1960       | In dieser Trasse bestand um 1902 die Mariendorfer Straße, die entsprechend zu anderen gebesserten Wegen im Kreis Teltow 1912 ausgebaut (saniert) in Mariendorfer Chaussee oder Mariendorfer Allee benannt wurde. Regional war diese Trasse durch den Beginn am Bahnhof Britz der Rixdorf-Mittenwalder Eisenbahn (NME) begünstigt, zudem setzt sie die Dorfstraße über die Chausseestraße nach Westen fort. Mit neuen Projekten erhielt sie 1960 den Namen nach der westpommerschen Stadt zur Erinnerung an die (vormals) deutschen Ostgebiete, zumal mehrere Straßen mit dem Zusatz „Mariendorfer“ in Groß-Berlin und den beiden „Süd“bezirken bestanden. Zwischen Ortsteilgrenze an der Hochkönigstraße und dem Britzer Damm gelegen, hat die Straße einige Abzweigungen zu Hinterlandgrundstücken. Hier befindet sich der Haupteingang zum Britzer Garten sowie mehrere Gartencenter. Vor der Bebauung des Hochkönigwegs waren im Dreieck vom Roetepfuhl an der Kolonie „Friedland“ und südlich der Mohriner Allee zur Bezirksgrenze schon seit den 1940er Jahren einige Straßen zur Bebauung projektiert (Straße 258 – Straße 264) von denen jedoch nur der Hochkönigweg und dessen drei kurze Querstraßen umgesetzt wurden. Das verbliebene Gelände wurde neben einzelnen Siedlungshäusern an der Mohriner Allee für den Britzer Garten genutzt, teilweise Landesbehörden und Gewerbeflächen wie für Gartencenter. Von sechs Britzer Windmühlen befand sich vormals auf dem Gelände Mariendorfer Allee 28–36 die Dornbusch Mühle. Südlich an der Mohriner Allee wird das Gelände neben einzelnen Siedlungshäusern für den Britzer Garten genutzt, teilweise für Landesbehörden und Gewerbeflächen wie für Gartencenter. Durch den Bebauungsplan XIV-47a entfielen später entwidmete Straßen Karziger Kehre (früher Straße 259) und Straße 261. Die nicht in den vorgenannten Bebauungsplänen geregelten Flächen zwischen dem Pflanzenschutzamt Berlin und dem genannten Grundstück waren zu diesem Zeitpunkt im Flächennutzungsplan Berlin als landwirtschaftliche Fläche ausgewiesen und als Gärtnereien genutzt. Die Grundstücke Straße 261 Nr. 2 (jetzt: Mohriner Allee 81b), Grundbuchblatt 2119 (jetzt: Mohriner Allee 81a), sowie Mohriner Allee 83 und 85 sind bis jetzt nicht enteignet worden, obwohl nach dem Bebauungsplan XIV-47a die Flächen als Grünanlage festgesetzt wurden. Es läuft auch kein entsprechendes Verfahren. So ist die Karziger Kehre bis zur vorhandenen Straße 261 und diese bis zur Bebauungsplangrenze erhalten geblieben, wenn auch nicht mehr als öffentliche Straße, sondern als Zufahrtsweg zur Kolonie „Friedland 2 und 33“ (nur für Pächter befahrbar – Halbschranke). Am Eingang „Mohriner Allee“ führt (außerhalb des Parks) östlich eine Versorgungsstraße des Britzer Gartens entlang, die zum Café am See mit der Adresse Mohriner Straße 145 führt, das angrenzende Pflanzenschutzamt ist 137, 139. | Berlin-Britz Mohriner Allee · Berlin-Britz Mohriner Allee · Berlin-Britz Mohriner Allee Gartencenter · Berlin-Britz Rostesel Mohriner Allee                                                                                |
| Moosrosenstraße (Lage)          | 0260                                   | Moosrose, Rosensorte | 16. Aug. 1928       | Sie liegt (nicht durchgehend im Lauf, aber durchgehend bebaut) zwischen Gradestraße und Tempelhofer Weg durch ein Gewerbegebiet. Anfangs als Straße 145 trassiert lag sie mit der Benennung von der Gradestraße nach Süden in die Feldmark. Im Adressbuch 1930 sind zwei Sechsfamilien-Wohnhäuser (1, 3 auf der linken Seite) aufgenommen, rechte Seite Baustellen, diese Situation hat sich 1943 nicht geändert, die Karte von 1961 zeigt gleichfalls die Sackgasse von Norden her. Diese Eckbebauung mit Wohnhäusern von der Gradestraße her besteht nach wie vor. Ansonsten liegen von der Gradestraße aus Wirtschaftsgebäude und gewerblich genutzte Flächen (Autohäuser, -werkstätten) an einer Sackgasse und diese endet von Nord her auf Betriebsgelände (mit einem Tor). Vom Tempelhofer Weg ebenfalls als Sackgasse ausgewiesen endet die Straße an Sperrbaken vor einer Strauchfläche. Unabhängig von der Unterbrechung liegen an der Ostseite die gewerblich genutzten (vorwiegend bebaute) Gewerbeflächen 5–25 (ungerade) und gegenüber angesiedeltes Gewerbe auf 6 und 22, sowie das fünfgeschossige Wohnhaus 18. Auf Grundstück 25 befindet sich ein Seniorenheim (Senioren-WG und Betreutes Wohnen Moosrosenstraße). Die Wohnhäuser am Ende der südlichen Sackgasse sind zum Tempelhofer Weg adressiert. | Berlin-Britz Moosrosenstraße |
| Neue Späthstraße (Lage)         | 0390 (im Ortsteil)                     | Franz Späth (1839–1913), Gärtnereibesitzer und Kommunalpolitiker                                                                 | 1. Aug. 2004        | Sie ist der Zubringer zur Anschlussstelle 2 der A 113 von der Buschkrugallee aus und wurde beim Autobahnbau angelegt. Sie liegt zwischen der Haarlemer Straße (Verlauf der Späthstraße) und jenseits des Teltowkanals mit Anschluss wiederum zur Späthstraße in Baumschulenweg. Im Zuge des Ausbaus der A 113 wurde der Verlauf der Späthstraße verändert. Die Späthstraße als Sackgasse endet jetzt an der Späthstraßenbrücke. Der Verkehr läuft seither über die Neue Späthstraße. Die verkehrsreiche Straße dient in erster Linie als Zubringer zur Autobahn und gehört damit zu Kategorie II (übergeordnete Straßenverbindung) des Berliner Straßensystems. Als Anlieger gibt es lediglich eine Tankstelle und noch einige Brachflächen. Die Neue Späthbrücke führt die Straße über den Teltowkanal und die Anna-Nemitz-Brücke über die dort parallel des Kanals verlaufende Autobahn. An der Straße kreuzen der Mauerweg und der Teltowkanalweg. Zur Neuen Späthstraße gehören die Grundstücke 47 und 49, es sind Gewerbebauten auf der Fläche der beim Bau aufgehobenen KGA „Maiblume“ und „Pumpstation“. | Neue Späthstraße: Die „Neue Späthbrücke“ in Berlin-Britz führt die Späthstraße am Kilometer 28,80 der künstlichen Wasserstraße über den Teltowkanal · Berlin-Britz Neue Späthstraße · Späthstraßenbrücke in Richtung Britz |
| Neumarkplan (Lage)              | 0930                                   | Neumark, historische Landschaft östlich der Oder                                                                                 | 4. Jan. 1955        | Vorher Straße 270 des Bebauungsplans wurde sie im Amtsblatt Nr. 6/1955 als Neumarktplan angegeben und im Amtsblatt Nr. 7/1955 in Neumarkplan korrigiert. Sie liegt zwischen von der Mohriner Allee ab und besitzt am südöstlichen Teil eine Schleife. Für die GEHAG-Siedlung „Kleinraumwohnungen am Bahnhof Britz“ wurde am 8. Juni 1957 der Bebauungsplan XIV-12 festgelegt. Das Gelände im Eigentum der Stadt Berlin wurde an die GEHAG verpachtet, der Plan war unter anderem nötig weil noch die Fluchtlinien von 1899 bestanden. Die Zuführung zu den dreigeschossigen Wohnbauten am Ringabschnitt liegt eng an der Bahntrasse der NME am vormaligen Bahnhof Britz. Die Straße ist von der Mohriner Allee aus als Sackgasse, 30er-Zone und Fahrverbot außer Anlieger, die Wohnhäuser im Ringbereich sind 1a–15c (im Uhrzeigersinn) nummeriert, wobei die Hauszeilen (ein bis vier Aufgänge) mit Buchstaben ergänzt sind. | Berlin-Britz Neumarkplan |
| Onkel-Bräsig-Straße (Lage)      | 0720                                   | Onkel Bräsig, Figur aus dem Roman ‚Ut mine Stromtid‘ von Fritz Reuter                                                            | 9. Feb. 1927        | Zwischen Parchimer und Blaschkoallee gelegen befindet sich im Nordabschnitt hinter der westlichen Straßenseite die Grünfläche am Fennpfuhl. Die Straße ist mit zweigeschossigen Reihendoppelhäusern bebaut mit Hausgärten hinter den in Straßenrandbebauung liegenden Häusern. Sie gehört zum Bauabschnitt 2 der Hufeisensiedlung. Vorher als Straße 192 und Straße 193 des Bebauungsplans eingerichtet. Die Straße ist wegen ihrer Kirschbäume für die „Britzer Baumblüte“ bekannt. Diese wurden in den 1950er Jahren gepflanzt, weil das Baumblütenfest in Werder für West-Berliner nicht mehr erreichbar war. Westlich der Straße liegt auf einem abgetrennten Gelände die Fritz-Karsen-Schule. Nördlich davon der Ehrenhain am Britzer Fennpfuhl (für Opfer der Kriege und Gewaltherrschaft). Im Adressbuch ist die Onkel-Bräsig-Straße erstmals 1928 aufgenommen, Eigentümer der Reihenhäuser ist die Einfamilienhaus gemeinn. G. m. b. H. (EinFa). Von der Stavenhagener Straße bis Hüsung stehen links 1–27 (ungerade) und 29–143 bis Kirschallee und an der rechten Seite 12–142 (gerade). Die Straße ist die Begrenzung der Großsiedlung nach Westen und sie ist als Einbahnstraße von Süd nach Nord eingerichtet. | Weitere Bilder: |
| Onkel-Herse-Straße (Lage)       | 0260                                   | Onkel Herse ist eine von Fritz Reuter in einem Brief an seinen Vater aus der Haft in Dömitz vom 19. Oktober 1839 erwähnte Figur. | 9. Feb. 1927        | Im Bebauungsplan als Straße 200 eingerichtet verbindet sie den Lowise-Reuter-Ring um den Hufeisenteich und liegt zwischen Fritz-Reuter-Allee und Buschkrugallee. Die Straße ist Teil der Hufeisensiedlung, die seit 2008 zum Weltkulturerbe gehört und alle Häuser der Siedlung stehen unter strengem Denkmalschutz. Die Siedlung wurde zwischen 1925 und 1927 nach Plänen der Architekten Bruno Taut und Martin Wagner erbaut, Bauherr war die GEHAG. Die Onkel-Bräsig-Straße ist eine enge Wohnstraße, die an beiden Seiten mit Reihenhäusern bebaut ist. Parallel zu den Straßen der Siedlung verlaufen Fußwege als Wirtschaftswege zwischen den Häusern, die Einblicke in die Gärten zulassen. Im Haus Nr. 36 wohnte der politisch engagierte Grafiker und Designer Heinrich Vogeler, an den eine Plakette erinnert. | Berlin-Britz Onkel-Herse-Straße |
| Ortolanweg (Lage)               | 1040 (im Ortsteil, ohne Südwestseite)  | Ortolan, Singvogel | 16. Aug. 1928       | Im nordwestlichen Straßenteil zwischen Grüner Weg und Hochspannungsweg bildet er die Ortsteilsgrenze zu Buckow. Das Straßenland gehört zum Ortsteil, ab Hochspannungsweg gehört der folgende Abschnitt nach Südost zu Buckow. Diese Trassierung existierte schon länger an der Britz-Buckower Gemarkungsgrenze und am Rand der Britzer Wiesen entlang. Trassiert und eingerichtet wurde er als Straße 33 und mit der Siedlungsbebauung in Buckow 1928 benannt, zudem wurde am 9. Juni 1933 der Weg 37 einbezogen, Siedlung Ortolanweg und Siedlung am Grünen Weg. Auch 1934 ist Ortolanweg für Britz noch nicht im Adressbuch aufgenommen. Auf der Karte 1943 gehört der Ortolanweg zu Buckow und auf seiner Nordostseite grenzt das Gelände der Städtischen Kleingärten auf den ehemaligen Britzer Wiesen an. Bis in die 1980er Jahre endete der Ortolanweg im Nordwesten geradlinig gegenüber der Parchimer Allee am Grünen Weg. Durch den Bau der Wohnhauszeile (Bebauungsplan XIV-130a) an dieser Stelle (Ortolan-Schnecke) gegenüber den DeGeWo-Bauten am Grünen Weg, wurde die Trasse nach Süden geändert und die Kielingerstraße angelegt. Der Baukörper windet sich schneckenförmig um einen ehemaligen Luftschutzbunker, der nicht beseitigt werden konnte. Seither ist der Ortolanweg in Britz mit den Wohnhäusern 3–17 (ungerade) bebaut. Die gerade nummerierten Grundstücken und die am Südende (alle mit hohen Zahlen) gehören zu Buckow. Die Britzer Grundstücke der Ortolanschecke auf Parchimer Allee 5,a,b,c,d / Kielinger Straße 1 / Ortolanweg 3-17 (ungerade) sind Wohngebäude der bbg Berliner Baugenossenschaft, die am 16. Mai 1886 gegründet wurde und die älteste Wohnungsbaugenossenschaft in Berlin ist. | Berlin-Britz Ortolanweg Ortolanschnecke · Berlin-Britz Ortolanweg Ortolanschnecke |
| Parchimer Allee (Lage)          | 1240                                   | Fritz Reuter besuchte 1828 bis 1831 in Parchim das Gymnasium                                                                     | 26. Juli 1927       | Sie liegt zwischen dem Gartengelände im Osten und knickt an der Kielingerstraße ab. Nach West führt die Parchimer Allee zur Fulhamer Allee und an den Gutspark. Schon vor 1904 ist der mittlere Teil der Trasse als Kirschallee ausgewiesen und beim Bau der Hufeisensiedlung wurde diese gemeinsam mit der Parkstraße neu benannt. Am 29. März 1939 wurde die Kirchstraße in die Parchimer Allee einbezogen (Anschluss Britzer Damm). Am 20. Juni 1955 wurde der Teil zwischen Grundstück Nr. 110 und dem Britzer Damm als Fulhamer Allee ausgegliedert. Die Umgestaltung am westlichen Abschnitt mit dem Plan die Parchimer Allee südlich vom Gutspark nach Alt-Britz zum Britzer Damm zu führen wurde nicht ausgeführt. Die Straße 579 wurde am 1. Dezember 1983 in die Parchimer Allee einbezogen. Die Straße ist wegen ihrer Kirschbäume (Kirschallee) für die „Britzer Baumblüte“ bekannt. Von dem als STRA (OKSTRA-Klasse: G) geführten Verkehrsweg gehören für den Stadtentwicklungsplan (Straßenentwicklun) 740 Meter zwischen der Buschkrugallee und Onkel-Bräsig-Straße in die Fulhamer Allee hinein zur StEP-Klasse III (regionale Straßenverbindung). Der restliche Verkehrsweg besitzt die Einordnung als sonstiger Verkehrsweg (Klasse V). Dies betrifft 100 Meter zum Gutspark und den Straßenteil östlich der Buschkrugallee. Schließlich sind 20 Meter der Parchimer Allee (3395) in den Gutspark hinein offiziell im Berliner Straßenverzeichnis als Fußweg (OKSTRA-Klasse: X) geführt. In den 1960er Jahren war eine Verlängerung der Parchimer Allee mit Anschluss zum Südende von Alt-Britz und übergang An der Fritz-Reuter-Allee kreuzt die U-Bahn U7 und es befindet sich der U-Bahnhof Parchimer Allee an dieser Kreuzung. An der Straßennordseite stehen die gerade nummerierten Wohnhäuser 6–104. Die Straße endet im Osten an Kleingartenanlagen mit der Grundstücksnummerierung 1a–1c, auf Nummer 2 steht eine Kindertagesstätte. An der Südseite befinden sich die ungerade nummerierten Grundstücke, wobei 3a und 3b zur KGA „Britzer Wiesen“ gehören, das Grundstück 5 gehört zu einem schneckenförmig gebogenen Wohnhaus an der Kielinger Straße (Ortolan-Schnecke). Nach Westen folgt ein dreigeschossiges Reihenhaus 7–29, über die Buschkrugallee folgen die Wohnhäuser 33–91, wobei 49–49e und 55–55e querstehende Wohnblöcke südlich der Straßenfront sind, hinter den Wohnhäusern zwischen Fritz-Reuter-Allee und Paster-Behrens-Straße (69, 75, 79, 83, 87) stehen jeweils Blockreihen die mit Buchstaben unterteilt sind (73–73v, 77–77t, 81–81r, 85–85q, 89–89o). Gefolgt vom Flachbau 95/101 und jenseits der Hauptstraßenführung in die Fulhamer Allee stehen die Albert-Einstein-Schule (109) und die Filiale der Alfred-Nobel-Schule (111). Die Parchimer Allee ist im Adressbuch 1928 erstmals aufgeführt zwischen Rudower Allee und Onkel-Bräsig-Straße, die Wohnhäuser für sechs Mietparteien liegen an der Nordseite 2–72 (Eigentümer: Deutsche Ges. z. Förderung des Wohnungsbaues, gemeinn. A.G. aus Charlottenburg). Zwischen Onkel-Bräsig- und Dorfstraße liegt Wiesengelände, an der Südseite stehen an der Dorfstraße die „Stadt Gutshäuser“ 1 und 2 (Eigentum Stadt Berlin) und weiter zur Rudower Allee Gärten und Baustellen. | Berlin-Britz Parchimer Allee Baumblüte · Albert-Einstein-Gymnasium an der Parchimer Allee · Britzer Baumblüte · U-Bahnhof Parchimer Allee                                                                                  |
| Paster-Behrens-Straße (Lage)    | 0640                                   | Paster Behrens, Figur aus dem Roman ‚Ut mine Stromtid‘ von Fritz Reuter                                                          | 21. Okt. 1933       | Sie liegt an der Parchimer Allee nach beiden Seiten, wobei der nördliche Teil zum Bauabschnitt 2 der Hufeisensiedlung gehört, der südliche zum Bauabschnitt 6. Am 18. Februar 1927 als Moses-Löwenthal-Straße eingerichtet, sie ist im Adressbuch 1928 in der Lage Hüsung zur Parchimer Allee mit den Grundstücken 1–45 (ungerade) und 2–48 (gerade) im Eigentum der Einfamilienhausgesellsch. gemeinn. G.m.b.H aufgenommen. Am 4. August 1930 wurde eine Verlängerung der Straße einbezogen, dadurch sind im Adressbuch 1933 über die Parchimer Allee hinweg noch die Grundstücke 53–77 (ungerade) der „EinFa“ (Berliner Gesellschaft zur Förderung des Einfamilienhauses G.m.n.H.) aufgenommen. Ende 1933 wurde sie wegen des jüdischen Bezugs umbenannt und im Adressbuch 1934 ist die Situation mit den Grundstücken zwischen Hüsung und über die Parchimer Allee ist die Straße mit der Umbenennung verzeichnet. Zu dieser Grundstücksverteilung kommen im aktuellen Verzeichnis noch die Grundstücke 52–88 (gerade) hinzu. Nördlich der Parchimer Allee stehen zweigeschossige Reihenhäuser und im südlichen Abschnitt viergeschossige Mehrfamilienhäuser. Nach Osten stehen die ungerade nummerierten Wohnhäuser der 1930er Jahre in Straßenrandbebauung, die Wohnhauszeilen an der Westseite stehen quer zum Straßenlauf. 20 Meter südlich der Talberger Straße geht von der Paster-Behrens-Straße ein geteilter Zufahrtsweg weiter zwischen der Annedore-Leber-Oberschule (nordwestlich, adressiert als Nummer 88) und der Schillingschule (Förderschule) an der Südostseite als 81. Auf der Karte von 1955 ist das südliche Ende mit einem Wendeplatz auf unbebautem Gelände eingezeichnet. Für die Schulgrundstücke bestehen Bebauungspläne, für Paster-Behrens-Straße 88 (Berufsbildungswerk) ist der Plan XIV-190b zum 23. Mai 1978 festgesetzt, der B-Plan für 81 unter XIV-190a ist nicht festgesetzt. | Berlin-Britz Paster-Behrens-Straße · Berlin-Britz Paster-Behrens-Straße |
| Pätzer Straße (Lage)            | 0190                                   | Pätz, Ortsteil der Gemeinde Bestensee im Landkreis Dahme-Spreewald                                                               | 14. Feb. 1950       | Sie liegt zwischen Alt-Britz und Britzer Damm, nahe am alten Ortskern und ist mit (bedingtem) Fahrverbot für alle Arten und 30er-Zone markiert. Um 1900 wurde der Straßenzug als Wilhelmstraße angelegt und eingerichtet. Bei den antiroyalistischen Umbenennungen um 1950 und insbesondere da es seit der Bildung von Groß-Berlin gleichnamige Straßen im Stadtgebiet gab erfolgte die Namensgebung nach der noch selbständigen brandenburgischen Stadt. Zur Straße gehören die Grundstücke 2–6 (gerade) und 1–17. | Berlin-Britz Pätzer Straße |
| Pintschallee (Lage)             | 0270                                   | Richard Pintsch (1840–1919), Unternehmer und Konstrukteur                                                                        | 18. Aug. 1913       | Sie liegt schräg zwischen Franz-Körner- und Hannemannstraße und gehört zum Bereich der IDEAL-Siedlung. Auf der ehemaligen „Körnerschen Kiesgrube“ entstanden Wohnungsbauten als Kleinwohnhäuser in Kombination mit einer mehrgeschossigen Straßenrandbebauung, die Ideal-Siedlung in Britz ist ein „Beispiel für frühe Zeilenbauten in Deutschland“. Für das Gebiet der Pintschallee bestanden nach der Konzeptgestaltung von Körner unterschiedliche Bebauungsprojekte, die schrittweise umgesetzt wurden. Nach dem Straßenplan von Rixdorf-Britz (ab 1912 Neukölln) war in dieser Trasse die Straße 50 projektiert und als Diagonalstraße eingerichtet worden. Dieser Straßenlauf führte vom Nordende der Dorfstraße, Ecke Wilhelm- und Carlstraße, sowie Stubenrauchring zur Rudower Straße an der Schulenburgbrücke (Teltowkanal). Neben der verbliebenen Pintschallee ist noch immer (Stand 2015) eine Trasse (teilweise ein Grünweg) von Pätzer Straße / Alt-Britz über Blaschkoallee hinweg und zwischen den KGA „Blaschkoallee“ und „Morgentau“ zur Hannemannstraße vorhanden. Wegen deren Überbauung mit Bauten der Riesestraße ist im Plan des Vermessungsamtes eine Umgehung Richtung Rungiusstraße aufgenommen. Die vormals projektierte Trasse nach Norden zur Buschkrugallee hin – am Rungiusteich vorbei – ist nicht mehr erkennbar und im Fluchtlinienplan gezeichnet. Noch nicht 1910, jedoch im Adressbuch 1912 ist die Diagonalstraße bis Teltowkanal mit einem 16-Parteien-Wohnhaus 1/2 an der Hannemannstraße aufgenommen. Die Pintschallee ist erstmals im Adressbuch 1914 notiert. Sie ist zwischen Stubenrauchring und Hannemannstraße mit Baustellen auf Grundstück 1–13 (fortlaufend, Westseite) und auf der gegenüberliegenden Seite unnummeriert verzeichnet. An der vorigen Seite folgen die beiden Mehrfamilienhäuser 14 und 15 an der Hannemannstraße. Im weiteren Verlauf bis Grundstück 25 (über Franz-Körner- bis Rudower Straße) und auf der Gegenseite 26–36 ist das Gelände vergeben und unbebaut (Baustellen). Der Baugenossenschaft IDEAL E.G.m.b.H Neukölln gehören die Mehrfamilienhäuser 37–45 (fortlaufend) über den Aronsweg bis Hannemannstraße. Die aktuelle Grundstücksaufteilung ist an der Südostseite Wohnhäuser 1–17 (ungerade, Reihenhäuser), wobei das Grundstück 9 im Bereich der unbenannten Querstraße (Eberstadtallee) nicht existiert und 5 (hinter 7) den Durchgang zum Kienheideweg überspannt. Gegenüberliegend stehen dreigeschossige Hauszeilen 2–24b, ergänzt durch 10a–10d nördlich entlang des unbenannten Zugangsweges (Eberstadtallee) und 12b–12t südlich davon im Dreieck mit Rungius- und Hannemannstraße. Die westlich-nördlichen Häuser sind von diesen aus adressiert. | Berlin-Britz Pintschallee · Berlin-Britz Pintschallee |
| Polierweg (Lage)                | 0670                                   | Polier, Bauberuf | 25. Juni 1935       | Der Polierweg liegt am Südrand des U-Bahn-Betriebsbahnhofs zwischen Schlosserweg und der Ortsteilgrenze Gropiusstadt an der Severingstraße. Das Betriebshofgelände war zuvor Ackerland hinter den Wohnhäusern des Polierwegs, der zur Siedlung Neuland II gehört. Am Malersteig ist eine Schranke vorhanden die die Zufahrt nur für Anlieger ermöglicht. Für die Neulandsiedlung wurde er als Weg II trassiert und angelegt, damals führte der Grüne Weg am Ostende entlang an dem der Polierweg endete. Das Gelände in Britz Süd (südlich der Hufeisensiedlung) zwischen Buckower, Johannisthaler Chaussee und Grüner Weg mit einem Streifen in der Gemarkung Buckow war 1930 unbebautes Ackerland lediglich von der Bahntrasse (zwischen Bahnhof Britz und Buckow) sowie der Hochspannungsleitung durchzogen. Nach Plan von 1939 ist in der bestehenden Form ausgebaut. Im Adressbuch 1938 ist der Polierweg zwischen Frontkämpferweg und Feldmark aufgenommen, die Grundstücke 1–9 und 2–10 existieren nicht, vielmehr liegen zwischen Bauführerweg, Malersteig und Feldmark Gärten. Diese Grundstücke entlang vom Polierweg waren bereits durch Malersteig und Bauführerweg belegt, am westlichen Ende liegen von Beginn an die Doppelhäuser 39/41 und 44/46, da mündet die vier Meter Zufahrt vom Schlosserweg über dessen Grundstück 37 zur Einbahnstraße des Polierwegs. Die Siedlung wurde in den 1930er Jahren unter der Leitung des Reichsheimstättenwerks gegründet. Der Polierweg kam 1936 zum Bereich der Schlageter-Siedlung für Frontkämpfer zugeordnet. In der NS-Zeit wurde um Schlageter ein Kult entwickelt. Nach dem Zweiten Weltkrieg wurde diese Einteilung fallengelassen, die Siedlung östlich der Bahnstrecke zu Neuland II. | Berlin-Britz Polierweg |
| Priesterweg (Lage)              | 0130                                   | Priester, geweihter Geistlicher                                                                                                  | vor 1899            | Der Priesterweg ist eine aus dem Beginn des 19. Jahrhunderts vorhandene Verbindung vom Chausseehaus an der Chausseestraße (→ Britzer Damm) zur Rudower Straße (→ Buschkrugallee) in Richtung Rixdorf liegende Ortsverbindung nahe deren Chausseehaus (Steuerhaus). Sie lag insbesondere am Rixdorfer Kirchhof (→ Friedhof Buschkrugallee) vorbei. Im Berliner Adressbuch von 1899 (1896 fehlt sie noch) ist sie zwischen Bürgerstraße und Jahnstraße in Neu-Britz. genannt. Es bestehen die bewohnten Häuser 1, 2, 3 und auf der Gegenseite 6 zwischen Bürger- und Jahnstraße und dazu zwischen Jahn- und Neubritzer Straße ist der Kirchhof der Gemeinde Rixdorf und Baustellen verzeichnet. Auf der Karte 1907 endet er an der Rungiusstraße. Nach Adressbuch 1896 führte der Priesterweg über die Neubritzer Straße, der Bau des Teltowkanals führte zur Unterbrechung und der Südabschnitt wurde aufgegeben. Durch die Erweiterung des Friedhofs Buschkrugallee über die Rungiusstraße findet sich im Lauf eines schrägen Weges die (vorherige) Trasse wieder. Aktuell gehören die Grundstücke 2/4 (Gewerbe), 8–12 (gerade, Wohnhäuser), sowie 5 und 7 (gewerblich genutzt) zum Priesterweg, einer sechs Meter breiten Kopfsteinpflasterstraße mit Gehwegen von Bürgerstraße bis Jahnstraße. Für das Gebiet um den Priesterweg besteht der Bebauungsplan XIV-185hb zur planungsrechtlichen Sicherung der Bestandssituation sowie von Entwicklungspotenzialen durch Festsetzung von Mischgebieten und eines Gewerbegebiets. | Berlin-Britz Priesterweg |
| Rambowstraße (Lage)             | 0180                                   | Rambow, Sohn des Kammerrats aus ‚Ut Mine Stromtid‘ von Fritz Reuter                                                              | 9. Feb. 1927        | Die Straße gehört zur Krugpfuhlsiedlung der Großsiedlung Britz für die die Stadt Berlin 1924 das Gut Britz kaufte. Um den Denkmalscharakter zu erhalten und Fehlentwicklungen vorzubeugen, hat das Bezirksamt Neukölln am 5. Dezember 2006 die Krugpfuhlsiedlung durch eine „Erhaltungsverordnung“ unter Schutz gestellt. Im Bebauungsplan war die Rambowstraße als Straße 201 trassiert. Im Adressbuch 1928 ist die Rambowstraße mit Grundstücken der Deutschen Gesellschaft zur Förderung des Wohnungsbaus aufgeführt. Bewohnt sind dabei auf der rechten Seite die Häuser 2–46 (gerade, rechte Seite, ) mit jeweils einer Mietpartei, die linke Seite ist noch als unbebaut aufgeführt. Die Straße ist in der Lage zwischen Havermann- und Onkel-Herse-Straße aufgeführt, zwischen 22 und 24 kreuzen Rosenhof und Dürtenstraße. Diese Angaben gelten auch noch aktuell für Lage und Grundstückszählung mit der Bebauung durch zweigeschossige Reihenhäuser mit kleinem Vorgarten und einem grundstücksbreiten Hofgarten. Die östliche Straßenseite gehört zu den Querstraßen mit deren Grundflächen liegt die Rambowstraße 80 Meter der Buschkrugallee entfernt parallel. | Berlin-Britz Rambowstraße |
| Riesestraße (Lage)              | 0290                                   | Heinrich Riese (1864–1928), Mediziner                                                                                            | 18. Sep. 1911       | Projektiert als Straße 153 des Bebauungsplans für Neu-Britz liegt sie zwischen Blaschkoallee und Hannemannstraße. Die Bauten an der letzteren überdecken die vormals trassierte Diagonalstraße. In diesem Eckhaus befindet sich eine Kita und in die Straße hinein die Fürsorgestelle des Bezirksamtes. Mit Straßenbäumen, breiten Gehwegen und 10 Meter Fahrbahnbreite ist die Straße wenig befahren und als 30er-Zone ausgewiesen. An der Ostseite der Straße Ecke Havemannstraße stand seit 1894 das Krankenhaus Britz (1896 eröffnet), die Namensgebung bezieht sich auf den Direktor des Krankenhauses Britz. Verblieben ist nach dem Zusammenlegen der Neuköllner Krankenhausstandorte das Gebäude der Vivantes-Tagesklinik. Weitere Flächen wurden zu Wohnhäusern. An der Südwestseite der Straße zur Blaschkoallee stehen Klinkerbauten mit Einrichtungen des Bezirksamtes (Bürgeramt Blaschkoallee). Dem gegenüber an der Straßenwestseite (Blaschkoallee 48, Ecke Riesestraße) wurde ein Hindu-Tempel geweiht. | Berlin-Britz Riesestraße · Hindu-Tempel Ecke Blaschkoallee |
| Rohrdommelweg (Lage)            | 0230                                   | Rohrdommel, Reihervogel | 27. März 1939       | Als Straße 274 des Bebauungsplans trassiert, liegt sie zwischen der Ortsteilgrenze an der Johannisthaler Chaussee und dem Wendeplatz vor der Oskar-Heinroth-Schule. Der Straßenname nimmt das Thema des westwärts angrenzenden Buckower Vogelviertels auf. An der Südostseite bis zur Ortsteilgrenze mit Buckow II liegt die KGA „Sonntagsfreude“, auf Gelände der Britzer Wiesen. An der gegenüberliegenden Straßenseite grenzt das Britzer Sommerbad, geht der Kleiberweg ab und steht die genannte Schule und gefolgt von einem Sportplatz. Die Bedeutung der Straße geht wohl auf Schule und Bad zurück, er ist weder im Adressbuch 1943 nach auf dem Stadtplan explizit aufgeführt. Auf dem Plan von 1961 ist er parallel zwischen Straße 26a (→ Stelzenweg) und Ortolanweg aufgenommen, als Straße bis zum Hochspannungsweg benannt und als Gartenweg führt er durch die Dauerkleingärten der Britzer Wiesen und die Kolonie Am Buschkrug nach Nordwest bis zum Sportplatz (Sportanlagen Neukölln) an der Buschkrugallee. | Berlin-Britz Rohrdommelweg |
| Rohrlegerweg (Lage)             | 0140 (im Ortsteil) nur Nordseite       | Rohrleger, Bauhandwerker | 27. März 1939       | Nur die Grundstücke 2–8 am östlichen Wegende zum Töpferweg hin gehören zu Britz. Durch den Verlauf der Gemarkungsgrenze zwischen Buckow und Britz von der Marienfelder Straße (im Westen) zur Johannisthaler Chaussee an der Rixdorf-Mittelwalder Eisenbahn lag das der Siedlungsgelände im Bezirk Neukölln teilweise in Buckow. Beim Aufbau der Siedlung wurde das Straßenland von Rohrleger- und Töpferweg zu Buckow gegeben, so verblieben die östlichen Grundstücke an der Straßennordseite in Britz. Im Süden der Siedlung Neuland II gelegen war er im Bebauungsplan als Straße 74 trassiert und wurde mit der Bebauung angelegt und benannt. Das Gelände in Britz Süd (südlich der Hufeisensiedlung) zwischen Buckower, Johannisthaler Chaussee und Grüner Weg mit einem Streifen in der Gemarkung Buckow war 1930 unbebautes Ackerland lediglich von der Bahntrasse (zwischen Bahnhof Britz und Buckow) sowie der Hochspannungsleitung durchzogen. Nach Plan von 1939 ist in der bestehenden Form ausgebaut. Die Siedlung wurde in den 1930er Jahren unter der Leitung des Reichsheimstättenwerks gegründet. Der Ausbau schritt von Norden nach Buckow zu fort, die vorherigen Ackerflächen waren von der Stadt Berlin aufgekauft und bereitgestellt worden. | Berlin-Britz Rohrlegerweg |
| Rungiusstraße (Lage)            | 0910                                   | Gotthelf Gustav Heinrich Rungius (1833–1922), Pfarrer in Rixdorf und Britz                                                       | vor 1906            | Erstmals 1905 (noch unbebaut von Jungstraße ab) im Adressbuch ausgewiesen wurde am 26. September 1929 der „Wohnblock Muthesiushof“ einbezogen. Die Straße liegt zwischen Britzke- und Hannemannstraße, die beide nach lokalen Persönlichkeiten benannt sind. Eine ruhige Wohnstraße am Teltowkanal. Südlich der Rungiusbrücke liegt die Ideal-Siedlung, die teilweise autofrei ist. Der Friedhof Buschkrugallee und die Grundschule am Teltowkanal liegen ebenfalls an der Straße. Sie ist ein Abschnitt des Teltowkanalwegs. Die Straße gehört zum Bereich der IDEAL-Siedlung. Auf der ehemaligen „Körnerschen Kiesgrube“ entstanden Wohnungsbauten als Kleinwohnhäuser in Kombination mit einer mehrgeschossigen Straßenrandbebauung, die Ideal-Siedlung in Britz ist ein Beispiel für frühe Zeilenbauten in Deutschland. | Berlin-Britz Rungiusstraße · Berlin-Britz Rungiusstraße |
| Sangerhauser Weg (Lage)         | 0710                                   | Sangerhausen, Kreisstadt in Sachsen-Anhalt                                                                                       | 1. Apr. 1983        | Er liegt als 30er-Zone zwischen Quarzweg (der Buckower Ortsteilgrenze, nahe der Bezirksgrenze zu Tempelhof) und dem Wendeplatz am Rosengarten des Britzer Gartens (am Haselnußweg der KGA „Heimaterde“). Der südwestliche Abschnitt ist ein Einbahnstraßensystem (Planstraße 605A) um einen Parkplatz, nach Nordwesten ist er eine Sackgasse (Planstraße 605). Der letztere Abschnitt liegt an der KGA „Friedland III“ auf Sangerhauser Weg 12, anschließend die Tennishalle(6, ehemalige BUGA-Ausstellungshalle) und der Eingang zum Britzer Garten (Karl-Förster-Pavillon: 2). Gegenüber liegen die Grundstücke 1–11 (ungerade) mit Wirtschaftsgebäuden und hinter diesen KGA „Kurt Pöthig“ und „Heimaterde“ zu denen der Breitunger Weg die Zufahrt ist. In Sangerhausen befindet sich seit 1903 das Europa-Rosarium mit der größten Rosensammlung der Welt, wodurch ein Namensbezug zum Rosengarten besteht. Die Trasse liegt auf dem vorher hier verlaufenden Marienfelder Weg, der 1960 als Massiner Weg benannt wurde und bei der BUGA aufgeteilt wurde, so erhielt der südwestliche Abschnitt einen eigenen Namen und der Anschluss nach Mariendorf kam etwas südlicher von der Tauernallee zum Quarzweg. Mit dem Bebauungsplan XIV-47e ist Teilung der alten Trasse und mit XIV-47c und der Ergänzung XIV-47c-1 ist die Grundstücksnutzung für Sport und Neutrassierung des Sangerhauser Wegs beschrieben. | Berlin-Britz Sangerhauser Weg |
| Scheveninger Straße (Lage)      | 0210                                   | Scheveningen, Ortsteil von Den Haag                                                                                              | 14. Feb. 1950       | Sie liegt zwischen Haarlemer Straße und Buschkrugallee. Bereits im Adressbuch 1896 ist die Johannisthaler Straße in deren Trasse aufgeführt, sie liegt von der Rudower Straße nach Osten und es sind die Grundstücke 1–22 (fortlaufend) an beiden Straßenseiten bebaut und genutzt. Die Straße ist mit der Neu-Britzer Siedlung entstanden, wobei sie in Feuchtflächen führte, die durch den Bau des Teltowkanals 1906 entwässert und reguliert wurden. 1912 findet sich im Adressbuch die Haarlemer Straße mit den gleichen Angaben zur Bebauung (1–11 und 12–22). Die Angaben 1943 von Haarlemer Straße zur Rudower Straße benennen die gleichen Wohnhäuser, jedoch in Orientierungsnummerierung: linke Seite 1–23 (ungerade), rechte Seite 2–24 (gerade). Die Johannisthaler Chaussee in Buckow, Rudow, Johannisthal mag Grund der Umbenennung 1950 passend zur Haarlemer Straße gewesen sein. Aktuell gehören die Grundstücke 3-21 (ungerade) und 2–22 (gerade) zur Scheveninger Straße mit groben ausgebessertem Kopfsteinpflaster den vorwiegend gewerblich genutzten Grundstücken und einigen Wohnhäusern aus der Anfangszeit (wie etwa das eingeschossige Wohnhaus auf 7). Außer Einzelwohnhäusern befinden sich Fahrzeugtechnik, Baugeschäft, Steinmetz, Malerbetrieb, Klebstoff, Hausverwaltung und Versicherungsbüro unter dem Gewerbe. Beim Bunkerbau an der Straße im Zweiten Weltkrieg wurde eine Steinkeule der Jäger und Fischer gefunden. | Berlin-Britz Scheveninger Straße |
| Schlosserweg (Lage)             | 1060                                   | Schlosser, Handwerker | 14. Feb. 1950       | Es ist der zentrale Weg der Siedlung Neuland II zwischen Buckower Damm und über den Stellmacherweg hinaus an das Gelände der Wetzlar-Schule. Im Nordosten grenzt er die Betriebswerkstatt Britz Süd der U-Bahn ab, wobei die direkt angrenzende Parallelstraße den gleichen Namen trägt. An der ruhigen, schmalen Straße in der Siedlung Neuland II stehen überwiegend Doppelhaushälften mit großen Gärten. Das Gelände in Britz Süd (südlich der Hufeisensiedlung) zwischen Buckower, Johannisthaler Chaussee und Grüner Weg mit einem Streifen in der Gemarkung Buckow war 1930 unbebautes Ackerland lediglich von der Bahntrasse (zwischen Bahnhof Britz und Buckow) sowie der Hochspannungsleitung durchzogen. Nach Plan von 1939 ist in der bestehenden Form ausgebaut. Die Siedlung wurde in den 1930er Jahren unter der Leitung des Reichsheimstättenwerks gegründet. Der Weg I des Bebauungsplans wurde 1935 nach dem anfänglichen Baukonzept als Bauführerweg angelegt und benannt und 1936 zum Frontkämpferweg umbenannt. Die Siedlung wurde in den 1930er Jahren unter der Leitung des Reichsheimstättenwerks gegründet. Der Frontkämpferweg (→ Schlosserweg) wurde 1936 zum Bereich der „Schlageter-Siedlung für Frontkämpfer“ zugeordnet. In der NS-Zeit wurde um Schlageter ein Kult entwickelt. Nach dem Zweiten Weltkrieg wurde diese Einteilung fallengelassen, die Siedlung östlich der Bahnstrecke zu Neuland II. Die Straße darf nur von den Autos der Siedlungsbewohner befahren werden. Die Einfahrt zum Schlosserweg (30er-Zone) liegt vom Bucker Damm um die Nr. 55, Johann-Christoph-Blumhardt-Kirche, herum am unbebauten Grundstück 5 entlang, von da führt ein Abzweig des Schlosserwegs zum Betriebswerkstatt Britz-Süd östlich der ungerade nummerierten Grundstück als Zugang zu den Grundstücken Schlosserweg 1a, 1b und 3 (Werkstatt-Halle). | Berlin-Britz Schlosserweg · Berlin-Britz Schlosserweg BVG-Zufahrt |
| Seerosensteig (Lage)            | 0390                                   | Seerosen, Pflanzengattung | 11. Mai 1938        | Er liegt zwischen Haselsteig und Walnußweg. Der Seerosensteig gliedert sich in eine öffentliche Straße, die im Straßenreinigungsverzeichnis C eingetragen ist, und im östlichen Teil in zwei Privatstraßen, die durch einen Zaun voneinander getrennt sind. An der öffentlichen Straße befinden sich die Grundstücke nördlich gerade 16 bis 40 und südlich ungerade 15 bis 37, an der nördlichen Privatstraße 4 bis 14 und an der südlichen 3 bis 11A. Der „Bauverein Solide“ hatte in den 1920er Jahren im Westen von Britz zwischen Verlängerter Triftstraße (→ Koppelweg) und der Mariendorfer Allee nahe der Grenze zum Bezirk Tempelhof (Mariendorf) (vormalige) Ackerflächen parzelliert und Straßen trassiert. Vorher war die Bezeichnung Straße 214 des Bebauungsplans, er befindet sich in der Kolonie Solide. Erstmals wird der Seerosensteig im Adressbuch 1939 aufgeführt mit 13 bewohnten Grundstücken, einem Sommerhaus und Grünanlagen (ohne Nummerierung, Nordseite) und an der Südseite mit zwei Sommerhäusern, Baustellen und einer Gärtnerei. Als Lage ist Walnußweg zu Haselsteig, nach Norden Teichrosenpfad, nach Süden Windröschenweg abgehend. Zudem ist unter „Rosenhöhe (Siedlung)“ der Hinweis auf den Seerosensteig aufgenommen. | Berlin-Britz Seerosensteig · Berlin-Britz Seerosensteig |
| Severingstraße (Lage)           | 0760 (nur Westseite)                   | Carl Severing (1875–1952), Politiker                                                                                             | 1. Feb. 1966        | Die Straße liegt von der Tischlerzeile nach Nordost zum Polierweg und endet am mit einem Wendering, das Straßenland samt der Südostseite liegt in Gropiusstadt. An der westlichen Straßenseite auf Britzer Gebiet liegt die Ortsteilgrenze und der Rand der Neuland-Siedlung II. So stehen die Wohnblöcke der Gropiusstadt (ungerade nummeriert) gegen die Britzer Siedlungshäuser im Kontrast, die zudem zum Malersteig adressiert sind und die Garten(-rück-)seite der Severingstraße zuwenden. Zu Britz ist nach dem Grundstücksverzeichnis lediglich Nummer 2 am Nordende mit drei Wirtschaftsgebäuden zugeordnet, bis in die 1970er Jahre eine Grünfläche am Rand des U-Bahn-Betriebshofs. Angelegt wurde sie neben aber parallel der Trasse des Grünen Wegs, der – im Abschnitt zur Johannisthaler Chaussee – in der Gemarkung Buckow als Grenzweg verlief. Letzterer lag 60 Meter östlich der Grenze der Siedlung Neuland (Malersteig), so standen ein Teil der Wohnbauten mit dem Straßenland auf Britzer Flur, bis Ende der 1970er Jahre (vor 1988) die Grenze der Ortsteile Buckow II und Britz an die Severingstraße verschoben wurde. Der Bebauungsplan XIV-104 beschreibt die Fläche östlich der Severingstraße. Die Severingstraße wurde im Zug der projektierten Straße 497 angelegt und der Straße 489, die Verbreiterung der Tischlerzeile, auf Britzer Gelände trassiert und angelegt. | Berlin-Britz Severingzeile |
| Sieversufer (Lage)              | 0560                                   | Hermann Sievers (1854–1930), Direktor der Teltowkanal-Gesellschaft                                                               | 18. Sep. 1911       | Nördlich vom Hafen Britz-Ost führt es zwischen Buschkrugallee und Britzer Hafensteg und einem Zick-Zack durch Gewerbegebiet. An der ruhigen Straße liegen Gewerbebetriebe, das Wasser- und Schifffahrtsamt hat am Hafen Britz Ost eine Außenstelle. Die Straße endet vor dem Britzer Hafensteg für Autos als Sackgasse mit einem Wendehammer. Fußgänger und Radfahrer können auf einem breiten Wanderweg unter dem Autobahndreieck Neukölln hindurch weiter bis zur Grenzallee laufen. Die Straße ist ein Abschnitt des „Rundwegs Britzer Hafen“. Zur Straße besteht der Bebauungsplan XIV-127. Seit 1911 war als Sieversufer eine Fahrbahn direkt am Ufer des Teltowkanals und nördlich vom Hafen zur Fußgängerbrücke geführt. Direkt am Teltowkanal auf der o. g. Ufertrasse (dann weiter südlich des Hafens) lief die Treidelbahn des Kanals, deren Bahn über die Nördliche Treidelgleisbrücke den „Neuköllner Schifffahrtsweg“ und auf der Östlichen Treidelgleisbrücke den Britzer Verbindungskanal führte. Noch im Adressbuch 1922 ist Sieversufer ab Rudower Straße als unbebaut aufgeführt, seit 1925 bis über 1943 bestehen Baustellen und die „Badeanstalt am Hafen“ ist genannt. Ab 1939 gehört der Abschnitt nördlich vom Teltowkanal zum Ortsteil Neukölln, Post Berlin-Britz. Die Fläche nördlich der Straße zum Neuköllner Schifffahrtskanal hin gehörte wenigstens seit 1934 der Berliner Verkehrs A.G. Bevor die U 7 zur Gropiusstadt und Rudow verlängert wurde, befand sich der U-Bahn-Betriebshof am Sieversufer. Am 30. Mai 1972 wurde die landeinwärts gelegte Privatstraße Sieversufer gemeinsam mit einem Teil der Straße 23 (Nord-Süd) als öffentliche Straße gewidmet, am 1. August 1973 wurde der Rest der projektierten Straße 23 zum Hafensteig einbezogen. | Berlin-Britz Sieversufer · Berlin-Britz Sieversufer |
| Späthstraße (Lage)              | 08500 (im Ortsteil)                    | Franz Späth (1839–1913) Britzer Gärtnereibesitzer, Landesökonomierat und Kommunalpolitiker                                       | 3. Aug. 1903        | Der Britzer Teil dieser Straße liegt zwischen Buschkrugallee und der (gesperrten) Späthstraßenbrücke am Teltowkanal, in Höhe Haarlemer Straße in der alten Trasse vorbei an der Neuen Späthstraße führt sie im Bogen nach Südost. Für die Anbindung an die A 113 wurde zur Späthstraße in Baumschulenweg die Neue Späthstraße angelegt, dadurch gehören 240 Meter zum übergeordneten Straßensystem Berlins, 280 Meter sind zudem in der Okstra-Klasse P. Zwischen der Neuen Späthstraße und der gesperrten Späthstraßenbrücke über den Teltowkanal wurde der Zugang zu den Grundstücken über einen neuen Abschnitt erschlossen. Der abgetrennte Abschnitt ist als Sackgasse und 30-er-Zone gekennzeichnet. Die Späthstraße besitzt Hufeisennummerierung, am verbliebenen Abschnitt (Buschkrugallee zu Haarlemstraße) stehen Gewerbe-/ Wirtschaftsbauten (Nordseite 162 und 176, Südseite 6, 9, 10, 12, 14). Der ursprüngliche Straßenlauf mit 158 (Tankstelle) und gegenüber 16–23 wird vom Straßenstumpf und die weiteren Grundstücke vom alten Straßenlauf (Sackgasse, keine Wendemöglichkeit für LKW) erschlossen: 24–29 (vormals Pumpwerk), 30 (KGA Alpental), 31, 33 (Wirtschaftsgebäude), 35–38 (KGA in den Martin-Mehrlein-Weg hinein), 41, 41a (Grundstück zur Späthstraße vom Martin-Mährlein-Weg am Teltowkanal, schon in den 1940er Jahren Laubenkolonie) und gegenüber 140–154 (140: Uferstreifen, 144, 145: Gewerbebauten, 147: KGA „Zur Elf“, 147a–153: Wohn-/ Gewerbebauten, 154: Siedlung „KGA Rosenhain“). Die Straße wurde um 1864 um die Britzer Wiesen herum über die Schafdammbrücke zur Spreeablage angelegt. Der nördliche Straßenzug ist der Baumschulenweg (Planname für den Ausbau war Straße 12). Im Adressbuch 1899 ist die Späthstraße zwischen Rudower Chaussee in den Baumschulenweg hinein aufgenommen, es sind die Grundstücke 1 und gegenüber 2–4 (fortlaufend) im Eigentum von Oeconomierath F. Späth und dazwischen seine Baumschule aufgeführt. Die Grundstücke 1–4 gehören zum Postbezirk Baumschulenweg, an der Rudowerstraße liegen (1899) die Wagner’schen Eiswerke der Wagner’schen Erben. Im Adressbuch 1905 ist der Teltow-Kanal eingetragen, wobei an der Nordseite ein Neubau der Gemeinde Britz und gegenüber ein Grundstück der Teltow-Kanal-Bauverwaltung, die Straße 26 und das Bruckhoff’sche Haus das Eiswerk ersetzen. Bis 1938 gehörte die ganze Späthstraße zu Britz, veranlasst durch den Teltowkanal wurden die jenseitigen Gebiet (Späthsfelde, Späths Baumschule) an Baumschulenweg abgegeben. | Späthstraße · Berlin-Britz Späthstraße · Die Brücke ist gesperrt, die Bezirksgrenze liegt jenseits |
| Stavenhagener Straße (Lage)     | 0270                                   | Reuterstadt Stavenhagen, 1810 Geburtsort des Schriftstellers Fritz Reuter und trägt seit 1949 den Beinamen Reuterstadt.          | 30. Okt. 1926       | Vorher Straße 198 des Bebauungsplans ist sie der nördliche Abschluss der Hufeisensiedlung zwischen Onkel-Bräsig-Straße und Fritz-Reuter-Allee. Sie ist von der Blaschkoallee durch das „Akazienwäldchen“ getrennt, einem Ausflugsziel der Bewohner des Britzer Schlosses. Im Jahre 1864 erhielt Teterow Bahnanschluss über Malchin nach Neubrandenburg. Erstmals ist die Stavenhagener Straße im Adressbuch 1928 enthalten. Zur Lage ist sie von Fritz-Reuter-Allee zur Onkel-Bräsig-Straße gelegen, die Grundstücke an der Fritz-Reuter-Straße sind mit Baustellen der Minin- und Liningstraße zugeordnet. Die Wohnhäuser für sechs Mieter 4–32 (grade) stehen an der rechten Straßenseite (2 existiert nicht). Als Eigentümer ist Grundstücke der „Einfamilienhausges. gemeinn. G.m.b.H.“ (EinFa mit Sitz in der Hannemannstraße 38b) genannt. | Berlin-Britz Stavenhagener Straße |
| Steinträgerweg (Lage)           | 0460 (im Ortsteil)                     | Steinträger, Bauberuf | 30. Jan. 1933       | Er liegt zwischen Buckower Damm und Ortsteilgrenze zu Buckow und schließt mit Nr. 57–70 an die Johannisthaler Chaussee an. An der ruhigen, schmalen Straße in der Siedlung Neuland II stehen überwiegend Doppelhaushälften mit großen Gärten. Das gesamte Siedlungsgelände darf nur von Fahrzeugen der Anlieger befahren werden, am Zugang vom Buckower Damm steht das Verkehrsschild Verbot für Fahrzeuge aller Art mit dem „Zusatz außer Anlieger“. Der acht Meter breite Buckower Straßenteil mit Betondecke wird an der Ortsteilgrenze als Wendering um eine grüne Mittelinsel geführt. Ohne Sperrpfosten lediglich durch ein gelbes Schild „Neulandsiedlung“ markiert über den Buckower Fußweg ist die Zufahrt auf den asphaltierten Britzer Straßenteil möglich. Das Gelände in Britz Süd (südlich der Hufeisensiedlung) zwischen Buckower, Johannisthaler Chaussee und Grüner Weg mit einem Streifen in der Gemarkung Buckow war 1930 unbebautes Ackerland lediglich von der Bahntrasse (zwischen Bahnhof Britz und Buckow) sowie der Hochspannungsleitung durchzogen. Nach Plan von 1939 ist in der bestehenden Form ausgebaut. Die Siedlung wurde in den 1930er Jahren unter der Leitung des Reichsheimstättenwerks gegründet. Nach dem Bebauungsplan der Stadtrandsiedlung war sie als Privatstraße 2 zur Gemarkungsgrenze Buckow trassiert, die Führung dort, die Straße 76, wurde am 27. März 1939 in den Steinträgerweg einbezogen. | Berlin-Britz Steinträgerweg |
| Stellmacherweg (Lage)           | 0400                                   | Stellmacher, Beruf der Metall- und Holzbearbeitung                                                                               | 13. Dez. 1934       | An der ruhigen, schmalen Straße in der Siedlung Neuland II stehen überwiegend Doppelhaushälften mit großen Gärten. Die Straße liegt zwischen Bauführer- und Schlosserweg nördlich von der Wetzlar-Grundschule auf dem Dreieck mit Bahn und Hochspannungsweg. Das Gelände in Britz Süd (südlich der Hufeisensiedlung) zwischen Buckower, Johannisthaler Chaussee und Grüner Weg mit einem Streifen in der Gemarkung Buckow war 1930 unbebautes Ackerland lediglich von der Bahntrasse (zwischen Bahnhof Britz und Buckow) sowie der Hochspannungsleitung durchzogen. Nach Plan von 1939 ist in der bestehenden Form ausgebaut. Die Siedlung wurde in den 1930er Jahren unter der Leitung des Reichsheimstättenwerks gegründet. Nach dem Bebauungsplan der Siedlung als Weg III trassiert wurde er angelegt und benannt. Der Stellmacherweg kam 1936 zum Bereich der Schlageter-Siedlung für Frontkämpfer zugeordnet. Im Adressbuch 1938 ist für die bebauten und bewohnten Grundstücke 7–25 (ungerade) und 4–34 (gerade) als Eigentümer die Kriegsopferversorgung (N.S.K.O.V.) angegeben. In der NS-Zeit wurde um Schlageter ein Kult entwickelt. Nach dem Zweiten Weltkrieg wurde diese Einteilung fallengelassen, die Siedlung östlich der Bahnstrecke zu Neuland II. Die Straße darf nur von den Autos der Siedlungsbewohner befahren werden. Im Berliner Straßenverzeichnis als RBS-Klasse „STRA“ aufgeführt sind 60 Meter der OKSTRA-Kategorie „F“ zugeordnet, zur Straße gehören die Grundstücke wie von Beginn an 7–25 (ungerade) und 4–34 (gerade). Das bebaute Grundstück 31 bindet zwischen Schlosserweg 85 und 91 ein, auf allen anderen Grundstücken stehen Doppelhaushälften. | Berlin-Britz Stellmacherweg |
| Stelzenweg (Lage)               | 1060                                   | Stelze, Singvogelart | 3. Jan. 1990        | Der Stelzenweg liegt von der Ortsteilgrenze zu Buckow an der Johannisthaler Chaussee nach Nordwest. Amtlich sind nach RBS-Detailnetzliste 130 Meter als Gemeindestraße und 940 Meter als Privatstraße nach OKSTRA eingetragen. Der als Straße ausgebaute Abschnitt führt über einen Pflasterstreifen an der Johannisthaler Chaussee als Asphaltband südlich der KGA „Ideal III“ entlang zum Kleiberweg. Die Straßenbreite ist mit 20 Meter ausgewiesen, der Raum für eine linke Fahrbahn ist als Parkplatz genutzt. Die linke südliche Straßenseite grenzt an das „Britzer Sommerbad“. Die Grundstücke 1–7 (ungerade) zur Straße liegen an der Nordseite und adressieren die Gartendauerkolonien: 7 für „Ideal III“, 5 für „Britz am Wiesenweg“, 3 für „Hasenheim“ und 1 für „Edelweiß“. Die Fortsetzung ab Kleiberweg als Privatstraße ist acht Meter breit und endet an der querliegenden Gartensiedlung „Deutsche Scholle“ zu der von hier kein direkter Zugang besteht. Die Trassierung erfolgte zunächst als Straße 26a. Diese 26 Meter breit projektierte Straße reichte über Straße 230 (im Zuge des Grünen Wegs weiter zum Teltowkanal) und schloss über das Grundstück Späthstraße 16 an diese gegenüber der Haarlemer Straße an. Dabei war das Gelände zwischen Straße 26a und Teltowkanal um 1930 bereits als „Städtische Kleingärtenkolonie“. Der Straßenzug liegt zentral zwischen Teltowkanal und Buschkrugallee auf den (vormaligen) Britzer Wiesen, einem von Fließen und Kanälen durchzogenen Feuchtwiesenbereich. In den Nachkriegsjahren bis Mitte der 1950er Jahre wurden die Gartenkolonien als Besiedlungsfläche nötiger. Die Lage der „Deutschen Scholle“ sperrt seither die „Trasse 26a“ (die folgenden Kolonien sind an Straße 230 ausgerichtete Streifen). Statt der breiten Planstraße entstand ein schmaler Weg, der die Siedlungen am Nordwestrand der KGA „Britzer Wiesen“ nach Süden umging. Letztere Anlage liegt bis zum Hochspannungsweg südlich vom Stelzenweg. Der 1987 vergebene Name, 1990 gewidmet, nimmt Bezug zu den südlichen Straßennamen nach Vogelarten auf. Im LOR-Verzeichnis wird der Britzer Raum der Gartenanlagen zu beiden Seiten des Stelzenwegs als Ortolanweg (Planungsraum 23) geführt, der Planungsraum 34 im benachbarten „Buckow-Nord“ als „Vogelviertel Nord“. | Berlin-Britz Stelzenweg |
| Straße 174 (Lage)               | 0120                                   | nach dem seinerzeitigen Bebauungsplan                                                                                            | 1934                | Sie war zwischen dem Deutsch-Kroner-Ring (Straße 172, Straße 175) und Ilgenweg im Bereich der 170er Straßen des vormaligen Planungsgebietes am Bahnhof Britz geplant, noch 1948 als Fläche südlich der Siedlungsgrundstücke von Straße 173 und 1955 als angelegter Weg durch die Gartenanlage „Marienfelder Weg“. Die Straße 174 ist ein Wirtschaftsweg am Nordrand der Kleingartenanlage „Am Marienfelder Weg“. Für den Kfz-Verkehr ist der Weg durch eine Halbschranke gesperrt, die nur von berechtigten Pächtern geöffnet werden kann. Die Straße 174 ist im Berliner Straßenverzeichnis unter Nr. 5223 als Gemeindestraße im Planungsraum Britzer Garten aufgenommen und im Straßenentwicklungsplan unter Sonstiges (Klasse V) markiert. Die Straße schließt an den Anlagenweg „Weg 8“ der die Kolonien „Am Marienfelder Weg“ und „Goldregen“ trennt und im Süden die Kolonie „Zur Windmühle“ erreicht. Die Straße 179 ist als Anlagenweg verblieben und nicht im Straßenverzeichnis enthalten. Diese 170er-Siedlung befand sich mit ihrer Entstehung nördlich des projektierten, nicht realisierten Flugplatzes Britz der DVL. | Berlin-Britz Straße 174 |
| Straße 245 (Lage)               | 0130                                   | nach dem seinerzeitigen Bebauungsplan                                                                                            | 1941                | Es handelt sich um eine T-förmige Stichstraße, die zwischen Am Brandpfuhl und Am Kienpfuhl von der Mohriner Allee abzweigt. Sie ist nicht mehr in allen Karten von Berlin eingezeichnet. Diese Verkehrsfläche ist nicht mit dem seit Gedenken bestehenden Weg zwischen der Mariendorfer Straße (jetzt Mohriner Allee) und der Straße nach Mariendorf (jetzt Koppelweg) zu verwechseln. Dieser Weg verlief kurvenreich weiter westlich und kreuzte die jetzige Straße 245. Er ist inzwischen aufgegeben worden, weshalb es dahingestellt bleiben kann, ob es sich um einen Wirtschafts- oder öffentlichen Weg gehandelt hat. Die Straße 245 ist eine rechtlich atypische Straße. Sie besteht aus einem west-östlich verlaufenden Straßenzug und einem nord-südlich verlaufenden. Spätestens 1934 erwarb die Stadt Berlin an dem west-östlich verlaufenden Teil das Eigentum und den Besitz. Dieser ist Teil der zwischen den Straßen 217 (jetzt Am Kienpfuhl) und Straße 247 (jetzt Am Brandpfuhl) durchgehend geplanten Straße 245. Die im Bebauungsplan von 1888 weiter nördlich als Straße 214 (West-Ost) und östlich als Straße 216 (Nord-Süd) vorgesehenen Verbindungen entfielen. Diese Planung, die Gegenstand des Verwaltungshandelns war, ist in den Stadtplänen von 1941 bis 1974 eingetragen. Wegen der Bauplanung und eines weiteren Teilstücks der Straße wird auf die Ausführungen zur Straße „Am Brandpfuhl“ verwiesen. | Berlin-Britz Straße 245 |
| Straße 614 (Lage)               | 0230                                   | nach Bebauungsplan | um 1990             | Es ist eine Anliegerstraße (Verkehrsberuhigter Bereich) westlich der Rungiusstraße nördlich der älteren Bebauung. Zur Straße gehören ohne ungerade nummerierte Grundstücke die dreigeschossigen Wohnhäuser 2–106 (gerade) in fünf Querblöcken (dazu 26–30 hinter der Kita 24) zum Grünstreifen am Teltowkanal (Braunschweiger Ufer). Der westliche Wohnblock gehört zur Rungiusstraße (52-72). Anfangs hatte auf der Fläche zwischen der Bebauung der Franz-Körner-Straße die Straße 48, Straße 46 (über die Rungiusstraße hinweg) und quer Straße 47 (westlich) und Straße 49 (östlich der Rungiusstraße) die „Baugesellschaft Ideal“ projektiert, es stand die Kunst-Stein-Firma Gebr. Friesecke (Chausseestraße 64) darauf, westlich der Rungiusstraße lag die „Kolonie Steingrube“. Zu Beginn der 1950er Jahre war die (trassierte) Pintschallee verkürzt und in den 1960er Jahren wurde die vorherige Trassierung um die Straße 46 aufgehoben. Mit Beginn der 1980er Jahre wurde östlich an der Rungiusstraße gebaut (53–67a), ein Freizeitbad sowie der Rungiusteich geschaffen. Die südlich vom Braunschweiger Ufer (östlich der Rungiusstraße) liegende Fläche bis zu den Wohnhäusern am Britzer Damm 55 verblieb unbebaut (im Plan als Rungiusstraße 57/77 bezeichnet). Anfang der 1990er Jahre wurde mit einem 10-Meter-Grünstreifen im Abstand zur Rückseite der Grundstücke Franz-Körner-Straße die Straße 614 angelegt und gebaut und die Industriebrache mit Wohnhäusern und der Kita (Nr. 24, Integrationskita) umgeben von Grünflächen erbaut. Das Neubaugebiet in Berlin-Britz ist auf einem über 30.000 m² großen Grundstück Teil der als Integrationssiedlung „Britzer Wohnpark“ konzipierten Anlage mit behinderten- und altengerechten Wohnungen, teilweise Heimstätten der Lebenshilfe für Menschen mit Mehrfachbehinderung. Die Straße besitzt drei Querzweige als Zufahrt zu den Blöcken und von dem westlichsten einen Durchgang zum Britzer Damm. Es existieren auch Eigentumswohnungen. | Berlin-Britz Straße 614 |
| Suderoder Straße (Lage)         | 0370                                   | Bad Suderode, Ortsteil von Quedlinburg im Landkreis Harz                                                                         | 11. Sep. 1911       | Es ist der östliche Teil eines Ringes mit der Walkenrieder Straße, ab Höhe Sportplatz Union Südost im Bogen nach Ost und Nord über Germaniapromenade zu einem Wendeplatz. Weiter nördlich liegt die westliche Bebauung zur südlichen Ausfahrt der Anschlussstelle Britzer Damm aus dem Britzer Tunnel (AS 23 der A 100). Die ursprüngliche Hufeisennummerierung (von 1911) der Grundstücke blieb erhalten. Die 1907 schon projektierten Straßen des Wohnquartiers um die Germaniapromenade tragen Namen nach Orten am Harz. Im Adressbuch 1912 ist die Suderoder Straße mit zwei Wohnhäusern (14 Mietparteien) und Baustellen um die Germaniapromenade aufgeführt, zu beiden Seiten der Germaniapromenade angelegt und bebaut, war sie bis an den Begräbnisplatz der Emmaus-Gemeind vorgesehene an dessen Südrand die Grenze zu Rixdorf lag. Der Verlauf weiter nach Nod parallel zwischen Chausseestraße und Walkenrieder Straße über die Trasse der Straße 107 hinweg mit den Grundstücken 21–24 und 25–29 ist nach Plan 1936 noch projektiert und unbebaut. Die bis 1935 erfolgte Bebauung umfasst in Hufeisennummerierung nördlich der Germaniapromenade 15–19 (links), 34–30 (rechts, 30 unbebaut) und südlich 14–12 und 35–37. Der ausgebaute Straßenlauf nach Süden zum Treseburger Ufer ist nach beiden Seiten unbebaut (1–11 und 38–48). Am Nordende entstand in den Nachkriegsjahren die „Gartenkolonie Kürbisranke“, die bis in die 1990er Jahre bestand hatte. Zu Beginn der 1960er Jahre wird auf dem Grundstück 30 ein Wohnbau etwas in der Tiefe vom Straßenlauf errichtet vor dem die Straße endet. Nach 1960 erfolgt der Bau von fünfgeschossigen Häusern an der nicht ausgebauten Fortführung der Suderoder Straße und zwischen 1975 und 1980 am Nordrand (18, 19, 20) der Häuserblock zur Walkenrieder Straße hin geschlossen. Südlich der Germaniapromenade wurde in der Nachkriegszeit die „Kolonie Körnersgrund“ zu beiden Seiten (von Britzer Damm bis Walkenrieder Straße) angelegt die Ende der 1950er Jahre den Bauplänen weichen musste, nachdem die Versorgung mit Nahrungsmittel dem Wunsch nach modernem Wohnraum wich. Die Suderoder Straße ist auf dem Plan von 1958 bereits mit dem Bogen (Straße 281) zur Walkenrieder Straße und mit ersten Wohnblöcken eingezeichnet, das Treseburger Ufer zur Grünzone am Teltowkanal projektiert. Der Abschnitt der Suderoder Straße ab Straße 281 zum Treseburger Ufer / Teltowkanal wurde aufgehoben. Um 1960 erfolgte die Bebauung mit viergeschossigen Wohnbauten, die nach Plan 1962 vollendet ist. Die Nummerierung erfolgte innerhalb des Ringes an der Walkenrieder Straße beginnend mit 1–8a und an der Altbebauung der Germaniapromenade mit 9–11 zum Britzer Damm hin fünf Häuser im Block (38–40, fortlaufend) und um den Straßenbogen außerhalb in fünf Blöcken 41–48b. Der Bogen ist eine sechs Meter breite (zweispurige) gepflasterte Fahrbahn (Warnzeichen Schleudergefahr) mit je Seite drei Meter breiten Gehwegen und schließt an die Walkenrieder Straße mit gleicher Ausstattung, der der Sportplatz als Grundstück 12 zugeordnet ist. Vom Bogen nach Süden führt ein als Walkenrieder Straße beschilderter Fußweg mit Treppen zum Grünzug Treseburger Ufer am Teltowkanal. Der alte Straßenteil (auch der Walkenrieder Straße) ist am Wechsel des Straßenbelags zu einem Kopfsteinpflaster erkennbar. Der Wohnblock 46/46a/46b entstand auf der vorherigen Trasse der Straße. | Berlin-Britz Suderoder Straße |
| Talberger Straße (Lage)         | 0250                                   | Thalberg, Ortsteil der Stadt Altentreptow im Landkreis Mecklenburgische Seenplatte                                               | 4. Aug. 1930        | Vorher Straße 238 des Bebauungsplans liegt sie zwischen Fritz-Reuter-Allee und Paster-Behrens-Straße und gehört zum Bauabschnitt 6 der Hufeisensiedlung. Die Straße ist Teil der Hufeisensiedlung und gehört seit 2008 zum Weltkulturerbe – alle Häuser der Siedlung stehen unter strengem Denkmalschutz. Die Siedlung wurde zwischen 1925 und 1927 nach Plänen der Architekten Bruno Taut und Martin Wagner erbaut. Bauherr war die GEHAG. Die Talberger Straße ist eine enge Wohnstraße. Die Reihenhäuser stehen im Gegensatz zum nördlichen Teil der Siedlung quer zur Straße. Zur Gielower Straße gibt es vier Durchgänge für Fußgänger, die jeweils an den Gärten der Reihenhäuser vorbeiführen. Das Pachtgut Talberg liegt südlich von Altentreptow, wo der Freund von Fritz Reuter, Fritz Peters, wohnte. Reuter hielt sich dort oft auf, denn in Altentreptow arbeitete er als Redakteur. Der Ort ist in Fritz Reuters Werken oft genannt. | Berlin-Britz Talberger Straße |
| Teichrosenpfad (Lage)           | 0300                                   | Teichrosen, Pflanzengattung der Seerosen                                                                                         | 11. Mai 1938        | Er liegt zwischen Seerosensteig und Koppelweg. Der „Bauverein Solide“ hatte in den 1920er Jahren im Westen von Britz zwischen Verlängerter Triftstraße (→ Koppelweg) und der Mariendorfer Allee nahe der Grenze zum Bezirk Tempelhof (Mariendorf) (vormalige) Ackerflächen parzelliert und Straßen trassiert. Vorher war die Bezeichnung Straße 223 des Bebauungsplans, er befindet sich in der Kolonie Solide. Erstmals wird der Teichrosenpfad im Adressbuch 1939 aufgeführt mit zehn bewohnten Grundstücken (ohne Nummerierung der Grundstücke) an der Ostseite und zwölf bewohnten Grundstücken und zwei Sommerhäusern im Westen zwischen Triftstraße und Seerosensteig genannt. Zudem ist er unter dem Stichwort „Rosenhöhe (Siedlung)“ verwiesen und der nach Osten abgehende Wochenendweg ist aufgeführt. | Berlin-Britz Teichrosenpfad |
| Tempelhofer Weg (Lage)          | 1250 (im Ortsteil)                     | Tempelhof, Nachbarortsteil | vor 1800            | Die historische Landstraße nach Tempelhof ist im Adressbuch von 1896 bereits ausgewiesen. Der Tempelhoferweg ist für Britz an der Chausseestraße mit Gärtnereien angewiesen. Der Weg führte vom Ortskern Britz um die Kette der Britzer Pfuhle herum westwärts nach Tempelhof, der Übergang von der Richtungsbezeichnung zum Straßennamen dürfte fließend gewesen sein. Auf Tempelhofer Flur durch das Industrieviertel Tempelhof ging er in die Germaniastraße über. Im Adressbuch 1905 zwischen Chausseestraße und Gemarkung Tempelhof sind vier Wohnhäuser (zwei zu Gärtnereien) aufgeführt und der Friedhof der St.Simeons und St. Lukas Gemeinden an der Karl-Elsasser-Straße. Von der Ostseite geht die Gradestraße an der Westseite der Sorgenweg ab, der Teltowkanal ist überbrückt. 1910 kam der Neubau eines Gärtners, die Uferstraße und der (Britzer) Westhafen hinzu. Am 1. Juli 1982 wurde ein Abschnitt der Germaniastraße im Bezirk Neukölln (Britz) in den Tempelhofer Weg einbezogen. Aktuell liegt er zwischen der Ortsteilgrenze in Höhe des Westrands des St. Simeon- und St. Lukas-Kirchhofs (weiter über die Gradestraße) und dem Britzer Damm gelegen. Der Norden der Straße und vom Teltowkanal (Wilhelm-Borgmann-Brücke) an die südliche Straßenseite gehören zum Ortsteil Tempelhof. Nördlich vom Teltowkanal eine zweibahnige Straße (Fahr-/Überholbreite) mit Parkspur, Rad- und Gehwegen, Straßenbäume ist 27 Meter breit zwischen den Grundstücksrändern, südlich breiter mit zweimal zwei Fahrspuren und begrüntem Mittelstreifen. Der Tempelhofer Weg trennt in weiten Bereichen Industrie- und Gewerbegelände, teilweise mehrgeschossige Bauten an der Süd-/Westseite und Wohngebieten gegenüber. Die Wohnhäuser sind von der regionalen Hauptstraße, 460 Meter sind als übergeordnete Straßenverbindung gelistet, durch Baumstreifen und Parkflächen vom Straßenrand zurückgesetzt. Zwischen Braunlager und Karl-Elsasser-Straße liegt die KGA Marienhöhe mit über 3450 m², weiter zur Bezirksgrenze liegt die Grünfläche des Friedhofs von dem jedoch einige pietätfreie Flächen anders genutzt werden. | Berlin-Britz Tempelhofer Weg · Berlin-Britz Tempelhofer Weg |
| Teterower Straße (Lage)         | 0190                                   | Teterow, Stadt im Landkreis Rostock                                                                                              | 30. Juni 1926       | Eingerichtet als Straße 204 liegt sie im Norden der Großwohnsiedlung Britz zwischen Buschkrugallee und Fritz-Reuter-Allee. Die Straße gehört zur Krugpfuhlsiedlung der Großsiedlung Britz für die die Stadt Berlin 1924 das Gut Britz kaufte. Um den Denkmalscharakter zu erhalten und Fehlentwicklungen vorzubeugen, hat das Bezirksamt Neukölln am 5. Dezember 2006 die Krugpfuhlsiedlung durch eine „Erhaltungsverordnung“ unter Schutz gestellt. Fritz Reuter hatte einen Bezug zu Teterow, wo eine Fritz-Reuter-Straße besteht, und nennt den Ort in seinen Werken. Im Jahre 1864 erhielt Teterow Bahnanschluss über Malchin nach Neubrandenburg. Im Adressbuch 1928 ist die Teterower Straße erstmals unter diesem Namen aufgeführt, im Jahr davor noch als Straße 204. | Berlin-Britz Teterower Straße |
| Tilburger Straße (Lage)         | 0070                                   | Tilburg, Stadt in der niederländischen Provinz Nordbrabant                                                                       | 4. Aug. 1930        | Sie ist eine vierspurige Stichstraße von der Leidener Straße nach Süden mit einem Wendehammer. Die Straße ist mit den Wohnhäusern 1–9 (ungerade, Ostseite) und 2–12 (gerade) bebaut. Als Straße 11 des Bebauungsplans zur Späthstraße durchgehend projektiert wurde sie in der Länge zum aktuellen Wendeplatz angelegt. Im Adressbuch 1933 sind von der Leidener Straße drei Wohnhäuser der Gemeinnützigen Bauges. Berlin-Ost an jeder Seite angegeben, zur Späthstraße als Baustellen sind die Grundstücke 7–19 (ungerade) und 8–20 (gerade) aufgeführt. Bach Trassierungsplan ist die Fahrbahnbreite mit 7,5 Meter und ein Gehweg an der Westseite mit 5 Metern notiert. Dieser Ausbauzustand bestand noch 1958. In den Nachkriegsjahren entstanden auf der ungenutzten Ostseite die „Gartenkolonie Buschkrug“ und um das Grundstück Späthstraße 165 (das trassierte Südende der Planstraße) die „Kolonie Bierbaum“. Mitte der 1960er Jahre erfolgte nach Aufhebung der Gartenkolonien der Bau der Wohnhäuser 7 und 8–12 in Straßenrandbebauung (mit Verbreiterung zwischen 7 und 8 als Wendefläche), das Haus 9 quer in die Straßentrasse. Die Freifläche zur Späthstraße vor den Wohnhäusern 9, 10, 12 wird als Parkfläche genutzt, durch eine Strauchzone von den Parkplätzen entlang der Späthstraße getrennt, endet der reguläre Straßenlauf am Wendeplatz, wobei die nutzbare Länge einschließlich der Freifläche (Späthstraße 165, vormals trassierter Ausgang der Tilburger Straße) in der Grundstückstiefe 130 Meter beträgt. An das viergeschossige Haus Tilburger Straße 9 schließen östlich (querstehende) Wohngebäude der Haarlemer Straße an, die Freifläche an der Späthstraße 162 wurde in den 1990er Jahren von einer Lebensmittel-Discounterkette bebaut. | Berlin-Britz Tilburger Straße |
| Tischlerzeile (Lage)            | 0400 (im Ortsteil)                     | Tischler, Beruf | 30. Jan. 1933       | Sie liegt zwischen Johannisthaler Chaussee (Severingstraße) und dem Hochspannungsweg. An der ruhigen, schmalen Straße in der Siedlung Neuland II stehen überwiegend Doppelhaushälften mit großen Gärten. Die Wetzlar-Grundschule auf der Fläche Bahnstrecke / Hochspannungsweg / Stellmacherweg und ist mit Tischlerzeile 34 adressiert. Das Gelände in Britz Süd (südlich der Hufeisensiedlung) zwischen Buckower, Johannisthaler Chaussee und Grüner Weg mit einem Streifen in der Gemarkung Buckow war 1930 unbebautes Ackerland lediglich von der Bahntrasse (zwischen Bahnhof Britz und Buckow) sowie der Hochspannungsleitung durchzogen. Nach Plan von 1939 ist in der bestehenden Form ausgebaut. Die Siedlung wurde in den 1930er Jahren unter der Leitung des Reichsheimstättenwerks gegründet, die Stadt Berlin stellte das Gelände bereit, das vorher Ackerland am Südrand von Britz zu Buckow war. Die Straße 254 des Bebauungsplan der Siedlung wurde mit der Bebauung angelegt und benannt. Das Adressbuch 1934 nennt die Tischlerzeile zwischen Bauführerweg (damals Dreikellenweg) über den Malersteig und der Gemarkung Buckow, die bebauten und bewohnten Grundstücke 1–7, 13, 15 (ungerade, linke Seite) und 4–16 (gerade) sind im Eigentum der Stadt Berlin. Bis um 1955 lag die Tischlerzeile zwischen Bauführerweg und der Grenze zu Buckow (Grüner Weg). Ende der 1950er Jahre wurde eine Verlängerung der Trasse projektiert. Mit Erweiterung der 29. Grundschule und dem Abbau der Hochspannungsleitung wurde die Straße 284 über den bestehenden Sportplatz hinweg projektiert. Die vom Sportplatz zwischen Hochspannungstrasse, Bahnstrecke und der neuen Straße verbliebene Fläche von 1600 m² wurde als Platz 285 vorgesehen. Am 29. Dezember 1960 wurde die Privatstraße 284 und der Platz 285 in die Tischlerzeile einbezogen. Aktuell gehören die Grundstücke 5–21a und 8–18 sowie 23, 30 und 34 zur Tischlerzeile. Zu Buckow gehören keine Grundstücke der Tischlerzeile, der 30 Meter breite Abschnitt ist die Einfahrt in die Severingstraße. Das (Britzer) Grundstück 5 grenzt mit der Straßenseite an Buckower Flur. Die Straße führt zweispurig als Betonstraße zum Bauführerweg und als Sackgasse und Vorsicht Kinder (Zeichen 136) ausgewiesen und noch 230 Meter Zufahrt zum Schulgelände hinter dem Grün des Hochspannungswegs. So hat die Straße unbeschränkte Zufahrt, während die abzweigenden Straßen als Verkehrsberuhigter Bereich nur von den Autos der Siedlungsbewohner befahren werden dürfen. Die Straße ist ein Abschnitt des Teltower Dörferwegs vom Kölner Damm in den Hochspannungsweg. Das Gebäude der Wetzlar-Schule wurde seit den 1980er Jahren durch An- und Neubau erweitert und verfügt über ein weitläufiges Außengelände. Die Grundstücke 23 (westlich) und 30 sind Waldflächen zwischen der bebauten Grundstücken des Bauführerwegs, Hochspannungsweg und Bahnlinie | Berlin-Britz Tischlerzeile |
| Töpferweg (Lage)                | 0160 (im Ortsteil)                     | Töpfer, Beruf | 30. Jan. 1933       | Der Töpferweg liegt er in der Siedlung Neuland I zwischen Bauhüttenweg und Johannisthaler Chaussee, im Ortsteil liegen die bebauten Grundstücke an der Ostseite zur Bahnstrecke der NME an der Gegenseite vom Rohrlegerweg nordwärts. An der Bahnseite stehen die Doppelhäuser 3–13, 15 ist ein Einzelhaus, das Eckgrundstück gehört zur Johannisthaler Chaussee. An der gegenüberliegenden Straßenseite gehören 2–6 (gerade) zur Straße, Nummer 2 ist ein Doppelhaus mit Ecke Bauhüttenweg 7, das Eckgrundstück Rohrlegerstraße gehört zu Britz, aber nicht zum Töpferweg. Der Straßenbeginn in Buckow ist als 30er-Zone ausgewiesen, die Durchfahrt auf den Britzer Teil ist durch Sperrpfosten verhindert, in der Siedlung besteht Fahrverbot außer für Anlieger. Das Gelände in Britz Süd (südlich der Hufeisensiedlung) zwischen Buckower, Johannisthaler Chaussee und Grüner Weg mit einem Streifen in der Gemarkung Buckow war 1930 unbebautes Ackerland lediglich von der Bahntrasse (zwischen Bahnhof Britz und Buckow) sowie der Hochspannungsleitung durchzogen. Nach Plan von 1939 ist in der bestehenden Form ausgebaut. Die Siedlung wurde in den 1930er Jahren unter der Leitung des Reichsheimstättenwerks begründet, die Stadt Berlin stellte das Gelände bereit, das vorher Ackerland am Südrand von Britz zu Buckow war. Als Straße 253 wurde er nach dem Bebauungsplan der Siedlung trassiert, angelegt, bebaut und benannt. Im Adressbuch 1934 ist der Töpferweg vom Bauhüttenweg zur Gemarkung Buckow aufgenommen, die bebauten und bewohnten Grundstücke 3–15 (ungerade, Ost) und 2–10c (gerade, West, 8 exist. nicht) stehen im Eigentum der Stadt Berlin. | Berlin-Britz Töpferweg |
| Treseburger Ufer (Lage)         | 0250                                   | Treseburg, Kurort und Ortsteil von Thale im Landkreis Harz                                                                       | 18. Sep. 1911       | Es liegt als gepflasterte Wohnstraße am Teltowkanal zwischen Tempelhofer Weg (Wilhelm-Borgmann-Brücke) und Friedrichsbrunner Straße und führt als Fuß-/ Uferweg zum Britzer Damm (Britzer Brücke) weiter. An der Straße stehen die Wohnhäuser 44–56 (gerade), dabei ist 44–44c in das nach Süden offene Hauskarree zwischen Lauterberger und Friedrichsbrunner Straße hineingebaut. Vorher Straße B des Bebauungsplans wurde 1908 die Uferstraße am neu erbauten Teltowkanal angelegt. Auf der Karte von 1925 liegt das Treseburger Ufer auf der Nordseite gegenüber dem Braunschweiger Ufer zwischen Tempelhofer Weg und Rudower Straße (Buschkrugbrücke). Die 1907 schon projektierten Straßen dieses Wohnquartiers um die Germaniapromenade tragen Namen nach Orten am Harz. Die Bebauung auch der Seitenstraßen ist erst in den 1930er Jahren erfolgt. Die Grundstücke 2–12, 14–24 (mit der Planänderung der Suderoder Straße) sowie südlich vom Sportplatz und der KGA Treseburg 26–40 und die beiden Grundstücke 42 und 46 (für eine Blockbebauung mit den Nebenstraßen) blieben unbebaut. An der Straße steht ein Platanenbestand, an der Kanalseite seit Mitte der 1950er Jahre ein grüner Parkweg, der die Trasse zum Britzer Damm fortsetzt. | Berlin-Britz Treseburger Ufer |
| Waldkraiburger Straße (Lage)    | 0170                                   | Waldkraiburg, Stadt im Landkreis Mühldorf am Inn in Bayern                                                                       | 23. Aug. 1973       | Vorher als Straße 116 des Bebauungsplans liegt sie als Stichstraße vom Tempelhofer Weg zwischen 100 und 102 abgehend. Die Straße liegt am Gewerbegebiet der Gradestraße, an beiden Seiten stehen Wirtschaftsgebäude. An der Nordseite stehen diese auf Grundstück 4 und 6, südlich auf 3 und 5. Auf einer Fläche südlich der Straße und nördlich zum Friedhof Koppelweg (westlich vom Brandpfuhl) stand die RIAS-Sendeanlage auf dem Gelände einer ehemaligen Baumschule am Großen Eckernpfuhl. | Berlin-Britz Waldkraiburger Straße · Die Sendeanlage des Deutschlandfunks |
| Walkenrieder Straße (Lage)      | 0300                                   | Walkenried, Gemeinde im Landkreis Osterode am Harz                                                                               | 11. Sep. 1911       | Sie liegt zwischen Treseburger Ufer und über die Germaniapromenade als Sackgasse nach Norden. Die Straße besitzt drei unterschiedliche Abschnitte von der Bebauung und dem Straßenbelag unterschieden. Die 1907 schon projektierten Straßen dieses Wohnquartiers um die Germaniapromenade tragen Namen nach Orten am Harz. Die Trassierung als Straße 147 der projektierten Straße ist nach der Karte von 1907 on der Uferstraße am Teltowkanal über die benannte Germaniapromenade zu einer angelegten unbenannten Straße auf Britzer Gemarkung an deren Nordseite die Grenze zu Rixdorf am Emmauskirchhof liegt, gekreuzt werden zwei projektierte unbenannte Straßen. Die Straße 147 ist im Adressbuch 1910 mit dem Wohnhaus des Gärtners Böttcher und Baustellen an der Germaniapromenade aufgeführt, 1912 das gleiche Haus (acht Mietparteien) unter dem Straßennamen. 1914 steht das Böttchersche Haus, weitere Grundstücke sind Baustelle und die Straßenlage ist Treseburger Ufer bis Gemarkung Neukölln. Diese Angaben bleiben bis 1925 unverändert, dann kommt das Fischersche Haus (zu Germaniapromenade 8) hinzu. 1927 folgt das Buschsche Haus. Nach Adressbuch 1930 stehen alle Wohnhäuser nördlich der Germaniapromenade und es sind (rechts) die Wohnhäuser 15 und 16, und das Kaplansche Haus neu. Für 1938 (bis 1943 ohne weitere Änderung) sind von der Germaniapromenade (nordwärts Westseite) die Häuser 16/17 (fortlaufend, Mehrparteienhäuser), 18 (Böttchersches Haus) und auf 19 (vorher Kaplansches Haus, Zweigniederlassung der Chem.-Pharm.AG Bad Homburg) sowie der Neubau 20 (ein Sommerhaus) und weiter zur Gemarkung Neukölln ist „Baustelle“ aufgenommen, an der Ostseite liegen Tennisplätze und die bebauten Grundstücke 32/33 (Chemieprodukte KG, Abt. Lacke u. Lackfarben, vorher Chemie-Farben G.m.b.H.) und das Wohnhaus 34, 35 (vorm. Fischersches Haus, geh. zur Germaniapromenade 24). Südlich der Germaniapromenade steht das Mehrparteienhaus 36/37 und auf 38 eine Tankstelle. Nach der Plankarte ist die 17 Meter breite Straße nördlich der Germaniastraße mit 15–20 (fortlaufend, West) und 34–30 (fortlaufend, Ost) angelegt, projektiert über die Straße 107 hinweg zur Grenze Neukölln am Friedhof der St.Emmaus-Gemeinde mit 21–25 und 26-30 (fortlaufend, unbebaut). Südlich der Germaniapromenade sind die Grundstücke 15–13 und 36–38 parzelliert, nach Süden folgt an der Westseite der Sportplatz (Nr. 12), die Grundstücke 12–1 und 38–49 sind nicht parzelliert. In der Nachkriegszeit steht auf der angelegten Straße zwischen 20 und 31 ein Bau im Straßenlauf, die Projektierung ist offensichtlich aufgegeben. Das Grundstück 20, der nur projektierte Straßenlauf und auf Grundstücken an der Ortsteilgrenze ist die „Kolonie Kübisranke“ angelegt, auf dem brachen Karree zwischen der Bebauungsgrenze (Germaniapromenade), der Walkenrieder Straße, dem Treseburger Ufer und an den Britzer Damm besteht die „Kolonie Körnersgrund“, westlich der Walkenrieder Straße um den Sportplatz (Nr. 12) die „Kolonie Treseburg“ (Nr. 1) zur Friedrichsbrunner Straße. Südlich der Bebauungskante die Walkenrieder Straße querend bestand das nicht umgesetzte Projekt einer Straße 109a (parallel zur Germaniastraße). Die Gartenkolonie „Körnersgrund“ wurde um 1960 aufgehoben und bebaut, dazu wurde die Suderoder Straße zum Treseburger Ufer aufgehoben und dafür eine Bogenstraße zur Walkenrieder Straße angelegt und bis an die vorherige Bebauungsgrenze mit glattem Pflaster (Vorsicht Schleudergefahr) neu gebaut, der Wechsel ist an der Straßendecke zu erkennen die Neubaublöcke östlich der Straße sind der Suderoder Straße zugeordnet. Südlich zum Teltowkanal verblieb die Walkenrieder Straße benannt und ist ein Fußweg mit Treppeneinlagen. Nördlich der Germaniapromenade und der bisherigen Bebauung wurden Ende der 1970er Jahre die Ostseite bis zur Suderoder Straße als geschlossener Block mit sechsgeschossigen Wohnhäusern (31–27, Bebauungsplan XIV-178) bebaut. An der Westseite bestehen Wirtschaftsgebäude auf 19 (Feinmechanische Werkstätten Berlin) und seit Anfang der 1980er Jahre auf 21 und das viergeschossige Wohnhaus (20). Die „Kolonie Kürbisranke“ bestand in Teilen weiter bis in die 1990er Jahre als im Norden der Walkenrieder Straße mit dem Bau des Autobahntunnels Britz das Gelände verändert wurde und über dem Autobahndeckel ein Grün- und Parkfläche entstand. | Berlin-Britz Walkenrieder Straße |
| Walnußweg (Lage)                | 0580                                   | Walnuss, sommergrüner Laubbaum                                                                                                   | 11. Mai 1938        | Er liegt zwischen Mohriner Allee und Koppelweg. Die öffentliche Straße ist im Straßenreinigungsverzeichnis C eingetragen. Sie ist für Fahrzeuge aller Art mit Ausnahme der Anrainer gesperrt. Der „Bauverein Solide“ hatte in den 1920er Jahren im Westen von Britz zwischen Verlängerter Triftstraße (→ Koppelweg) und der Mariendorfer Allee nahe der Grenze zum Bezirk Tempelhof (Mariendorf) (vormalige) Ackerflächen parzelliert und Straßen trassiert. Die Straße wurde an bereits Anfang der 1930er Jahre bebauten Grundstücken in der Kolonie Solide benannt und aus Straße 226 (nördlich von Straße 214) und Straße 227 (südlich) des Bebauungsplans zusammengefasst. Die Parzellen der Straße 228 westlich von 227 bliebe ungenutzt. Der Walnußweg wird im Adressbuch erstmals 1939 aufgeführt zwischen Mariendorfer Allee und Triftstraße. An der Westseite des Weges sind 25 Siedlungshäuser und ein Sommerhaus (ohne Nummerierung der Grundstücke) und auf der gegenüberliegenden rechten Seite zwölf bewohnte Grundstücke (davon 207 und 209 nummeriert) aufgeführt, zudem sind auf der Ostseite Kavelpfuhlweg und Seerosensteig abgehend notiert. | Berlin-Britz Walnußweg |
| Wederstraße (Lage)              | 0390                                   | Carl Weder (1840–1914), Mitbegründer der Kolonie Neubritz                                                                        | 2. Nov. 1955        | Die Wederstraße nahe der Ortsteilgrenze zu Neukölln liegt seit dem Autobahnbau zwischen Rungiusstraße und Britzer Damm. An der Straßennordseite wurde über dem Autobahntunnel Britz der Carl-Weder-Park angelegt, die Autobahn verlässt mit der Anschlussstelle Buschkrugallee nach Osten den Tunnel, weshalb der fortführende Straßenabschnitt zwischen Rungiusstraße und Buschkrugallee als öffentliches Straßenland am 17. Juni 1998 eingezogen wurde. Mit dem Autobahnbau wurde das Sanierungsgebiet Wederstraße eingerichtet. Das Gebiet zwischen Delbrück- und Jahnstraße war bis 1866 Ödland von geringem Wert. Der Berliner Buchbindermeister Carl Weder war 1866 eines der Gründungsmitglieder des „Bauvereins der Beamten und Handwerkermeister“ und setzte sich persönlich und mit seinem Vermögen für die Schaffung von billigem Wohnraum in dieser Gegend ein, er verdiente sich den Spitznamen „Vater Weder“. Es bestand ein Bebauungsplan „Rixdorf-Britz“ von 1875 mit Revisionen von 1887 in dem die parallelen Straßen zwischen den beiden Chausseen (Britzer Damm und Buschkrugallee) aufgenommen sind. Die Namensgebung der parallel liegenden Straßen geht ebenfalls auf ihn zurück. Der zuständige Teltower Landrat Prinz Handjery bestimmte die Benennung einer zentralen Straße nach Carl Weder, um dessen Verdienste zu würdigen. Weder war Mitglied in fast allen örtlichen Vereinen und engagierte sich für die Belange der ärmeren Einwohner von Neu-Britz. In Verehrung der Kämpfer der Revolution von 1848 war er heimlich Mitglied des Fortschrittsvereins. 1890 wurde solch ein Treffen verraten und von der Gendarmerie aufgelöst. So wurde vor 1899 die Werderstraße eingerichtet. Sein Neu-Britzer Grundbesitz wurde billig aufgekauft und es wurde ein Wohn- und Geschäftsstandort. Im Gegensatz zu Weders Konzept entstanden mehrgeschossige Miethäuser. Die Werderstraße wurde zu seiner Ehrung 1955 in den um 1873 bereits vergebenen Namen umbenannt, die offizielle Rückbenennung erfolgte am 23. Januar 1956. | Berlin-Britz Wederstraße |
| Wesenberger Ring (Lage)         | 0570                                   | Wesenberg, Kleinstadt im Landkreis Mecklenburgische Seenplatte                                                                   | 24. Mai 1958        | Der Ring führt als Einbahnstraße von der Gutschmidtstraße nach Norden und trifft 150 Meter westlich wieder auf diese. Die Ackerflächen des Gutes Britz südlich der Hufeisensiedlung nach Buckow wurden Ende der 1950er Jahre für Wohnbauten erschlossen, dabei wurde in „Britz-Süd“ ein neues Straßensystem eingerichtet. Für diese Flächen wurde Bebauungspläne erstellt und die Teilpläne für Britz-Süd wurden Ende der 1950er Jahre bis 1963 festgesetzt und die Projekte umgesetzt, diese Ringstraße wurde als Straße 280 geplant. Von der Gutschmidtstraße wurden die Wohnhäuser mit zwei Ringstraßen erschlossen. Um 1958 wurde die Fritz-Reuter-Allee verlängert und westlicher der Martin-Wagner-Ring angelegt. An der Westseite des Rings sind viergeschossigen Wohnhäuser in Nord-Süd-Richtung angelegt, dabei ist die Nummerierung 1–11 (ungerade, 1/1a und 3/3a als Zeile), gefolgt von der Kita auf 13, im Norden steht die Hauszeile 15–15e und am Ostringabschnitt sind Hauszeilen ost-west-orientiert nummeriert 17–27d, im Ringinneren liegen die gerade nummerierten Häuserzeilen teils quer (2–8a) und teils längs zur Straße (10–24), die quer zur Straße stehenden sind mit Zusatzbuchstaben versehene Häuserzeilen. Trassiert im Bebauungsplan XIV-253 war sie als Straße 280. Nördlich der Wohnhäuser des Rings liegt ein Grünstreifen. Die Namensgebung schließt mit Wesenberg an Ortsnamen in der Hufeisensiedlung an die mit Fritz Reuters Leben zusammenstehen. Die Wohnhäuser am Ring gehören der Gehag. | Berlin-Britz Wesenberger Ring |
| Wildspitzweg (Lage)             | 0100 (im Ortsteil)                     | Wildspitze, höchster Berg der Ötztaler Alpen in Nordtirol                                                                        | 1. Dez. 1983        | Der Wildspitzweg liegt mit 100 Metern im Ortsteil und die westlichen 420 Meter im Nachbarbezirk Tempelhof-Schöneberg, Ortsteil Mariendorf. Zu Britz gehören die Siedlungsgrundstücke und-häuser 47–55 (ungerade, Nord) und 48–58, wobei die Eckgrundstücke am Hochkönigweg und Am Irissee zu diesen adressiert sind. Die Trasse war als Straße 266a geplant und trassiert, die Namensgebung nimmt die umliegenden Straßennamen nach (Schweizer) Alpengipfeln auf. Das Ostende wurde vom Britzer Garten fixiert. 1931 war die gesamte Umgebung, abgesehen vom Sportstadion der Allianz Versicherungs aG noch Ackerland. Due Bebauung von der Mariendorfer Straße 184 her führte zur Britzer Straße 266 von der nach Norden die Straße 257 (→ Hochkönigweg) und nordöstlich Straße 264 abgehen, die Ende der 1930er Jahre lediglich projektiert und trassiert sind, 1954 ist diese in Britz teilweise bebaut. 1961 ist eine Weiterführung als Straße 466 im Bogen zum Massiner Weg eingetragen, im Jahr 1981 ist dieses Projekt zurückgenommen, die Fläche wurde dann für die BUGA 1985 beansprucht. Weiterhin als Britzer Garten genutzt wurde darin eine Erhebung südöstlich vom Teichbach und Irissee als „Wildspitz“ 65 m benannt. | Berlin-Britz Wildspitzweg |
| Windröschenweg (Lage)           | 0220                                   | Windröschen, ein Hahnenfußgewächs                                                                                                | 11. Mai 1938        | Er liegt zwischen Mohriner Allee und Seerosensteig. Die öffentliche Straße ist im Straßenreinigungsverzeichnis A, Reinigungsklasse 4, eingetragen. Sie ist für Fahrzeuge aller Art mit Ausnahme der Anrainer gesperrt. Der „Bauverein Solide“ hatte in den 1920er Jahren im Westen von Britz zwischen Verlängerter Triftstraße (→ Koppelweg) und der Mariendorfer Allee nahe der Grenze zum Bezirk Tempelhof (Mariendorf) (vormalige) Ackerflächen parzelliert und Straßen trassiert. Benannt wurde die Straße 224 des Bebauungsplans die bereits vorher in der Kolonie Solide seit Anfang der 1930er Jahre bewohnte Grundstücke hatte. Erstmals wird der Windröschenweg im Adressbuch 1939 aufgeführt zwischen Mariendorfer Allee und Triftstraße. An der Westseite des Weges sind vier Siedlungshäuser (ohne Nummerierung der Grundstücke) und Parzellen sowie Baustellen und auf der gegenüberliegenden rechten Seite sechs bewohnte Grundstücke und Baustellen aufgeführt. Ein Verweis von der (erstmals notierten) Siedlung Rosenhöhe auf den Weg zwischen Mariendorfer Allee und Seerosensteig existiert zudem. | Berlin-Britz Windröschenweg |
| Wochenendweg (Lage)             | 0160                                   | hiesige Laubenkolonie | 11. Mai 1938        | Die Privatstraße liegt zwischen Teichrosenpfad und Haselsteig mit Doppelhäusern auf Grundstück 1–11 (ungerade, Nord) und 4–18 (Südseite, gerade). Der „Bauverein Solide“ hatte in den 1920er Jahren im Westen von Britz zwischen Verlängerter Triftstraße (→ Koppelweg) und der Mariendorfer Allee nahe der Grenze zum Bezirk Tempelhof (Mariendorf) (vormalige) Ackerflächen parzelliert und Straßen trassiert. Diese Grundstücksverteilung innerhalb der „Kolonie Solide“ an der Straße 221 bestand teilweise auch bebaut schon 1930 am Weg zwischen Straße 223 und Straße 220. Benannt wurde diese Straße 1938 innerhalb der Kolonie Solide. Erstmals wird der Wochenendweg im Adressbuch 1939 aufgeführt zwischen Haselsteig und Teich‚rohr‘pfad (ohne Nummerierung der Grundstücke) aufgeführt, an dessen Nordseite mit sechs Siedlungshäuser und gegenüber fünf bewohnten Grundstücken. Die Bebauung und die Lage des Wegs haben sich seither nicht geändert. | Berlin-Britz Wochenendweg |
| Woermannkehre (Lage)            | 0160                                   | Adolph Woermann (1847–1911), Hamburger Reeder                                                                                    | 1. Juni 1975        | Um 1970 als Straße 562 trassiert und eingerichtet ist es eine Stichstraße östlich der Ballinstraße im Gewerbegebiet südlich der Grenzallee. Es ist eine kurze Erschließungsstraße im Industriegebiet am Neuköllner Schifffahrtskanal. Der Grundbegriff –*kehre ist in norddeutschen Häfen eine häufige Straßenbezeichnung, die sich auf das Wiederkehren bezieht. Die Straße endet an einem Park- und Wendeplatz innerhalb der Betriebsflächen, zur Straße gehören das Grundstück 1 (BIOtronik) und 2 (Melitta). Zur Straße besteht der Bebauungsplan XIV-127. | Berlin-Britz Woermannkehre |
| Wussowstraße (Lage)             | 0100                                   | Friedrich Wussow (1872–1934) Berlin, Generaldirektor der Großen Berliner Straßenbahn AG                                          | 18. Sep. 1911       | Die Straße liegt als 30er-Zone zwischen Holzmindener Straße und Britzer Damm das einzige Grundstück der Straße ist das viergeschossige Eckwohnhaus 5 zur Holzmindener Straße, die weitere Süd- und die Nordseite sind unbebaut. Sie war als Straße 112 westlich der Chausseestraße geplant, angelegt und 1911 zur Holzmindener Straße (damals: Arnholdstraße) benannt. In den 1920er Jahren ist eine Straße 212 als Verlängerung zum Tempelhofer Weg am Nordrand des Straßenbahnhofs vorbei (zusammen mit Straße 206, Straße 207 und Straße 209) projektiert worden. Am 4. August 1930 wurde diese in die Wussowstraße einbezogen und über die Straße Am Straßenbahnhof bis an Straße 207 (Schaffnerweg) angelegt. Die Verbindung zum Tempelhofer Weg fehlte 1941 noch. Die Straßenbreite ist mit 14 Meter und zwei 5 Meter breiten Gehwegen eingezeichnet Im Adressbuch 1930 ist die Wussowstraße zwischen Chausseestraße und Arnholdstraße mit Wiesengelände und einem Neubau aufgenommen 1933 zwischen Chausseestraße (→ Britzer Damm) und Tempelhofer Weg, das Haus Nr. 5 der Baugesellschaft der B.V.G., die Gartenarbeitsschule Neukölln und das bestehende Grundstück des Straßenbahndepots (geh. zur Gradestraße) sind aufgenommen. Im Adressbuch 1943 sind auf der linken Seite die BVG-Häuser 5 und 27 (letzteres Ecke Am Straßenbahnhof) aufgenommen, 29 existiert nicht und die unbebauten Grundstücke 1 und 3 gehören zur Chausseestraße (Britzer Damm 80), zur rechten Seite gehört die Gartenarbeitsschule dem Straßenbahnhof gegenüber, die Straße ist bis Tempelhofer Weg aufgenommen. Dennoch ist die Straße am Westende (44–52, 41–51) nur als projektiert (nicht angelegt) im Plan eingezeichnet. In den Nachkriegsjahren war die Eigenversorgung mit Nahrungsmitteln nötig, gegenüber der Holzmindener Straße östlich der Gartenarbeitsschule ist die Kolonie Rosarium und westlich (an beiden Straßenseiten) die „BVG Kolonie“ statt der projektierten Straßen eingerichtet. Die Wussowstraße endet 100 Meter westlich von Am Straßenbahnhof ohne Verbindung zum Tempelhofer Weg. Die Wussowstraße wurde um 1965 am BVG-Betriebshof verkürzt, als „Autobus-Betriebshof Britz“ kam zur Depothalle eine Abstellfläche für Busse. Die Trasse zum Tempelhofer Weg ist bereits 1962 überbaut und 1965 ist die Fläche nördlich zum Teltowkanal (Braunschweiger Ufer) an der (neuangelegten) Holzmindener Straße und (verlängerten) Am Straßenbahnhof bebaut worden. Die Grundstücke an der Nordseite der verbliebenen Wussowstraße 2/4 und das unnummerierte Eckgrundstück der Holzmindener Straße blieben unbebaut, die Südseite besteht aus der Grundstückstiefe von Britzer Damm 80, auf Grundstück 5/7 steht als Eckhaus zu der BVG-Hauszeile an der Holzmindener Straße (31–45, ungerade) das Haus Nr. 5. | Berlin-Britz Wussowstraße |
| Zaandamer Straße (Lage)         | 0210                                   | Zaandam, Partnerstadt des Bezirks Neukölln, Ortsteil von Zaanstad (Niederlande)                                                  | 1. Sep. 1961        | Sie liegt zwischen Haarlemer Straße und Buschkrugallee. Zwischen der KGA „Einigkeit“ (ohne Grundstückezuordnung) und Gewerbegrundstücken an der Südseite (1–21) – meist stehen zudem Wohngebäude – befindet sich die gepflasterte 7,5 Meter breite Straße, an der Nordseite mit einem Reservestreifen von 10 Metern. Die Grundstücke an der Buschkrugallee (89 und 87) gehören zu jener. Die Straßentrasse (als Straße 109 geplant) wurde im Zusammenhang mit Neu-Britz an der Fernstraße auf einem Weg in die feuchten Wiesen bereits vor 1895 als Grünauer Straße angelegt. Im Adressbuch 1896 zwischen Rudower Straße und einer projektierten Straße gelegen sind (damals in Hufeisennummerierung) die Grundstücke 1–12 (fortlaufend, Südseite, an der Allee beginnend) außer 2 und 3 bebaut und benutzt. Die Situation der Jahrhundertwende besteht nach Plan von 1931 noch, der in der Trasse Haarlemer Straße ausgebaute Verkehrsweg endet an der Johannisthaler Straße zur Grünauer Straße besteht lediglich ein schmaler Fußweg. Mitte der 1930er Jahre wurde zur Allee hin gezählt auf Orientierungsnummerierung umgestellt: Südseite 1–25 (ungerade) und Nordseite 2–26 (gerade, unbebaut). 1943 sind 1/3–19 und 25 mit bewohnten Gebäuden, 21 ein Lagerplatz eines Kartoffelgrossisten, 23 eine Garage angegeben. In der Nachkriegszeit wurden an der Nordseite die Kolonie „Einigkeit“ geschaffen, nördlich von dieser „Kolonie Pappelheim“ beide Gartenanlagen reichen 80 Meter über die weiterhin lediglich projektierte Straßentrasse in Richtung Teltowkanal. Nach der Umbenennung in Zaandamer Straße änderte sich bisher nichts an Ausbauzustand und Lage des Verkehrswegs, das Eckgrundstück 23, 25 ist zur Buschkrugallee adressiert. Die angrenzende KGA Einigkeit nimmt die zweite (nicht ausgebaute nordwestliche) Halbfahrbahn ein, so ist auf dem Plan 4028 as 1990 hier neben der Zaandamer Straße eine Grünfläche als Grünauer Straße mit dem Grundstück 2 Ecke Haarlemer Straße eingezeichnet. Auf dem aktuellen Blatt des Landeskartenwerks ist dies am verbreiterten Grundstück Buschkrugallee 87 noch erkennbar. | Berlin-Britz Zaandamer Straße |
| Zantochweg (Lage)               | 0110                                   | Zantoch, Gemeinde in der vormaligen Neumark                                                                                      | 16. Okt. 1964       | Er liegt zwischen Deutsch-Kroner-Ring und in den Ilgenweg hinein, die Trasse endet am Wohnquartier „Neumarkplan“. An der Südseite stehen auf den Grundstücken 1–3b (fortlaufend) zwei Doppelhäuser, zwei Einfamilienhäuser und zwei sind Grünfläche. An der Nordseite liegen die Eckgrundstücke zu den Querstraßen adressiert sowie 4a, 5, 5a die 60 Meter vom Weg ab reichen, 4a ist ein Doppelhaus mit Ilgenweg 9d. Diese Grundstückaufteilung für Straße 173 war beim Anlegen der Siedlung schon so projektiert. Die Straße ist als Privatstraße angelegt, das gesamte Siedlungsgebiet ist von der Zufahrt an der Mohriner Allee als 30er-Zone, Verbot für Fahrzeuge aller Art (Anlieger frei) und dem Schild Sackgasse mit Zusatzschild „frei für Durchgang“. Die Siedlungsfläche zwischen Bahngelände (nah am Bahnhof Britz), Marienfelder Weg (gegenüber vom Roetepfuhl) und der anliegenden Ackerfläche (→ Neumarkplan) in der Länge von Straße 174 und Straße 175 begrenzt ist im Plan von 1930 die Siedlung trassiert, 1940 sind die Wege als „170er-“Nummerstraßen ausgewiesen. Im Adressbuch 1939 ist die Straße 173 zwischen Straße 172 (→ Deutsch-Kroner-Ring) und Straße 170 (→ Ilgenweg) mit den bewohnten Grundstücken 1–3a (fortlaufend, sechs Privathäuser Südseite) und 4–6a (fortlaufend, sechs Privathäuser Nordseite) erstmals ausgewiesen. Seither hat sich abgesehen von der Benennung nicht viel geändert. | Berlin-Britz Zantochweg |
| Zimmererweg (Lage)              | 1150                                   | Zimmerer, Bauberuf | 30. Jan. 1933       | Er liegt in der „Siedlung Neuland I“ entlang der Bahnlinie zwischen Buckower Damm und Bauhüttenweg und endet darüber hinaus als Sackgasse mit einem Fußweg bereits auf Buckower Gebiet. Das gesamte Siedlungsgelände ist als Verkehrsberuhigter Bereich organisiert und darf nur von Fahrzeugen der Anlieger befahren werden, am Zugang vom Buckower Damm steht das Verkehrsschild Verbot für Fahrzeuge aller Art mit dem „Zusatz außer Anlieger“. Die Siedlung wurde in den 1930er Jahren unter der Leitung des Reichsheimstättenwerks begründet, die Stadt Berlin stellte das Gelände bereit, das vorher Ackerland am Südrand von Britz zu Buckow war. Als Privatstraße 4 wurde er nach dem Bebauungsplan der Siedlung trassiert, angelegt, bebaut und benannt. Im Adressbuch 1934 ist der Zimmererweg von der Buckower Chaussee, über Maurer- und Bauhüttenweg zur Gemarkung Buckow aufgenommen, die bebauten und bewohnten Grundstücke 87–119 (ungerade, Ost) und 88–120 (gerade, West) stehen im Eigentum der Stadt Berlin Neuland E.G.m.b.H., die Grundstücke zwischen Buckower Damm und Maurerweg sind als Baustellen bezeichnet. Am Buckower Damm sind die 50 Meter Einfahrtstraße zwischen 93 und 95 mit Verkehrsverbot für Fahrzeuge aller Art, außer Anlieger und einem Zusatzschild „Neulandsiedlung“ ausgezeichnet, aktuell befinden sich am Zimmererweg an der Ostseite die Grundstücke 7c–123 (ungerade) und 12–124 (gerade) mit Doppelhäusern bis an die Ortsteilgrenze Buckow, über Mauerer-, Hochspannungs-, Bauhüttenweg mit einem Durchgang zum Rohrlegerweg in Buckow. | Berlin-Britz Zimmererweg |

## Geplante und einstige Straßen

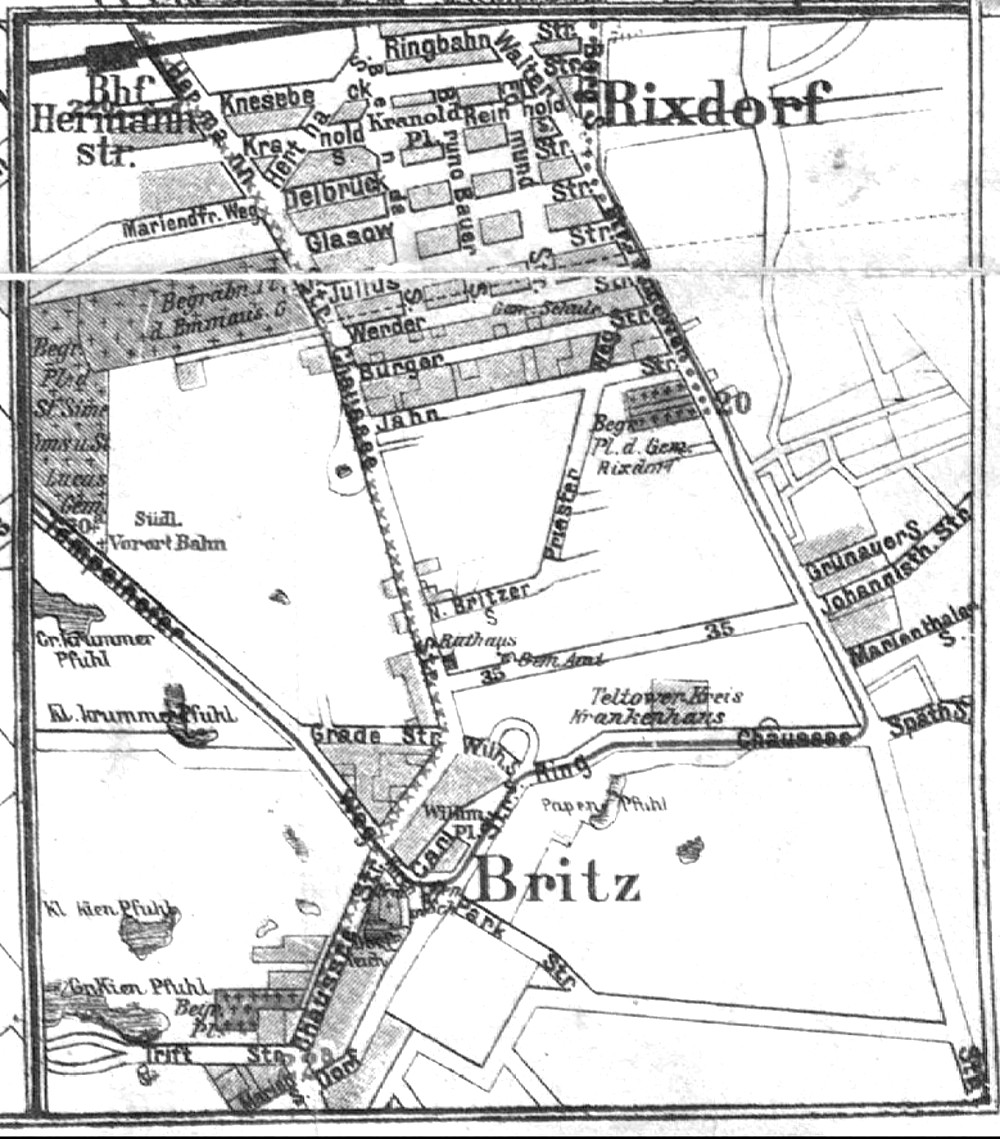
Straßensituation in Britz mit Stand 1900

Neben Neubenennungen durch Bebauung, wie bei der Hufeisensiedlung auf freier Fläche oder der Siedlung Neuland II, ist insbesondere die Umgebung des Dorfkerns von Britz durch Namensänderungen gekennzeichnet. Anzumerken ist an dieser Stelle das bei der Berliner Bezirksreform 1938 der Britzer Anteil östlich des Teltowkanals (Späthsfelde) zum Verwaltungsbezirk Treptow umgegliedert wurde. Die entsprechenden Straßen sind dadurch in der Liste zu Baumschulenweg verzeichnet. Die folgende Liste nicht mehr existierender Straßennamen enthält weiterführende Einträge insofern es eine über die Nennung im Bebauungsplan hinausgehende Bedeutung gibt, ansonsten sind Angaben unter der obigen Liste der Straßennamen enthalten.
Planungen für Britz-West, die westlich der Britzer Bahnstation gelegene Dreiecksfläche zwischen Triftstraße (→ Koppelweg) und der Mariendorfer Allee (Ring-Kreischaussee auf Aktien im Teltowkreis, → Mohriner Allee) waren ab Mitte der 1910er Jahre von der Gemeinde Britz geplant. Die Karte im Adressbuch zeigt ein Straßenraster für das Gebiet zwischen Neukölln-Mittenwalder Bahn und Mariendorf. Solche in den 1900er Jahren trassierten Besiedlungsgebiete finden sich gleichfalls in anderen Vororten. Kriegsjahre, 1920 die Übernahme der Planungshoheit durch Groß-Berlin, Inflation haben die Vollendung dieser Stadtrand-Projekte oft verzögert. Insbesondere entlang der Britz-Mariendorfer Kreischaussee bestanden mehrere Gartenbaubetriebe in diesem „Britz-West“. Die Vergabe von Grundstücken zur „Siedlung der Gemeinde Britz“ an der Mariendorfer Allee und der Marienfelder Straße wurde ab 1918 (nach dem Ersten Weltkrieg) begonnen. Im Adressbuch 1920 ist als Grundstückseigentümer noch „Gemeinde Britz“ genannt. Auf dem Gebiet des „Bauvereins Solide“ ist in den nachfolgenden Adressbüchern konsequenterweise „Stadt Berlin“ eingetragen. Beim Vergleich der Grundstückseigentümer nach Adressbuch ergibt sich, dass die Straßenzuordnungen der Grundstücke wechselten (vergl. dazu die Beschreibung zu Straße H). In den 1920er und 1930er Jahren bis in die 1940er Jahre wurde die „Kolonie Solide“ und die umgebenden Parzellen und Grundstücke mit zum Teil wechselnden Straßenbezeichnungen strukturiert. Eine amtliche Widmung von Siedlungsstraßen erfolgte 1938. Im Adressbuch ist die Kleinhaussiedlung bis 1925 summarisch unter Siedlungsstraße geführt, es folgt der Adressbucheintrag als „Siedlung Rosenhöhe“, ebenso wird die „Siedlung Solide“ (zunächst als Solidestraße eingetragen) und die Siedlung an der Straße 170 (im Eigentum der Wirtschaftsgenossenschaft Siedlung am Marienfelder Weg). Als Nebeneintrag findet sich der Vermerk Siedlung Solide-West für bebaute Grundstücke. Die bis nach 1945 freigebliebenen Flächen wurden von Laubenkolonien (KGA) genutzt, später für den Britzer Garten genutzt und im Weiteren mit Neubausiedlung bis in die 2010er Jahre nach und nach bebaut.
| Name                                    | von           | bis           | umbenannt                     | Anmerkungen |
| --------------------------------------- | ------------- | ------------- | ----------------------------- | --- |
| Arnholdstraße                           | vor 1912      | 17. Aug. 1938 | → Holzmindener Straße         | Die Straße wurde nach dem Unternehmer, Politiker und Kunstmäzen Eduard Arnhold benannt. Im Adressbuch 1912 ist die Arnholdstraße als Seitenstraße der Gradestraße aufgenommen und als unbebaut vermerkt. Auf dem Plan zum Adressbuch sind westlich vom Britzer Damm (damals: Chausseestraße) um die Gradestraße trassierte jedoch unbenannte Straßen eingezeichnet. 1926 ist die Straße benannt. Im Adressbuch 1929 ist die Arnholdstraße unbebaut von der Gradestraße abgehend aufgenommen. Am 4. August 1930 wurde die Straße 209 einbezogen. Im Adressbuch 1939 besitzt sie die Anmerkung „s.Holzmindener Straße“. Im Jahre 1933 ist die Arnholdstraße mit Neubauten gegenüber vom Straßenbahndepot zwischen Grade- und Wussowstraße aufgenommen. Da Arnhold nach der Ersten Verordnung zum Reichsbürgergesetz als „Volljude“ galt, wurde die Straße gemäß eines Runderlasses von Wilhelm Frick 1938 umbenannt. |
| Aronsweg                                | um 1913       | 18. März 1935 | aufgehoben                    | Leo Arons (1860–1919), Physiker und SPD-Mitglied. Bei der Umbenennung 1935 sind antisemitische Motive zu vermuten. Der Aronsweg ist im Adressbuch 1915 von Eberstadtallee zur Pintschallee auf den Grundstücken der Baugenossenschaft Ideal mit den Kleinhäusern 1–12 aufgenommen. 1936 findet sich der Eintrag Aronsweg s. Pintschallee 12i–12t. In den Plänen ist die Privatstraße 52 der IDEAL-Siedlung zwischen Straße 51 und Hannemannstraße seit 1913 aufgeführt und nach der Löschung 1935 noch bis 1958 als Straße 52 markiert. |
| Bauführerweg                            | 25. Juni 1935 | 27. Feb. 1936 | Frontkämpferweg               | Der Bauführerweg war zunächst (Adressbuch 1936 in der Stadtrandsiedlung) zwischen Chausseestraße und Feldmark angelegt worden mit den Kleinhäusern auf 7–93 (ungerade, linke Seite) und 12–94 (gerade, rechte Seite). Im Folgejahr ist im Adressbuch für Bauführerweg notiert: „1–18 geh. z. Schlagetersiedlung, 19–52 geh. z. Stadtransiedlung“. Gleichzeitig ist unter Frontkämpferweg der volle Eintrag des Adressbuchs 1936 unter diesem Stichwort eingetragen. Mit der Umbenennung als Hauptweg in der ‚Schlagetersiedlung für Frontkämpfer‘ wurde der namensgebende „Bauführer“ für den Dreikellenweg übernommen, so ist im Adressbuch 1937 der Vermerk Dreikellenweg s. Bauführerweg aufgenommen. |
| Böwedamm                                | 17. Apr. 1934 | 31. Juli 1947 | → Blaschkoallee               | Namensgebend war der Anhänger der NS-Bewegung Heinrich Boewe (1882–1931) aus Neukölln für den die Blaschkoallee umbenannt wurde, bei der Entnazifizierung der Straßennamen wurde der vorherige wieder hergestellt. Im Adressbuch 1935 findet sich unter Blaschkoallee der Vermerk „s. Böwedamm“, der im nächsten Stichwort beschrieben ist. Die linke Seite von Rudower Allee, Fritz-Reuter-, Onkel-Bräsig-Straße, Stubenrauchring, projektierte Straße ist mit Baustellen aufgenommen, an der rechten Seite von Rudower Straße, Baustellen, 32–46: Krankenhaus I, 48: –exist. nicht, Riesestraße, 50: Eigentümer Stadt Berlin (Zehnparteienhaus, Stadtangestellte), Baustellen, Pintschallee, Baustellen, Chausseestraße. |
| Buckower Chaussee                       | vor 1880      | 4. Jan. 1955  | → Buckower Damm               | Südlich der Dorfstraße führte die (Teltower Kreis-)Chaussee nach Süden insbesondere zum Nachbarort Buckow als unbebauter baumbestandener Verkehrsweg, die Bezeichnung war wohl nicht genau definiert im Adressbuch 1896 ist sie als Chaussee nach Rudow benannt. Wegen gleichnamiger Straßen in Lichtenrade und Marienfelde erfolgte mit dem Umbenennungsakt 1955 die einheitliche Benennung bis Stadtgrenze als Buckower Damm. |
| Chausseestraße                          | vor 1880      | 14. Feb. 1950 | Schmiedigenstraße             | Der Name beruht auf dem Ausbauzustand der Straße im Kreis Teltow vor 1900 mit den Eigenschaften einer besonders ausgebauten Kunststraße, deren Trasse um den Ortskern Britz geführt war. Im Adressbuch 1896 finden sich die Angaben Chaussee nach Rudow/Privatweg n.d.Domaine Britz (1–5), Dorfstraße (6–20), Kirchstraße (Baustellen, 24–38), Wilhelmstraße (39–48), Straße 35 (48–51), Projektierte Straße (Körner & Co. Britzer Kies- und Sandgruben Ges., 53–56), Neubritzerstraße (57–70), Jahnstraße (71–73), Bürgerstraße (74–75), Werderstraße (76, Baustellen), Hermannstraße (Gemarkung Rixdorf / nach Süden weiter 79–119), Gradestraße (120–129, Gärtnerei, Baustelle von Baumschulbes. Späth), Tempelhoferweg (Gärtnerei, 138–144), Gemeinde-Kirchhof, 146-150, Triftstraße (151–153, Chausseegeld-Hebestelle), Marienfelderstraße (154, Garten), Chaussee nach Rudow. Im Adreßbuch Berlins von 1899 war die Chausseestraße für Britz von der Wederstraße in Richtung Süden zum Teltowkanal ausgewiesen. Ihre Verlängerung in Richtung Buckow bis zur Dorfstraße wurde nach 1904 ebenso benannt und mündete in die Buckower Chaussee. 1950 wurde die Chausseestraße nach dem Kommunalpolitiker Gustav Schmiedigen (1866–1947) in Schmiedingenstraße umbenannt. 1951 erhielt der gesamte Straßenzug von der Wederstraße zur Kreuzung Alt-Britz/Mohriner Allee den Namen Britzer Damm aufgrund der Zugehörigkeit des zwischenzeitlichen Namensgebers zur NSDAP. |
| Dorfstraße                              | historisch    | 14. Feb. 1950 | → Alt-Britz                   | Britz ist ein Angerdorf dessen Dorfstraße zentral durch den Ort führte, im Süden mit dem Dorfteich und der Dorfkirche. Unter dem Gutsbesitzer Ewald Friedrich Graf von Hertzberg wurde Ende des 18. Jahrhunderts das Dorf vom Durchgangsverkehr der Landstraße nach Mittenwalde (– Alt-Britz) befreit und die (Dorf-)Straße alleeartig ausgebaut. Die Umgehung des Dorfkerns wurde zur Chausseestraße. Den Anger westwärts umgibt die Backbergstraße. Die Umbenennung 1950 erfolgte aufgrund der bei der Eingemeindung nach Groß-Berlin im Stadtgebiet vorhandenen Dorfstraßen, wobei für die Straßennamen der Ortsteilname mit dem Vorsatz „Alt~“ genutzt wurde. |
| Dreikellenweg                           | 30. Jan. 1933 | 6. März 1936  | → Bauführerweg                | Die Umbenennung der Fortführung des Bauhüttenwegs erfolgte, da die vorher Bauführerweg benannte Trasse den Namen Frontkämpferweg erhielt. Der Dreikellenweg ist im Adressbuch 1935 in der Stadtrandsiedlung aufgeführt zwischen einer Freifläche und der Mittenwalder Eisenbahn über die auf der linken Seite einbindende Tischlerzeile und Klempnergasse hinweg. Die Grundstücke 3–33 (ungerade, ohne die nicht existenten Nummern 1, 11–19 und 29) und auf der rechten Seite 4–28 (gerade) sind im Eigentum der Neuland E.G.m.b.H. meist von Bauarbeiterfamilien, teilweise von Arbeitern bewohnt. |
| Eberstadtallee                          | um 1912       | 18. März 1935 | aufgehoben                    | Rudolf Eberstadt (1856–1922), Architekt an der Baugenossenschaft Ideal. Bei der Umbenennung 1935 sind antisemitische Motive zu vermuten. Im Adressbuch ab 1913 zwischen Rungiusstraße, Aronsweg, Pintschallee und Rungiusstraße gelegen, bestand bis 1958 die Trasse der Privatstraße 51 und liegt hier nunmehr ein Innenhofweg, der noch als Eberstadtallee genannt wird. (Lage) Vorher ein Privatweg des Bebauungsplans. Auf einer Karte von 1911 war die Trasse ohne Bezeichnung eingetragen, im Adreßbuch von 1913 ist sie jedoch ausgewiesen. Das Adressbuch 1933 nennt die Eberstadtallee mit Grundstücken der Baugenossenschaft IDEAL zwischen Rungiusstraße (1–8) und Aronsweg (9–15) zur Pintschallee sind es Wohnhäuser mit einem Mieter, die gegenüberliegenden Grundstück 15–20 sind mit Mehrfamilienhäusern bebaut. Am 18. März 1935 wurde der Name der Straße gelöscht. Eine offizielle Umbenennung fand jedoch nicht statt. |
| Frontkämpferweg                         | 27. Feb. 1936 | 14. Feb. 1950 | → Schlosserweg                | Im Adressbuch 1938 ist er zur Stadtrandsiedlung zugeordnet er liegt zwischen Buckower Chaussee und Feldmark (12–94, rechte Seite, gerade) bzw. Stellmacherweg (7–93, linke Seite, ungerade) durchgängig mit Einparteienhäusern im Eigentum der Stadt Berlin. Auf Grundstück 94 steht eine Volksschule mit der Hausmeisterwohnung. Im Adressbuch 1935 ist die „Schlageter-Siedlung für Frontkämpfer“ zwischen Buckower Damm und Gemarkung Buckow verzeichnet, wobei als Eigentümer für die Einfamilienhäuser auf den Grundstücken 1–85 (linke Seite, ungerade) und 2–86 (rechte Seite, gerade) der Vermerk „unbenannt“ steht. In der NS-Zeit wurde um Schlageter ein Kult entwickelt. |
| Grenzstraße                             | 19. Jhd.      | 25. März 1901 | → Grenzallee                  | Die unbebaute Straße lag an der Gemarkungsgrenze von Rixdorf und Britz. Sie schloss über die Feuchtfläche am Wiesengraben ab Kreuzung Rixdorf-Canner-Kreis-Chaussee an den Dammweg an, der Querausbau durch die entstehende Industrieansiedlung führte zur aufwertenden Umbenennung als „~allee“. Im Adressbuch 1903 als Grenzallee erstmals ab Rudower Straße mit einem Wohnhaus aufgeführt. |
| Grünlingstraße                          | 9. Juni 1933  | 17. Nov. 1955 | → Grünlingweg                 | Zunächst war um 1930 nach Buckower Bebauungsplan die Straße 1 vom Grünen Weg nach Südost abgehend geplant und die Projekttrasse wurde 1933 für Buckow in Anlehnung an umgebende Straßen nach Vogelnamen benannt. Die Straße wurde in Buckow erst um 1960 angelegt und Ende der 1960er Jahre bebaut. Auf Britzer Flur wurde die Bebauung der Ackerflächen südlich der Hufeisensiedlung Mitte der 1950er Jahre geplant und umgesetzt. Nach Britzer Bebauungsplan war gegenüber eine Straße 271 geplant. Beide Teilstücke am Grünen Weg wurden dem beabsichtigten Siedlungsgebiet entsprechend 1955 als Grünlings~weg umbenannt. |
| Grünauer Straße                         | vor 1895      | 1. Sep. 1961  | → Zaandamer Straße            | Die Grünauer Straße wurde beim Ausbau von Neubritz (Straße 109) an der Ostseite der Fernstraße (→ Buschkrugallee) entlang einem Weg durch die Feuchtwiesen angelegt. Mit dem Bau des Teltowkanals wohl als Verbindung in der Bedeutung gestiegen, blieben die Straßen nördlich vom Buschkrug dennoch in der Reichweite an die Parzellierung bis zur Haarlemer Straße begrenzt. Im Adressbuch 1896 ist sie einseitig bebaut mit den Grundstücken 1–12 bereits aufgeführt von der Rudower Straße zur projektierten Straße. Die Umbenennung 1961 nimmt Bezug auf die umgebenden Straßennamen nach Städten der Niederlande, zumal es in Berlin sieben „Grünauer Straßen“ gab und diese Mehrdeutigkeit von Straßennamen in Berlin beseitigt werden sollte. |
| Johannisthaler Straße                   | vor 1895      | 14. Feb. 1950 | → Scheveninger Straße         | Durch den Bau des Teltowkanals 1906 wurde der Weg nach Johannisthal unterbrochen. Die Straße ist mit der Kolonie Neubritz an der Fernstraße angelegt worden. Nach Adressbuch von 1896 ist die Johannisthalerstraße östlich der Rudower Straße (→ Buschkrugallee) in Hufeisennummerierung mit den bebauten und genutzten Grundstücken 1–22 zu beiden Seiten aufgenommen. Die Karte im Adressbuch von 1907 zeigt die Johannisthaler Straße innerhalb der projektierten Trassen östlich der Rudower Straße bis an den Teltowkanal fortgeführt. |
| Karlstraße/ Carlstraße                  | vor 1895      | 14. Feb. 1950 | → Backbergstraße              | Die Nachbarstraße der Dorfstraße westlich am Britzer Anger ist (wohl) nach Prinz Carl von Preußen benannt. Im Adressbuch von 1896 ist ihr Verlauf mit Dorf-, Kirch-, Dorfstraße angegeben und die Grundstücke der Angerfläche gegenüber sind mit 1–22 (fortlaufend) aufgenommen, davon sind zwölf Baustelle aber alle mit dem Eigentümer und auf den anderen stehen Häuser oder Höfe, am Südende die Baustelle des Rittergutsbesitzers Wrede. Die Karlstraße endete an der Kirchstraße, der durchgehende Süd-Verlauf der Backbergstraße gehörte zur Kirchstraße und wurde als Wilhelmplatz bezeichnet. |
| Kirchstraße                             | vor 1895      | 29. März 1939 | → einbezogen Parchimer Allee  | Sie befindet sich zwischen Chausseestraße (→ Britzer Damm) und Dorfstraße (→ Alt-Britz), die namensgebende Dorfkirche liegt am Südrand. Es ist die Verbindung vom Ortskern zum Tempelhofer Weg. Zunächst wurde sie 1939 (nach der Neugliederung der Berliner Bezirke) als westlicher Abschnitt in die Parchimer Allee einbezogen, zu diesem Zeitpunkt gab es in Berliner über 15 Kirchstraßen. Seit 20. Juni 1955 wurde der westliche Abschnitt zur Fulhamer Allee um eine Straße nach der Partnerstadt des Bezirks zu benennen. Im Adressbuch von 1905 ist die Kirchstraße notiert. Zwischen Dorfstraße und Chausseestraße zur Carlstraße (→ Tempelhofer Weg) liegt das Grundstück 7 an der Nordseite mit dem Schulhaus. An der südlichen Straße befinden sich 1–6 (fortlaufend), auf 4 steht das Pfarrhaus und auf 5 die Kirche, 1–3 und 6 sind als Baustelle der Gemeinde Britz angegeben. Der Feldsteinbau der Dorfkirche entstand in der zweiten Hälfte des 13. Jahrhunderts und sie wurde 1888 erneuert, original ist die Glocke aus dem 13. Jahrhundert. Beispielsweise sind im Adressbuch 1925 die Grundstücke 1–3 (Pfarrgarten), 4 (Pfarrhaus), 5 (Kirche) weiter abbiegend zur Dorfstraße angegeben, gegenüber liegen zur Karlstraße der Turngarten (6) und das Schulhaus der Gemeinde Britz auf 7. Für die Parchimer Allee wurde der Abschnitt über die Dorfstraße zur Chausseestraße benannt, der verbliebene Zipfel nach Süden hieß zunächst weiterhin Kirchstraße, bis er 1950 mit der Umbenennung der Karlstraße in Backbergstraße in letztere einbezogen wurde. |
| Kirschallee                             | vor 1895      | 26. Juli 1927 | → Parchimer Allee             | Beim Bau der Hufeisensiedlung wurde sie gemeinsam mit der Parkstraße neu benannt. Die Kirschallee erhielt den Namen wohl nach anstehenden Obstbäumen, es ist die Straße vom Rittergut zur Windmühle auf den Britzer Wiesen und auch die Verbindung vom Ortskern zur Fernstraße Berlin-Mittenwalde(-Sachsen) (→ Buschkrugallee). Die Kirschallee war auf der Karte von 1904 bereits namentlich genannt. Als Allee durch Felder und ohne Grundstücke ist sie im Adressbuch bis nach der Bildung Groß-Berlins nur als Anschlussstraße vermerkt. Mit den nördlich projektierten Siedlung ist im Adressbuch 1925 das Kirschallee (unbebaut von der Parkstraße abgehend) aufgenommen. |
| Lichtenrader Chaussee                   | vor 1911      | nach 1920     | Lichtenrader Weg              | Die Lichtenrader Chaussee zweigte westlich im spitzen en Winkel von der Buckower Chaussee ab. Dieser Abzweig lag einen Kilometer südlich vom Britzer Ortskern und 200 Meter südlich der Bahnkreuzung der NME. Die Trasse führte auf die Britzer Straße vorbei am westlichen Dorfrand Buckows in direkter Richtung zum südwestlichen Nachbarort Lichtenrade. Als unbebaute Chaussee durch das Ackerland im Süden von Britz ist sie im Adressbuch im Vorort Britz nicht aufgeführt. Mit der Bildung von Groß-Berlin 1920 bestand im Verwaltungsbezirk Neukölln neben dem Lichtenrader Weg noch das durch Buckow führende Stück einer Lichtenrader Chaussee zwischen der Gemarkung Mariendorf und Lichtenrade, die beide zum Verwaltungsbezirk Tempelhof gehörten. |
| Lichtenrader Weg                        | um 1920       | 14. Feb. 1950 | → Hüfnerweg                   | Der Lichtenrade Weg führte durch das südliche Ackerland von Britz. Im Adressbuch 1928 ist er als unbebaut von der Buckower Chaussee abgehend aufgeführt. Die Fläche westlich vom Lichtenrader Weg, begrenzt im Uhrzeigersinn von der Hochspannungsleitung, Breitunger Weg (damals Mariendorfer Weg), dem Marienfelder Weg (→ Massiner / Sangerhauser Weg) und durch die Neukölln-Mittenwalder Bahn mit Eisenbahnanschluss galt bis 1930 als projektierter Flugplatz (Britz) der Deutschen Versuchsanstalt für Luftfahrt. Da allerdings Johannisthal/Adlershof den Zuschlag bekam blieb das Gelände frei. Für das Jahr 1938 wird die Fläche von den Kleingartenkolonien „Goldregen“ und „Zur Windmühle“ belegt, im südlichen Abschnitt neben dem Lichtenrader Weg ist der Hauptfriedhof zu Britz (→ Parkfriedhof Neukölln) und über die Buckower Grenze hinweg am Hochspannungsweg ist die Friedhofsgärtnerei projektiert. Westlichere Teile der fläche sind Dauerkleingartenkolonien am (vormaligen) Mariendorfer Weg (→ KGA „Heimaterde“). Durch den Parkfriedhof ist die Verbindung nach Buckow unterbrochen und die Straßentrasse im Süden ist der Rufacher Weg (vorher Britzer Straße) und der nördliche (Britzer) Abschnitt heißt nun Hüfnerweg. |
| Mariendorfer Allee                      | 18. Sep. 1911 | 28. Aug. 1960 | → Mohriner Allee              | Am westlichen Ende der Marienfelder Straße begann die Chaussee nach Mariendorf und Marienfelde. Im Adressbuch von 1903 ist erstmals mit Namen die Mariendorfer Chaussee aufgenommen in der Lage von der Mariendorfer Straße zur Gemarkung Mariendorf mit Häusern zu zwei Gärtnereien. Auf der Karte von 1907 ist die Mariendorfer Chaussee und ihre Fortsetzung in Mariendorf (Britzer Straße) als „Kreis-Ring-Chaussee“ aufgenommen. Im Adressbuch 1912 ist diese Trasse als Mariendorfer Allee in der Lage von der Chausseestraße (gegenüber der Dorfstraße) zur Mariendorfer Feldmark mit Grundstücken der fortlaufenden Nummerierung 1–62 an der Nordseite und gegenüber 63–120. An der Straße liegen sechs Gärtnereien, zwischen 114 und 115 der Bahnhof Britz auf den meisten Grundstücken sind Baustellen genannt. Auf Nummer 9 steht das Dornbuschsche Wohnhaus bewohnt unter anderem von fünf Gärtnereibesitzern, zudem ist die „Deutsche Eisengießerei und Maschinenbaufabrik“ ansässig. Von sechs Britzer Windmühlen befand sich auf dem Gelände Mariendorfer Allee 28–36 die „Dornbusch Mühle“. 1925 finden sich im Adressbuch zwischen Gärtnereien auf Grundstück 35–39 Baustellen der „Siedelung Solide“ und zwischen den Wohnhäusern 41 und 42 beginnt die Siedlungsstraße. 1927 kommt zwischen 54 und 55 die Straße G hinzu; im folgenden Adressbuch wird aus der Siedlungsstraße die Hauptstraße Siedlung Rosenhöhe. Im Adressbuch 1933 sind die Grundstücke in Orientierungsnummerierung geändert. Von der Chausseestraße zur Mariendorfer Feldmark auf der linken Seite 1–165 (ungerade, 23/25 der Bahnhof Britz) und rechts 2–164 (gerade, 28 ist das Dornbuschsche Grundstück, die Eisengießerei auf 30–36). Der Marienfelder Weg beginnt zwischen 25 und 27, die NME schneidet die Straße zwischen 24/26 und 25. Links sind 14 und rechts 10 Gärtnereien und Gartenbaubetriebe aufgenommen, hinzu kommen mehrere bewohnte Grundstücke, nach rechts abgehende Straßen liegen zwischen 82 und 84 (Straße 217), 92 und 94 (Solidestraße), 100 und 102 (Hauptstraße der Siedlung Rosenhöhe) schließlich zwischen 140 und 142 die Straße G. Zur Erläuterung siehe die Anmerkung zur Siedlung Britz. |
| Mariendorfer Straße                     | vor 1902      | 14. Feb. 1950 | → Breitunger Straße           | Die Straße führte über Britzer Flur und war die historische Ortsverbindung zwischen den Britzer Nachbarorten Buckow (im Süden) und Mariendorf (im Osten). Diese Trasse kreuzt auf Britzer Gemarkung die Marienfelder Straße zwischen Britz und Marienfelde. und blieb in Britz unbebaut. Nach der Karte von 1907 gehörte diese Straße wohl zu den „gebesserten Wegen“ im Kreis Teltow. Als Trasse ist der Verlauf zwischen dem Ostende des Mariendorfer Dorfkerns und dem Westende des Buckower Dorfkerns (auf unbebauten Flächen) noch in Landeskartenwerk aufgenommen. Diese Ortsverbindung hieß in Britz und Buckow Marienfelder Straße in der Gemarkung Mariendorf Buckower Weg. Sie hätte am südwestlichen Rand des projektierten, nicht genehmigten Britzer Flugplatzes gelegen. |
| Marienfelder Straße                     | vor 1895      | nach 1920     | → Marienfelder Weg            | Die Marienfelder Straße ist im Adressbuch von 1896 vom Steuerhaus an der Chausseestraße 153 zur Chaussee nach Mariendorf und Marienfelde mit den Grundstücken 12, 18 und 22 in Hufeisennummerierung eingetragen. Im Jahr 1903 kommen in gleicher Lage Baustellen auf 1–11 (fortlaufend), sowie der Bahnhof der Rixdorf-Mittenwalder Bahn und auf dieser Seite ebenfalls Baustellen auf den verbliebenen Grundstücken hinzu. Diese Führung zwischen Ortskern aus der Dorfstraße bis Bahnlinie wurde ab 1912 zur Mariendorfer Allee genommen, die zur Gemarkungsgrenze verlief. Der an der Bahnlinie abzweigende Verkehrsweg nach Südwest besaß daraufhin die Bezeichnung Marienfelder Straße, jedoch ab 1917 ist der Adressbucheintrag bereits Marienfelder Weg. Mit Bebauungsplänen wird er zwischenzeitlich wiederum als Marienfelder Straße geführt. Auf dem Plan von 1907 ist die Marienfelder Straße als Verlängerung der Dorfstraße zwischen der Chausseestraße bis un Höhe Papenpfuhl eingezeichnet. Zur Erläuterung siehe die Anmerkung zur Siedlung Britz. |
| Marienfelder Weg                        | nach 1928     | 29. Aug. 1960 | Massiner Weg                  | Als die Chaussee nach Mariendorf als Mariendorfer Allee von der Chausseestraße an benannt wurde, erhielt der nach der Bahnkreuzung abzweigende Weg nach Marienfelde seinen Namen. Er war unbebaut und wurde mit dem ersten Bauprojekt im Adressbuch 1921 abermals als Marienfelder Straße zwischen Mariendorfer Allee und Marienfelder Feldmark mit Baustellen und nordseitig abgehend Straßen M, K, D, C, A geführt. Im Adressbuch 1925 liegt von Marienfelder Straße zur Mariendorfer Allee zwischen Straße D (westlicher Rand) und Straße A (östlicher Rand) die „Siedlung der Gemeinde Britz“ (mit bewohnten Grundstücken im Adressbuch als Siedlungsstraße aufgenommen). Außer den abgehenden Straßen ist der Marienfelder Weg unbebaut, speziell 1931 ist dies im Adressbuch ohne die Seitenstraßen aufgeführt. Seit dem 1927er Adressbuch ist (wohl durch Einschränkung des Bauprojektes) der Name dieses Verkehrswegs bis zur Umbenennung 1960 wiederum Marienfelder Weg. Ende der 1920er Jahre bestand das letztlich nicht umgesetzte Projekt den Flugplatz der DVL in Britz auf der Fläche südöstlich des Marienfelder Wegs anzulegen Eine leichte Abweichung am Südende von der Geraden nach Norden ist durch die Anknüpfung der Tauernallee an der Tempelhofer Seite zu erklären. Deren projektierte Weiterführung nach Britz ist bis vor der Bezirksgrenze nicht vollendet worden. Zur Erläuterung siehe die Anmerkung zur Siedlung Britz. |
| Merkurstraße                            | 18. Sep. 1911 | nach 1960     | → aufgehoben                  | Die Merkurstraße erschließt wie die Riedelstraße das Industriegebiet zwischen Gradestraße und Teltowkanal. Nach der Lage dürfte Merkur, der altrömische Gott des Handels und Gewerbes, namensgebend gewesen sein. Das Adreßbuch Berlins 1912 weist die Straße aus ist 1943 noch (immer noch unbebaut) verzeichnet. Sie verlief von der Gradestraße nördlich zum Teltowkanal (Hafen Britz-West) und wurde im Industriegelände Gradestraße / Tempelhofer Weg als Zufahrtsstraße übernommen. Im Plan 4035 von 1930 ist sie eingezeichnet aber unbenannt, Mitte der 1930er Jahre wurde sie mit Namen bis 1966 aufgenommen, dieser ist erst 1969 aufgegeben. Die Trasse ist 2015 noch Zufahrt zur KGA „Wasserkante“ (Tempelhofer Weg 34a, vorher Kolonie „Morgenrot 2“) und trennt das Gastanklager von den Gewerbegrundstücken Gradestraße 92–98. Der direkte Straßenlauf ist an der Gradestraße 90a von einem Trafohaus versperrt, die Einfahrt liegt daneben. Anzumerken ist, dass 1930 eine parallele (130 Meter Richtung Tempelhofer Weg) 20 Meter breite Straße 231 mit fünf Meter breiten Gehwegen projektiert war, aber nicht angelegt wurde. 1930 lag die Trasse der Straße 231 zwischen dem Chemieunternehmen „Prof.Dr.Hans Goldschmidt-Ingwer Block A.G.“ und dem Chemikalienhändler „Philipp Mühsam Akt.Ges.“ eingetragen, die Merkurstraße lag zwischen letzterer und dem Pharmaunternehmen „J. D. Riedel A.G.“. |
| Moses-Löwenthal-Straße                  | 18. Feb. 1927 | 21. Okt. 1933 | → Paster-Behrens-Straße       | Namensgebend ist eine Figur aus dem Roman Ut mine Stromtid von Fritz Reuter, ein Moses hilft dem Gutsbesitzer mit finanziellen Darlehen weiter. Am 4. August 1930 wurde eine Verlängerung der Straße einbezogen, wobei zum Bauabschnitt 2 der Hufeisensiedlung nördlicher Teil und der südliche zum Bauabschnitt 6 gehörten. Im Adressbuch 1934 ist die Umbenennung eingetragen. |
| Neubritzer Straße                       | um 1890       | 24. Okt. 1910 | → Franz-Körner-Straße         | Sie gehört zu der von Körner mitbegründeten Siedlung Neu-Britz. Die Straße ist im Adressbuch 1896 mit Hufeisennummerierung mit den Grundstücken 3–24 (fortlaufend) mit Wohnhäusern und Baustellen von der Chausseestraße und über den Priesterweg aufgenommen, zudem sind 5 bis 11 als Eigentum der „F. W. Körner & Co. Britzer Sand- und Kiesgruben GmbH“ notiert. Nach einer Karte um 1899 der F.A. Brockhaus' Geogr.-artist. Anstalt in Leipzig findet sich, dass die Neubritzer Straße in den Priesterweg hinein nach Norden abbiegt. Im Adressbuch 1910 ist die Lage mit Chausseestraße und Rungiusstraße vermerkt und 5–11 sind Baustellen den Grubenbesitzers F.W.Körner, der Ausbauzustand ist nahezu gleich zu 1896. Schließlich ist 1912 nicht mehr die Neubritzer, sondern die Franz-KörnerStraße jedoch in nahezu gleichem Ausbauzustand aufgenommen, als Querstraße kommt zur zwischen 11 und 12 abzweigenden Rungiusstraße auf Körnerschem Gelände noch die Straße 47 hinzu, die zwischen Grundstück 6 und 7 abgeht. |
| Parkstraße                              | vor 1895      | 6. Juli 1927  | → Parchimer Allee             | Benannt war sie nach dem angrenzenden Gutspark von Britz. Zwischen Dorfstraße nördlich am Rittergut (Guts„park“) entlang wird sie von der Kirschallee verlängert. Im Adressbuch 1896 ist die Parkstraße zwischen Dorfstraße und Weg nach Rudow mit den vier Wohnhäusern des Rittergutsbesitzer J. Wrede, der in Berlin Roonstraße 2 wohnt. Für 1905 ist die Lage zwischen Dorfstraße zur Kirschallee aufgeführt, wiederum mit den Grundstücken 1–4 an der Nordseite und an der Gegenseite, wo sich der Gutspark befindet, Baustellen der Wredeschen Erben. Nach dem Adressbuch 1927 hat sich nichts geändert, außer dass auch 3 und 4 den Wredeschen Erben gehören. Mit dem Großprojekt der Britzer Siedlung wird 1927 die Parkstraße zusammen mit der vorher unbebauten Kirschallee als Parchimer Allee benannt. Wobei 2–30 (gerade, im Eigentum der „Deutschen Ges.z. Förderung des Wohnhungbaues gemeinn. A.G.“) und 34–72 (gerade, im Eigentum Einfamilienhausges. ‚Gehag‘ G.m.b.H.) stehen, gefolgt von einem Wiesengelände (westlich der Onkel-Bräsig-Straße), einem Garten und den „Stadt Gutshäusern“ 1 und 2 (Eigentümer: Stadt Berlin). Weiterhin ist die Südseite (der Gutspark) unbebaut. |
| Riedelstraße                            | 18. Sep. 1911 | 1. Juli 2005  | → Cafeastraße                 | Nach der in Britz angesiedelten Riedelschen Chemiefabrik wurde die Planstraße 156 benannt. Die Straße führte vom (damaligen) Westende der an der Neukölln-Mittenwalder Bahn endenden Gradestraße nach Norden entlang der Ortsgrenze zwischen Neukölln und Britz zum Teltowkanal. Im Adressbuch 1912 ist die Riedelstraße zwischen Gradestraße und Kanal verzeichnet, einziger Anlieger ist der Neubau der Riedel & Co. Chemische Fabrik, als unbebaut aufgeführt. Die Saalburgstraße ist noch 1961 die nach Neukölln entlang der NME abzweigende Straße von der Riedelstraße. |
| Ringchaussee                            | vor 1895      | 24. Juni 1910 | Stubenrauchring               | Eine befestigte Straße, die ringförmig um den Dorfkern von Britz geplant war. Im Adressbuch Berlins von 1899 ist sie ausgewiesen. Bis 1910 wurde sie offiziell als Ring-Chaussee angegeben. Im Adressbuch 1910 sind zwischen Dorf- und Rudower Straße zwei Wohnhäuser (Gärtnereibesitzer O. Reinicke, Sechsprteienhaus der Witwe Niemitz) und insbesondere das Krankenhaus der Teltower Kreiskorporation aufgenommen. Sie wurde 1910 vom Norden der Dorfstraße und dem Teilstück der (späteren) Blaschkoallee zur Späthstraße hin als Stubenrauchring benannt. das Adressbuch 1912 nennt den Stubenrauchring: Dorfstraße zur Rudower Straße das Reinickesche Haus und gegenüber zur Straße 53 das Krankenhaus gefolgt von einem Grundstück der Teltower Kreiskorporation und Baustellen der F. W. Körner & Co, Grubenbes. Seit 1950 ist der Anschluss zu Alt-Britz einbezogen und der östliche Abschnitt ging 1932 in die Blaschkoallee auf. |
| Rochowstraße                            | um 1906       | 10. Apr. 1931 | → Buschrosensteig             | Die Familie von Rochow wurde bereits 1369 in einem Münzbrief erwähnt und besaß im Teltower Land mehrere Lehen. Seit 1906 ist die Rochowstraße östlich vom Britzer Damm (damals: Chausseestraße) ausgewiesen, südlich der Neubritzer Straße und mit der damals gleichfalls kürzeren Hannemannstraße gehört sie zur Kernlage von Neubritz (südlich vom Teltowkanal). An der Ecke Chausseestraße lag das Rathaus, die Schule und die Feuerwache von Neubritz. Die Straße endete nach Osten vor einer Grünfläche die zum Mickelbruch an der Blaschkoallee (damals: Rudower Straße) führte. Die Umbenennung erfolgte mit dem Ausbau der IDEAL-Siedlung auf der benannten Grünfläche. |
| Rudower Straße                          | vor 1877      | 31. Jan. 1974 | → Buschkrugallee              | Die Rudower Straße wurde einige Jahrzehnte von Rixdorf her geführt. Sie ist Bestandteil der Fernstraße von Berlin nach Mittenwalde durch Rixdorf, Britz, Rudow. Schon vor 1877 verläuft östlich des Dorfes die Rudower Straße als Fernstraße von Neukölln über Rudow nach Luckenwalde und Dresden und auf Britzer Flur ist ein Rastplatz für Fuhrleute gelegen. Nachdem die Fernstraßen im Kreis Teltow aus Berlin meist befestigt wurden, ist die Rudower Chaussee erwähnt. 1907 liegt die Rudower Straße auf Britzer Flur aus der Walterstraße von der Grenzallee (zu Neukölln) über Späthstraße/ Ringchaussee zur Kirschallee und der Gemarkung Rudow. Das Adressbuch 1910 weist die Rudower Straße linksseitig ab Grundstück 1 (fortlaufend) von der Walterstraße (Gemarkung Rixdorf) zur Werder-, Bürger-, Jahn-, Hannemannstraße, Ringchaussee an die Kirschenallee (1–36, fortlaufend) und an der östlichen Straßenseite zurück 49–98 über Späth-, Marienthaler, Johannisthaler, Grünauer Straße zur Grenzallee, Gemarkung Rixdorf (Walterstraße), zwischen Grundstück 79 und 82 (80 und 81 existieren nicht) wird der Teltowkanal am Osthafen überbrückt. In den Stadtplänen ist die weitere Trasse ab Kirschenallee durch Ackerland als Rudower Chaussee und erstmals 1916 Rudower Allee eingezeichnet. Im Adressbuch 1930 ist die Rudower Straße zwischen der Gemarkung Neukölln und Stubenrauchring/ Späthstraße aufgenommen. Die gesamte Trasse der Fernstraße mit Rudower Allee und Rudower Straße wurden 1947 in Buschkrugallee umbenannt. |
| Rudower Allee                           | um 1916       | 31. Juli 1947 | → Buschkrugallee              | Rudow ist der Nachbarort. Der zunächst unbebaute Anteil der Fernstraße aus Berlin nach Mittenwalde südlich des Britzer Kerns (ab Kirschenallee) wurde Rudower Chaussee, mit der Bebauung Rudower Allee benannt. Nachdem die Fernstraßen aus Berlin meist befestigt wurden, ist ab Kirschenallee durch Ackerland als Rudower Chaussee erwähnt, andererseits liegt 1907 die Rudower Straße auf Britzer Flur von der Grenzallee (zu Neukölln) bis zur Gemarkung Rudow. Im Adressbuch 1930 ist die Rudower Allee zwischen Stubenrauchring und Gemarkung Buckow aufgenommen. Die Rudower Allee und die Rudower Straße wurden 1947 zusammen in Buschkrugallee umbenannt. |
| Schmiedigenstraße                       | 14. Feb. 1950 | 1. Apr. 1951  | → Britzer Damm                | Die Britzer Chausseestraße wurde 1950 nach dem Kommunalpolitiker Gustav Schmiedigen (1866–1947) benannt, zudem gab es im Berliner Stadtgebiet eine Straße gleichen Namens im Bezirk Mitte. Aufgrund der NSDAP-Zugehörigkeit von Schmiedigen erfolgte 1951 bald die weitere Umbenennung in Britzer Damm. |
| Sorgenweg                               | um 1897       | 11. Sep. 1911 | → Gradestraße                 | Der Name dieser Trasse entstand für den Weg zum Rixdorfer Friedhof, der auf Tempelhofer Gelände lag. Zunächst war der Weg ohne Bebauung die Aufnahme im Adressbuch ab 1901 erfolgt wegen der Gasanstalt der Gemeinde Britz. Der Weg ist zwischen Tempelhofer Weg und der Gemarkung Mariendorf aufgenommen. Im Adressbuch 1910 kommt in gleicher Trasse der Gasanstalt gegenüber die „Philipp Mühsam Akt.Ges.“ und die Kreuzung mit der Rixdorf-Mittenwalder Eisenbahn hinzu. 1912 werden diese Strukturen für die Gradestraße im nicht nummerierten Abschnitt benannt. Offensichtlich wurde die leichte Versetzung von der Gradestraße zum Sorgenweg beim Einbeziehen begradigt. |
| Straße 11                               | um 1911       | 4. Aug. 1930  | → Leidener Straße             | Die Straße 11 war im Winkel Späthstraße/Buschkrugallee am vormaligen Standort der historischen Raststätte Buschkrug projektiert und trassiert. Angelegt und benannt wurde die Querverbindung ostwärts von der Buschkrugallee als Leidener Straße. Für die Bebauung der Fläche wurde die davon abgehende Tilburger Straße zur Späthstraße im gleichen Benennungsakt gewidmet. |
| Straße 23                               | vor 1925      | 1. Jan. 1974  | → Ballinstraße                | Die Straße 23 ist erstmals im Adressbuch 1938 von der Grenzallee in die Feldmark abgehend mit den Wohnhäusern 4 (Westseite) und 3 (Ostseite) aufgenommen, 1 und 3 existieren nicht. In der Trasse bestand schon vor den 1930er Jahren ein Verkehrsweg zwischen Teltowkanal (Sieversufer) und der Grenzallee (als Neuköllner Ortsteilgrenze). Er verlief zwischen den Gewerbegrundstücken an der Buschkrugallee (17–45) und dem Gelände der Berliner Verkehrs-AG. Die Wohnhauszeilen (im Eigentum der Stadt Berlin) an der Grenzallee wurden 1936/1937 erbaut, zwischen 93 und 95 führte die 50 Meter lange und 7,5 Meter breite Straße in diese Trasse hinein. In Adressbüchern der 1940er Jahre ist unter Straße 23 „s. Neukölln“ vermerkt. Nach 1945 wurde die Ortsteilgrenze wieder an die Grenzallee verschoben. In den Nachkriegsjahren bestand Nahrungsbedarf und an der Ostseite zum Neuköllner Schifffahrtskanal entstand die Kolonie „Gemeindeland Britz“ und nach 140 Meter ab Grenzallee wurde der vorherige Weg durch Gewerbestücke überdeckt. Ein südlicher Abschnitt des alten Verkehrswegs gehörte zum Sieversufer dessen Zugang Mitte der 1950er Jahre an der Buschkrugallee 60 Meter nördlicher gelegt wurde. Und um 1967 wurde von diesem Abschnitt des Sieversufers zur Grenzallee eine Straße projektiert (Straße 23), als Querstraße nach Osten kam die Straße 562 (→ Woermannkehre) 1969/1970 hinzu. Am 30. Mai 1972 wurde die Privatstraße Sieversufer gemeinsam mit einem Teil der Straße 23 als öffentliche Straße gewidmet, am 1. August 1973 wurde ein Rest der Straße 23 zum Hafensteig in das Sieversufer einbezogen. 1974 wurde der Nord-Süd-Teil (Grenzallee bis Ecke Sieversufer) als Ballinstraße benannt. |
| Straße 26                               | nach 1905     | 18. Sep. 1911 | → eingezogen                  | Die Straße 26 ist im Adressbuch 1912 eine Querstraße von der (schon benannten) Haarlemer Straße zum Teltowkanal. Links sind unbebaute Grundstücke und rechts steht das Poßlingsche Haus (23 Mieter) und in die Haarlemer Straße hinein befindet sich der Holzplatz der Nutzholzhandlung Poßling & Co. Auf der Gewerbefläche östlich der Haarlemer Straße noch immer die Holzhandlung Poßling besteht. Im Adressbuch 1914 ist die Straße 26 nicht mehr als Querstraße zwischen Späth- und Johannisthaler Straße aufgenommen, das Poßlingsche Haus ist der Haarlemer Straße zugeordnet. |
| Straße 26a                              | nach 1925     | 1. Sep. 1987  | → Stelzenweg                  | Die Straße 26a ist als Zweig der Straße 26 als 26 Meter breite Trasse, teilweise mit 10 Meter breitem Fußweg in Verlängerung der Haarlemer Straße projektiert. Sie war als Parallelstraße der Buschkrugallee zwischen Späthstraße und Johannisthaler Chaussee (an der Buckower Grenze) etwa in der halben Breite zum Teltowkanal projektiert und als Hauptstraße einer Wohnbebauung auf den Britzer Wiesen zum Ortolanweg hin seit Ende der 1920er Jahre vorgesehen. An der Nordostseite zum Teltowkanal waren bereits Städtische Dauerkleingarten Kolonien angelegt, wohl auf Grund des bestehenden feuchten Baugrunds. Gekreuzt wurde diese Trasse von der in Verlängerung des Grünen Wegs (mit Bebauung der Hufeisensiedlung) projektierten Straße 230 (Parchimer Allee bis Teltowkanal). Über die Johannisthaler Chaussee hinweg wurde in Buckow die Straße 7 in der Verlängerung projektiert. Unter anfänglicher Beibehaltung der projektierten Trasse Straße 26a wurden in der Nachkriegszeit in den umgebenden Flächen Gartenkolonien angelegt. So wurde südlich von Straße 230 bereits Mitte und nördlich davon um 1960 die projektierte Trasse als Straßenlauf aufgegeben. Es verblieb jedoch der fünf breite Weg durch die Gartenanlagen, bedingt durch Parzellierungen teilweise mit Knicken im Verlauf. Mit den Sportanlagen und der Oskar-Heinroth-Schule am Südostrand des Ortsteils waren 350 Meter zwischen Hochspannungsweg und der Johannisthaler Chaussee Mitte der 1950er Jahre schon angelegt, benannt mit Straße 26a. 1987 wurden die vorhandene 20 Meter breite Straße und die sieben Meter breite Fortsetzung durch die Kleingärten bis zur querliegenden „Kolonie Deutsche Scholle“ in einer Länge von 1060 Metern als Stelzenweg umbenannt. |
| Straße 35 Straße 38 Straße 39 Straße 40 | nach 1895     | um 1906       | → Hannemannstraße             | Die projektierten Teilstraßen 35, 38, 39, 40 im Süden von Neubritz wurden gemeinsam angelegt und nach dem Ortschronisten zu dessen Lebenszeiten benannt. Die Straße 35 ist im Adressbuch 1900 aufgeführt in der Lage von der Chausseestraße abgehend. An der Straße 35 befinden sich Parzellen, die als Baustellen im Eigentum des Grubenbesitzers F. W. Körner angegeben sind, außerdem das Spritzenhaus und die III: Gemeindeschule der Gemeinde Britz, in der der Schuldiener wohnt. 1899 besteht der gleiche Eintrag schon, ebenso wie 1905. Im Adressbuch 1906 ist der gleiche Inhalt mit gleicher Lage als Hannemannstraße aufgenommen. Als Eigentümer der Baustellen ist Franz Förster noch 1905, nicht mehr 1906 eingetragen. 1907 ist die Hannemannstraße zwischen Chaussee- und Rudower Straße notiert, mit zusätzlich einem Mehrparteienhaus an der Ecke Chausseestraße (Chausseestraße 47 = Hannemannstraße 1) und offensichtlich die Teilstücke der Planstraßen vereinigt worden. |
| Straße 45                               | nach 1914     | 7. Jan. 1928  | → Rungiusstraße               | Die Straße 45 ist im Adressbuch erstmals 1903 explizit genannt worden, sie ist als unbebaut von der Jahnstraße abgehend aufgeführt. 1905 noch als Straße 45, ist sie im Adressbuch 1906 in gleicher Lage (bereits benannt) als Rungiusstraße unbebaut von der Jahnstraße abgehend genannt. Auf dem Plan 4028 von 1931 ist die Straße 45 als projektierte Trasse südlich der Hannemannstraße an die ebenfalls lediglich projektierte Pintschallee eingezeichnet. Zu Beginn der 1950er Jahre ging die Trassierung in der Kolonie Morgentau auf. |
| Straße 46                               | nach 1914     | 7. Jan. 1928  | → Bendastraße                 | Sie wurde mit der Benennung einbezogen. Die Straße 46 ist im Adressbuch nicht explizit genannt worden, es war die Britzer Fortsetzung der Planstraße 59 im Ortsteil Neukölln. Weitere Angaben finden sich unter Bendastraße, die für Britz erstmals 1929 im Adressbuch aufgenommen ist. |
| Straße 46a                              | nach 1914     | 7. Jan. 1928  | → Britzkestraße               | Die Straße 46a ist im Adressbuch nicht explizit genannt worden, weitere Angaben finden sich unter Britzkestraße. |
| Straße 46b                              | nach 1914     | 11. Mai 1938  | → Mackenroder Weg             | Im Adressbuch 1914 ist die Straße erstmals als „projektierte Straße“ notiert und 1925 ebenfalls. Die Straße ist im Adressbuch 1927 zwischen Bürger- und Jahnstraße aufgenommen. Außer dem Reinhardt’schen Haus des Fleischtransporteurs Alwin Reinhardt gehören die Eckhäuser zu den begrenzenden Straßen. Im Adressbuch 1938 haben sich die Einträge gegenüber 1927 nicht geändert. Ab 1938 gehörte die Siedlung um Bürger- und Jahnstraße zum Ortsteil Neukölln. |
| Straße 47                               | vor 1900      | 18. Sep. 1911 | → Hippelstraße                | Sie liegt im Planraster von Neu-Britz parallel zur Chausseestraße und geht nach Adressbuch 1912 benannt von der Hannemannstraße – allerdings unbebaut – ab. Die Trasse von der Franz-Körner-Straße ist noch zu Beginn der 1960er Jahre unter der Bezeichnung Straße 47 im amtlichen Kartenwerk „Stadtplan von Berlin“ (Blatt 4028) eingezeichnet. Sie wurde jedoch nicht aufgeführt, sondern das Straßenland teilt sich in die Grundstücke der Rungiusstraße und des Britzer Damms. Insbesondere stand die Kunst-Stein-Firma Gebr. Friesecke (Chausseestraße 64) am Teltowkanal entlang. |
| Straße 50                               | vor 1905      | 18. Aug. 1913 | → Pintschallee                | Die schräg vom Ortskern zur Buschkrugallee laufende Verbindung wurde ihrer Lage entsprechend Diagonalstraße und schließlich nach der kommunalen Persönlichkeit Pintsch mit seiner Bedeutung für Neu-Britz amtlich benannt. In einigen Änderungsschritten wurde der angelegte Straßenabschnitt im Süden und Norden aufgehoben und überbaut. Die Straße 50 (Diagonalstraße) besteht in ihrer Entwicklung aus drei Abschnitten. Zwischen der Verlängerung der Dorfstraße ab Wilhelmstraße/ Stubenrauchring über Straße 239 (→ Blaschkoallee) zur Ecke Hannemann-/Riesestraße blieb die projektierte Trasse unter dem Namen Pintschallee bis in die 1960er Jahre geplant. Der nördliche Abschnitt zwischen Franz-Körner-Allee und Schulenburgbrücke (→ Buschkrugbrücke) blieb unbenannt und verlor die Trassierung durch die Überbauung an der Nordseite der Franz-Körner-Straße Mitte der 1930er Jahre. Wobei hier wohl nördlich eine Straßentrasse freigehalten wurde, die letztlich im Grundstück Buschkrugallee 64 (Blub) östlich vom Rungiusteich aufging. |
| Straße 51                               | nach 1925     | 24. Mai 1958  | → Kienheideweg                | Wohl im Zuge der Rochwowstraße zur Buschkrugallee vorgesehen (die Nummer steht für die Planstraßen in Neu-Britz), ist sie auf dem Stadtplan 1955 nach Osten von der Rungiusstraße zur Buschkrugallee eingezeichnet. Die Trasse wurde teilweise überbaut, am Westrand wurde der Buschrosensteig bebaut und mit Hippelstraße (Buschrosenplatz) überbaut. Es folgen die Ideal-Wohnbauten an der Eberstadtallee die um 1935 als „Privatstraße“ unbenannt angeschlossen wurde. So verblieb danach eine projektierte und nach 1935 angelegte unbebaute Straße. 1958 wurde dieser Straßenabschnitt mit ihrer Bebauung benannt. |
| Straße 52                               | nach 1911     | 24. Mai 1958  | → Am Mickelbruch              | Die Straße 52 ist als Querstraße zur Straße 51 im Bebauungsplan enthalten. Die Straße 52 war an der Ostseite des Städtischen Krankenhauses Britz als 17 Meter breiter Verkehrsweg zur Blaschkoallee (damals: Stubenrauchring) projektiert. An der östlichen Seite befand sich noch die Kiesgrube. 1931 ist die Straße entlang der Wohnbebauung Ecke Hannemannstraße schon angelegt und wohl in den 1940er Jahren zur Straße 51 durchgängig gemacht. Mit der Benennung des nördlichen Teils wurde um 1958 der Park am Buschkrug gestaltet und die südliche Trasse aufgegeben. |
| Straße 71                               | vor 1880      | vor 1899      | → Bürgerstraße                | Die Straße gehörte zum Raster der Planstraßen in Neu-Britz und wurde bereits frühzeitig benannt. |
| Straße 146                              | vor 1908      | 11. Sep. 1911 | → Suderoder Straße            | Im Adressbuch von 1910 ist die Straße 146 aufgeführt. Die Lage ist von der Germaniapromenade abgehend benannt und es sind Baustellen aufgeführt. Bebaut sind zwei Grundstücke: Mehrfamilienhaus (13 Mietparteien) als „Haus der Britzer Realges.m.b.H.“ und ein Neubau des Baugeschäfts Maaß. Erstmals ist 1908 diese Straße mit dem Burda’schen Haus (acht Mietparteien) aufgenommen, nach den Angaben zur Germaniapromenade verlief die Bebauung 1910 nach Norden und 1912 ist im Adressbuch die Straße bereits benannt. |
| Straße 147                              | vor 1909      | 11. Sep. 1911 | → Walkenrieder Straße         | Im Adressbuch von 1910 ist die Straße 147 aufgeführt. Die Lage ist von der Germaniapromenade abgehend benannt und es sind Baustellen aufgeführt. Bebaut ist das Grundstück des Gärtnereibesitzers Böttcher, als Böttcher’sches Haus eingetragen. Nach den Angaben zur Germaniapromenade verlief die Bebauung 1910 nach Norden und 1912 ist die Straße im Adressbuch bereits benannt. |
| Straße 170                              | um 1935       | 15. Juni 1976 | → Ilgenweg                    | Die Nummernstraße erhielt 1976 einen thematischen Straßennamen. Die Straße war nahe dem NME-Bahnhof Britz gelegen und geht vom Massiner Weg (vorher Marienfelder Weg) nach Südost und ist als Straße A seit Ende der 1920er Jahre bebaut eingezeichnet. Im Adressbuch von 1939 ist in der Siedlung „Wirtschaftsgenossenschaft Siedlung am Marienfelder Weg“ (→ Massiner Weg) unter Straße 170 der Vermerk (amtlich, s. Straße A). Auch im Adressbuch ist die Straße A beschrieben und der Vermerk „amtlich Straße 170“ vorhanden, zur Lage ist Marienfelder Weg zu Straße 173. |
| Straße 172                              | nach 1930     | 5. März 1990  | → Deutsch-Kroner-Ring         | Die Straße 172 wurde 1990 in die 1972 benannte Straße 175 einbezogen. Die Straße ist nahe dem NME-Bahnhof Britz gelegen und geht vom Massiner Weg (vorher: Marienfelder Weg) nach Südost zur Straße 175 und besitzt vor 1940 bebaute Grundstücke. Auf dem vormaligen Gelände des Ritterguts Britz südlich vom Massiner Weg war Ende der 1920er Jahre ein Projekt der Deutschen Versuchsanstalt für Luftverkehr vorgesehen. |
| Straße 173                              | nach 1930     | 16. Okt. 1964 | → Zantochweg                  | Die Nummernstraße erhielt 1964 einen thematischen Straßennamen. Die Straße war nahe dem NME-Bahnhof Britz gelegen und geht vom Massiner Weg (vorher: Marienfelder Weg) nach Südost zur Straße 172 und ist schon 1943 als bebaut eingezeichnet. Auf dem vormaligen Gelände des Ritterguts Britz südlich vom Massiner Weg war Ende der 1920er Jahre ein Projekt der Deutschen Versuchsanstalt für Luftverkehr vorgesehen. |
| Straße 175                              | nach 1930     | 15. Sep. 1972 | → Deutsch-Kroner-Ring         | Die Nummernstraße erhielt 1972 einen thematischen Straßennamen. Die Straße war nahe dem NME-Bahnhof Britz gelegen und geht vom Massiner Weg (vorher Marienfelder Weg) nach Südost zur Straße 172 und ist schon 1943 als bebaut eingezeichnet. Auf dem vormaligen Gelände des Ritterguts Britz südlich vom Massiner Weg war Ende der 1920er Jahre ein Projekt der Deutschen Versuchsanstalt für Luftverkehr vorgesehen. |
| Straße 187                              | nach 1923     | 30. Okt. 1926 | → Dömitzer Straße             | Im Adressbuch 1927 ist die Straße 187 nicht explizit aufgeführt, da keine Bebauung bestand, vielmehr ist sie nur als Querstraße notiert. Im Adressbuch 1928 ist die Dömitzer Straße von der Onkel-Herse-Straße mit den Einfamilien-Siedlungshäusern 1–53 und 2–58 in Orientierungsnummerierung ummerierung für die „Dtsch. Ges. z. Förderung d. Wohnungsbaues“ als Eigentümer aufgeführt. |
| Straße 188                              | nach 1923     | 18. Okt. 1926 | → Fritz-Reuter-Allee          | Es ist die Hauptstraße in Nord-Süd-Richtung in der Hufeisensiedlung und sie wurde mit dem Siedlungsbau angelegt. Im Adressbuch 1927 noch als Straße 188 geführt liegt sie zwischen Straße 202 und 204 mit Sechsfamilienhäusern auf Grundstücken der „Dtsch. Ges. z. Förderung d. Wohnungsbaues“ 30–48 (fortlaufend) und 49–54 (fortlaufend, Gegenseite, bis an die Straße 200, von der bis zur Straße 204 Baustellen folgen). 1928 sind im Adressbuch die Baufortschritte zuerkennen. Die Straße liegt zwischen Teterower Straße (es steht: Teltower Straße) mit den Wohnhäuser 5–37 (ungerade) zur Hanne-Nüte-Straße und 39–49 (ungerade) zur Onkel-Herse-Straße. Auf der rechten Seite (gerade nummeriert) liegen 2 und 4 zur Stavenhagener Straße, 6–42 (Lowise-Reuter-Ring), 44–50 (Lowise-Reuter-Ring), 52–72 zur Parchimer Allee. |
| Straße 190                              | nach 1925     | 18. Feb. 1927 | → Dörchläuchtingstraße        | Sie gehört zum Bauabschnitt 2 der Hufeisensiedlung. Im Adressbuch 1927 noch nicht aufgeführt, ist 1928 sie bereits unter dem Namen eingetragen. Zwischen Lowise-Reuter-Ring und Parchimer Allee sind für die „Einfamilienhaus G.m.b.H“ die Häuser 1–49 (ungerade, linke Seite) und 2–50 (gerade, rechte Seite) vermerkt, 11–17 existieren nicht. |
| Straße 200                              | nach 1925     | 9. Feb. 1927  | → Onkel-Herse-Straße          | Sie gehört zur Großsiedlung Britz. Im Adressbuch 1927 ist die Straße 200 erstmals aufgenommen. Sie liegt zwischen Rudower Allee über Straße 201 zur Straße 188 und zurück Straße 187, Straße 186 zur Rudower Allee. Auf Grundstücken der „Dtsch. Ges. z. Förderung d. Wohnungsbaues“ stehen Einfamiliensiedlungshäuser benannt 63–106 (fortlaufend, Nordseite) und auf der Gegenseite 55–87 (fortlaufend), davon sechs als Neubau und zwei als Baustelle eingetragen. Im Adressbuch ist die bekannte Onkel-Herse-Straße 1928 notiert, zwischen Rudower und Fritz-Reuter-Allee liegen die Grundstücke im Eigentum „Dtsch. Ges. z. Förderung d. Wohnungsbaues“ als gemeinnütz. A.G., auf der rechten Seit 2–56 (gerade) und links 1/3–57 (ungerade), die Malchiner Straße geht zwischen 17 und 19 ab. |
| Straße 201                              | nach 1925     | 9. Feb. 1927  | → Rambowstraße                | Sie gehört zur Großsiedlung Britz. Im Adressbuch 1927 ist die Straße 201 erstmals aufgenommen und sie liegt zwischen Straße 200 und Straße 202 mit einem Durchgang zur Rudower Allee. Auf den Grundstücken der „Dtsch. Ges. z. Förderung d. Wohnungsbaues“ stehen Siedlungshäuser mit einem Mieter benannt 107–129 (fortlaufend, Westseite) und auf der Gegenseite 135–141 (fortlaufend), sechs Häuser als (noch unbewohnter) Neubau aufgeführt. Für 1928 ist die Straße im Adressbuch mit Namen eingetragen, die linke Seite ist noch Baustelle, rechts stehen von Havermannstraße die Reihenhäuser 2–22 zur Dürtenstraße, Rosenhof und 24–46 an der Rambowstraße im Eigentum der (nun) gemeinn. A.G. „Dtsch. Ges. z. Förderung d. Wohnungsbaues“. |
| Straße 202                              | nach 1925     | 9. Feb. 1927  | → Havermannstraße             | Im Adressbuch 1927 ist die Straße 202 erstmals aufgenommen. In der Lage von Rudower Allee zur Straße 203 ist nach Süd Straße 188 und Straße 201 abgehend. Auf den „Grundstücken der Dtsch. Ges. z. Förderung d. Wohnungsbaues“ stehen Siedlungshäuser mit einem Mieter benannt 148–159 (fortlaufend, links, Westseite) und auf der Gegenseite 142–182 (fortlaufend). 1928 findet sich die Havermannstraße benannt zwischen Rudower Allee über Rambostraße zur Hanne-Nüte-Straße. Die Grundstücke 1–11 (ungerade) bis an die Rambowstraße sind von Beamten bewohnte Einfamilienreihenhäuser auf der linken (Süd-)Seite. Die Hausreihe 2–18 auf der rechten Seite ist im Eigentum der Baugesellschaft („Dtsch. Ges. z. Förderung d. Wohnungsbaues“). |
| Straße 203                              | nach 1925     | 9. Feb. 1927  | → Hanne-Nüte                  | Im Adressbuch 1927 ist die Straße 203 erstmals aufgenommen. Sie liegt zwischen Straße 202 und Straße 204 mit Einparteien-Siedlungshäusern auf den Grundstücken der „Dtsch. Ges. z. Förderung d. Wohnungsbaues“. Die Grundstücke sind mit 183–218 (fortlaufend) und auf der Gegenseite 223–253 (fortlaufend) nummeriert, andererseits sind an der Straße 202 die Sechsparteien-Häuser 22, 23 sowie 25, 24 und zur Straße 204 hin schließt 157–159 an 253 an. Für 1928 ist die Straße 203 mit Namen als Hanne-Nüte„-Straße“ aufgenommen. Von Teterower Straße zur Teterower Straße auf den „Grundstücken der Dtsch. Ges. z. Förderung d. Wohnungsbaues“ stehen Siedlungshäuser. Die Nummerierung ist wechselseitig 2–80 gerade auf der linken Seite (Ost), wobei zwischen 66 und 68 die Havermannstraße abgeht und auf der rechten Seite die Siedlungsreihenhäuser 1–99 (ungerade) mit der Havermannstraße zwischen 65 und 67. |
| Straße 204                              | nach 1924     | 30. Juni 1926 | → Teterower Straße            | Im Norden der Großwohnsiedlung Britz ist die Straße 204 im Adressbuch 1927 erstmals aufgenommen. Diese Straße wird von der Rudower Allee zur Straße 203 angegeben, bebaut mit Sechsfamilienhäusern 19–23 und (Gegenseite) 29–24, von Straße 188 zur Rudower Chaussee folgen Baustellen. Im Adressbuch 1928 ist sie als Teterower Straße von Rudower Allee für die Deutsche Ges. z. Förderung des Wohnungsbaues (nun gemeinn. A.G.) linke Seite 1–19 (ungerade) und rechte Seite mit Baustellen aufgenommen. Die jeweils Sechs-Parteien-Häuser 9–11 gehören dabei zur Hanne-Nüte-Straße und 19 zur Fritz-Reuter-Allee. |
| Straße 207 Straße 209 Straße 212        | nach 1925     | 4. Aug. 1930  | → Am Straßenbahnhof           | Der Straßenbahnhof Britz ist 1930 über die Gradestraße zur Chausseestraße zweigleisig angebunden. Die Straße 207 ist im Plan 1930 als projektiert eingezeichnet mit 12 Meter Breite und je 3 Meter breiten Gehwegen. Gemeinsam mit 207 sind westlich parallel Straße 205 und Straße 206 und östlich Straße 209 projektiert. Straße 207 liegt zwischen Gradestraße und Straße 210 (am Teltowkanal das Braunschweiger Ufer fortsetzend) über Straße 212 hinweg. Im Adressbuch 1929 ist zwischen Straßenbahndepot und Tempelhofer Weg noch kein Vermerk an der Gradestraße eingefügt, 1930 lediglich Neubauten von der Gradestraße. Die Namensgebung erfolgte wohl 1930, aber im Adressbuch ist sie vorerst nicht enthalten, da sie unbebaut und (wenigstens im Nordteil) nicht angelegt wurde. |
| Straße 214                              | nach 1924     | 11. Mai 1938  | → Seerosensteig               | Die Straße 214 ist auf dem Plan 1930 auf der Siedlungsfläche „Britz-West“ als ein mittlerer Weg zwischen der Triftstraße und der Marienfelder Allee projektiert, begrenzt im Westen von der Trasse des Walnußwegs und im Osten von der Straße 215 (von der Mariendorfer Gärtnerei Schlösser zur Eisengießerei AG vormals Keyling und Thomas). Auf der Karte von 1926 ist der westliche Abschnitt bereits für die Kolonie „Bauverein Solide“ eingezeichnet. Die projektierte Trasse ist mit Breiten von 9,5 bis zu 12,5 Meter im östlichen Abschnitt angegeben. die Teilstücke der Trasse in der Kolonie Rosenhöhe (Solide) als Rosenweg aufgeführt sind 1930 teilweise bebaut. 1938 wurden die Wege der Kolonie Solide amtlich benannt und die Fortsetzung der Straße 214 östlich von „Im Rosengrund“ ist entfallen. Ein verbliebener Abschnitt der Straße 214 als Straße 214a wurde am 15. Februar 2011 in → Douglasienweg benannt. Im Adressbuch 1937 und 1938 ist die Straße 214 als Stichwort aufgenommen. Die amtliche Bezeichnung Straße 214 deckt sich entsprechend den Adressbucheinträgen mit dem Ost-West-Lauf der Straße D, die jedoch auch querliegende Trassen besaß. |
| Straße 217 Straße 217a Straße 218       | nach 1930     | 1. Sep. 1983  | → Am Kienpfuhl                | Trassiert war die Straße seit Ende der 1920er Jahre als Querstraße der Mariendorfer Allee zur Straße 214 (Rosenweg) der Kolonie Solide. Sie ist erstmals im Adressbuch 1932 als solche zwischen deren Grundstück 82 und 84 nach Norden führend aufgenommen, 1931 sind an dieser Lage Gärtnereien angegeben. Die projektierte Trasse führte von Straße 214 ab, wobei die projektierte, 40 Meter nach West versetzte Trasse der Straße 218 als Fortsetzung zur Triftstraße genannt war. Letztere Planstraße (218) war hinter den Grundstücken der Straße 219 (→ Im Rosengrund) vorgesehen. Stattdessen wurde Ende der 1930er Jahre die Straße 246, die vom Triftweg (zwischen 83 und 85) kommend 150 Meter nach Osten zur Straße 247 abbiegt. Offensichtlich waren diese 240er Straßen für eine neue Siedlungsfläche vorgesehen. Die 70 Meter zwischen Straße 217, von der Marienfelder Allee 180 Meter nach Norden, und der Straße 246 erhielt im Plan die Bezeichnung Straße 217a. Die Flächen nutzten weiterhin vorwiegend Gärtnereien. Mit der Umgestaltung zu neuem Siedlerland erfolgte 1983 die Benennung der durchgehenden Trasse Straße 217 / 217a / 246. Das Adressbuch 1938 (vor der Benennung der „bebauten“ Siedlung) nennt sie als eigenes Stichwort. In den folgenden Adressbüchern (beispielsweise 1941) ist die Straße 217 nur als rechte Querstraße der Marienfelder Allee zwischen Baustellen auf Grundstück 84 und 86 genannt. 1955 und 1961 sind in der Karte östlich parallel zu Im Rosengrund teilweise Gartenbaubetriebe (Koppelweg 83, Mohriner Allee 56/60) angesiedelt, die Westseite ist bebaut als Straßenzug 246/217a/217 eingezeichnet. |
| Straße 219 Solidestraße                 | nach 1924     | 11. Mai 1938  | → Im Rosengrund               | Die projektierte Straße 219 lag in der Kolonie Solide zwischen Marienfelder Allee und Triftstraße. Nicht amtlich wurde sie von den Kolonisten Solidestraße benannt und in Adressbüchern ab 1933 unter diesem Namen aufgenommen. Auf Plan 4035 aus dem Jahre 1930 ist sie als sieben Meter breite Straße mit jeweils vier Meter breiten Randstreifen eingezeichnet, letztere liegen auf dem Grundstück, die Straße gehört nach Plan zur „Kolonie Solide“. Bebaut sind 1930 die Parzellen 2–46 (gerade, West) und 1–45 (ungerade, links, Ost) noch nicht, 1941 sind die Grundstücke teilweise bebaut (seit 1938 unter dem Straßennamen Im Rosengrund geführt). Die Straße liegt zwischen Triftstraße 89/91 zur Mariendorfer Allee 92/94. Im Adressbuch ist die zunehmend bebaute Straße des Bauvereins zwischen Triftstraße und Mariendorfer Allee unter Solide (Siedlung) aufgeführt und im Besonderen vor 1936 statt Straße 219 der von den Kolonisten genutzte Name Solidestraße. |
| Straße 220 Hauptstraße                  | nach 1924     | 11. Mai 1938  | → Haselsteig                  | Die Straße 220 ist auf Blatt 4035 der Karte 1930 für die „Kolonie Solide“ zwischen Mariendorfer Allee und Triftstraße mit einer Breite von zwölf (südlich) und im nördlichen Abschnitt 13 Meter eingezeichnet, bereits mit Doppelhäusern bebaut. In den Adressbüchern von 1926 bis 1938 ist Planstraße 220 nicht erwähnt, bis zum Adressbuch 1925 sind die Wohnhäuser unter Siedlungsstraße und bis zur Widmung 1938 als Hauptstraße innerhalb des Stichworts „Siedlung Rosenhöhe“ aufgenommen. Die Lage ist Mariendorfer Allee zum Triftweg, über Mittelstraße, nur einseitig liegt die Parkanlage und Rosenweg. 1938 (einmal Garten am Triftweg) sind 1–24 (fortlaufend, links) und 25–41 (fortlaufend, rechts) als bebaute Grundstücke aufgeführt. Im nächsten Adressbuch (1939) ist unter Rosenhöhe (Siedlung): „s. Haselsteig, Seerosensteig, Teichrosenpfad u. Wochenendweg“ eingetragen. |
| Straße 221 Mittelstraße                 | nach 1924     | 11. Mai 1938  | → Wochenendweg                | Die Straße 221 ist auf der Karte 1930 für die „Kolonie Solide“ geschwungen zwischen Straße 220 und Straße 223 mit einer Breite von 8,5 Meter eingezeichnet. Als Bebauung sind an jeder Seite drei Doppelhäusern aufgeführt. In den Adressbüchern von 1926 bis 1938 ist diese Planstraße nicht mit dieser Nummer, sondern innerhalb des Stichworts „Siedlung Rosenhöhe“ als Mittelstraße aufgenommen. Die Lage wird mit Hauptstraße, Rosenweg, Einfamilien-Siedlungshäuser auf 1–6, Baustelle (auf der Gegenseite), Straße C, Straße D, Baustellen, Hauptstraße. Im nächsten Adressbuch (1939) ist unter Rosenhöhe (Siedlung): „s. Haselsteig, Seerosensteig, Teichrosenpfad u. Wochenendweg“ eingetragen. |
| Straße 223                              | nach 1925     | 11. Mai 1938  | → Teichrosenpfad              | Die Straße 223 ist auf der Karte 1930 für die „Kolonie Solide“ (Kleinhaussiedlung Rosenhöhe) zwischen Straße 214 und Triftstraße mit einer Breite von 12,5 Meter eingezeichnet, noch unbebaut. Neben der ausgeführten Trasse, die im Bogen ostwärts zur Straße 221 anbindet ist eine 10 m westlicher liegende projektierte eingezeichnet. In den Adressbüchern bis 1938 ist diese Planstraße nicht unter dieser Nummer, sondern innerhalb des Stichworts „Siedlung Rosenhöhe“ aufgenommen. Die angegebene Lage 1938 gibt die ursprünglich anders vorgesehene Trassenziehung wieder. Aufgeführt sind in dieser Trasse einerseits Straße C zwischen Mittelstraße/ Straße D und Rosenweg mit einem Neubau, neun unnummerierten Wohnhäusern, dazu Baustellen und Parzellen. Nach Norden ergänzt durch die Straße D zwischen Mittelstraße/Straße C und Straße G, vorbei an Straße H neben Baustellen, mit dem Kosmehl’schen, Komnick’schen und Michael’schen Haus. Im nächsten Adressbuch (1939) ist (entsprechend den Benennungen von 1938) unter Rosenhöhe (Siedlung): „s. Haselsteig, Seerosensteig, Teichrosenpfad u. Wochenendweg“ eingetragen. |
| Straße 224                              | nach 1930     | 11. Mai 1938  | → Windröschenweg              | Die Straße 223 ist auf der Karte 1930 für die „Kolonie Solide“ zwischen Mariendorfer Allee und Straße 214 mit einer Breite von 12/13 Meter eingezeichnet, die Grundstücke sind parzelliert aber unbebaut. In den Adressbüchern bis 1935 ist diese Planstraße nicht aufgenommen, ab 1935 begann die Bebauung, so erfolgt mit dem Adressbuch 1936 der Eintrag in einem eigenen Stichwort. Die Lage ist Mariendorfer Allee zur Straße 214. 1936 sind fünf, 1937 und 1938 sieben Grundstücke im Adressbuch als bebaut, nach linke und rechte Seite aber ohne Nummerierung eingetragen. Diese Straße ist der „Kolonie Solide“, nicht jedoch der „Siedlung Rosenhöhe“ zugeordnet. |
| Straße 225 Straße H                     | nach 1925     | 11. Mai 1938  | → Kabelpfuhlweg               | Die Straße 225 ist auf der Karte 1930 für die „Kolonie Solide“ zwischen Straße 214 und über den gemeinsamen Platz (Platz E) mit Straße 227 an die Triftstraße mit einer Breite von 7 m an beiden Seiten 4 m breite Randstreifen eingezeichnet, parzelliert und unbebaut. Erstmals ist diese Planstraße mit dem Anliegernamen Straße H im Adressbuch von 1931 von Straße G und Platz E zu Straße D mit vier bebauten Grundstücken (Nr. 188, 192, 193, 207) eingetragen, 1934 sind es 19 bebaute Grundstücke (teilweise nach dem Hauseigentümer und teilweise auch nummeriert). Das Adressbuch 1938 führt zu Straße H als Lage zwischen Straße 226 und Platz E sowie Straße 214 (zuvor Straße D) an, neben Baustellen linke Seite sieben Wohnhäuser (nummeriert nur noch 188) und rechte Seite fünf Wohnhäuser alle sind unnummiert und benannt nach dem Eigentümer. Für das Adressbuch 1934 und 1935 ist unter Straße H auch ein Abschnitt zwischen Mariendorfer Allee (Haus 142 gehört zu ihr) und Triftweg/ Feldmark eingetragen an dem zusätzlich acht Grundstücke bebaut sind. Nach den Grundstückseigentümern in den Adressbucheinträgen ist die Trasse allerdings seit 1927 für die Straße G eingetragen. |
| Straße 226 Straße 227                   | nach 1925     | 11. Mai 1938  | → Walnußweg                   | Straße 226 und Straße 227 wurden bei der Benennung der Straßen im Siedlungsgebiet der Kolonie Solide zusammengefasst. Diese Zusammenfassung entspricht der von den Solide-Kolonisten genutzten „Buchstaben“straße G. Die Trasse ist die westlichste in der Kolonie Solide. Die Trassierung einer Straße 128 wurde bei den Umbenennungen vom Mai 1938 nicht ausgeführt und war zwar parzelliert aber vom Solide-Bauverein nicht genutzt. Auf dem Plan 4035 (1930) und 4036 (1931) ist Straße 226 der nördliche Abschnitt zwischen Straße 214 und Triftstraße und Straße 227 südlich zwischen Mariendorfer Allee und Straße 214 mit einer Breite von sieben Meter mit überwiegend unbebauten Parzellen eingezeichnet. Diese amtliche Bezeichnung der mit Nummerierung deckt sich im Verlauf der beiden Teile mit der Straße G die seit dem Adressbuch 1927 mit der Lage zwischen Mariendorfer Allee zur Feldmark eingetragen ist. Für 1927 sind auf der linken Seite drei und rechts zwei nach dem Eigentümer unterschiedene Wohnhäuser aufgenommen. Das Adressbuch 1931 gibt erstmals zur Feldmark hin den Triftweg und als querend die Straße D und am Nordende Straße H und links sieben (nummeriert sind 207, 209, 210) und rechts fünf (nummeriert sind 148 und 151) bebaute Grundstücke aufgeführt. Die Grundstücke sind bis 1935 der Straße G und 1936 bis 1938 der Straße 226/227 zugeschrieben. 1935 sind links elf und rechts acht bebaute Grundstücke neben Baustellen aufgenommen. Der Straße G ist im Übrigen die Mariendorfer Allee 55 (nach der Umstellung von Hufeisen- auf Orientierungsnummerierung als Wohnhaus 142) zugeordnet. |
| Straße 229                              | nach 1925     | vor 1930      | → Grüner Weg                  | Die Straße 229 ist im Adressbuch 1929 erstmals genannt mit 13 Neubauten ab Rudower Allee. An dieser sind in Zeilenbebauung 22 Neubauten in Richtung Buckow (rechts) und entgegengesetzt ebenfalls Neubauten (ohne Anzahl) aufgenommen. 1930 ist die Straße (östlich → Buschkrugallee) als Verlängerter Grüner Weg aufgenommen, von Rudower zu Parchimer Allee: linke Seite unbebaut, rechte Seite 2–34 stehen Sechsfamilienhäuser im Eigentum der „Berl. Ges. z. Förderung d. Einfamilienhauses Gemn. G.m.b.H“. 1930_6927 1931 ist der Zusatz „Verlängerter“ entfallen, mit gleicher Bebauung ist das Stichwort Grüner Weg notiert. |
| Straße 239                              | nach 1920     | 21. Apr. 1932 | → Blaschkoallee               | Die Straße 239 wurde als Verbindung zwischen Gradestraße und Stubenrauchring durch das unbebaute Gebiet südlich von Neubritz zum Dorfkern hin projektiert. Zuvor befand sich südlich der Hannemannstraße Körners Kiesgrube hier. nach deren Verfüllung (um 1909) war eine direkte Verbindung zwischen Akazienwäldchen und Krankenhaus in die Gradestraße möglich. Der Verlauf über den Westabschnitt des Stubenrauchrings und die Wilhelmstraße wurde entlastet. In Nord-Süd-Richtung war die Pintschallee projektiert, von der Straße 45 und Straße 46 durch Neubritz zum Ortsteil Neukölln geführt hätten. Die Straßenführung ist im Adressbuch 1933 unter Blaschkoallee zwischen Riese- und Chausseestraße aufgenommen, von ihr geht der Stubenrauchring ab und die projektierte Straße (Pintschallee) kreuzt. Unter Blaschkoallee 2 ist ein Wohnhaus der Stadt Berlin mit Stadtangestellten bewohnt aufgeführt. Im Übrigen wurde die Straßenbahn aus der eingleisigen Trasse Wilhelmstraße/Stubenrauchring zweigleisig durch die neu angelegte Blaschkoallee geführt. |
| Straße 246 Straße 246                   | nach 1925     | 1. Sep. 1983  | → Am Kienpfuhl                | Auf der Fläche der „Siedlung der Gemeinde Britz“ (Bauverein Solide) war östlich der Siedlung Solide (Straße 219 → Im Rosengrund) war nach Osten bis an die Eisengießerei (vorm.Keyling und Thomas) unbesiedelt geblieben. Auf dem Plan 4036 von 1930 war diese Fläche zwischen Triftstraße und Mariendorfer Allee / Marienfelder weg mit den Straßen 214 (längs), 215, 216, 217, 218 (querlaufend) projektiert und für eine Erweiterung vorgesehen. Die Planung trassierte Ende der 1930er Jahre Straße 217 und Straße 217a nach Norden ergänzend mit Straße 246 (→ Am Kienpfuhl) und östlich parallel die Straße 247 (→ Am Brandpfuhl) und quer dazu Straße 245 und denen abbiegenden Abschnitt von Straße 246. Demgegenüber findet sich allerdings im Adressbuch von 1935, 1936, 1937, 1938 die Straße 246 zwischen Triftstraße und Straße 217 auf der linken mit fünf Wohnhäusern und rechts unbebaut eingetragen, sowie Straße 247 in der Lage Triftstraße zu Mariendorfer Allee ebenfalls einseitig mit sieben bebauten Grundstücken. Im Adressbuch 1943 ist die Straße 246 von Triftstraße zu Straße 217 links mit Parzelle, sieben (nicht nummerierten, nach dem Eigentümer benannten) Wohnhäusern und einem Sommerhaus, rechts mit Gärtnerei aufgenommen. |
| Straße 266a                             | nach 1925     | 1. Dez. 1983  | → Wildspitzweg                | |
| Straße 272                              | um 1950       | 17. Nov. 1955 | → Bruno-Taut-Ring             | |
| Straße 274                              | nach 1925     | 27. März 1939 | → Rohrdommelweg               | |
| Straße 275                              | nach 1925     | 4. Jan. 1955  | → Kleiberweg                  | |
| Straße 278                              | nach 1950     | 17. Nov. 1955 | → Gutschmidtstraße            | |
| Straße 279                              | nach 1950     | 24. Mai 1958  | → Martin-Wagner-Ring          | |
| Straße 280                              | nach 1950     | 24. Mai 1958  | → Wesenberger Ring            | |
| Straße 282                              | nach 1950     | 17. Nov. 1955 | → Bruno-Taut-Ring             | |
| Straße 566                              | nach 1975     | 1. Sep. 1988  | → Kielingerstraße             | Die Straße war mit dem Bau des Schneckenhauses und der Änderung der Trassierung projektiert worden. Weitere Angaben finden sich in der obigen Liste, teilweise unter Ortolanweg |
| Straße 575                              | nach 1970     | 1. Juni 1975  | → Haarlemer Straße (Nordende) | Für das nördliche Ende der Haarlemer Straße wurde beim Aufbau des OSZ für die vormals zum Delfter Ufer (Teltowkanal) angedachte Trasse ein Bogen zur Buschkrugallee als Straße 575 mit dem Bebauungsplan XIV-80a projektiert und schließlich einbezogen. |
| Straße 605                              | nach 1980     | 1. Apr. 1983  | → Sangerhauser Weg            | Die geänderten Trassierungen des Massiner Wegs im Südwesten vom Britzer Garten bei der Planung für die BUGA 1985 wurden nach Bebauungsplan mit 605 und 605a aufgenommen. Schließlich wurden die Bauarbeiten beider Trassen 1983 für den Sangerhauser Weg ausgeführt. |
| Straße 608                              | nach 1980     | 1. Sep. 1987  | → Am Irissee                  | Die Straße gehörte zu den Planungen in Vorbereitung der Bundesgartenschau 1985. Weitere Angaben finden sich in der obigen Liste |
| Straße 617                              | nach 1990     | 26. Juni 1995 | → Am Bergpfuhl                | Die Straße 617 war die Planstraße nach Bebauungsplan und war vom Koppelweg nach Süden U-förmig für die Neubausiedlung projektiert. Die Fläche des Bebauungsplans zwischen Am Kienpfuhl und Am Brandpfuhl vom Koppelweg (63–83) aus unbebauter Fläche von Gartenbauunternehmen wurde parzelliert und von einem Immobilienunternehmen für freistehende Einfamilienhäuser verkauft. Eine Straße 616 ist im gleichen Bebauungsplan zwischen Am Brandpfuhl 18/20 für 120 Meter nach Westen abgehend mit einem 100 Meter langen Anschluss zwischen Mohriner Allee 72 und 74. Diese wurde nicht umgesetzt, sondern erschließt als Stichstraße Mohriner Allee 66e, 66f und 68e, 68f und endet vor einem Gartencenter Mohriner Allee 72. |
| Straße nach Britz                       | um 1858       | vor 1895      | Chausseestraße                | Auf der Karte von 1857 war die Trasse ohne Bezeichnung eingetragen. Bereits 1859 war die Trasse vom Cottbusser Thor (Kreuzberg) bis nach Britz als „nach Britz“ eingezeichnet. Im Stadtplan von 1877 war zur Karlsgartenstraße Hermannstraße angegeben. Der Neuköllner Abschnitt der Hermannstraße wurde zwischen 1875 und 1876 benannt. Ihre Verlängerung zur Werderstraße hieß weiterhin Straße nach Britz. Um 1900 führte die Hermannstraße zur Werderstraße in Britz, die Straße nach Britz wurde in Neukölln zwischen 1894 und 1900 in die Hermannstraße einbezogen. Die Verlängerung der Hermannstraße in Britz wurde als Chausseestraße ausgewiesen. |
| Stubenrauchring                         | 24. Juni 1910 | 14. Feb. 1950 | → Alt-Britz                   | Die Ringchaussee wurde 1910 in Stubenrauchring von der Karlstraße in Britz zur Kreuzung Rudower Straße (→ Buschkrugallee) / Späthstraße nach dem Kommunalpolitiker Ernst von Stubenrauch benannt. Am 21. April 1932 wurde der östliche Teil des Stubenrauchrings von der Riese- zur Rudower Straße (mit Straße 239) in Blaschkoallee umbenannt, wodurch zwischen Späth- und Gradestraße eine durchgehende Verbindung ergänzt wurde. Der westliche Teil verblieb als Stubenrauchring vom 21. April 1932 bis 1950, als er zu Alt-Britz einbezogen wurde. |
| Triftstraße                             | vor 1900      | 14. Feb. 1950 | → Koppelweg                   | Eine Verbindung von Britz nach Mariendorf in der Trasse der Triftstraße ist schon lange in den Karten vermerkt. Mit der Bebauung an der Chausseestraße dürfte die Trift, der vormalig als Viehtrieb genutzte Pfad, nach West den Namen gegeben haben. Die Triftstraße steht im Adressbuch 1896 von der Chausseestraße mit den Grundstücken 1–12 (fortlaufend, links) und 13–17 (18 = Haulick’sches Haus). Die weitere Führung lautet „nach Mariendorf“, beispielsweise 1901 schon Weg nach Mariendorf. Auf Grundstück 9 steht das Armenhaus und zwischen 5 und 6 liegt der Zugang zum Gemeindefriedhof Britz. Nach Adressbuch 1912 kreuzt (erstmals) die Rixdorf-Mittenwalder Eisenbahn (zwischen 9/10 und 14/14a). Auf den Karten im Adressbuch sind für die Fläche von Britz-West an der verlängerten Triftstraße projektierte Trassen nach Nord bis zum Sorgen-Weg und südlich bis zur Mariendorfer Chaussee aufgenommen. Die Siedlungen der Gemeinde Britz kamen im Ersten Weltkrieg trotz der Lage unweit vom Bahnhof Britz nicht so zustande. Mit der Bildung von Groß-Berlin 1920 ging die Planungshoheit an die Reichshauptstadt. Ende der 1920er und Beginn der 1930er Jahre entstand die Solide-Siedlung (Bauverein Solide, Solidestraße) zwischen Triftstraße und Mohriner Allee (damals: Mariendorfer Allee). Bauherr war eine „Wirtschaftsgenossenschaft Siedlg. am Marienfelder Weg“ und der Bauverein Solide. So entstand sukzessive die Siedlung Rosenhöhe mit eigenständig benannten Privatstraßen, die dann auch amtliche Plannamen erhielten. Am Nordrand der Siedlung Rosenhöhe ist der Triftweg im Adressbuch aufgenommen. Eine amtliche Bezeichnung war wohl, die an anderer Stelle genutzte, Verlängerte Triftstraße. Die Karte von 1926 zeigt schon die Trassen des späteren Straßensystems des Bauvereins Solide zwischen und Verlängerter Triftstraße im Grenzbereich zwischen Britz und Mariendorf. Die Grundstücke an der Nordseite wurden zu Kolonien, die Bezeichnung Triftstraße bis an die Bezirksgrenze (Tempelhof, Ortsteil Mariendorf) verblieb bis 1950. Grund der Umbenennung dürfte auch sein, dass es in Groß-Berliner Ortsteilen mehrere Triftstraßen gab. Die Umnummerierung der Triftstraße von Hufeisennummerierung (bis kurz über die Bahnlinie) auf eine durchgehende Orientierungsnummerierung bis zur Bezirksgrenze erfolgte in den 1930er Jahren. |
| Uferstraße                              | 14. Juni 1908 | 18. Sep. 1911 | → Treseburger Ufer            | Mit dem Bau des Teltowkanals waren die Uferbereiche strukturiert. Im Bereich um die Germaniapromenade von Neubritz wurde am nördlichen Ufer zwischen den Britzer Nord-Süd-Verbindungen Tempelhofer Weg und Britzer Damm (damals Chausseestraße) die Uferstraße angelegt. Die Trasse erhielt die Bezeichnung Straße B des Bebauungsplanes. Sie verlief in einem Abschnitt des 1911 benannten Treseburger Ufers, und zwar vom Tempelhofer Weg zur Chausseestraße (→ Britzer Damm). Sie ist auf der Karte von 1907 als angelegt ausgezeichnet, andere Straßen des Quartiers erst als Projekt. Im Adressbuch 1908 ist sie erstmals aufgeführt in der Lage Chaussee-, Carl-Elsasser-Straße, Tempelhofer Weg und bebaut mit einem Mehrparteienhaus des Gastwirts Kaatz. Im Adressbuch 1910 in gleichem Ausbauzustand allerdings mit einer Straße 148 als Querstraße. Die Karte im Adressbuch zeigt die Trasse der Uferstraße weiter nach West bis an die Gemarkung Tempelhof. Als Trasse im Bebauungsplan ist sie Straße B benannt. 1912 ist der Name Treseburger Ufer im Adressbuch aufgenommen mit zwei Wohnhäusern zum Tempelhofer Weg hin. Im Übrigen ist zu beachten, dass der Transport von Schiffen auf dem Teltowkanal Treidelbahnen nutzte, die teilweise am Kanalufer auf Gleisen entlang fuhren. |
| Werderstraße                            | vor 1885      | 2. Nov. 1955  | → Wederstraße                 | Die Straße wurde nach dem preußischen Militär August Graf von Werder benannt und wegen der Mehrdeutigkeit des Straßennamens in Groß-Berlin 1955 wurde der Name durch Weglassen des „R“ nach einer lokalen Persönlichkeit geändert. Der Straßenzug verband in der Siedlung Neubritz die Chausseestraße mit der Rudower Straße. Im Adressbuch 1928 sind in dieser Lage die Grundstücke 1–29 über die Rungiusstraße hinweg 33–49 (fortlaufend) zur Rudower Straße und rückläufig 50–89 mit Mehr- und Einfamilienhäusern, einem Holzplatz, einer Stallung (71), Baugeschäft und Holzplatz, teilweise als Gartengrundstücke und drei als Baustelle bezeichneten unbebauten Grundstücken genannt. |
| Wilhelmstraße                           | um 1900       | 14. Feb. 1950 | → Pätzer Straße               | |
| Wilhelmplatz                            | vor 1899      | nach 1943     | entfallen                     | Der Platz an der Kreuzung der Dorfstraße mit der Kirch-/ Parkstraße (→ Alt-Britz, → Fulhamer Allee) hieß Wilhelmplatz, mitunter wurde der Name auf den gesamten Anger zwischen Carl- (→ Backbergstraße) und Dorfstraße bezogen, so auch auf den Karten in den Adressbüchern. Im Adressbuch 1925 ist die Angabe Karlstraße und Dorfstraße (unbebaut) und das südliche Ende der Karlstraße endet am Wilhelmplatz. 1925 ist das Schulhaus am Wilhelmplatz (Realschule, Höhere Mädchenschule, Oberschule für Knaben, → Filiale der Fritz-Karsen-Schule) ist als Kirchstraße 9 adressiert. Der Platz ist im Pharusplan und im Adressbuch 1943 noch verzeichnet, andererseits fehlt die Bezeichnung bereits auf dem amtlichen Blatt 4028 von 1931 des „Stadtplans vo Berlin“. |

## Weitere Örtlichkeiten in Britz

### Kleingartenanlagen (Kolonien)

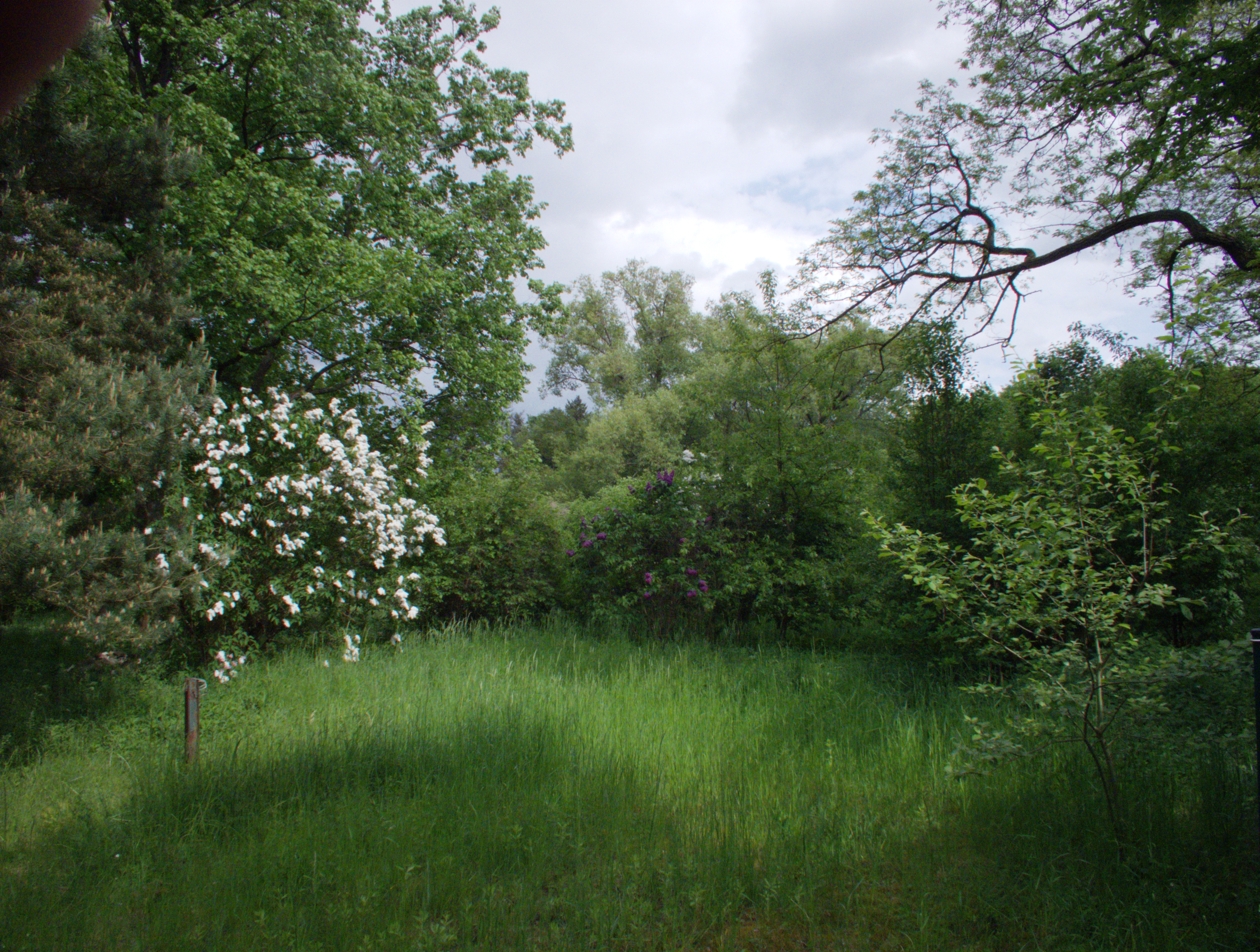
Der Kienpfuhl zwischen KGA und NME

Neben kleineren Anlagen im Norden von Britz liegen die großen Kleingartenkolonien vorwiegend im Südosten zwischen den Ortsteilgrenzen am Teltowkanal (Baumschulenweg) und auf den „Britzer Wiesen“ am Ortolanweg (Buckow) bis an die Johannisthaler Chaussee (Rudow) sowie im Südwesten beiderseits vom Britzer Garten und südlich an den Nachbarortsteil Buckow grenzend. Im Kleingartenentwicklungsplan ist die Sicherungsstufe von KGA abhängig von Bebauungsplänen und Flächennutzungsplan festgelegt.
Schon im 19. Jahrhundert begann die Bewegung der Kleingärten (Bezirksverband Berlin-Süden der Kleingärtner e. V. 1901) auch in Britz (bis 1897 als „Armengärten“), die Devise „Gärten statt Geld“ sollte Eigenversorgung anregen. Die Bodenspekulation der Gründerzeit wurde durch die „Kleinpachtlandordnung“ beschnitten und das Erfordernis nach dem Ersten Weltkrieg brachte aus Wohnungsnot Laubenkolonien (Dauerkleingartenkolonie) für die das „Rote Kreuz“ und die „Arbeiterbewegung“ fördernd waren. Manche Umwidmung von Gartengrünland wurde verhindert, andere Flächen mussten weichen, in Britz sind nach dem Bau der Neuen Späthstraße und des Autobahndreiecks seither große Flächen nach Entwicklungsplan dauerhaft gesichert eingestuft. Die beiden größten zusammenhängenden KGA-Gebiete befinden sich nordwestlich vom Ortskern im Pfuhlbogen (Reh-, Krummer-, Eckerpfuhl) zwischen Koppelweg und Bahnlinie, sowie im Südosten auf den Britzer Wiesen.
Kleingartenanlagen werden als einheitliche postalische Adressen über Straßennamen zugeordnet, innerhalb der Kolonie bestehen oft Namen für die (privaten) Anlagenwege über die Parzellen zugeordnet werden. Zuständig ist der jeweilige Verein oder Träger der Anlage, so haben einige Kolonien eine nummerierte Wegestruktur (Form Weg 1, Weg 2) oder die Parzellen sind ohne weitere Gliederung durchnummeriert. Mit der Überarbeitung der Grundstückslagen für die bundesweite Einführung des computergestützten Liegenschaftskatasterinformationssystems blieben in Neukölln die vorhandenen Benennungen erhalten. Für einige KGA werden die Anlagenwege aufgeführt.
| KGA, Kolonie                   | Lage                               | Anzahl Parzellen | Größe [ha]         | Anmerkungen |
| ------------------------------ | ---------------------------------- | ---------------- | ------------------ | --- |
| KGA „Alpental“                 | Späthstraße 30 (Lage)              | 048              | 0001,6 landeseigen | Die Anlage liegt hinter dem vormaligen Pumpwerk Britz der Berliner Stadtentwässerung an der (alten) Späthstraße hin zum Weg auf der Trasse der vormals projektierten Straße 26a. Nach Adressbuch 1943 ist das Grundstück 29/30 als Baustelle vermerkt, die Gartenkolonie wurde um 1950 angelegt. Anfang der 1980er Jahre wurde das Pumpwerk erweitert, wodurch Parzellen auf 0,3 ha aufgehoben wurden. |
| KGA „Am Buschkrug“             | Buschkrugallee 175 (Lage)          | 421              | 0017,8 landeseigen | Die Anlage besteht seit Beginn der 1929 als Dauerkleingartenkolonie. Sie wird im Süden von den Wohnbauten im Norden der Parchimer Allee begrenzt (im Ostabschnitt vormals als Straße 230), den Nordostrand bildet ein Weg auf der Trasse der bis zum Anfang der 1950er Jahre projektierten Straße 26a. Der Sportplatz an der Buschkrugallee lag von Beginn an nicht auf der Koloniefläche. Die Anlagenwege der KGA sind als „Zeile“ mit fortlaufender Nummer benannt. Zeile 1 und Zeile 13 haben Zugang zur Buschkrugallee, Zeile 17 zur Parchimer Allee, zu der von Zeile 24 ein Hausdurchgang besteht, von dem Weg auf der Trasse Straße 26a besteht Zugang zur Zeile 13. |
| KGA „Am Delfter Ufer“          | Haarlemer Straße (Lage)            |                  | 0001,17            | Aufgehoben für den Bau des OSZ Informations- und Medizintechnik. Eine Siedlungsfläche mit den Grundstücken Haarlemer Straße 45a–45g ist teilweise bebaut, teilweise mit Kleingärten zwischen dem Sportplatz des OSZ, der südlich angrenzenden Gewerbefläche (51, Holzpossling) und dem Teltowkanal (vormals: Delfter Ufer) verblieben. Diese Siedlung ist auf einer sieben Meter breiten Zufahrt (außer Anlieger, gesperrt) erreichbar. |
| KGA „Bartas Grund“             | Späthstraße 35 (Lage)              | 044              | 0001,7 landeseigen | Die Anlage liegt zwischen der Gewerbefläche (vormals Kolonie „Wiesengrund“) und „Therese Dähn“ und erstreckt sich mit dem mittleren Zugangsweg von der Späthstraße zum Weg auf der Trasse von Straße 26a. 1897 gründete Carl Weder mit dem Rentier Carl Barta und mit dem Kaufmann Wilhelm Schubert in Rixdorf den „Landerwerb- und Bauverein Eintracht“ dessen Vorsitzender Weder wurde. Im Adressbuch 1943 ist Späthstraße 35/36 im Eigentum des Kolonialwarenhändlers Zenske, 37 (auch 40/41) als Laubengelände und 33/34 als Baustelle eingetragen. |
| KGA „Blaschkotal“              | Hannemannstraße 59 (Lage)          | 050              | 0001,8 landeseigen | Nördlich der Blaschkoallee gelegen wird sie durch die (nicht realisierte Trasse) des vormals längeren Priesterwegs von der KGA „Morgentau“ getrennt. Die Kolonie Blaschkotal als tiefer gelegtes Schrebergartenkarree liegt 5 bis 7 Meter unterhalb des Niveaus der Hannemannstraße. Die Vertiefung ist indirekt auf die eiszeitliche Gletscherwanderung zurückzuführen. Der Grundbesitzer Fritz Körner wusste, dass unter dem „Brandenburger Schnee“, wie die Pferdekutscher den befahrenen Sand nannten eine Kiesbank lag. Die von ihm betriebene Kiesgrube an der Hannemannstraße erstreckte sich bis auf das Areal der heutigen Blaschkoallee, die deshalb früher südlich der Grube in die Straße Alt-Britz mündete. |
| KGA „(Am) Braunschweiger Ufer“ | Holzmindener Straße (Lage)         | 036              | 0001,0 landeseigen | Die Kleingartenanlage am Ufer des Teltowkanals und den Wohnhäusern der Holzmindener Straße ist eine Restgartenfläche der vier Hektar großen „BVG-Kolonie“ nördlich vom Straßenbahndepot Britz (Wussowstraße 22/38) grenzte an die Gartenarbeitsschule Britz (Wussowstraße 20). Sie war in den Nachkriegsjahren wichtig zur Nahrungsselbstversorgung von BVGern. Auf dieser Kleingartenfläche wurde Anfang der 1960er Jahre die Verlängerung der Holzmindener Straße und die Straße 479 projektiert, die Anlage aufgelöst und mit Wohnhäusern bebaut. |
| KGA „Britz am Wiesenweg“       | Stelzenweg 5 (Lage)                | 157              | 0006,2 landeseigen | Die KGA wird vom Teltowkanal, dem Hochspannungsweg, durch den Stelzenweg (ehemals als Straße 26 projektiert) von der KGA „Britzer Wiesen“, im Westen von „Hasenheim“ und im Nordwesten von der KGA „Edelweiß“ begrenzt. In Längsrichtung liegt (am Teltowkanal) der Martin-Mehrlein-Weg, landwärts östlich parallel vom Kirschen-, Birnen-, Himbeer-, Pflaumenweg und dieser westwärts vom Erdbeerweg fortgesetzt, am Rand der Anlage durchgehend der Apfelweg. Vor dem Hochspannungsweg parallel in der Anlage liegt der Lange Wegs zwischen Apfel- und Kirschenweg, und parallel bis schräg nach Nordwest folgen Kirsch-, Mittel-, Bauernweg und Rosen- (aus der KGA Hasenheim heraus), Flieder- und Schmaler Weg. In der KGA gibt es noch sieben Parzellen mit Wohnlauben, da die Pächter noch Dauernutzungsrecht aus der Nachkriegszeit besitzen. |
| KGA „Britzer Wiesen“           | Parchimer Allee 3 (Lage)           | 444              | 0021,1 landeseigen | Der Verein wurde am 5. September 1940 gegründet und am späteren Ortolanweg entstanden 380 Parzellen. Meist Bewohner die durch Kriegseinwirkung ihr Dach über den Kopf verloren hatten, sie erhielten Dauerwohnrecht, doch es gibt keine Parzelle mehr mit Dauerwohnrecht. Die Kolonie liegt zwischen dem Weg der vormals projektierten Straße 26a (Nordwest) und Ortolanweg im Südost, wo die Parkplätze liegen. Der Hochspannungsweg kreuzt die Anlage zum ihm parallel liegen nach Südost: Spargel-, Kraut-, Rüben-, Salatweg. Längs durch die Gärten führt der Birkenweg und begrenzt wird sie zum Teltowkanal zu von Bohnen-/ Maulbeerweg. Querwege sind vom Hochspannungsweg Richtung Parchimer Allee: Weinreben-, Mispel-, Hagebutten-, Erdbeer-, Stachelbeer-, Johannisbeer-, Himbeer-, Bromberweg, gefolgt vom durchgehenden Holunderweg, weiter Kirschen-, Aprikosen-, Pfirsich-, Quitten-, Birnen-, Apfelweg. Als postalische Adresse ist die gesamte Kolonie als Parchimer Allee 3 benannt, die Anlagenwege sind lediglich zur Zuordnung der Parzellen intern festgelegte Privatweg der Ansiedler. |
| KGA „Buschkrugtal“             | Scheveninger Straße 21 (Lage)      | 011              | 0000,4 landeseigen | Das (1958) unbebaute Grundstück von der Buschkrugallee 99/101 wurde um 1960 mit dem Finanzamt Neukölln Süd bebaut, wobei die Innenfläche der Bauten der umgebenden Straßen frei blieb. Dieser Platz wurde in den 1970er Jahren für elf Kleingärten genutzt, jedoch ist der Bestand nicht gesichert. |
| Siedlung „Deutsche Scholle“    | (Martin-Mährlein-Weg) (Lage)       |                  | 0001,7             | Sie ist nicht im Kleingartenentwicklungsplan erfasst und liegt am Teltowkanal östlich der verlängerten Parchimer Allee. Im RBS-Verzeichnis ist sie als „Siedlung Deutsche Scholle“ aufgenommen. Begrenzt wird sie im Westen von der KGA „Friedensgarten 1“ im Süden vom Stelzenweg entlang der KGA „Britzer Wiesen“ und im Osten grenzt die „Siedlung Zum Berggeist“ und die KGA „Edelweiß“. Die Gartenanlage unterliegt nicht dem Bundeskleingartengesetz, sondern als Baufläche den Bestimmungen des BauGB. |
| KGA „Edelweiß“                 | Stelzenweg 1 (Lage)                | 205              | 0008,4 landeseigen | Südlich der KGA liegt die KGA Britzer Wiesen durch den Stelzenweg getrennt, der Mitte des 20. Jahrhunderts als Straße 26 zur Bebauung projektiert war. Im Nordwesten schließt die „Siedlung Berggeist“ und nach Südost „Britz am Wiesenweg“ an. Vom Teltowkanal (Martin-Mehrlein-Weg, Teltowkanalweg) nach Südwest liegt der Hauptweg, der von Wasserweg, Hoher Weg, Breiter und Langer Weg gekreuzt wird. Diese Wege sind Privatwege der Gartenanlage und keine eigenen postalischen Adressen. |
| KGA „Einigkeit“                | Buschkrugallee 85 (Lage)           | 022              | 0000,5 landeseigen | Die Fläche der Anlage im Bogen der Haarlemer Straße zur Buschkrugallee ist eine Gewerbereservefläche. Auf Buschkrugallee 87 Ecke Zaandamer Straße besteht eine gewerbliche Nutzung. Der Schutzstatus wurde 2014 um sechs Jahre verlängert. |
| KGA „Feldschlößchen“           | Späthstraße 38 (Lage)              | 030              | 0001,0 landeseigen | Die Anlage grenzt an KGA „Martha Baer“ und dem Siedlerverein Harmonie in einem 50 m breiten Streifen vom Teltowkanal (Martin-Mährlein-Weg). Im Adressbuch 1943 liegt zwischen Laubengelände (37, 40/41) das Grundstück des 38/39 des Handelsvertreters Heyer. In den 1980er Jahren waren nur kanalnahe 2700 Quadratmeter als Gartenkolonie genutzt, die Ausdehnung zum Zwischenweg in der Trasse von Straße 26a erfolgte erst in den 1990er Jahren. |
| KGA „Friedensgarten 1“         | Parchimer Allee 1b (Lage)          | 055              | 0002,6 landeseigen | Die Kolonie wurde 1906 an der Grenzallee gegründet, kurze Zeit später erfolgte der Umzug nach Britz auf ein Areal der Kolonie Frischauf. Danach wurde die Pachtfläche daneben gebunden. Diese Lageänderung „hatte viel mit Pachtverträgen zutun, da zu damaliger Zeit dieses Gelände, von der Späthstraße bis zu der Johannisthaler Chaussee noch Felder waren und Bauern gehörte oder schon an private Pächter vergeben war“. Pachtkonditionen mussten privat ausgehandelt werden. Das Gelände wurde parzelliert und die Einzäunung jeder Parzelle erfolgte zu Lasten der Pächter. Eine Einweihungsfeier fiel durch den Beginn des Ersten Weltkriegs aus. Nach der Stabilisierung brannten im Zweiten Weltkrieg durch Bomben mehrere Lauben ab. Mit dem Mauerbau 1961 waren West-Berliner Bürger schlagartig von Erholungsgebieten im Umland abgeschnitten. Neben dem zentralen Festplatz (Vereinsheim) werden die Parzellen vom Hauptweg im Nordteil vom querliegenden Amselweg erschlossen. Zwischen der „Siedlung Deutsche Scholle“ und der KGA Frisch Auf erstreckt sich die Anlage vom Teltowkanal (Martin-Mährlein-Weg) zur Trasse der Straße 26a. Die Straße 230 in Verlängerung des Grünenwegs zum Teltowkanal war in den 1940er Jahren über die Nordwest-Fläche der Kleingartenanlage (Laubenkolonie Späthstraße 40) geplant. Dieses Straßenprojekt wurde allerdings mit dem weiteren Wohnungsbau an der Parchimer Allee aufgegeben. |
| KGA „Friedland 1“              | Mohriner Allee 73b (Lage)          | 052              | 0002,2 landeseigen | Die Anlage ist durch den Bebauungsplan am Rand des Britzer Gartens zwischen einer Verlängerung des Massiner Wegs und den Gartencentern an der Mohriner Allee im Bestand gesichert. Die Anlage liegt zwischen Roetepfuhl und Bunker 45 m ü. NN (Landeshaupthöhenpunkt). Der Zugang zur Kolonie ist ein schmaler Weg ab Mohriner Allee 73 und 75. Im Südosten grenzt sie an den Massiner Weg. Sie wurde nach dem Zweiten Weltkrieg auf der Fläche zwischen Marienfelder Weg und der lediglich projektierten, aber aufgehobenen Straße 264 angelegt. |
| KGA „Friedland 2“              | Mohriner Allee 81 (Lage)           | 044              | 0002,2 landeseigen | Die Anlage ist durch den festgelegten Bebauungsplan XIV-47e vom 30. August 1983 am Rand des Britzer Gartens zwischen einer Verlängerung des Massiner Wegs und den Gartencentern an der Mohriner Allee im Bestand gesichert. Die Anlage liegt zwischen Kolonie 33 und dem Aussichtsberg im Britzer Garten 63 m ü. NN. |
| KGA „Friedland III“            | Sangerhauser Weg 12 (Lage)         | 101              | 0004,3 landeseigen | Die Anlage ist durch den Bebauungsplan am Südrand des Britzer Gartens zwischen Sangerhauser Weg und der Bezirksgrenze zu Tempelhof im Bestand gesichert. Die Anlage liegt an der Bezirksgrenze Tempelhof zwischen Sangerhauser Weg und Britzer Garten (vorher der Breitunger Weg). Der ursprüngliche Verlauf des Massiner Wegs findet sich als Friedlandpromenade unter den Anlagenwegen, parallel dazu liegt der Brunnenweg, während Neuer-, Haupt- und Grüner Weg (NO zu SW) kreuzen. Der bereits bestehende Pflanzenverein gab sich bei seiner Gründung im Jahre 1919 nach dem Ersten Weltkrieg den Kolonienamen „Friedland III“. In Nachkriegszeiten wurden Roggen, Kartoffeln und Gemüse angebaut. Das Gelände verpachtet die Britzer Dorfkirche an die Landpachtgenossenschaft, 1924 kündigte die Kirche das Pachtverhältnis und es wurde ein neuer Vertrag mit dem gegründeten Verein geschlossen. Nach der Inflation kam Arbeitslosigkeit und Wohnungsnot und mit Zustimmung der Kirche bauten die ersten Kolonisten eine Wohnlaube. |
| KGA „Friedland 33“             | Mohriner Allee 79 (Lage)           | 045              | 0002,0 landeseigen | Die Anlage ist durch den festgelegten Bebauungsplan XIV-47e vom 30. August 1983 am Rand des Britzer Gartens zwischen einer Verlängerung des Massiner Wegs und den Gartencentern an der Mohriner Allee im Bestand gesichert. Die Anlage liegt zwischen Kolonie II und dem Bunker 45 m ü. NN (Landeshaupthöhenpunkt). |
| KGA „Frisch Auf“               | Parchimer Allee 1a (Lage)          | 042              | 0001,8 landeseigen | Die Anlage liegt in einem 60 m breiten Streifen vom Teltowkanal zwischen Kleingartenanlage „Friedensgarten“ und KGA „Martha Baer“. Die Straße 230 in Verlängerung des Grünenwegs zum Teltowkanal war in den 1940er Jahren über die Fläche der Kleingartenanlage (Laubenkolonie Späthstraße 40) geplant. Dieses Straßenprojekt wurde allerdings mit dem weiteren Wohnungsbau an der Parchimer Allee aufgegeben. |
| KGA „Goldregen“                | Buckower Damm 70 (Lage)            | 340              | 0013,5 landeseigen | Die Kolonie wurde 1932 gegründet. Die Kolonie liegt am Buckower Damm im Süden grenzt die KGA „Zur Windmühle“ und im Westen „Am Marienfelder Weg“, im Norden seit Mitte der 1950er Jahre die Siedlung Neumarkplan. Der Zugang zur Kolonie ist vom Buckower Damm und, erschlossen werden die Parzellen der Anlage durch Weg 1–4 vom Buckower Damm und vom Weg 8, der von Westen über die Straße 174 erreicht wird, abgehend Weg 5–7, 9, 10. |
| KGA „Guter Wille“              | Koppelweg 102 (Lage)               | 411              | 0016,9 landeseigen | Die Dauerkleingartenanlage Guter Wille ist 1922 als „Naturfreunde- und Pflanzerverein Guter Wille“ gegründet worden. Der Magistrat der Stadt Berlin hatte Land an der Triftstraße zur Parzellierung freigegeben. Das „Lindnerische Gelände“ kam 1935 nach Parzellierung von Bauer Lindner hinzu, so ist die Anlage die viertgrößte im Süden Berlins. Im Westen wird sie von der Tempelhofer Bezirksgrenze (Mariendorf) und im Süden vom Koppelweg umgeben, das Gartengelände geht in die KGA „Ostelbien“ und „Roseneck“ über und der Schlangenweg trennt von der Kolonie „Unland“. Parallel nach Westen folgen Finken-, Kuckucks-, Lindener-, Resda-, Kirschweg, die durch den Apfelweg verbunden sind. Zwischen dem durchgehenden Am Roseneck und der Rosenallee liegt An der Ribishecke, und weiter Fliedersteg (nordwärts), Nelkenweg (nach Süd), Lilieneck (nach Süd) jeweils dem Ost-West-Weg „Zu den Kastanien“, dem parallel in Richtung Koppelweg liegen noch Astern- und Dahliensteg. |
| KGA „Hasenheim“                | Stelzenweg 3 (Lage)                | 050              | 0001,9 landeseigen | Die KGA ist im Osten von „Britz am Wiesenweg“, im Osten von KGA „Edelweiß“ umschlossen und grenzt über den Stelzenweg hinweg an die KGA „Britzer Wiesen“. Sie gehört zu den Städtischen Kleingärten die zwischen Teltowkanal und Gemarkung Buckow auf den Britzer Wiesen (vor dem Teltowkanalbau ein Feuchtgebiet) angelegt wurden. Längs erschlossen durch den Rosenweg (fortgesetzt in der Nachbar-KGA) liegen zu diesem Weiden- und Dahlienweg quer. |
| Siedlerverein „Harmonie“       | Späthstraße 37 (Lage)              |                  | 0001,9             | Der Siedlerverein unterliegt nicht dem Bundeskleingartengesetz als KGA, sondern ist nach BauGB eingeordnet. Er liegt vom Teltowkanal (Martin-Mährlein-Weg) nach Süden zwischen „Therese Dähn“ und KGA „Feldschlößchen“ an den Mittelweg zur KGA „Am Buschkrug“. Am 9. Dezember 1994 erfolgte nach Straßenverzeichnis eine Umbenennung „Siedlerverein Harmonie e. V.“ in KGA „Harmonie“. |
| KGA „Heimaterde“               | Breitunger Weg 46 (Lage)           | 722              | 0036,2 landeseigen | Die Kolonie war zu Beginn der 1930er Jahre als Fläche für Dauerkleingarten mit dem Parkfriedhof projektiert worden, nachdem der Flugplatz Britz nicht realisiert worden war. Spätestens in den Nachkriegsjahren war die KGA im Südwesten entlang vom Mariendorfer Weg (→ Breitunger Weg) erweitert worden. Die anderen Begrenzungen sind der Sangerhauser Weg (NW), Britzer Garten und Heimbsbrunner Straße (in Buckow und auf der vormaligen KGA „Sonnenblume“ bebaut). Die Ortsteilgrenze wurde um 1980 über den Hochspannungsweg so verschoben, dass die gesamte KGA zu Britz gehört. Längs neben dem Breitunger Weg liegen Wildrosen- und Haselnußweg, beide durchgehend zwischen Sangerhauser und Hochspannungsweg. Die nicht durchgehenden Anlagenwege sind ohne Zusatz wie ‚-weg‘ nach gartennahen Pflanzen und Vögeln benannt. Von den Grundstücken am Sangerhauser Weg (damals Massiner Weg am Nordwestrand) an beginnen die mit den Zugangswegen erschlossenen Parzellen: Apfel, Birne, Kirsche, Stachel-, Johannis-, Himbeere, Weidenweg (durchgehend zum Breitunger Weg), Amsel, Drossel, Fink, Star, Meise, Specht, Kuckuck, Schlehdornweg (quer durchgehend), Maiglöckchen, Schneeglöckchen, Narzisse, Tulpe, Begonie, Edelweiß (im Bogen zum Hochspannungsweg in Hortensie führend), Alpenrose (im beiderseitigen Bogen zum Hochspannungsweg in Stiefmütterchen und Flieder übergehend). Die vormals verlaufende Hochspannungsleitung ändert die Parzellenwegrichtung, die von Südwest nach Nordost südlich und teilweise nördlich vom Hochspannungsweg liegen: Krokus, Geranie, Hortensie, Stiefmütterchen, Rittersporn (er ist auch Zugang für die Parzellen im Südwesten zu den Buckower Randstraßen hin), Veilchen, Vergissmeinnicht, Flieder und genaugenommen wiederum Rittersporn. Zudem verlief die Fortsetzung des Rittersporn außerhalb der Anlage am Nordostrand zum projektierten Bereich des Friedhofs entlang, der seit 1985 vom Britzer Garten bedeckt wird. |
| KGA „Ideal 3“                  | Stelzenweg 7 (Lage)                | 208              | 0007,4 landeseigen | Die Anlage liegt im Osten des Ortsteils und grenzt an die Johannisthaler Chaussee und an den Teltowkanal. Sie gehört zu den Städtischen Kleingärten, die auf den Britzer Wiesen angelegt wurden. Die folgenden Wege sind der Postadresse der Anlage zur Angabe der Parzellen nachgelagert. Vom Teltowkanal zum Stelzenweg gerichtet begrenzen der Krokus- (SO) und der Lilienweg (NW), dazwischen liegt der Asternweg zwischen den kreuzenden (von N nach SW) Tulpen-, Nelken-, Rosen-, Dahlien- und Resedaweg. |
| KGA „Kurt Pöthig“              | Breitunger/Sangerhauser Weg (Lage) | 614              | 0030,6 landeseigen | Die Anlage liegt südwestlich am Breitunger Weg bis an den Quarzweg, der allerdings bereits zu Buckow gehört. Die Wege der KGA sind nach Märchen (ohne den Zusatz ~weg) benannt. Die Längswege nach Märchensammlern: parallel innerhalb der Anlage vom Quarzweg liegt der Bechsteinweg zwischen Sangerhauser Weg (N) und Hochspannungsweg (S), die weiteren Längswege sind Andersen-, Grimm- und Hauffweg, im Südostzipfel Dornröschen. Von Nordwest nach Südost liegen die Wege: Elfenhügel/Solberschilling, Rosenrot, Schneewittchen, Bruder Lustig, Rapunzel, Sterntaler, König Drosselbart, Zaunkönig, Wichtelmänner, Goldesel, Kleiner Muck, Kalif Storch, Frau Holle, Aschenputtel, Zwerg Nase, Froschkönig und Vogel Greif, der am Hochspannungsweg liegt mit der Buckower Grenze an seiner Außenseite. Die DKGA Kurt Pöthig wurde 1953 gegründet noch in den Spuren des Zweiten Weltkriegs auf Ackerland und von der „Kleingartenanlage Heimaterde“ umgeben. Parallel vom Breitunger Weg in Richtung der in Betrieb befindlichen Hochspannungsleitung (Vogel Greiff Weg) zum Britzer Damm war die Geflügelfarm der Rohrbeckschen-Erbengemeinschaft angelegt. |
| KGA „Lehmberg“                 | Gradestraße 124 (Lage)             | 014              | 0000,5 landeseigen | Die KGA liegt an der Tempelhofer Bezirksgrenze am Tripelpunkt Britz / Tempelhof / Mariendorf. In Tempelhof grenzt die KGA „Frieden I“ an, nach Süden und über die Gradestraße die KGA „Sorgenfrei“. Die letztere war schon in den 1930er Jahren Gartenkolonie, aber ließ das nördliche Dreieck am Güterbahnhof Teltowkanal der NME ungenutzt. So wird sich der Name „Lehmberg“ der um 1950 gegründeten Kolonie erklären. |
| KGA „Maiblume“                 | aufgehoben wegen BAB (Lage)        |                  | 0001,0             | Die Anlage auf Späthstraße 158/159 wurde beim Bau der Neuen Späthstraße aufgehoben, die Schrebergartenanlage lag schräg über den neu zu schaffenden Straßenzug hinweg. |
| KGA „Marienfelder Weg“         | Deutsch-Kroner-Ring 25 (Lage)      | 424              | 0018,5 landeseigen | Die Kleingartenanlage liegt um den Papenpfuhl und grenzt im Süden an den Britzer Garten, im Nordwesten schließt die Siedlung am Deutsch-Kroner-Ring an, im Osten die KGA „Goldregen“ und „Zur Windmühle“ (Südost). Die aufgegebenen Gutsflächen im Südwesten des Britzer Ortskern waren in den 1920er Jahren als Flugplatz angedacht. Nachdem der Plan (zugunsten der DVL in Adlershof) nicht umgesetzt wurde kam in den 1930er die Nutzung für Kleingartenkolonien und den Parkfriedhof auf. Die Kolonie Marienfelder Weg besteht seither auf dem Nordabschnitt der von der Stadt Berlin übernommenen Landwirtschaftsflächen des Gutes Britz. |
| KGA „Marienhöhe 2“             | Karl-Elsasser-Straße 35 (Lage)     | 015              | 0000,4 landeseigen | Zur Nahrungsbeschaffung in den Nachkriegsjahren wurde auf der bislang unbebauten Fläche am Tempelhofer Weg 17/20 zwischen Karl-Elsasser-Straße 25/35 und Braunlager Straße 20/28 die „Schrebergärten“ geschaffen. Sie besaß eine Fläche von 8800 m². Mitte der 1950er Jahre wurden drei Wohnungsblöcke mit je drei viergeschossigen Häusern als Ergänzungsbauten auf einem Teil errichtet. Der Ausgang der Braunlager Straße zum Tempelhofer Weg kam zur Gartenfläche. |
| KGA „Martha Baer“              | Parchimer Allee 1 (Lage)           | 042              | 0001,9 landeseigen | Sie liegt vom Teltowkanal (Martin-Mährlein-Weg) in einem 70 m breiten Streifen nach Südwest (projektierte Trasse der Straße 26a) zwischen KGA „Feldschlösschen“ und „Frisch Auf“. Die Streifenstruktur der hier liegenden Gartenkolonien beruht auf den Ackerflächen der Britzer Bauern, die für ihre Flächen Pachtverträge für Schrebergärten schlossen. Im Adressbuch 1939 noch als Baustelle bezeichnet findet sich 1943 der Eintrag Laubenkolonie. Etwas östlicher war in den 1930er Jahren die Straße 230 projektiert. |
| KGA „Morgentau“                | Blaschkoallee 52 (Lage)            | 053              | 0002,2 landeseigen | Nördlich der Blaschkoallee gelegen wird sie durch die nicht realisierte Trasse des vormaligen Priesterwegs von der KGA „Blaschkotal“ getrennt. Diese Kleingartenanlage liegt auf dem Gelände der vormaligen Körnerschen Kiesgrube, die für die Hannemannstraße aufgeschüttet wurde. |
| KGA „Ostelbien II“             | Koppelweg 56 (Lage)                | 176              | 0008,9 landeseigen | Der Begriff Ostelbien für die deutschen Länder und preußischen Provinzen östlich der Elbe geht auf einige verarmte Großgrundbesitzer aus der ostelbischen Provinz zurück. Sie siedelten um 1900 aufgrund des billigen Pachtpreises in der Sonnenallee/Ecke Dammweg. 1924 erfolgten die ersten Kündigungen und sie zogen 1925 nach Britz mit dem Namen Kolonie Ostelbien II. Auf 158 Parzellen wurden Hütten aus Eierkistenbrettern errichtet. Das Anlegen der Kolonie kostete 9400 Reichsmark. Das Vereinsheim und die Kantine wurden 1927 eingeweiht, dort bekam man damals Lebensmittel, Kohlen, Seifenartikel und warme Gulaschsuppe. |
| KGA „Pappelheim“               | Buschkrugallee 83 (Lage)           | 023              | 0000,8 landeseigen | Die Schrebergartenkolonie im Bogen der Haarlemer Straße zur Buschkrugallee ist für gewerbliche Nutzung vorgesehen. Die Schutzfrist für den Bestand wurde 2014 bis 2020 verlängert. |
| KGA „Pumpstation“              | ([alte] Späthstraße) (Lage)        |                  | 0000,8             | Die Anlage auf Späthstraße 156/157 wurde beim Bau der Neuen Späthstraße aufgehoben, sie lag schräg zum Teltowkanal auf dem Nordosten des neuen Straßenzugs. Das Grundstück grenzte an Kolonie Maiblume und Rosenhain. |
| KGA „Roseneck (Britz)“         | Koppelweg 54 (Lage)                | 261              | 0012,1 landeseigen | Der Trägerverein ist die „Kleingartenanlage Roseneck-Britz e. V.“ Im Adressbuch 1936 findet sich unter Triftstraße zwischen Baustellen der Eintrag „Weg zur Kolonie Roseneck“. Die Anlage liegt nördlich der KGA „Guter Wille“ und grenzt an die Bahnlinie der NME und im Norden an eine Gewerbefläche. Von Ostelbien wird sie im Westen durch den Grenzweg getrennt, zu diesem parallel Elsenweg, Schulzenaue, Ottoweg, Grüner Weg, Kirschallee. Im Osten verlängert letztere den Schlangenweg und im Westen gibt es den Zugang über Am Roseneck, quer dazu Brunnenweg und Birkenallee. Östlich der Kirschallee liegt bis zur Bahnlinie und an die KGA „Unland“ eine Dreiecksfläche mit Flieder-, Nelken-, Tulpenweg und im Südost der Bebelallee. Von letzterer sind die Parzellen jenseits der Bahnlinie mit Alpenhöhe, Rosen- und Resedaweg über die Ringallee (mit Durchführungen unter der Bahn) erreichbar. Dieser KGA-Teil wird von einer Gleisanlage zum Abfallbeseitigungswerk der BSR Gradestraße durchschnitten. |
| KGA „Rosenecke“                | Tempelhofer Weg 114 (Lage)         | 011              | 0000,3 landeseigen | Diese Schrebergartenanlage liegt auf den Grundstücke 114 vom Tempelhofer Weg zum Brandpfuhl, mit dieser Naturschutzfunktion ist der Status als dauerhaft gesicherte Anlage am Rande des Industrie- und Gewerbegebiets zu erklären. Seit den Nachkriegsjahren befand sich in ihrer Nähe sich bis Ende der 1980er Jahre nördlich der RIAS-Sendeanlage die aufgegebenen Kolonie „Solidarität“ (anfangs 5,7 in den 1960er Jahren auf 1,2 Hektar verringert) von der Gradestraße 45/49 aus. Die „Kolonie am Sendeturm“ von der Gradestraße 35/37 über die projektierte Straße 116 hinweg (2,9 Hektar) wurde auf eine Fläche am Ende der Waldkraiburger Straße verkleinert. Diese Kolonien wurden zu Gunsten verschiedener Gewerbeprojekte und der Umgestaltung der Gradestraße aufgegeben. |
| KGA „Rosenhain“                | Späthstraße (Lage)                 | 010              | 0000,5 landeseigen | Die Kolonie Rosenhain besaß auf dem Grundstück Späthstraße 154/155 eine Fläche von 6380 m², beim Bau der Neuen Späthstraße wurden einige Parzellen am 30 Meter breiten Uferstreifen südlich der neuen Straßentrasse entwidmet. Die verbliebene Fläche wurde als Siedlung nicht nach dem Bundeskleingartengesetz, sondern nach Baurecht umgestaltet, sodass Bebauung mit Wohnrecht möglich ist. |
| KGA „Sonntagsfreude“           | Johannisthaler Chaussee 162 (Lage) | 018              | 0000,7 landeseigen | Sie liegt im Südosten des Ortsteils entlang der Buckower Grenze. Die Koloniefläche gehörte bis in die 1940er Jahre zum Ortsteil Buckow innerhalb des Bezirks Neukölln, war allerdings von der Buckower Bebauung am Ortolanweg freigeblieben. Mit dem Anschluss an die KGA Britzer Wiesen, die um das Sommerbad (bis in die 1950er Jahre Städtisches Unterkunftslager) und die (Oskar-Heinroth-)Schule wurde die Ortsteilgrenze an der KGA Sonntagsfreude Ende der 1950er Jahre zu Gunsten von Britz verschoben. |
| KGA „Sorgenfrei“               | Gradestraße 127 (Lage)             | 133              | 0006,2 landeseigen | Von ihrer Lage zu beiden Seiten der Gradestraße, erklärt sich der Anlagenname, der in Berlin mehrfach verwendet ist. Als die Gradestraße noch an der Bahnlinie endete setzte der Sorgenweg deren Trasse fort. Die gesamte Fläche zwischen Bezirksgrenze zu Tempelhof, Neukölln-Mittenwalder Bahn, Gradestraße und Koppelweg ist auf der Karte um 1940 als „Städtische Kleingartenkolonien“ ausgewiesen. Die Kolonie Sorgenfrei nimmt den Norden des Dreiecks ein. 5500 m² liegen nördlich der Gradestraße zur KGA Lehmberg. Im südlichen Teil werden die Parzellen von der Gradestraße ab durch Ost-, Mittel-, Westweg erreicht, parallel aber nicht durchgehend liegen Schwalbennest und Finkensteig, quer dazu Drossel-, Sperlingsgasse, südlich Meisenberg. Östlich zum Bahndamm schließt sich die Gewerbefläche Gradestraße 121/123 mit einer Zufahrtsstraße an, die schon auf der Karte 1941 aufgenommen ist. Jenseits vom Bahndamm lag in den 1950er bis Mitte der 1960er Jahre die Kolonie „Vergnügtes Dreieck“ (Gradestraße 10–119) auf der mit der Erweiterung des Industriegeländes zum Teltower Damm Gewerbe- und Lagerflächen angelegt wurden. |
| KGA „Therese Dähn“             | (alte) Späthstraße 36 (Lage)       | 090              | 0003,5             | Die Anlage liegt zwischen der (alten) Späthstraße (Höhe Späthstraßenbrücke) am Übergang in den Teltowkanaluferweg (Martin-Mährlein-Weg) und dem Mittelweg zur KGA „Am Buschkrug“. Nach Westen grenzt die KGA „Bartas Grund“ und nach Osten der „Siedlerverein Harmonie“. Zur Anlage gehören von Nord nach Süd die Wege I bis VII, sie ist im Straßenverzeichnis unter 6761 als KGA mit der OKSTRA-Klasse P aufgenommen. Sie ist nicht mehr selbstständig im Kleingartenentwicklungsplan aufgenommen und ist frei von den Beschränkungen des Bundeskleingartengesetzes nach Baurecht eingelassen. |
| KGA „Treseburg“                | Friedrichsbrunner Straße 39 (Lage) | 036              | 0001,3 landeseigen | Der Name der Kolonie bezieht sich auf den Namen des Kanalnordufers als Treseburger Ufer. Die Anlage umschließt die Sportanlage von „Union Südost“. Im Adressbuch sind die Grundstücke als Baustellen ausgewiesen. In den Nachkriegsjahren wurden Schrebergärten auf freien Stadtflächen angelegt um Selbstversorgung mit Nahrungsmitteln zu ermöglichen, so auch die Kolonie „Treseburg“ zwischen der südlichen Bebauung der Germaniapromenade und dem Teltowkanal, wobei der vor 1930 entstandene Sportplatz erhalten blieb. Nach Osten bis an die Chausseestraße (→ Britzer Damm) wurde gleichzeitig auf Brachfläche „Körners Grund“ (45.000 m²) angelegt. Diese wurde jedoch zwischen 1958 und 1962 mit den Wohnblöcken der Suderoder Straße bebaut. Die KGA „Treseburg“ gehört zu den Anlagen deren Schutzfrist 2014 bis 2020 verlängert wurde. |
| KGA „Unland“                   | Koppelweg 32 und 52 (Lage)         | 065              | 0003,0 landeseigen | Der Name erklärt sich: „Oft entstanden die Kolonien zwischen Bahnlinien und in Einflugschneisen, auf ‚Unland‘ eben, wo die Stadt nicht Stadt sein wollte.“ Die Anlage liegt zwischen der Bahnlinie und dem Schlangenweg nördlich am Koppelweg als „Unland I“ und „Unland II“. |
| KGA „Waldgarten Berlin-Britz“  | Leonberger Ring 54 (Lage)          | 60               | 2,8 landeseigen    | Der Kleingartenpark „Waldgarten Berlin-Britz“ entstand April 2021 im Rahmen des vom Bundesprogramm Biologische Vielfalt geförderten Projekts „Urbane Waldgärten“. Seit 2023 kümmert sich der gemeinnützige Verein Waldgarten Berlin-Britz e. V. um die langfristige Weiterentwicklung der Anlage. Der Garten ist ein Modellprojekt für mehrjähriges, klimaangepasstes Gärtnern in verschiedenen Pflanzschichten nach dem Leitbild eines Waldgartens – es verbindet Forschung, Umweltbildung und nachhaltige Kleingärtnerei. Untersucht wird unter anderem die Wirkung der Grünanlage auf die lokale biologische Vielfalt und das Mikroklima. Die Anlage besteht aus 10.000 m² öffentlicher Grünanlage, 5.000 m² offenem Gemeinschaftsgarten, 1.000 m² Umweltbildungsfläche (betreut durch das Freilandlabor Britz e. V.) sowie rund 12.000 m² Kleingartenparzellen. |
| KGA „Wasserkante“              | Tempelhofer Weg 34a (Lage)         | 008              | 0000,5 landeseigen | Die Anlage (im Straßenregister 5978) liegt in einem 20 m breiten Streifen sich zwischen Gewerbeflächen (Tanklager) nahe dem Hafen Britz-West. Die Zufahrt erfolgt über eine Pflasterstraße, die vormals den Hafen erschloss. Südlich lag das Unternehmen Riedel-deHaën, an dessen Grenze die Merkurstraße nach Süden zur Gradestraße lag. Ausgangspunkt der bestehenden Anlage war in den 1950er Jahren die Kolonie „Morgenrot 2“, die anfangs nur die östliche Hälfte einnahm, die Flächenerweiterung erfolgte Mitte der 1960er Jahre. Der Namenswechsel geschah in den 1970er Jahren. |
| KGA „Wiesengrund“              | ([alte] Späthstraße) (Lage)        |                  | 0000,9             | Die Anlage ist nicht mehr im Kleingartenentwicklungsplan, da sie für Bauarbeiten aufgehoben wurde. Auf den Grundstücken Späthstraße 31 und 33 zwischen den KGA „Bartas Grund“ und KGA „Alpental“ wurden zwei Gewerbehallen errichtet. |
| KGA „Wilhelmsruh“              | Alt-Britz 18 (Lage)                | 025              | 0001,1 landeseigen | Der Koloniename nimmt Bezug zur Wilhelmstraße (→ Pätzer Straße). In den Nachkriegsjahren wurde die brache Fläche südlich der Blaschkoallee (57–71, ungerade) für die Nahrungsmittelversorgung genutzt („Wilhelms Ruh“), sie liegt gegenüber „Blaschkotal“ und „Morgentau“. Die in den 1930er Jahren projektierte, nicht realisierte Trasse der Pintschallee im südlichen Abschnitt ergab diese Freifläche, der bestehende Weg ist Zugang zu den Parzellen. Am Westrand der KGA war in den 1930er Jahren der südliche Anschluss der Straße 46 an die Pintschallee zur Dorfstraße projektiert. |
| KGA „Zufriedenheit“            | Koppelweg 14, 30 (Lage)            | 037              | 0001,4 landeseigen | Die beiden Teilflächen wurden aus östlich der Bahnlinie liegendem Land der Kolonie „Unland“ (um den Kienpfuhl) und der Kolonie „Friedhofsland“ südlich vom „Landeseigenen Friedhof Koppelweg“ zusammengefasst. Die KGA liegt nördlich am Koppelweg um das (Naturdenkmal) „Kienpfuhl“. Dazwischen liegt das Objekt Koppelweg 24 das zur WG Lebenshilfe gehört, vormals „Städtisches Altenheim“. |
| Siedlung „Zum Berggeist“       | (Martin-Mährlein-Weg) (Lage)       |                  | 0000,8             | Sie liegt am Teltowkanal. IM RBS-Verzeichnis ist sie als „Siedlung Zum Berggeist“ aufgenommen. Begrenzt wird sie im Westen von der „Siedlung Deutsche Scholle“ und südlich und östlich liegt die KGA „Edelweiß“. Die Gartenanlage ist nicht mehr im Kleingartenentwicklungsplan und unterliegt nicht dem Bundeskleingartengesetz, sondern als Baufläche den Bestimmungen des BauGB. Das Grundstück Späthstraße 41 ist schon 1941 als Laubenkolonie im Adressbuch genannt. |
| KGA „Zum Siedlerheim“          | Haarlemer Straße 79–81 (Lage)      | 068              | 0002,5             | Sie ist nicht im Kleingartenentwicklungsplan aufgenommen. Die Fläche der Haarlemer Straße 79, 81 und 89 befindet sich südöstlich vom Technischen Hilfswerk an der Haarlemer Straße im Karree zur Neuen Späthstraße und dem Teltowkanal. Die Kleingartenanlagen bestanden bis 2010 wurden entwidmet und bis 2012 beräumt. Ausgewiesen ist sie durch die Nähe zur Autobahn als Gewerbereservefläche. Nach einer Zeit als Brachfläche wurde an der Haarlemer Straße ein Wohnheim (Asylbewerberheim) errichtet. |
| KGA „Zur Elf“                  | Späthstraße 147 (Lage)             | 010              | 0000,5 landeseigen | Die Kleingartenkolonie besitzt noch Schutzstatus bis 2020 und soll zu Gewerbefläche werden. Sie liegt zwischen Teltowkanal und Späthstraße und die benachbarten Grundstücke der Späthstraße (145 und 148) sind Gewerbeflächen. „Wir hätten uns eine Schutzfrist bis mindestens 2030 gewünscht“, so der Vereinschef. |
| KGA „Zur Windmühle“            | Hüfnerweg 4 (Lage)                 | 527              | 0024,3 landeseigen | Die Kolonie wurde am 24. Mai 1932 auf dem brachliegenden Ackerland des Britzer Guts mit 381 Parzellen je 600 m², einer Sondergenehmigung für eine Laube von 40 m² und vom Handbrunnen zweimal täglich 10 Liter Wasser. 1936 erhält jede Parzelle den eigenen Wasseranschluss. Am 28. Dezember 1943 fallen durch Bomben das Vereinsheim und 40 Lauben einem Brand zum Opfer. Seit 1981 ist die Kolonie Dauerkleingarten-Anlage. |

### Parks und Grünflächen

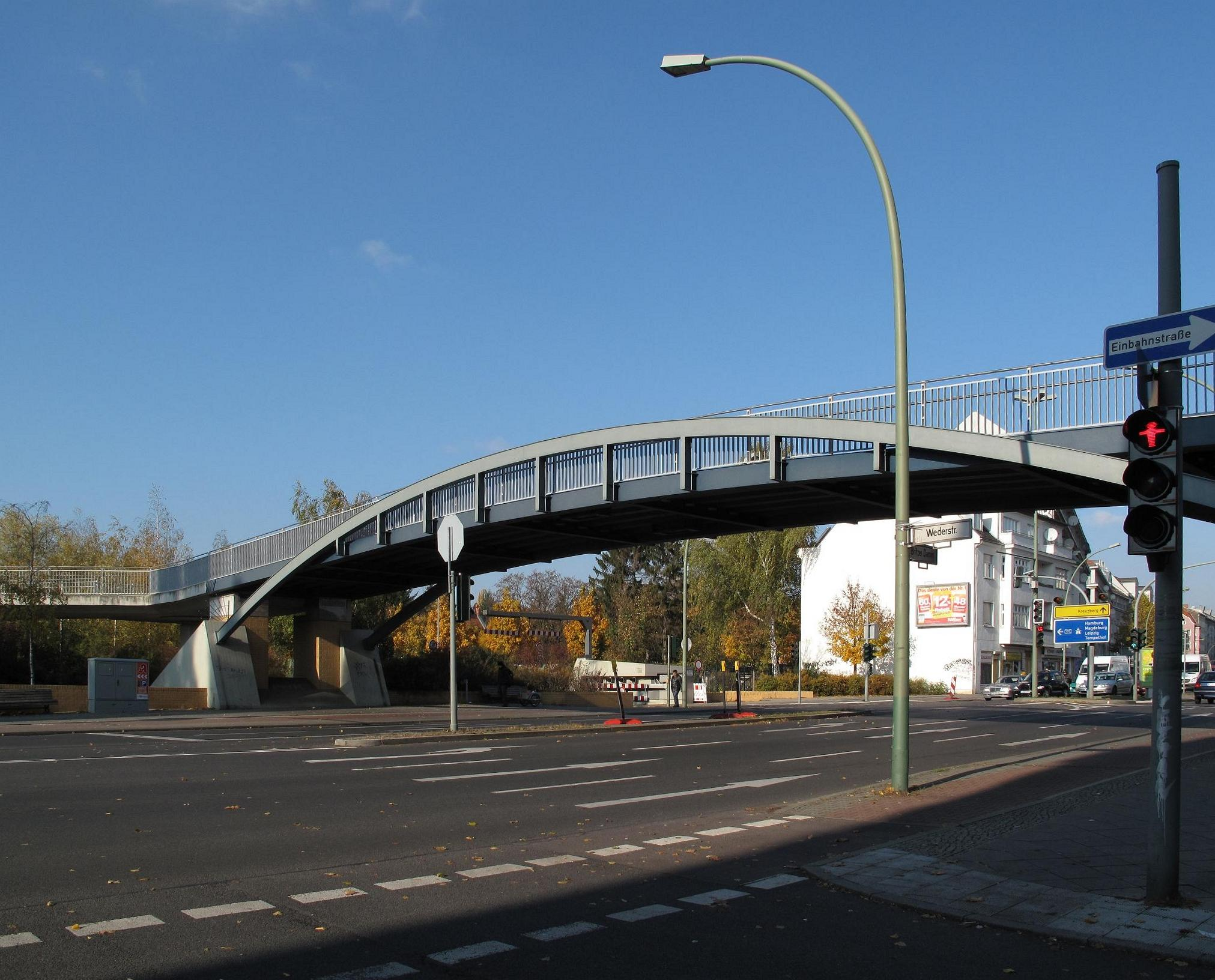
Der „Fußgängersteg Britzer Tor“ vom Jahr 2000 ist eine Fußgänger- und Radfahrerbrücke in Berlin-Britz über den Britzer Damm im Verlauf des Grünzuges über dem Tunnel (Carl-Weder-Park) der Stadtautobahn an der Anschlussstelle Britzer Damm.

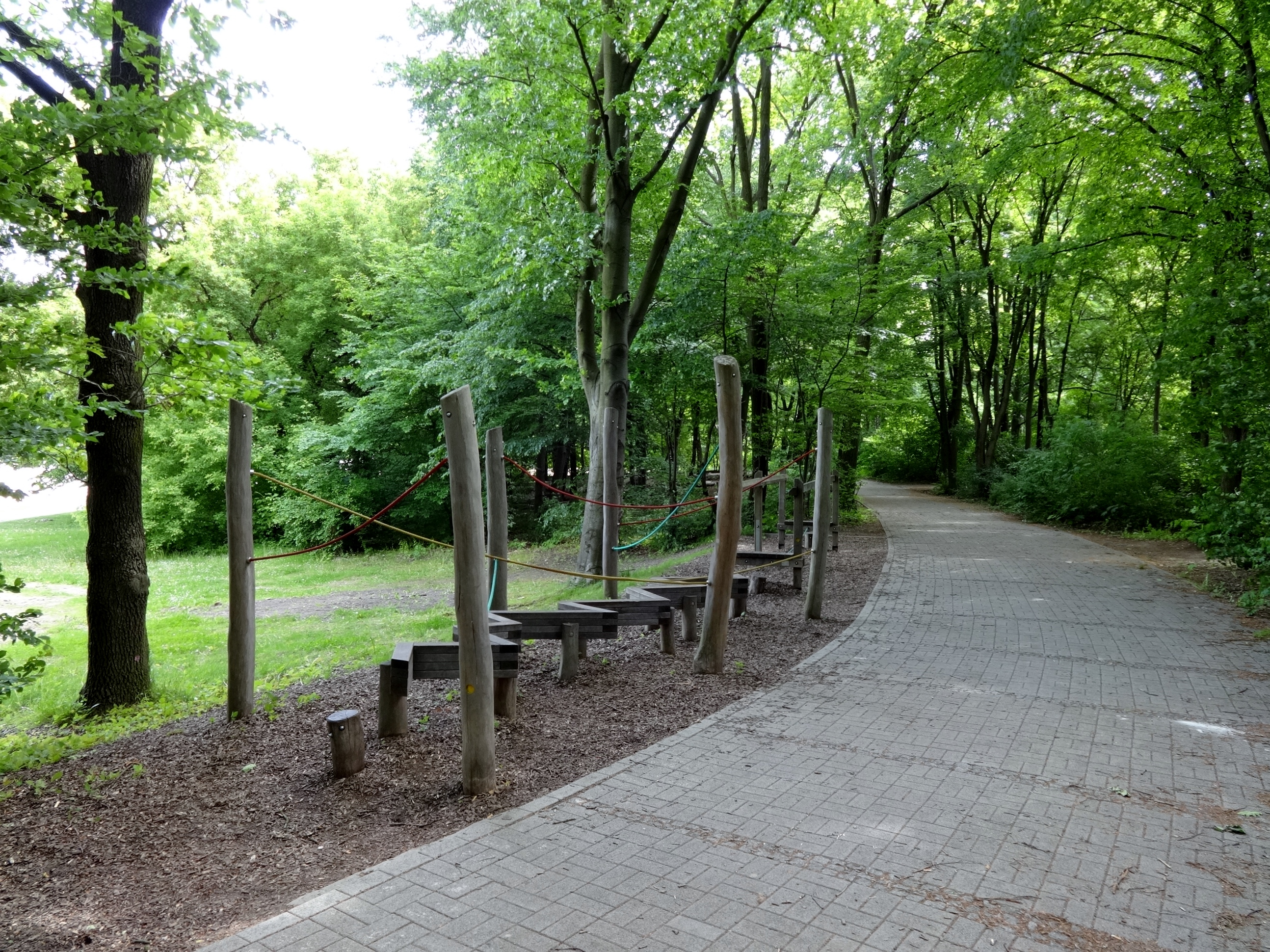
Park am Buschkrug

- Akazienwäldchen (Lage), die Weinberge Britzer Rittergutsfamilie Britzke[385]
- Britzer Garten (Lage)
- Carl-Weder-Park (Lage), er liegt oberhalb des Autobahntunnels an der Ortsteilgrenze zu Neukölln und wird in Britz von Benda-, Britzke-, Rungius-, Wederstraße und Britzer Damm umfasst.
- Parkstreifen (Lage) im Südwesten der Hufeisensiedlung am Rand des Schulzentrums
- Gutspark Britz (Lage)
- Park am Buschkrug (Lage): Der Buschkrugpark mit 79.000 m² wurde im Mai 1952 eröffnet. Die ehemalige Körnersche Kiesgrube wurde verfüllt und erhielt den Namen der früher an der Fernstraße gegenüber liegenden Raststätte „Buschkrug“.[386] Unter der Parkfläche liegt der U-Bahnhof Blaschkoallee der U 7

- Friedhöfe

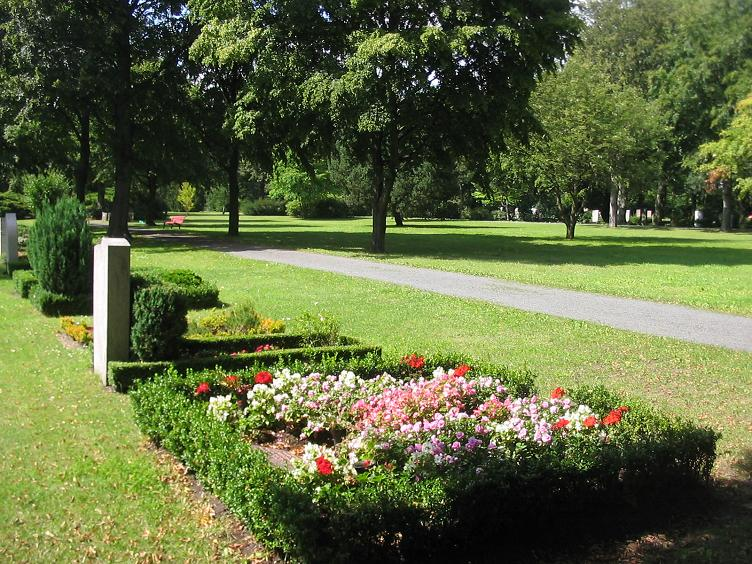
Parkfriedhof Neukoelln

  - Friedhof Buschkrugallee (Lage): Landeseigener Friedhof Britz I auf der Buschkrugallee 38
  - Friedhof Koppelweg (Lage): Landeseigener Friedhof Britz II, Koppelweg 10
  - Parkfriedhof Neukölln (Lage)
  - Dorfkirchhof (Alt-Britz), evangelischer Friedhof an der Britzer Dorfkirche
  - St.-Simeon-und-St.-Lucas-Kirchhof mit Fürbittkirche (Lage), evangelischer Friedhof Tempelhofer Weg 9. In einer langgestreckten Anlage befinden sich Gräber von Gefallenen des Ersten und Zweiten Weltkriegs[387]